# Liste der Kulturgeschichtspfade in München

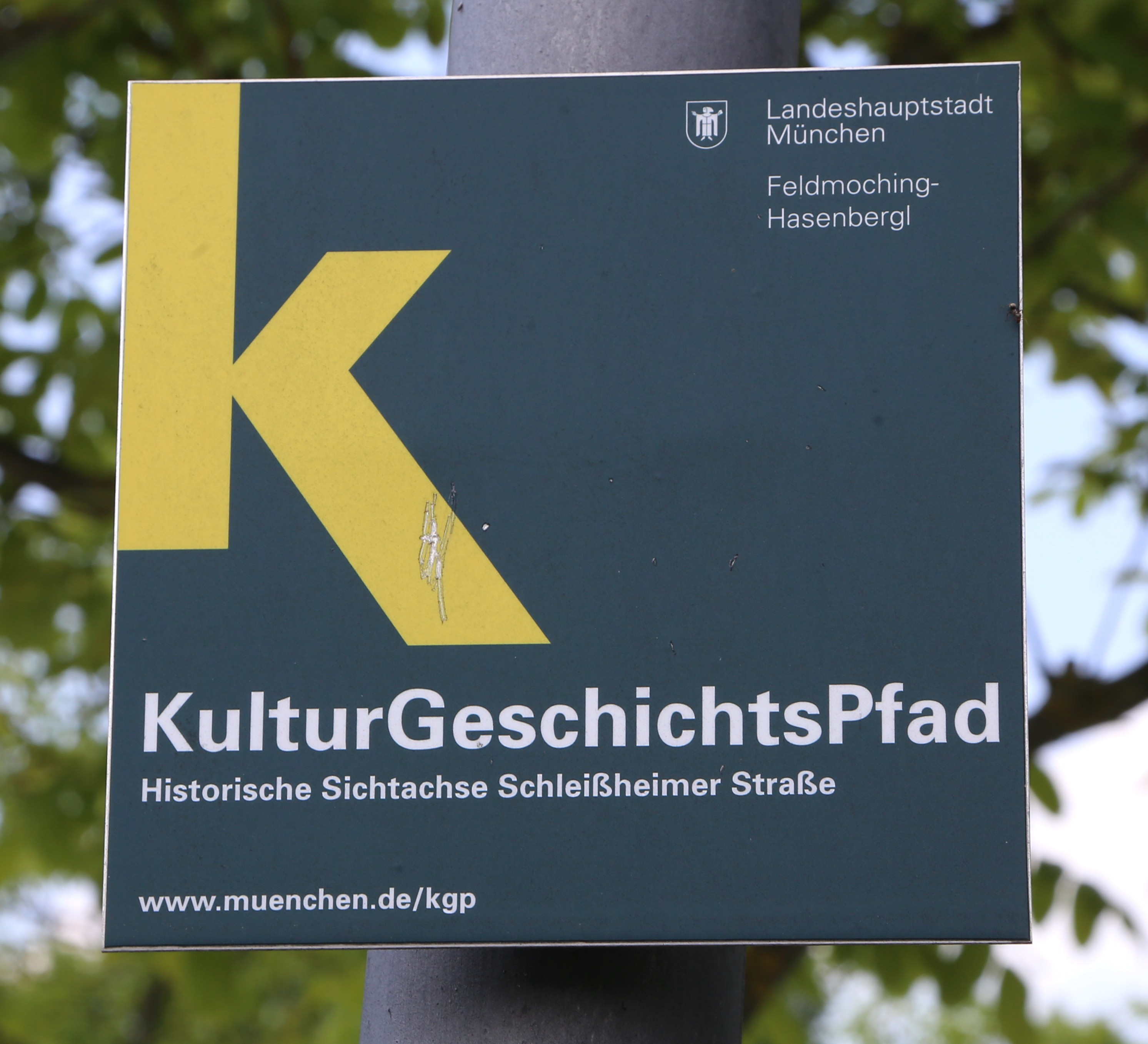
Orientierungstafeln weisen den Ort aus

Die Liste der Kulturgeschichtspfade in München (Originalschreibweise KulturGeschichtsPfad) listet Lehrpfade aufgeteilt nach den Münchner Stadtbezirken entlang historisch bedeutsamer Bauwerke, geschichtsträchtiger Plätzen und Wohnungen oder Wirkungsstätten bemerkenswerter Persönlichkeiten.

## Beschreibung
Die Kulturgeschichtspfade sind so angelegt, dass sie zu Fuß oder mit dem Fahrrad zurückgelegt werden können. An Ort und Stelle weisen Orientierungstafeln den jeweiligen Pfad und die betreffende Einzelstation aus. Begleitende Broschüren der Kulturgeschichtspfade liegen in Stadtteilbibliotheken, Volkshochschulen sowie in der Landesstelle für die nichtstaatlichen Museen in Bayern (Alter Hof 1) oder in den städtischen Tourismusinformationen kostenlos aus.
Die Kulturgeschichtspfade basieren auf einem Stadtratsantrag aus dem Jahr 2001.

## Rundgänge nach Stadtbezirken

### 2 – Ludwigsvorstadt-Isarvorstadt
Ein Rundgang durch die Ludwigsvorstadt: Hauptbahnhof, Bayerstraße, Hackerbrücke, Kirche St. Paul, Theresienwiese, Kaiser-Ludwig-Platz, Klinikviertel, Schillerstraße
Ein Rundgang durch das Schlachthof- und Dreimühlenviertel: Goetheplatz, Lindwurmstraße, St. Andreas, Südbahnhof, Schlachthof, Dreimühlenviertel, Wittelsbacherbrücke, St. Anton, Alter Südfriedhof, ehemaliges Gaswerk, Sendlinger Tor
Längs der Isar: Gärtnerplatz- und Glockenbachviertel: Ludwigsbrücke, Deutsches Museum, Patentämter, Corneliusbrücke, Reichenbachbrücke, Gärtnerplatz, Müllerstraße, Fraunhoferstraße, Hans-Sachs-Straße, Pestalozzistraße, Pechwinkel, Karl-Heinrich-Ulrichs-Platz

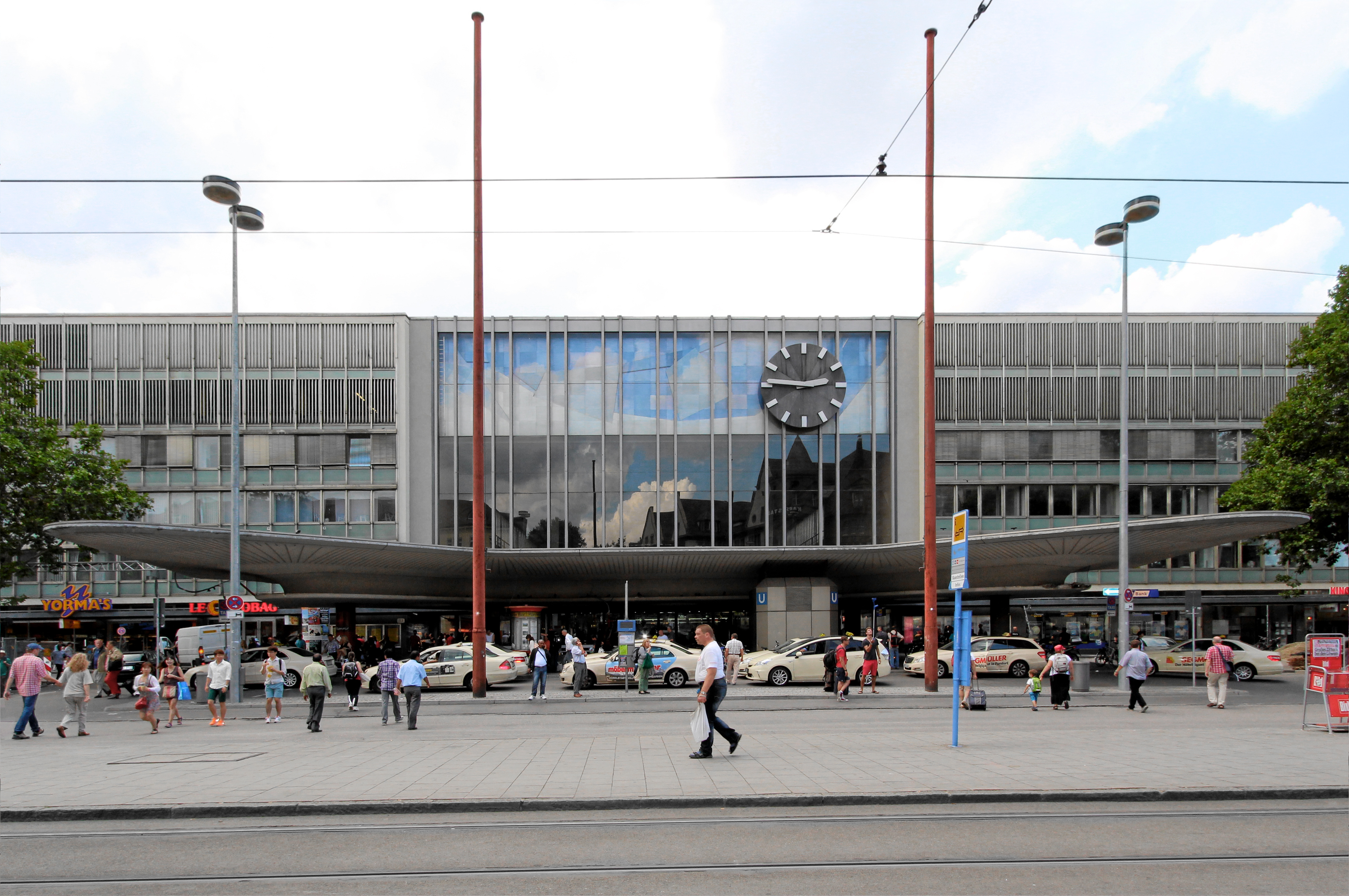
Hauptbahnhof
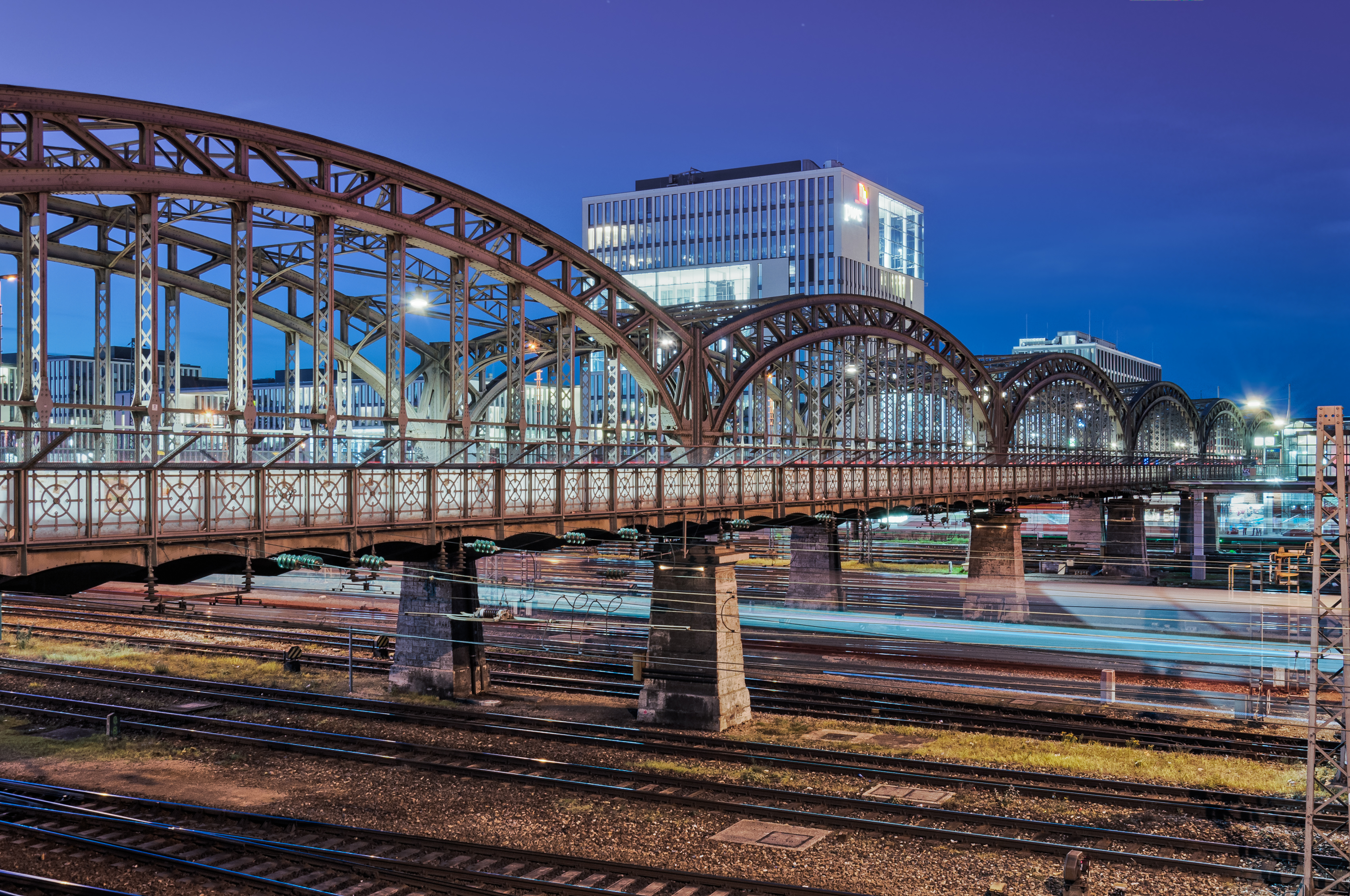
Hackerbrücke
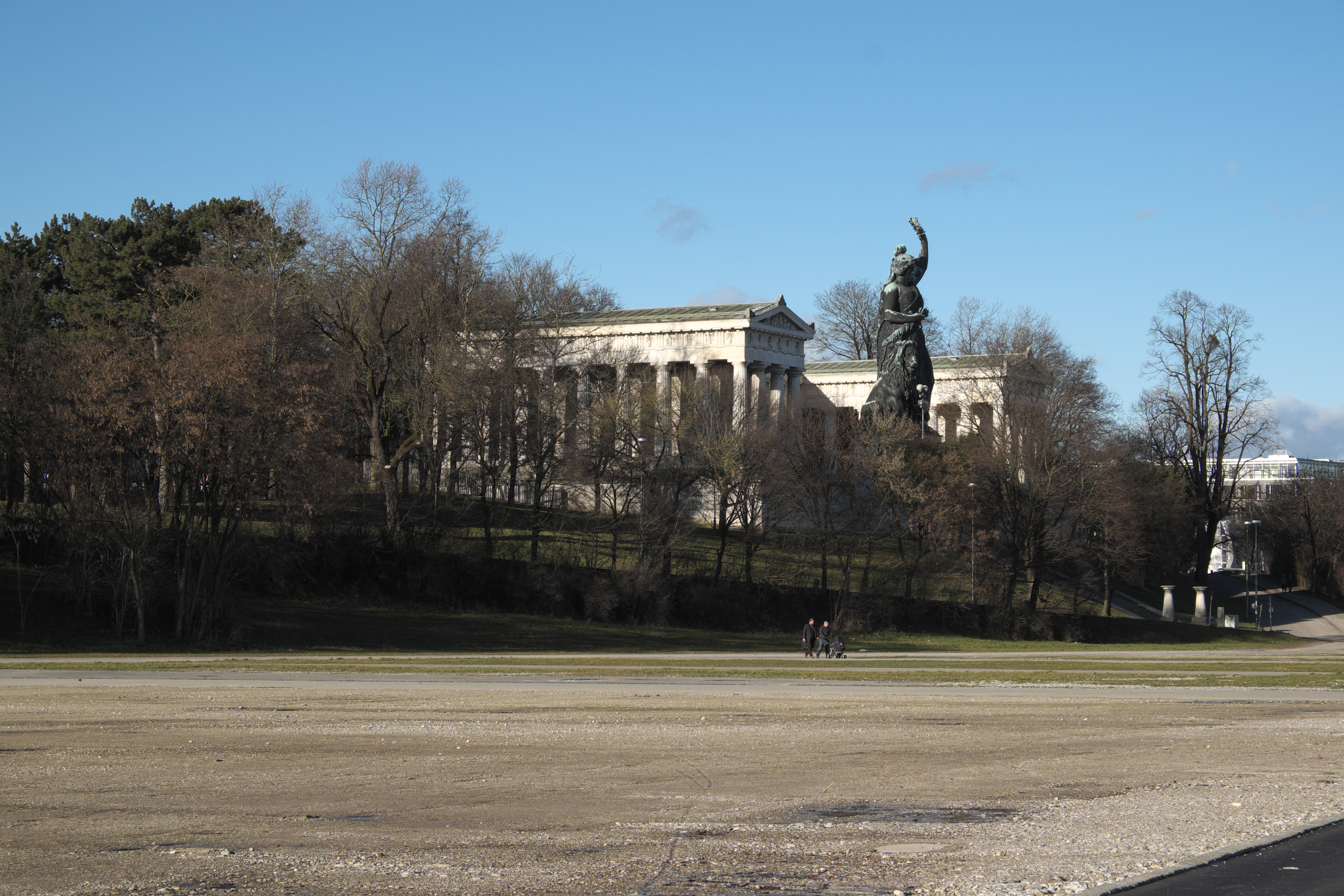
Theresienwiese
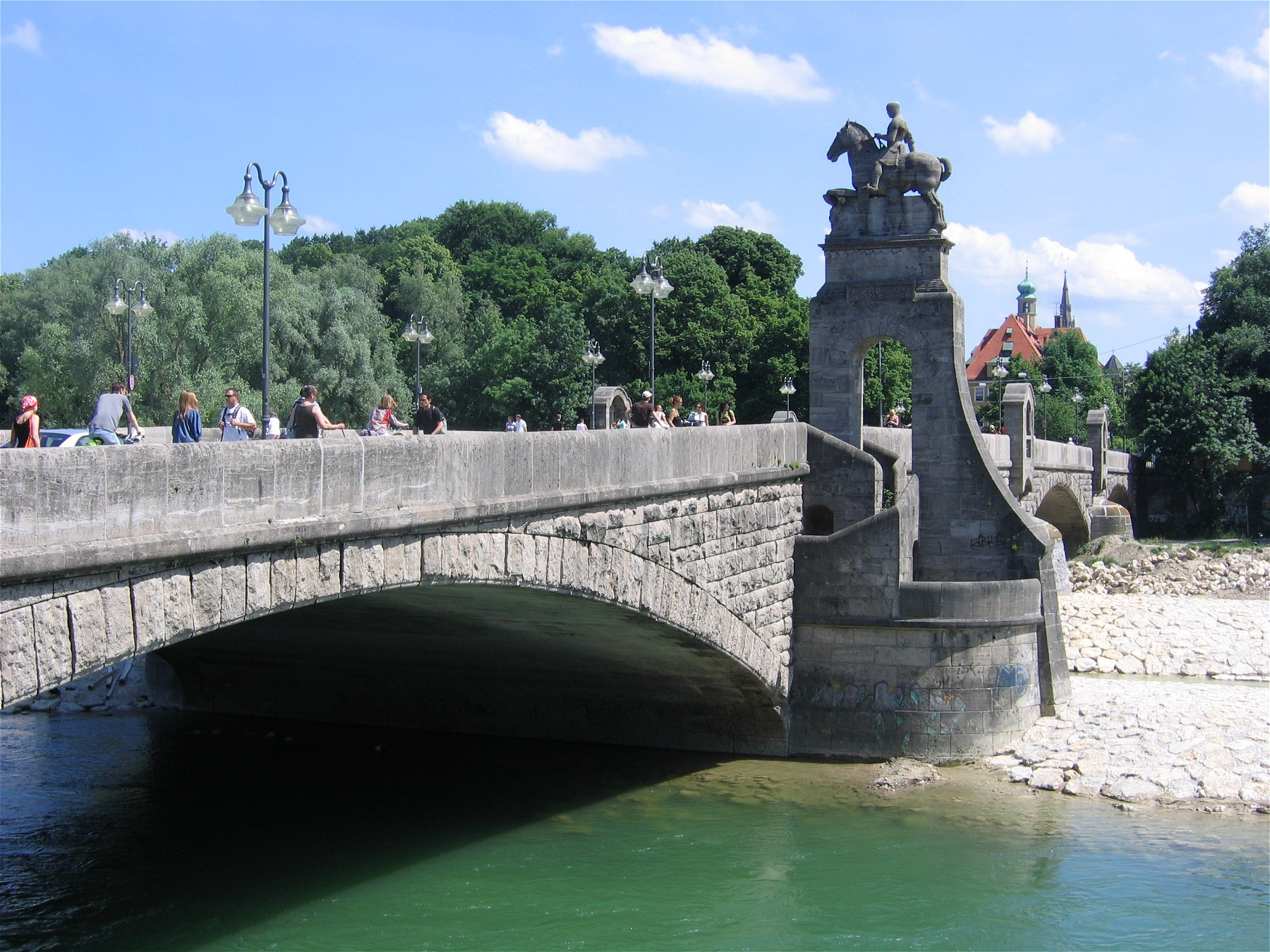
Wittelsbacherbrücke
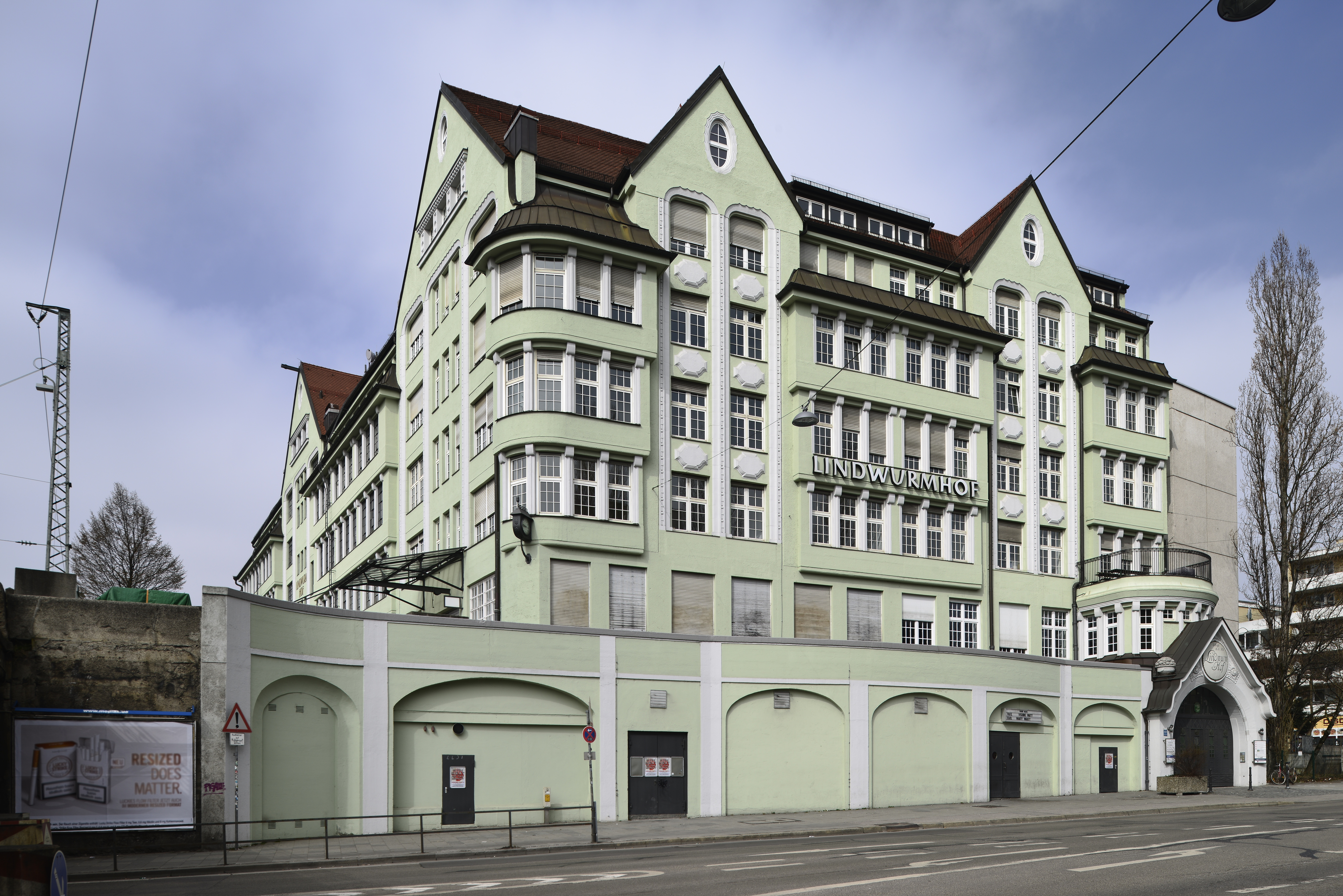
Lindwurmstraße
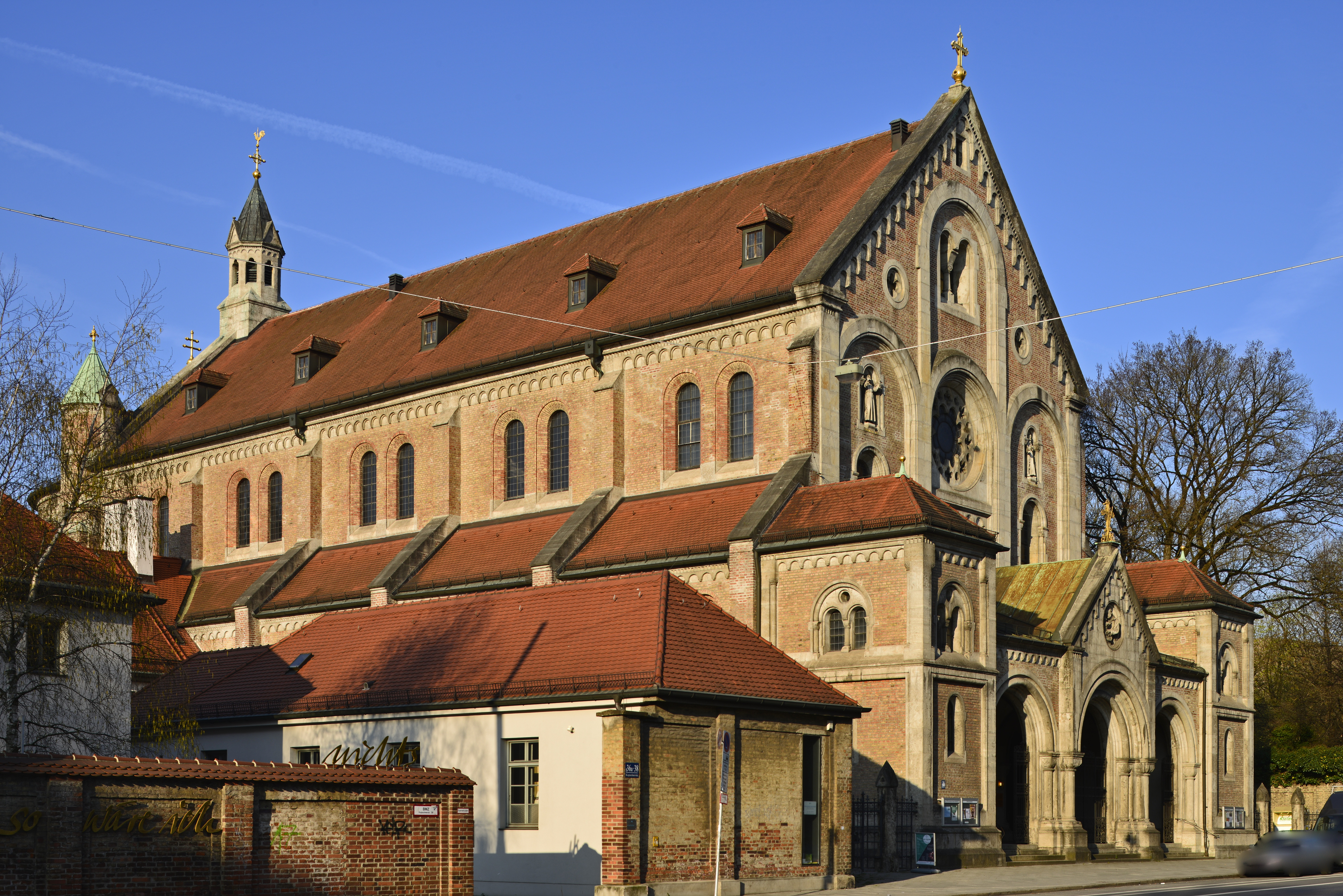
St. Anton
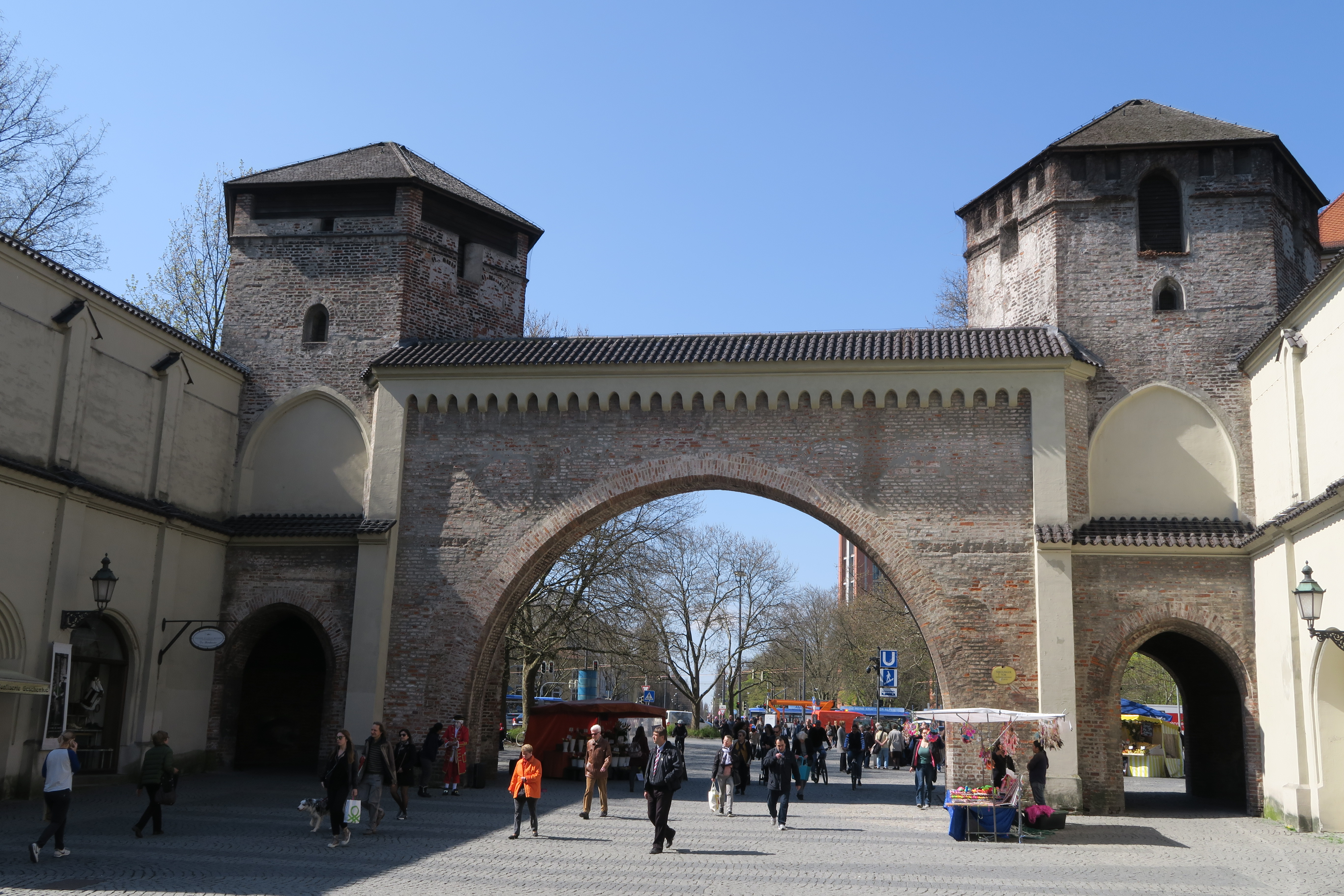
Sendlinger Tor

### 3 – Maxvorstadt
Der Rundgang durch die Maxvorstadt führt vom Finanzgarten durch die Schönfeldvorstadt und die Ludwigstraße: Finanzgarten, Fotoatelier Elvira, Kaulbachstraße, Akademie der Bildenden Künste, Geschwister-Scholl-Platz, Ludwigstraße (südlicher Teil)

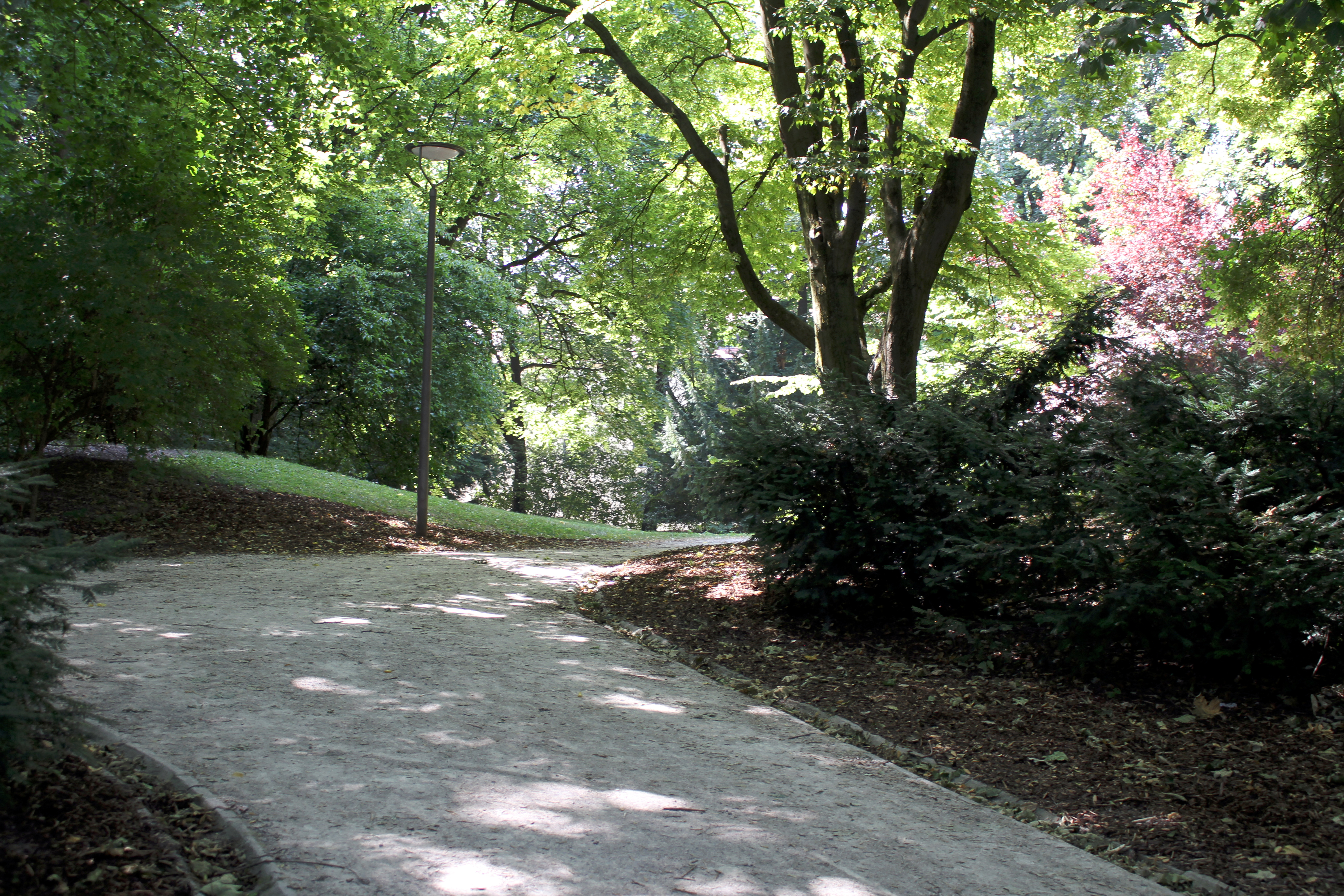
Finanzgarten
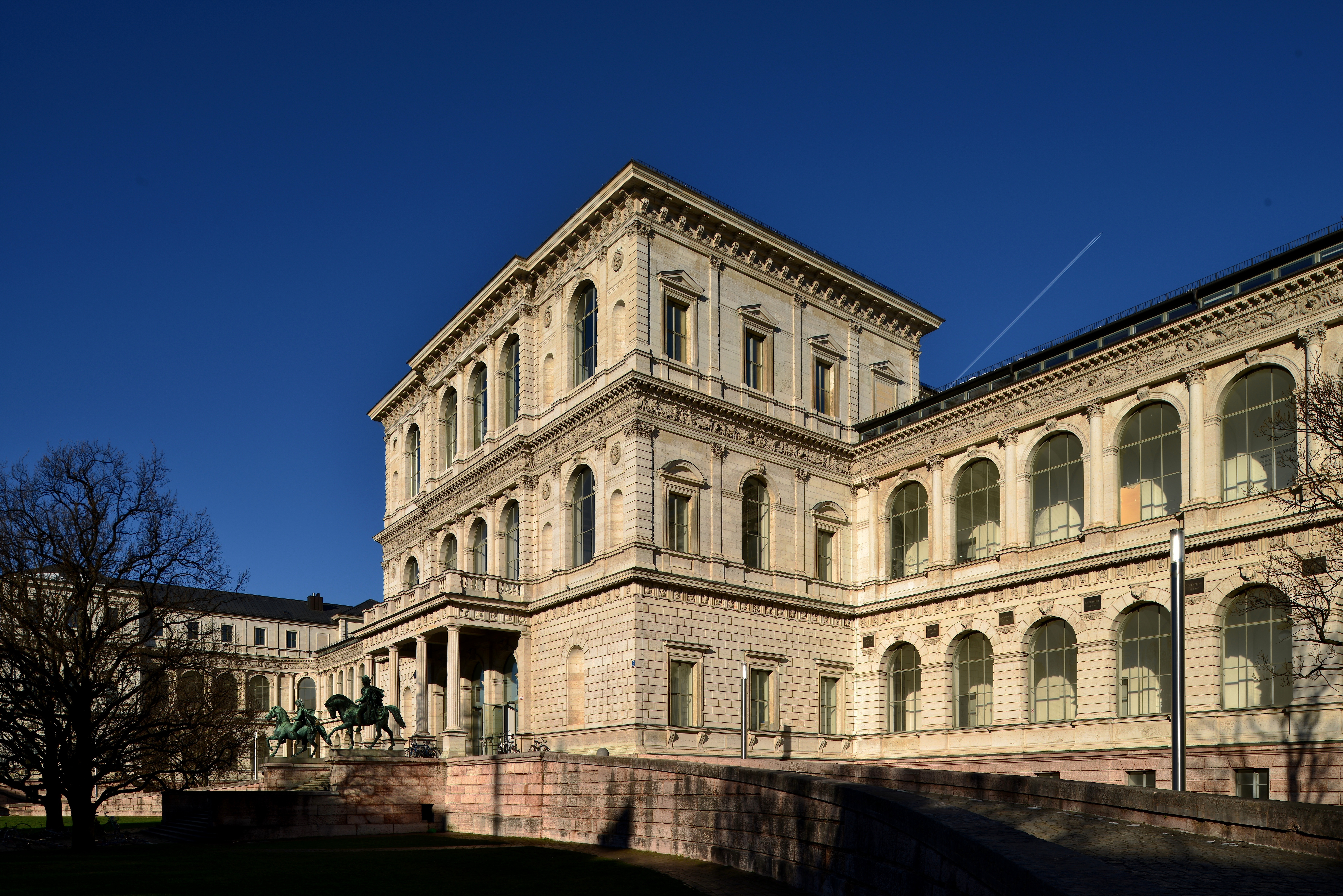
Akademie der Bildenden Künste
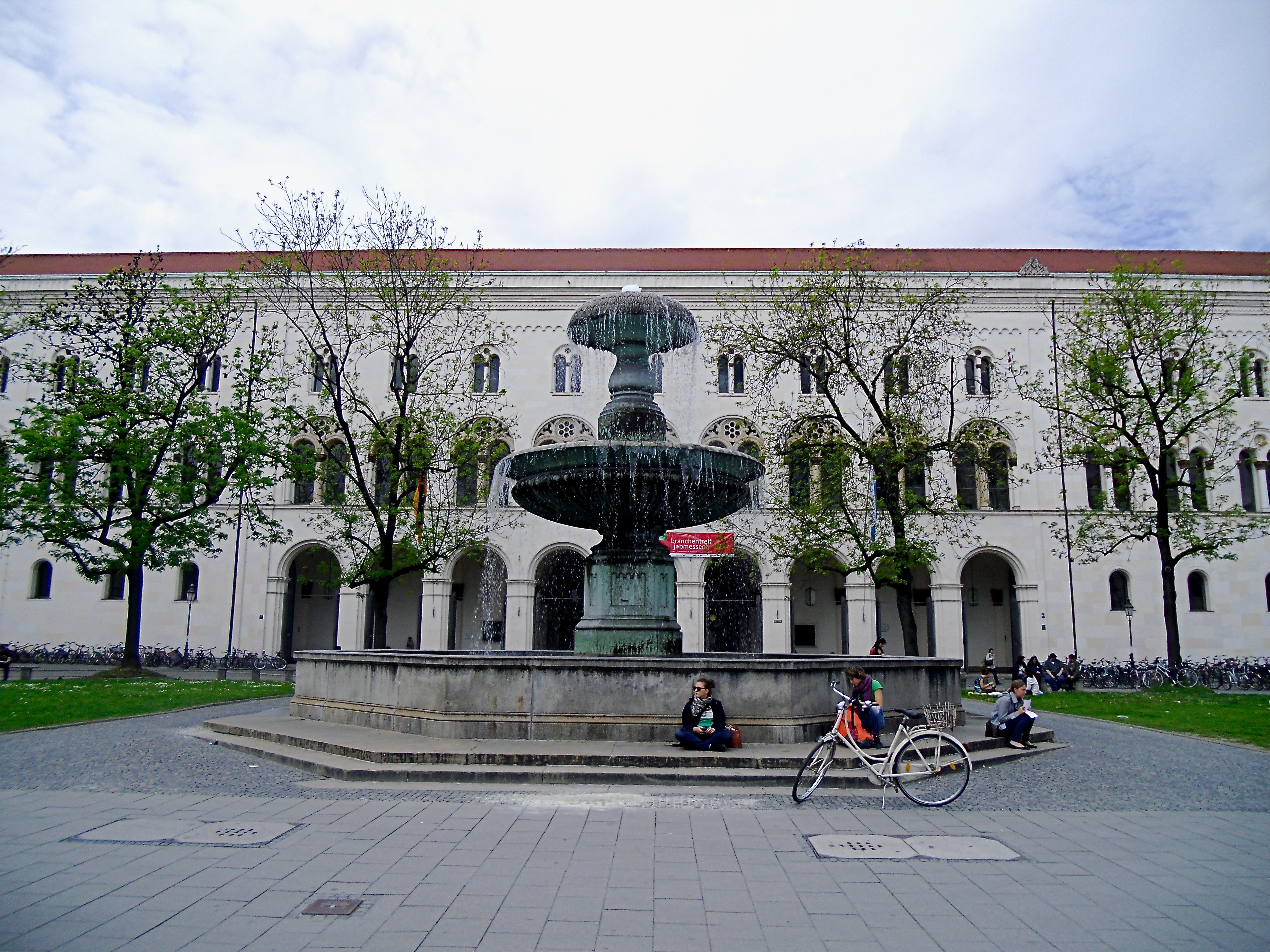
Geschwister-Scholl-Platz
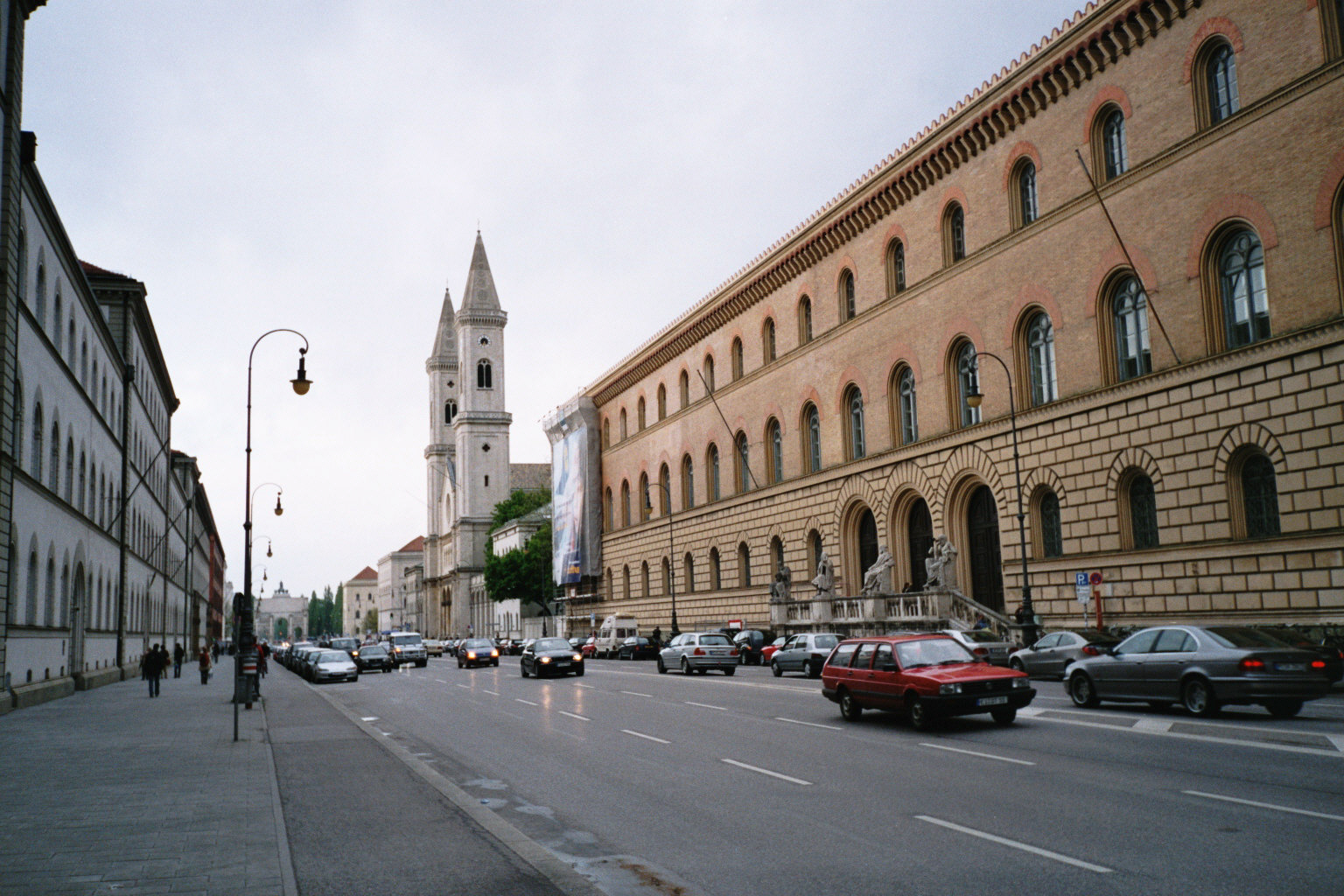
Ludwigstraße
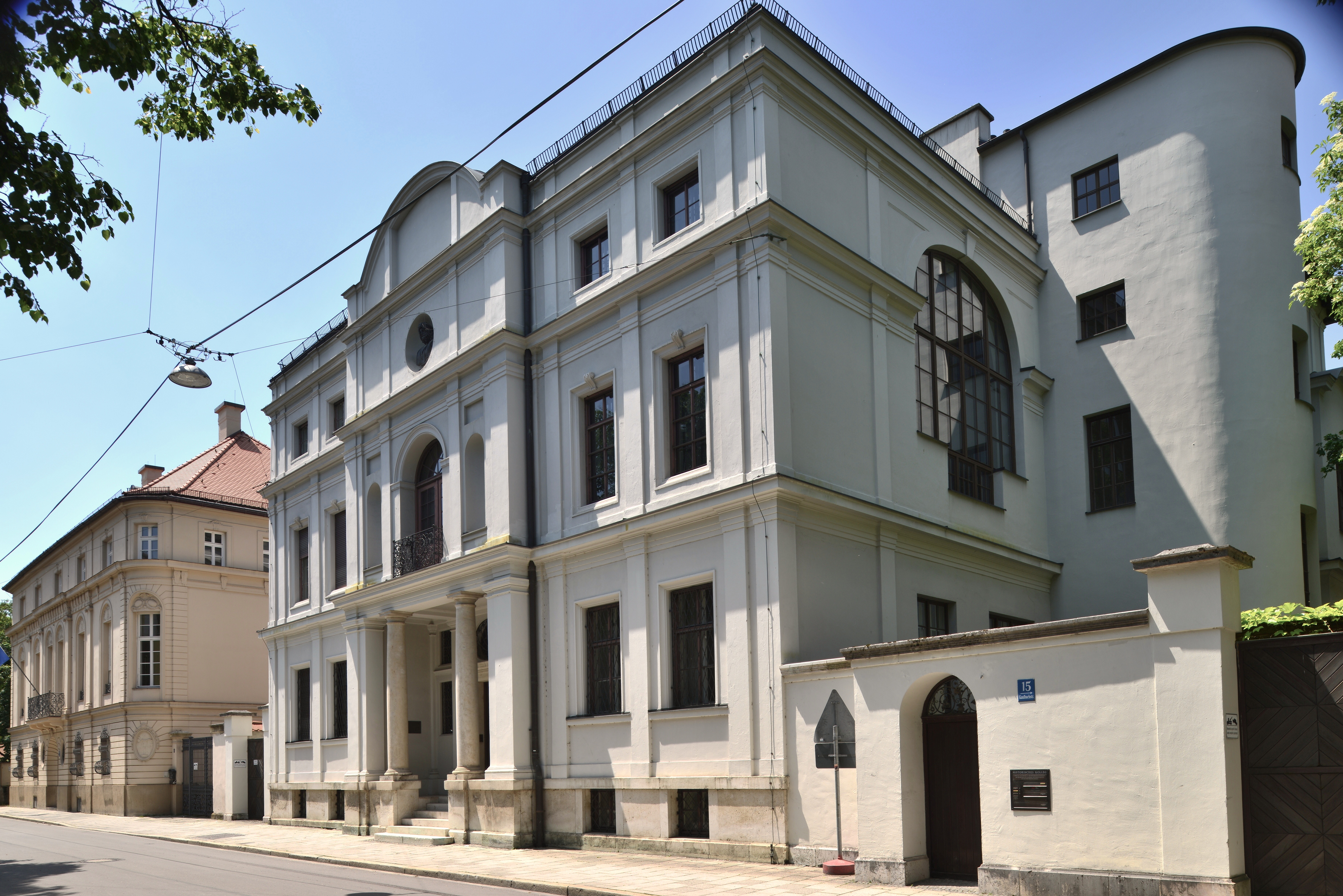
Kaulbachstraße

Rund um den Königsplatz und die Pinakotheken: Alter Botanische Garten, St. Bonifaz, Königsplatz, Lenbachhaus, Richard-Wagner-Straße, Hope Bridges Adams Lehmann, Technische Universität, Oskar Maria Graf, Ellen Ammann, Franz Josef Strauß, Schellingstraße – Einfallstor der NSDAP in die Maxvorstadt, Künstlerkneipe Simplicissimus, Georg-Elser-Platz, Türkenschule, Türkenkaserne, Wittelsbacher Palais, Brienner Straße, Karolinenplatz

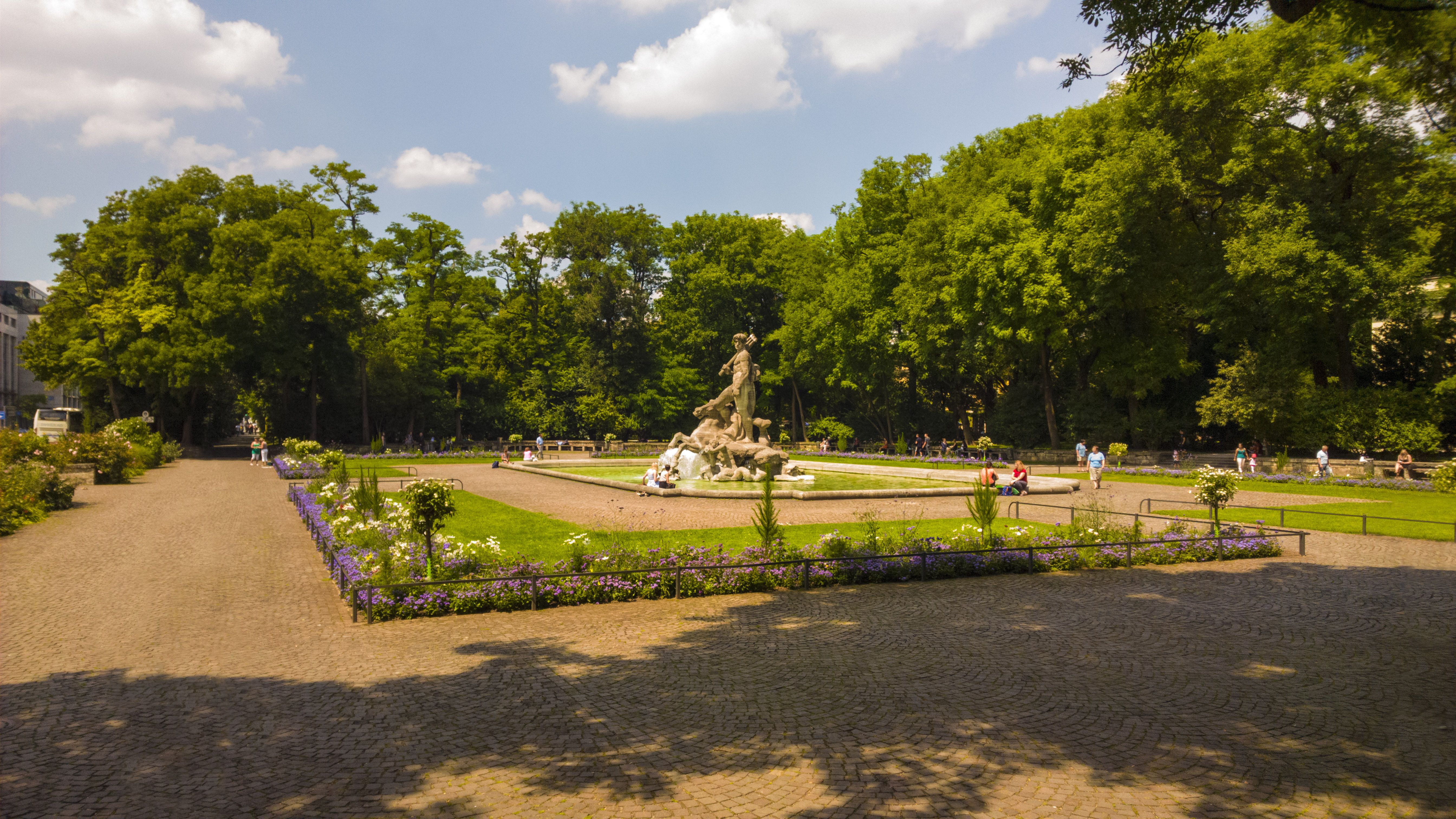
Alter Botanischer Garten
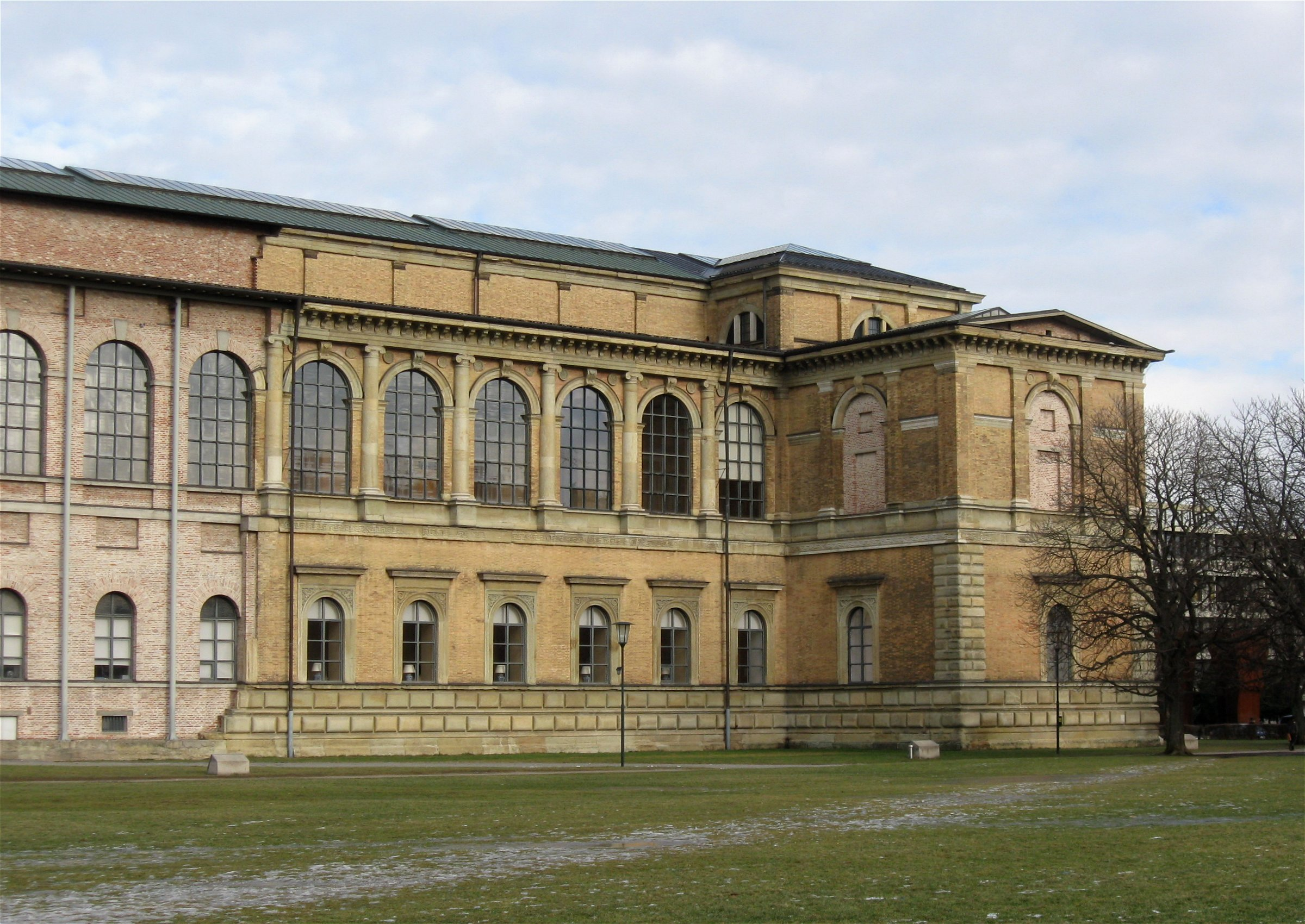
Alte Pinakothek
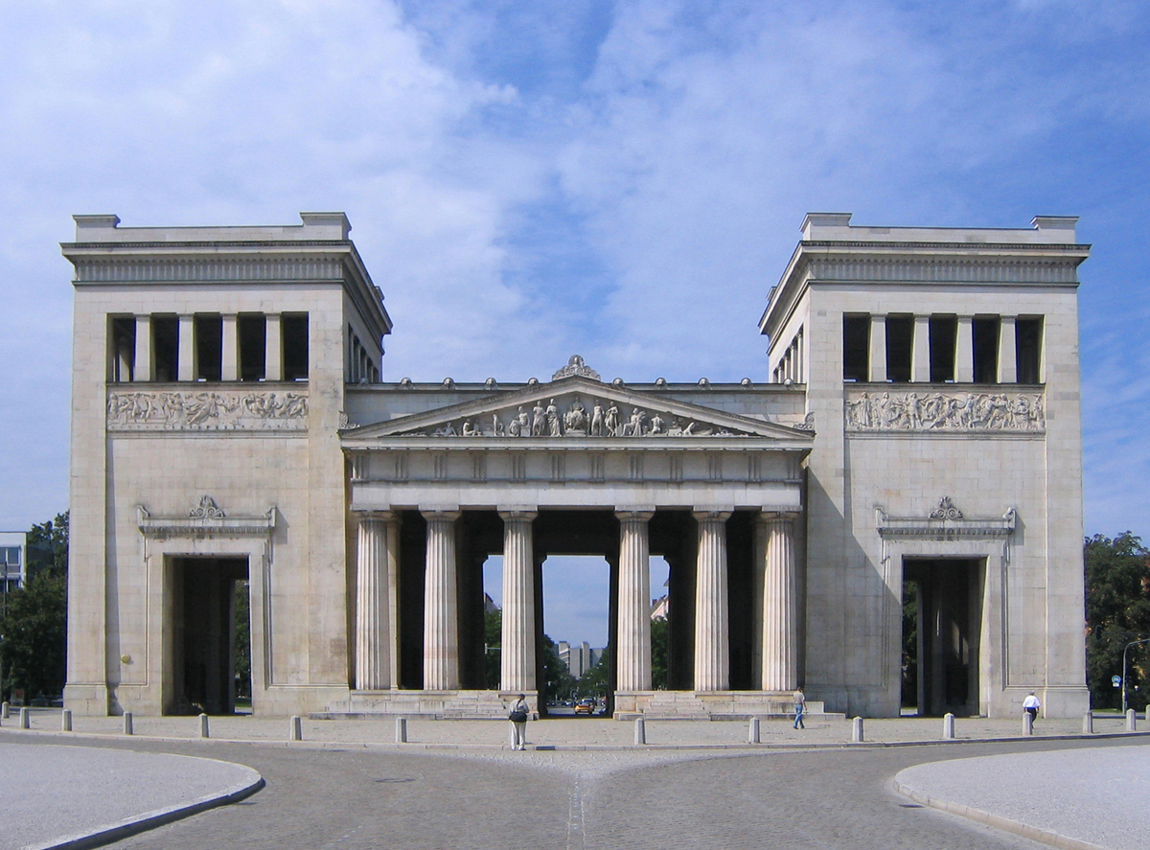
Königsplatz
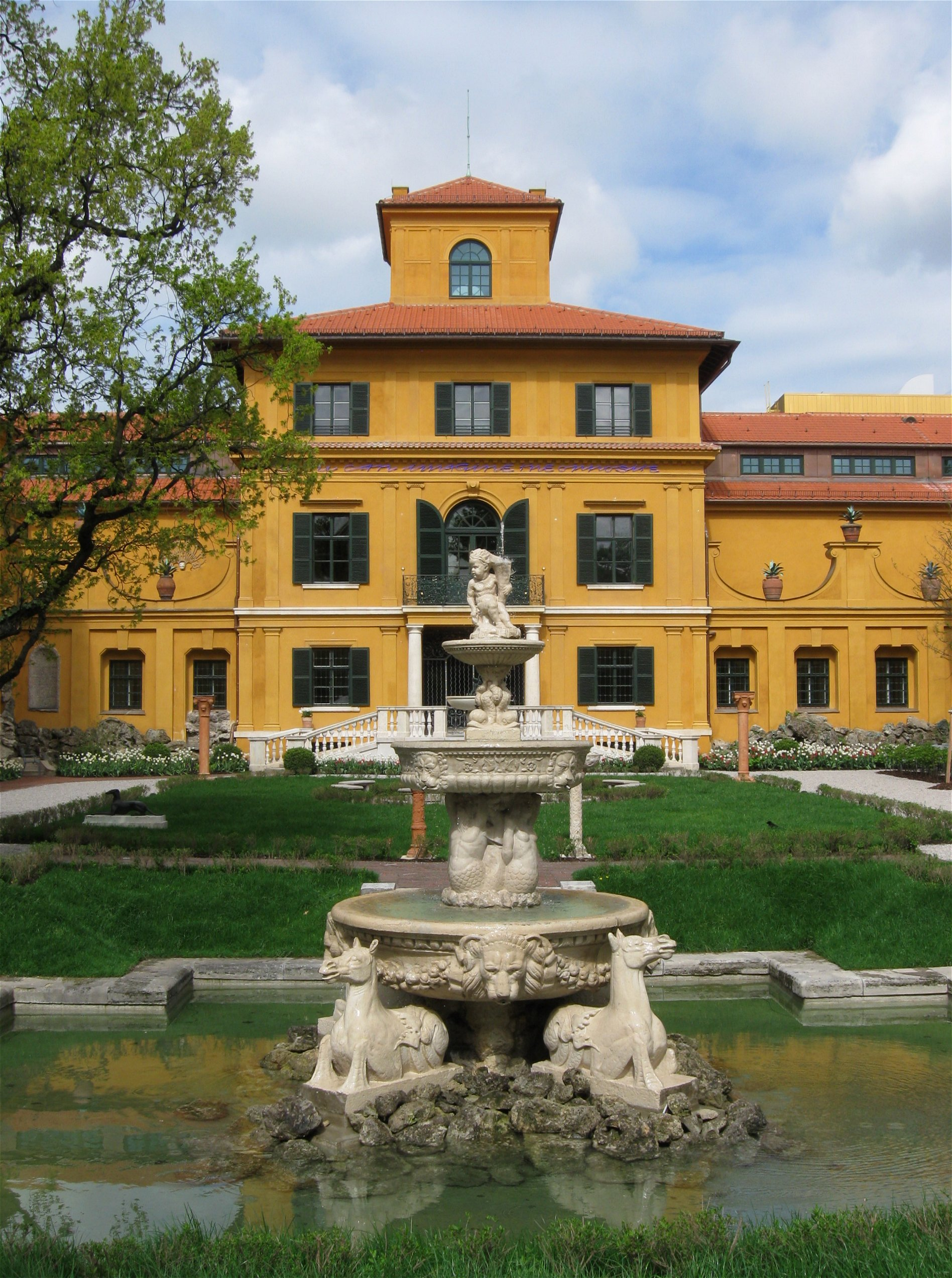
Lenbachhaus
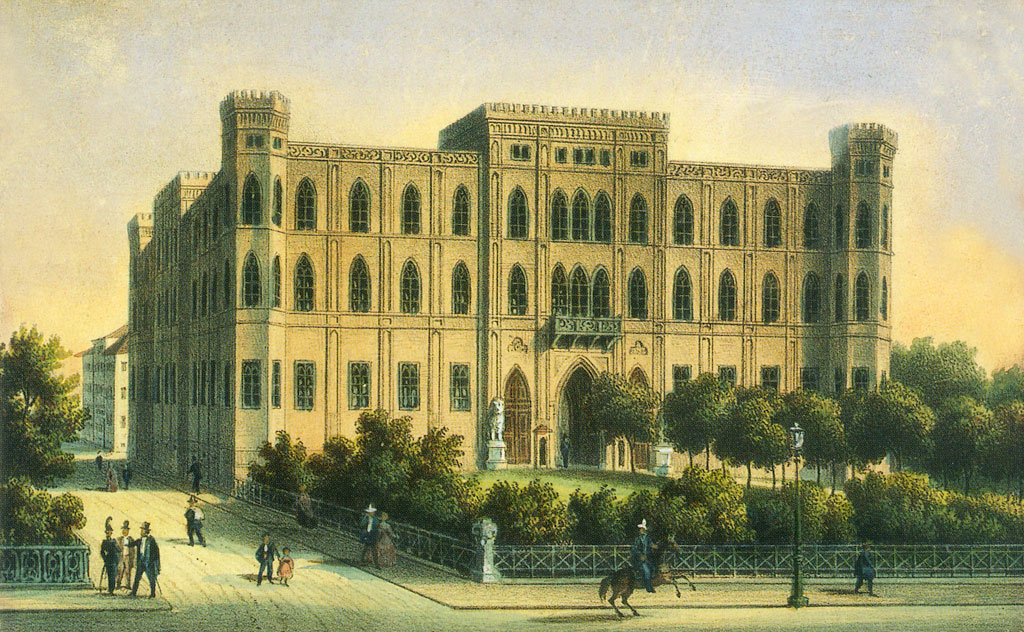
Wittelsbacher Palais

Vom Marsplatz zum Alten Nördlichen Friedhof: Marsplatz, Alter Nördlicher Friedhof, Circus Krone, Paketzustellamt und Oberpostdirektion, Bayerischer Rundfunk und ehem. Verkehrsministerium, Dachauer Straße (südlicher Teil), Stiglmaierplatz, St.-Benno-Viertel, Maßmannpark, Wissenschaftlich-humanitäres Comitee München, St. Joseph

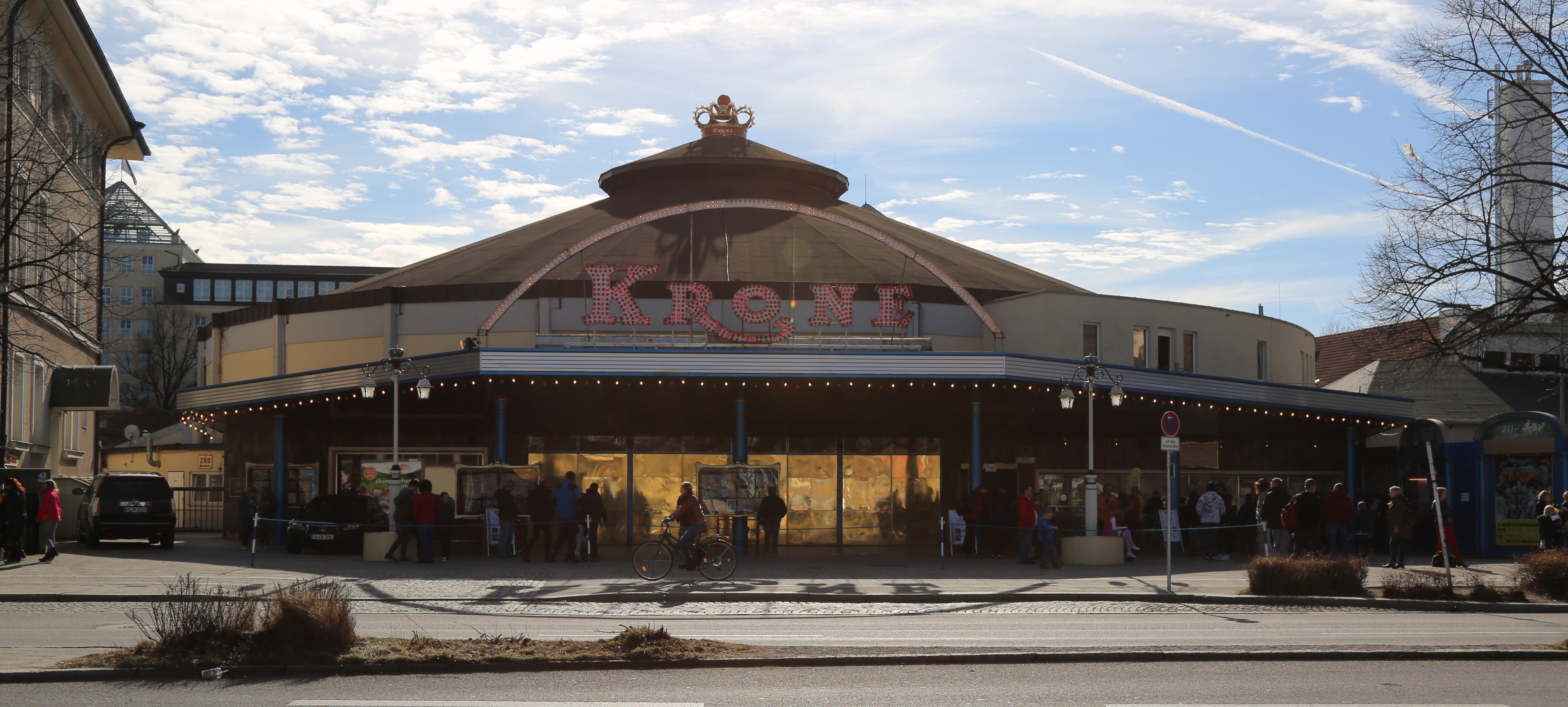
Circus Krone
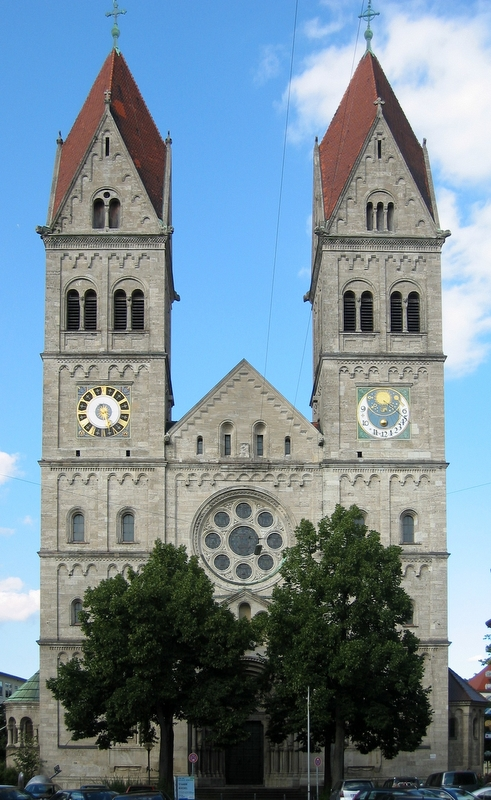
St. Benno
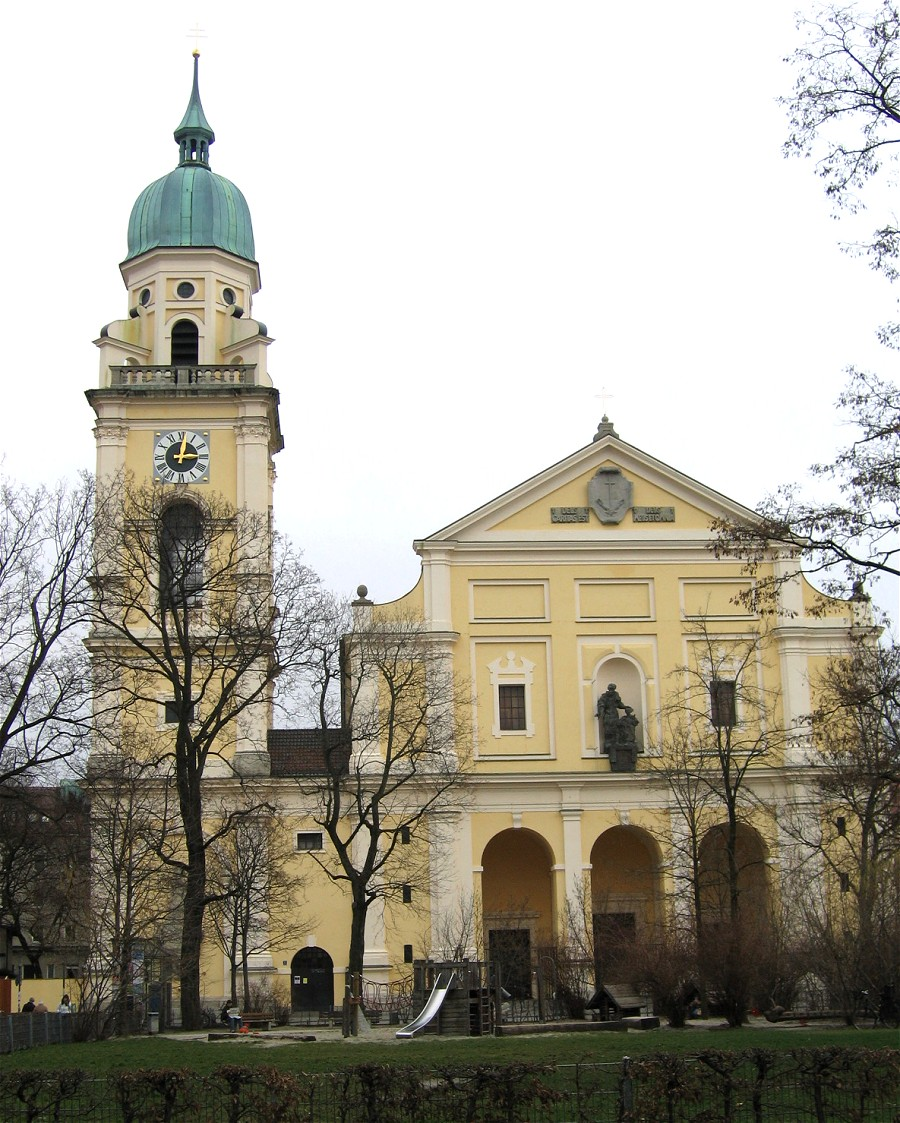
St. Joseph
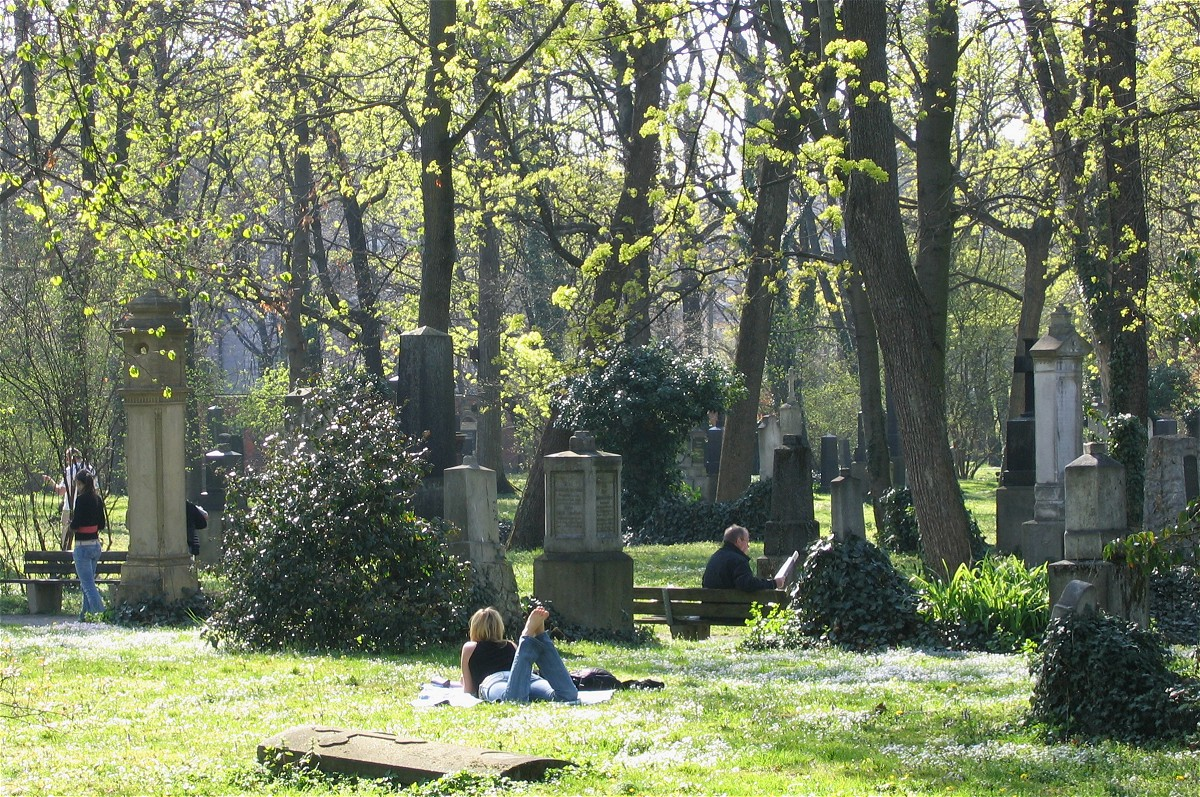
Alter Nördlicher Friedhof

### 4 – Schwabing-West
Spaziergang in Schwabing-West vom Kurfürstenplatz zur Viktoriastraße: Kurfürstenplatz, Jakob-Klar-Straße, Olga Benario-Prestes, Agnespost, Gisela-Gymnasium, Elisabethschule, Elisabethplatz und Elisabethmarkt, Schauburg, Frank Wedekind, Luise Kiesselbach, Ainmillerstraße, Wilhelm Hoegner, Carry Brachvogel, Erwin Oehl, Otto Falckenberg

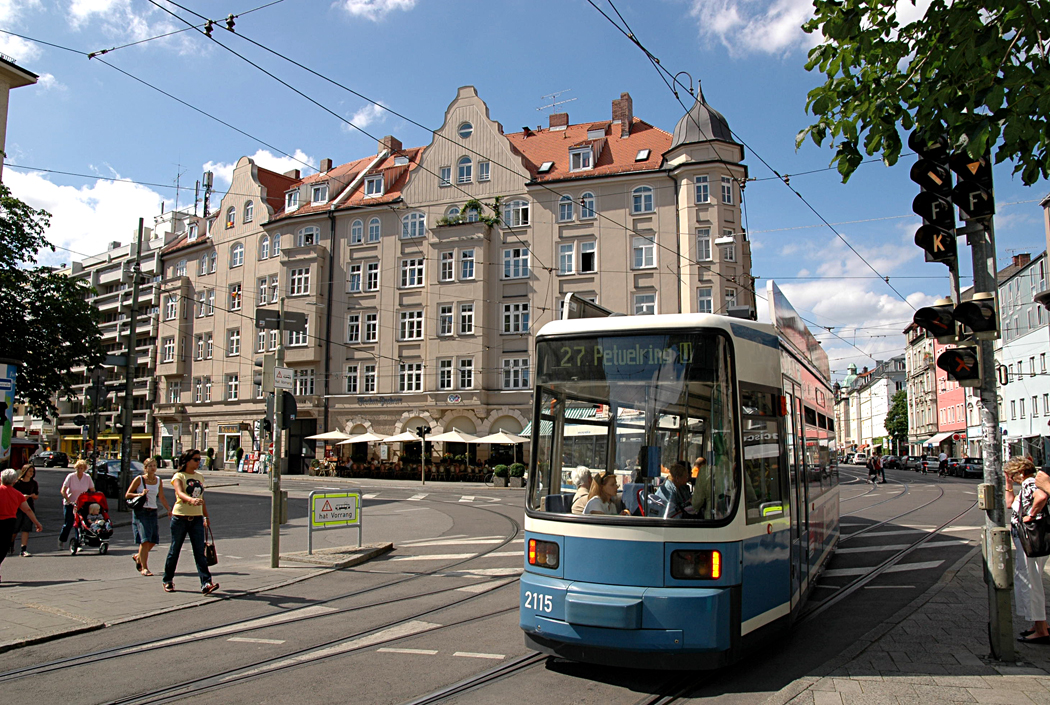
Kurfürstenplatz
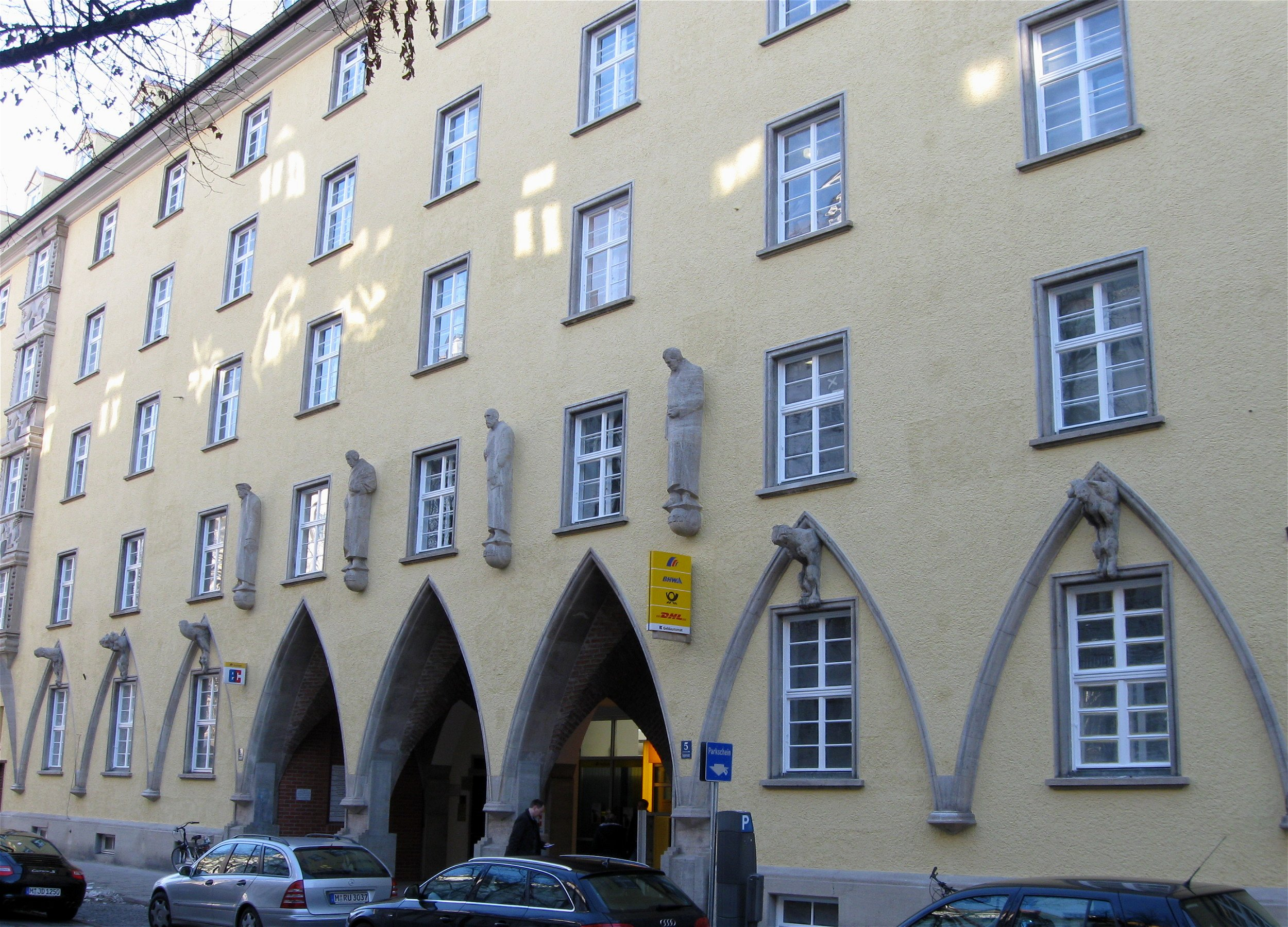
Agnespost
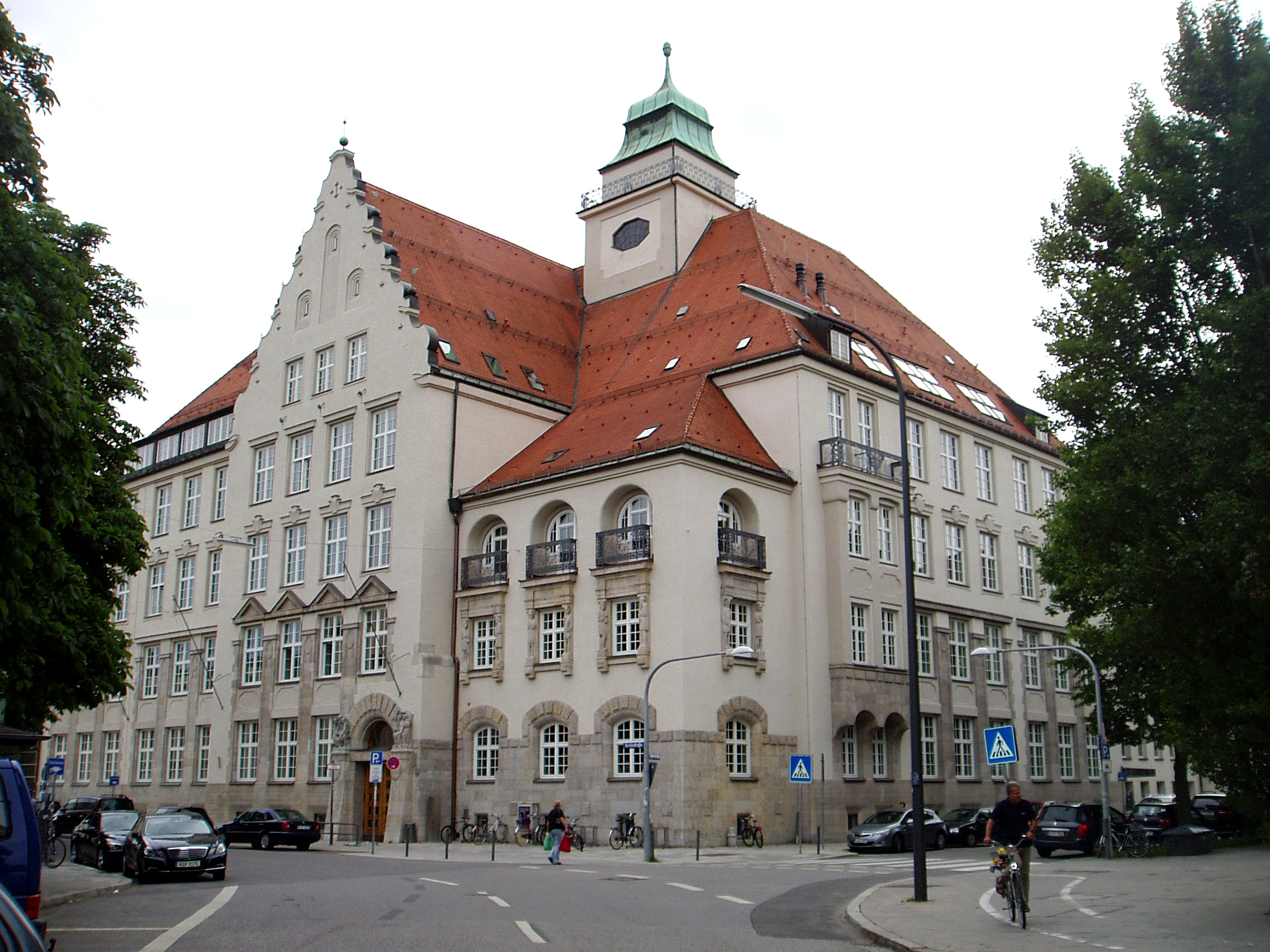
Gisela-Gymnasium
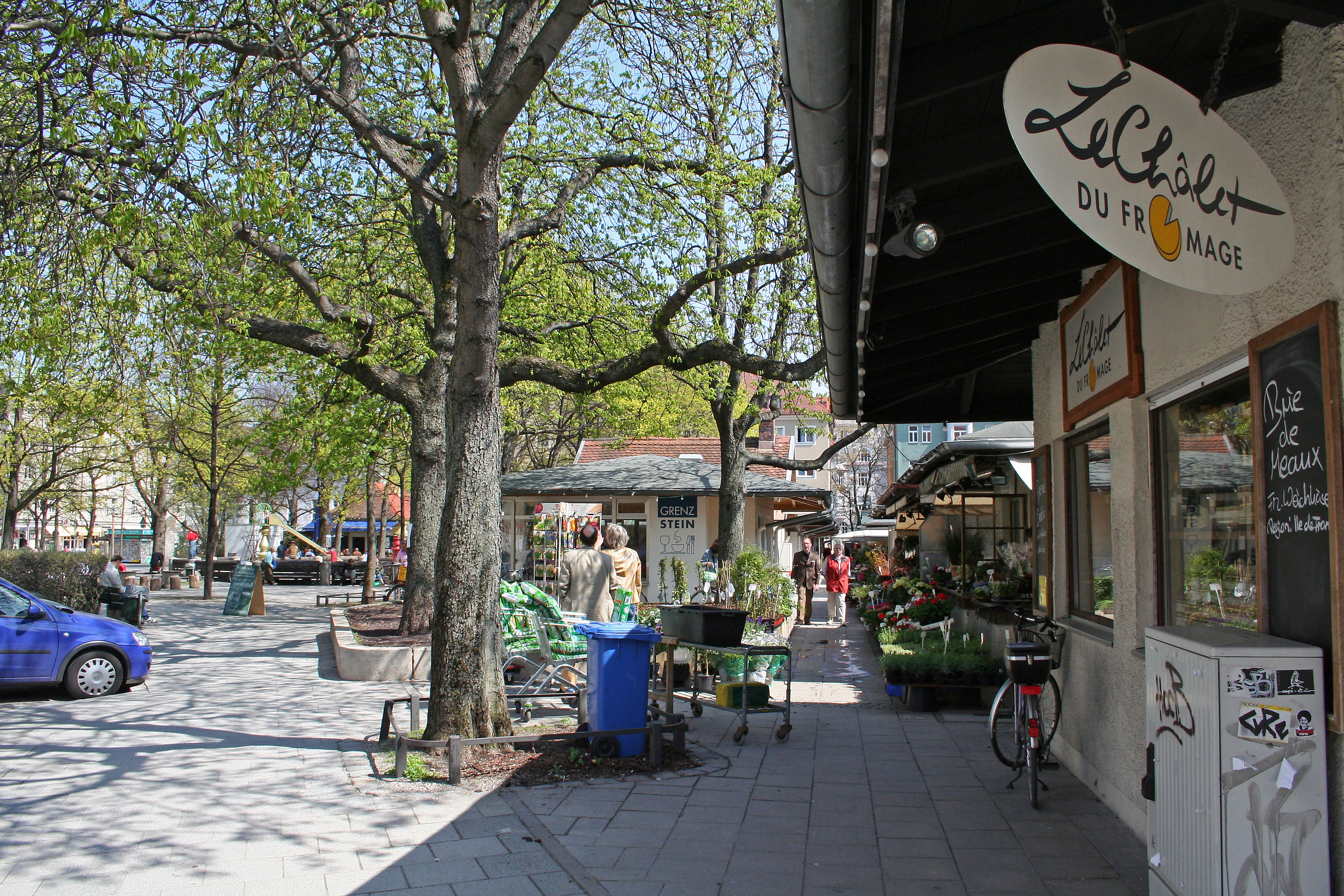
Elisabethmarkt
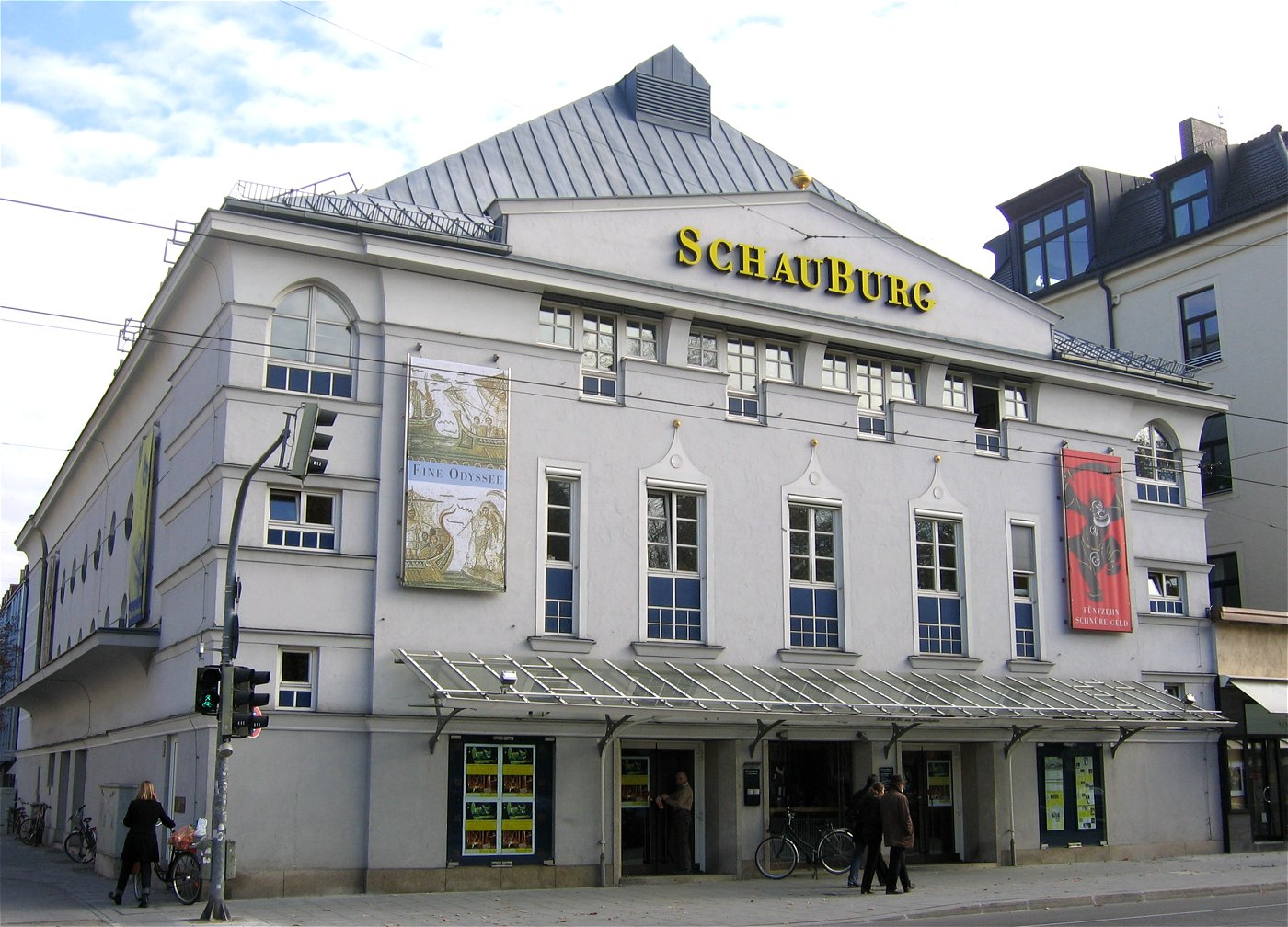
Schauburg
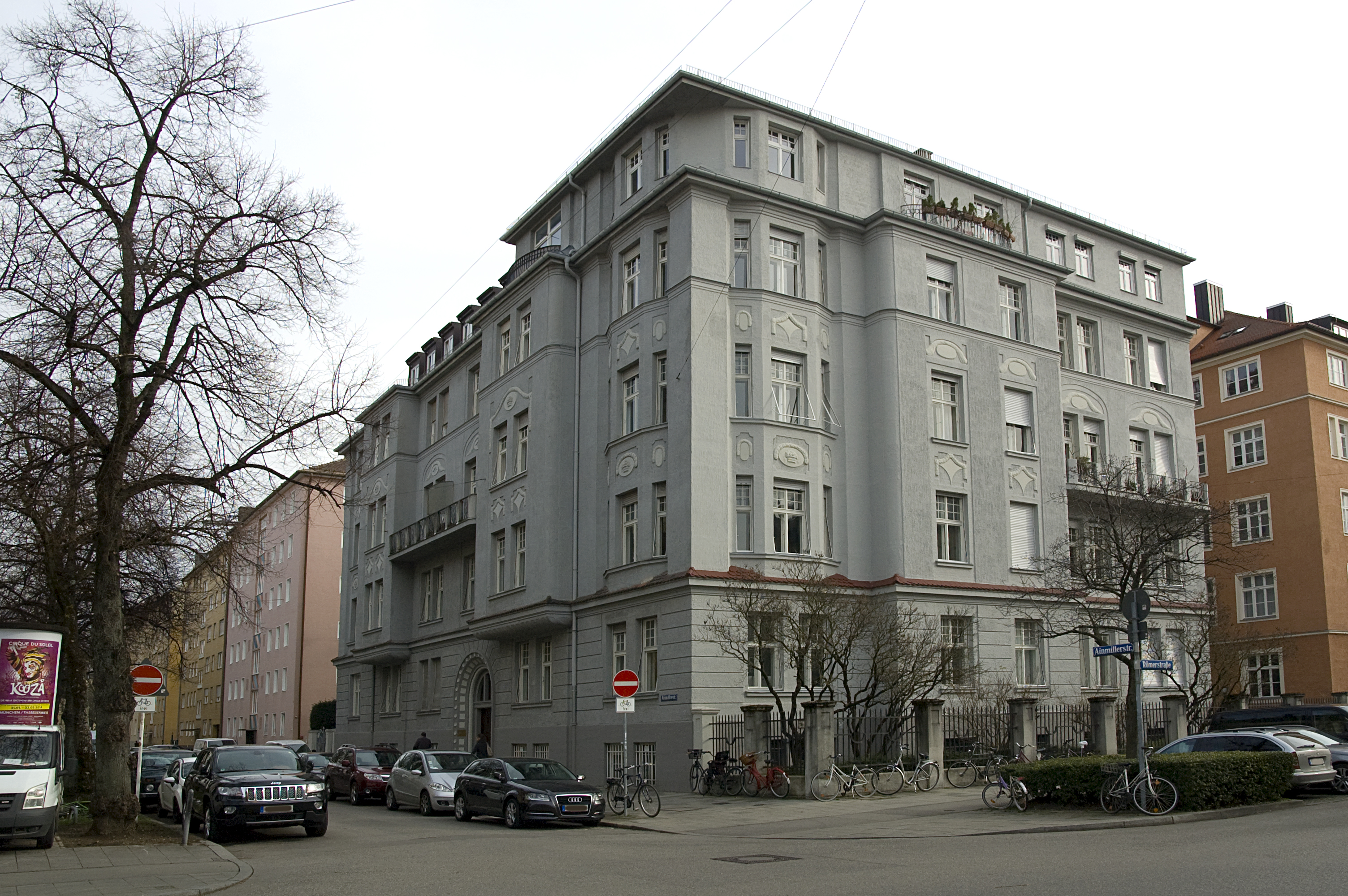
Ainmillerstraße

Spaziergang westlich des Hohenzollernplatzes: Hermann-Frieb-Realschule, Kreuzkirche, Ackermannbogen, Barbarasiedlung, St. Barbara, Prinz-Leopold-Kaserne, Stadtarchiv München, Nordbad

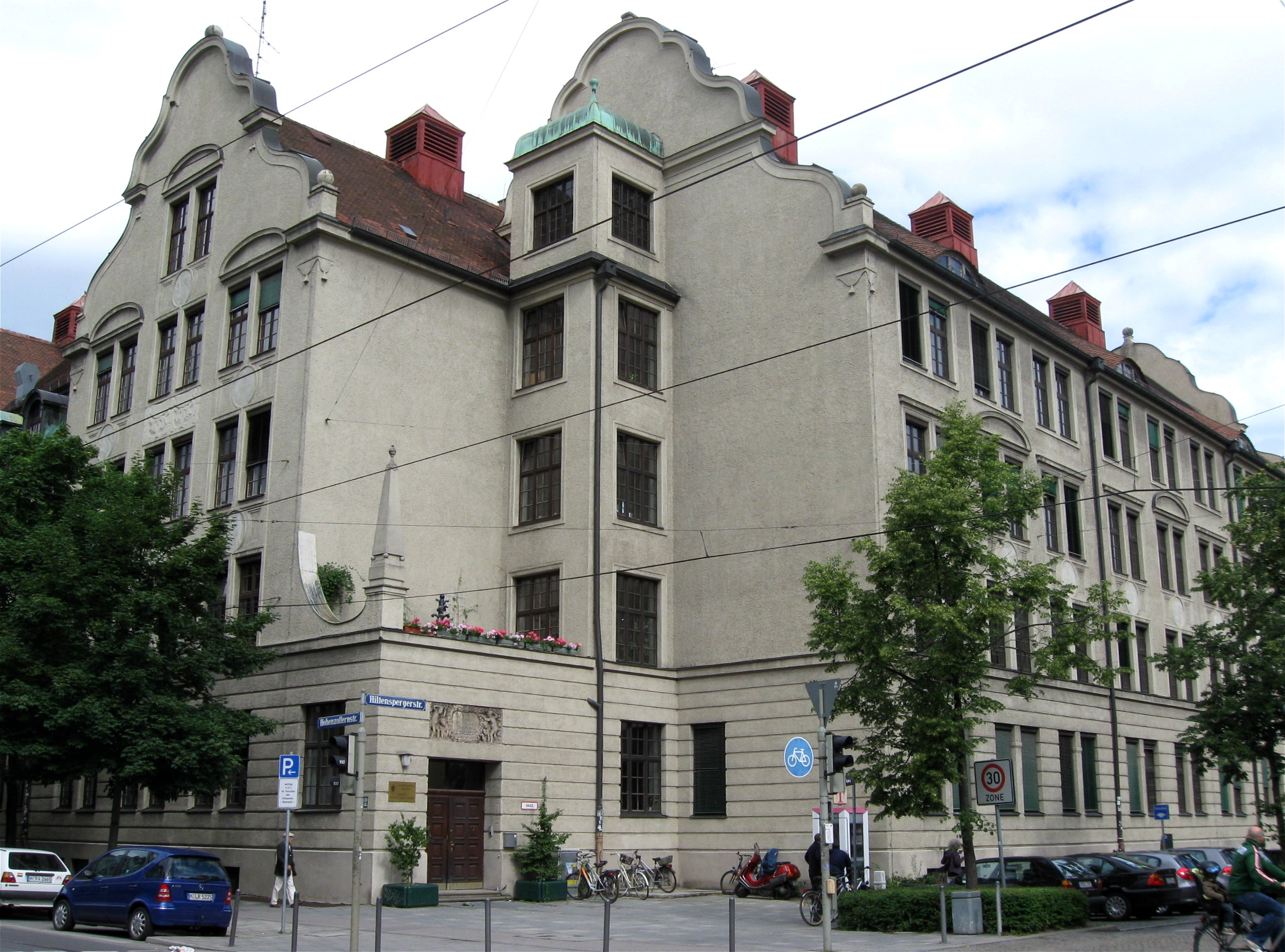
Hermann-Frieb-Realschule
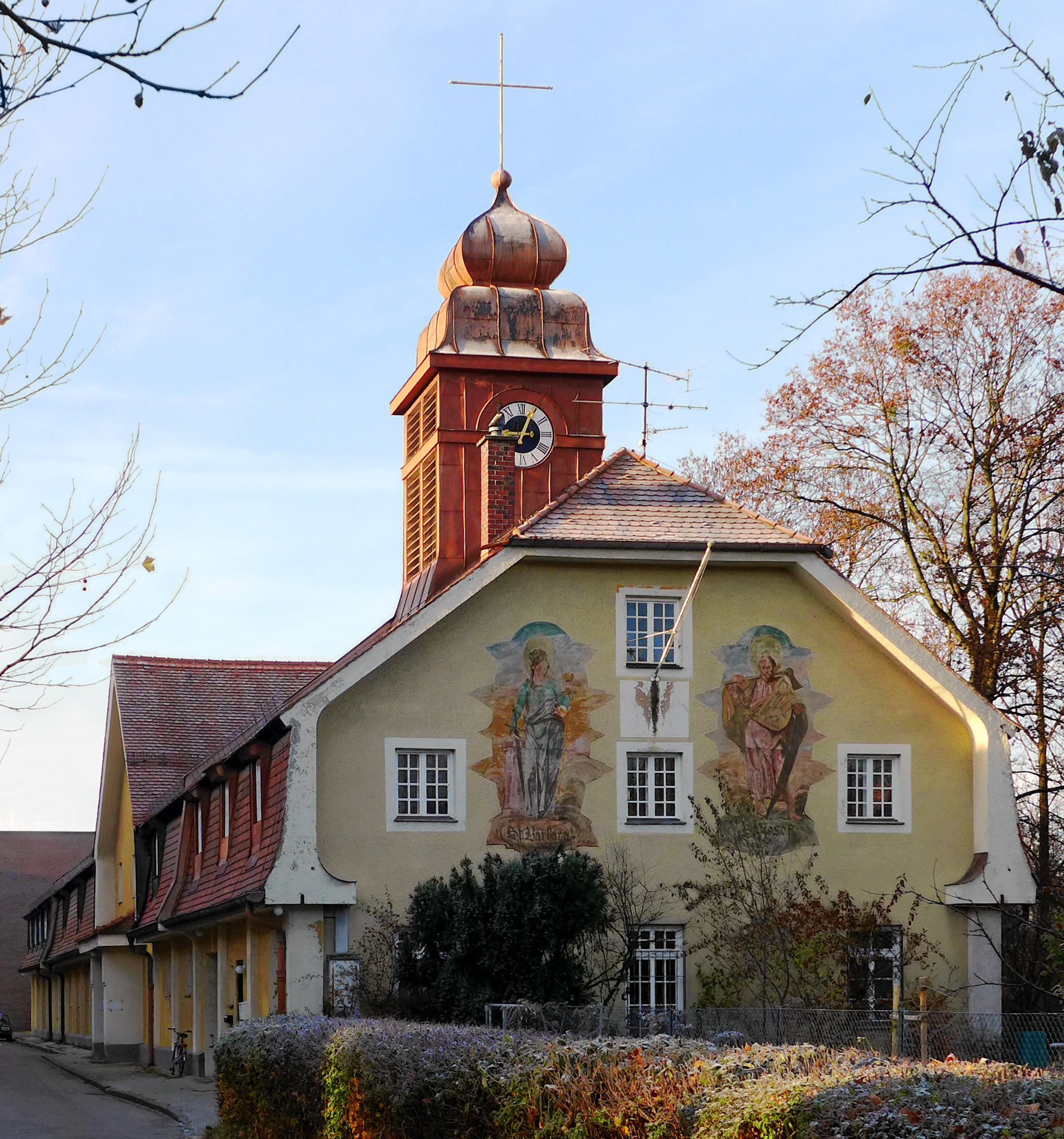
St. Barbara
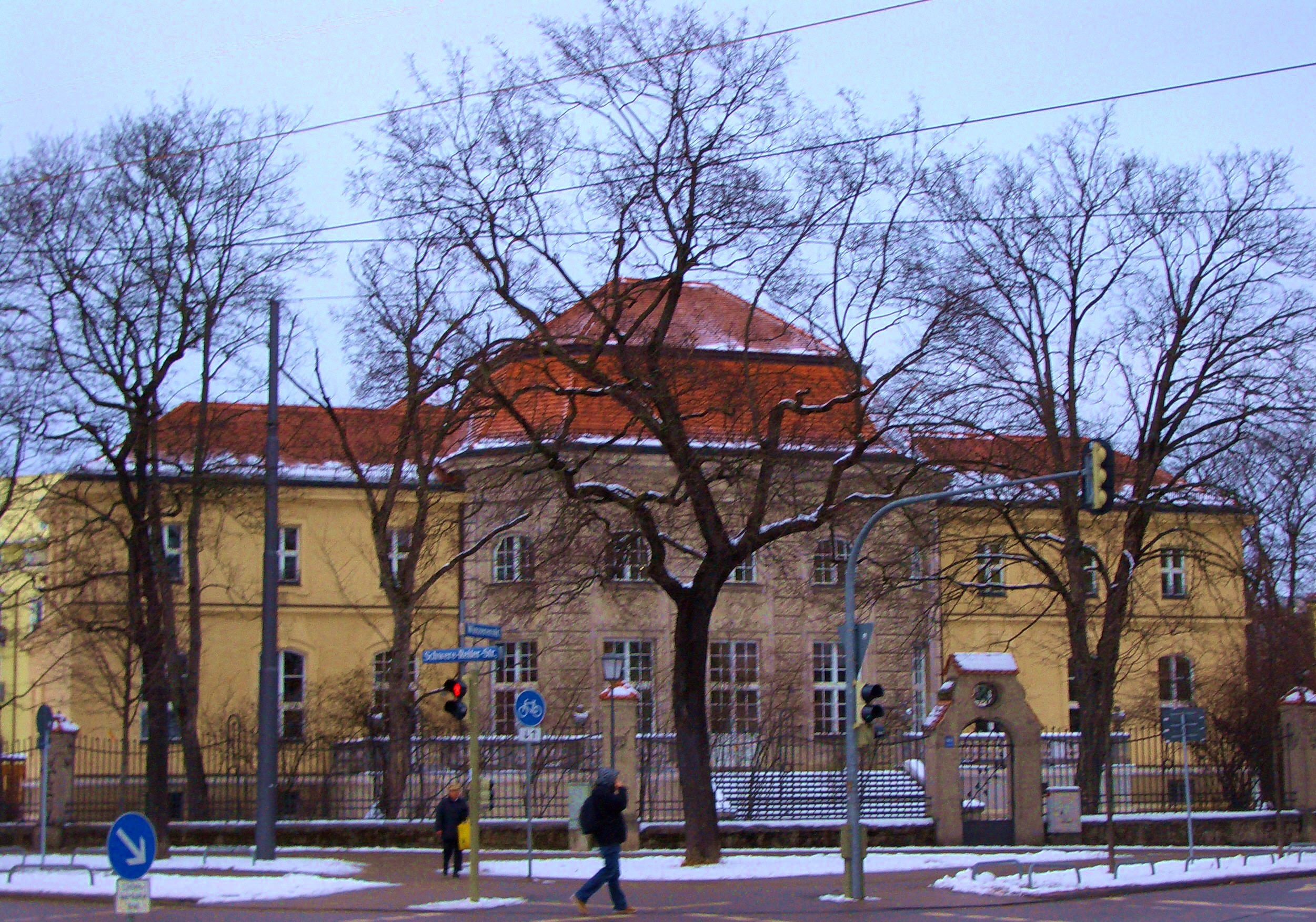
Prinz-Leopold-Kaserne
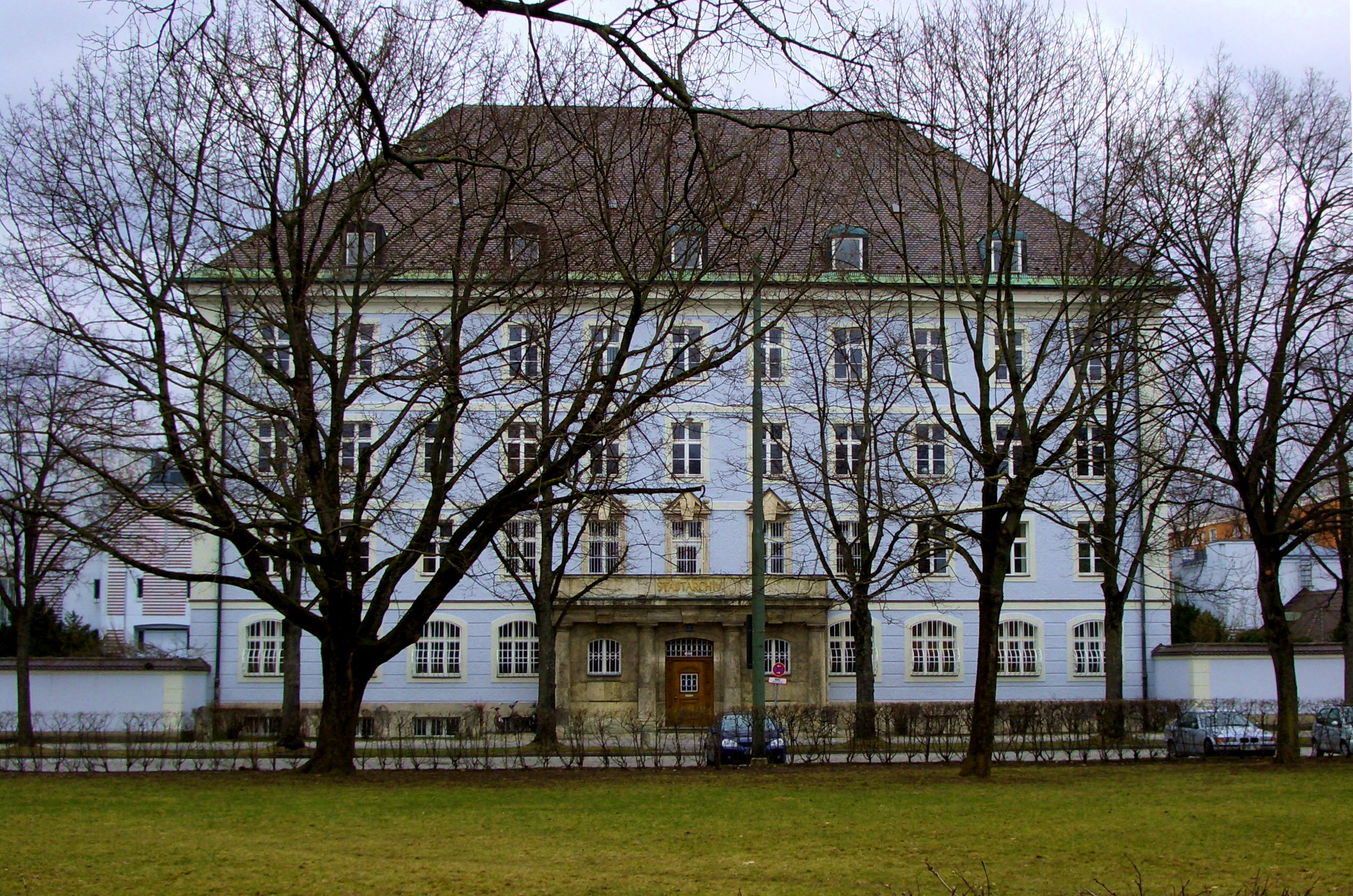
Stadtarchiv München
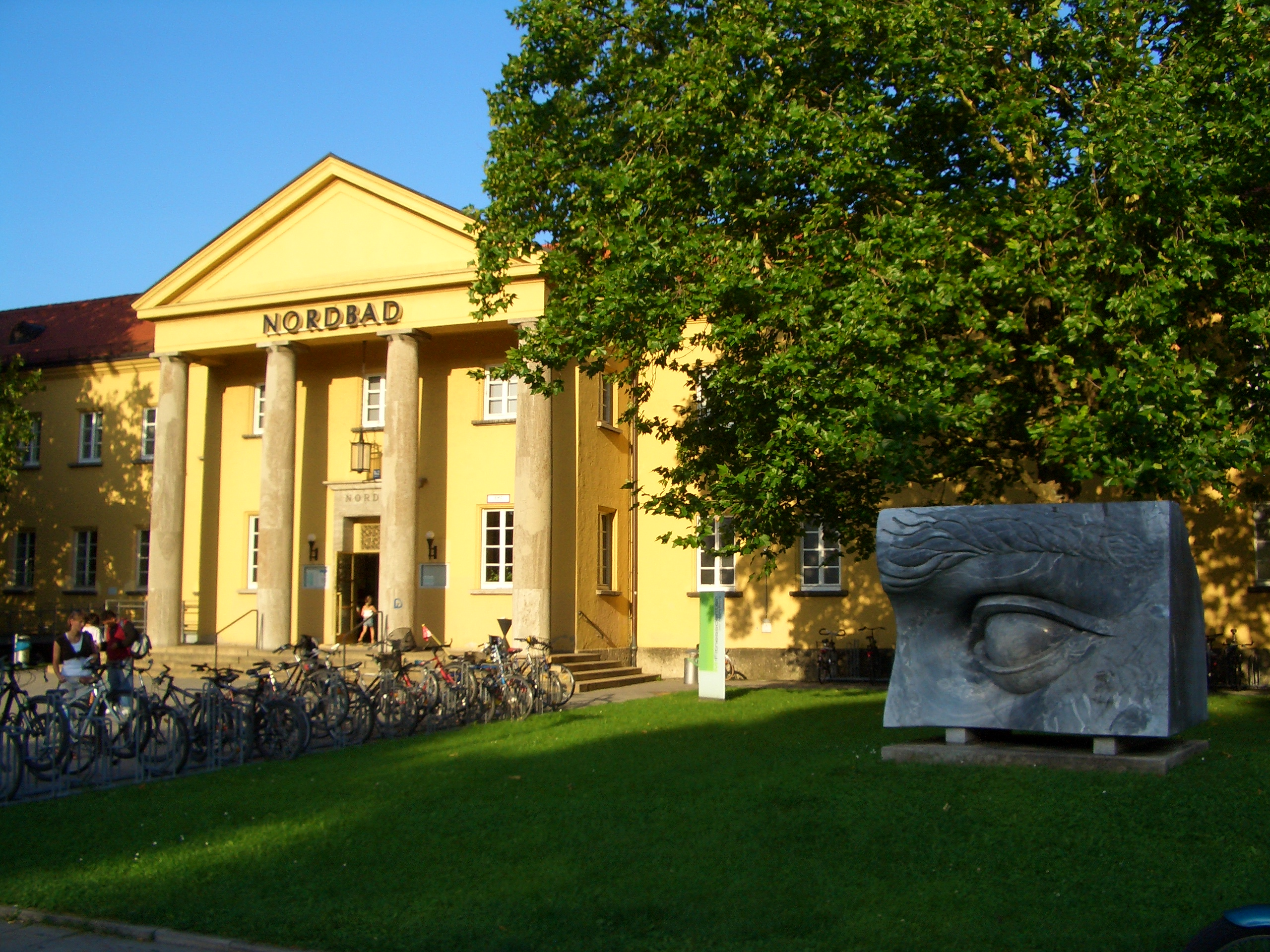
Nordbad

Spaziergang vom Luitpoldpark über den Petuelpark zum Schwabinger Krankenhaus: St. Sebastian, Luitpoldpark, Petuelpark, Stiftung Pfennigparade, Max-Planck-Institut für Psychiatrie, Schwabinger Krankenhaus

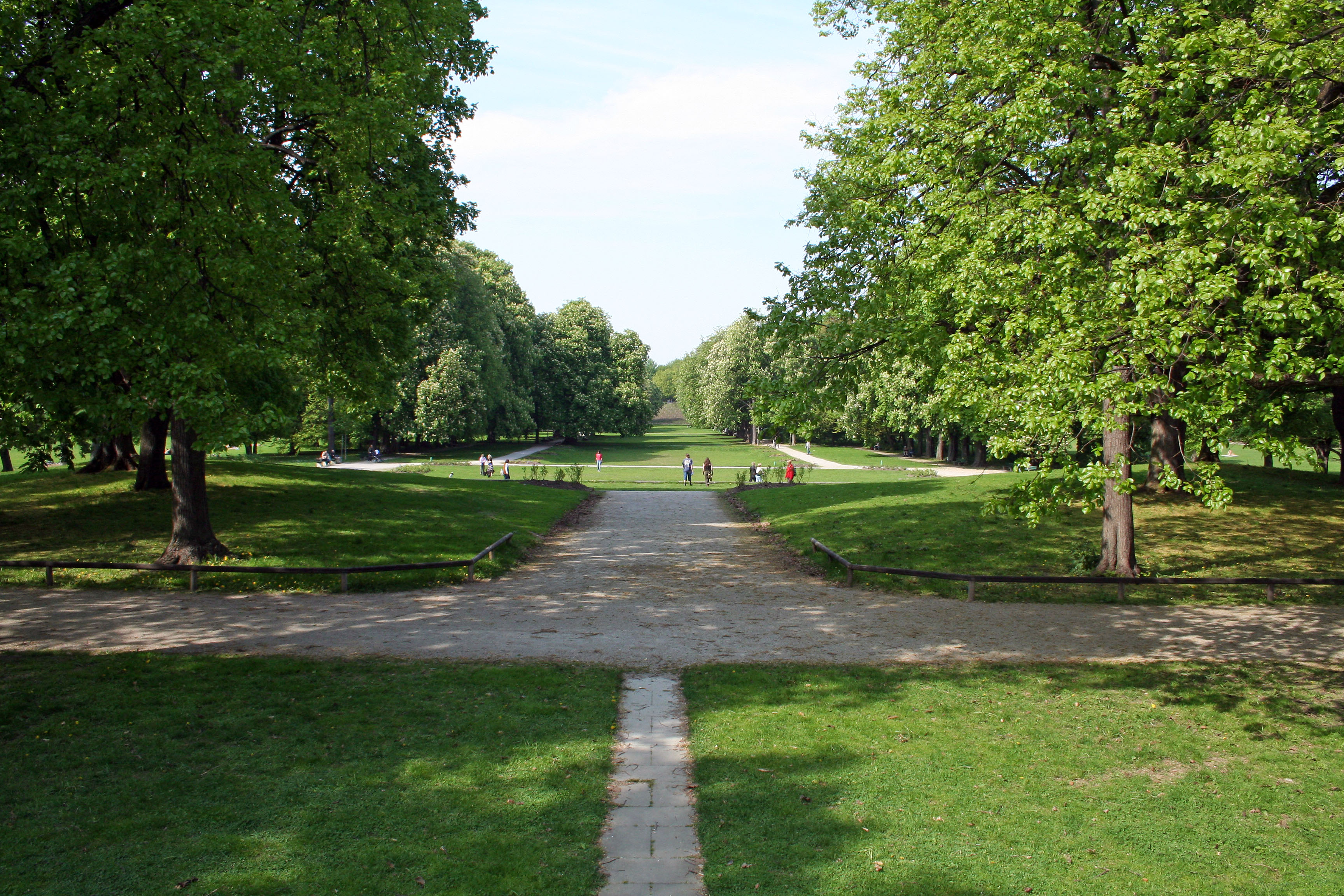
Luitpoldpark
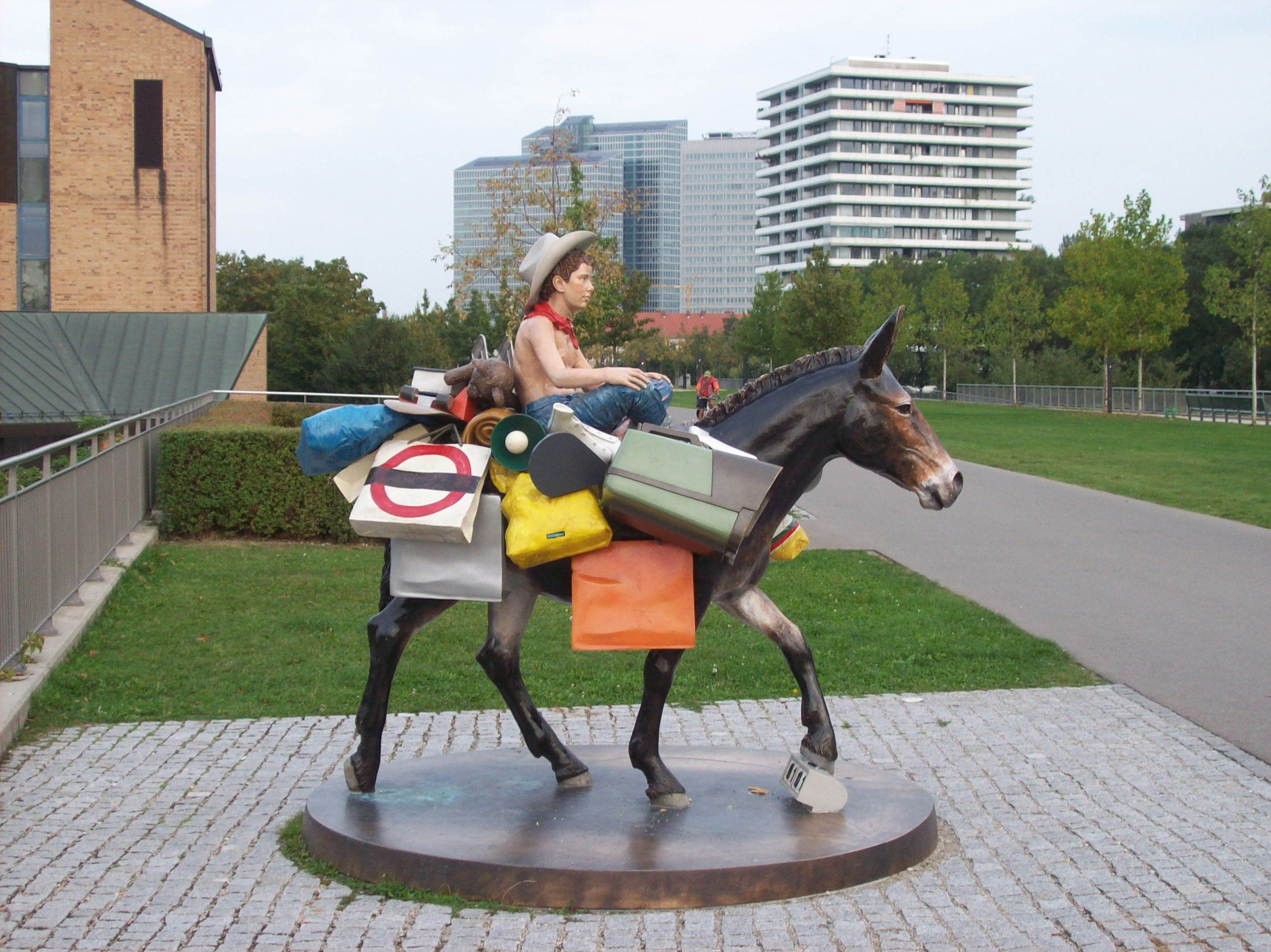
Petuelpark
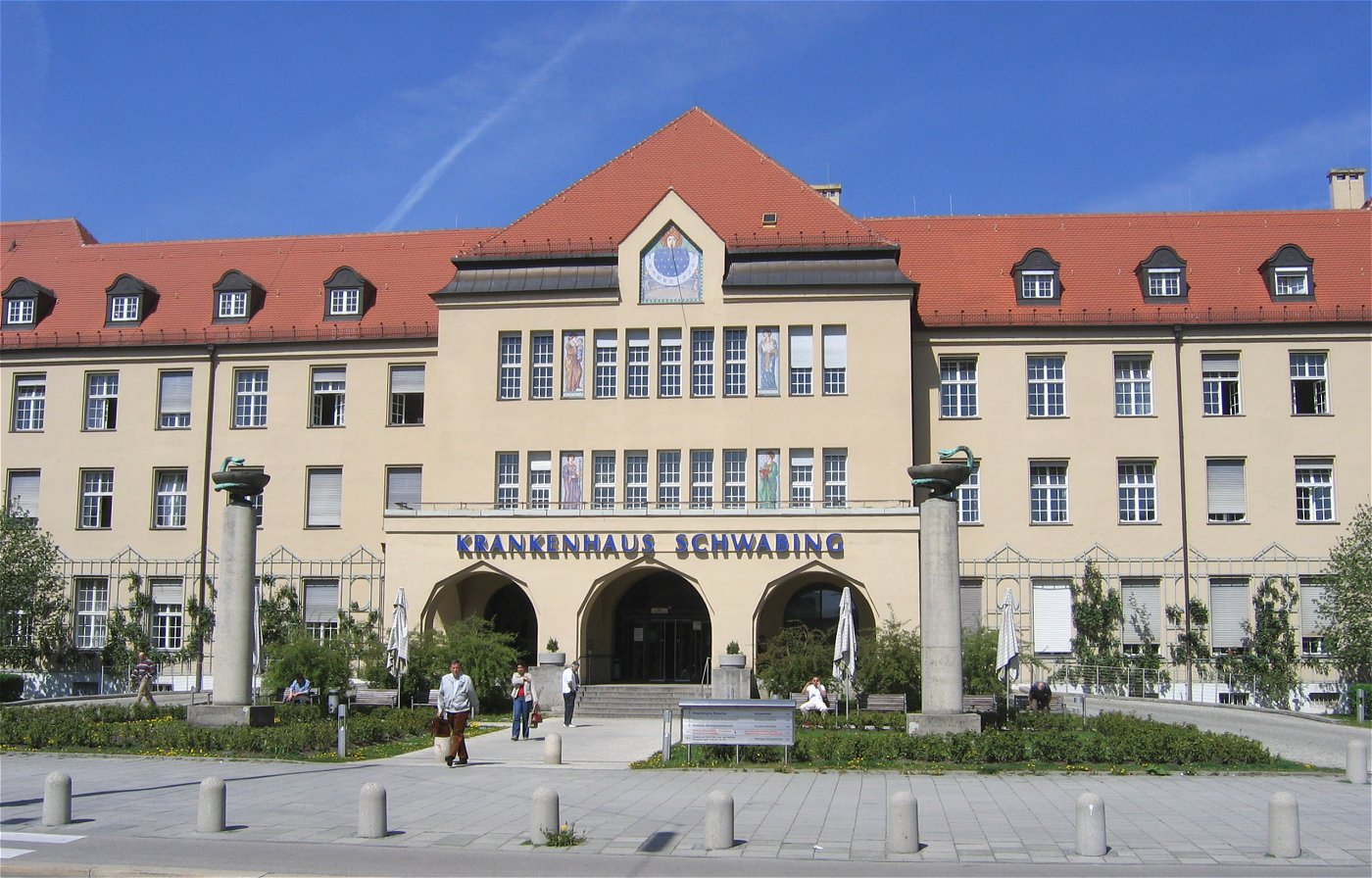
Schwabinger Krankenhaus

### 5 – Au-Haidhausen
Rundgang in Au-Haidhausen: Ostbahnhof, Orleansplatz, St.-Wolfgangs-Platz, TSV München-Ost, Regerplatz, Auer Mühlbach, Am Neudeck, Mariahilfplatz, Zeppelinstraße, Franz-Prüller-Straße, Paulanerplatz, Lilienstraße, Gasteig, Preysingplatz, Johannisplatz, Wiener Platz, Max-Weber-Platz, Villa Stuck, Trogerstraße, Einsteinstraße, Kirchenstraße, Preysingstraße, Wörthstraße

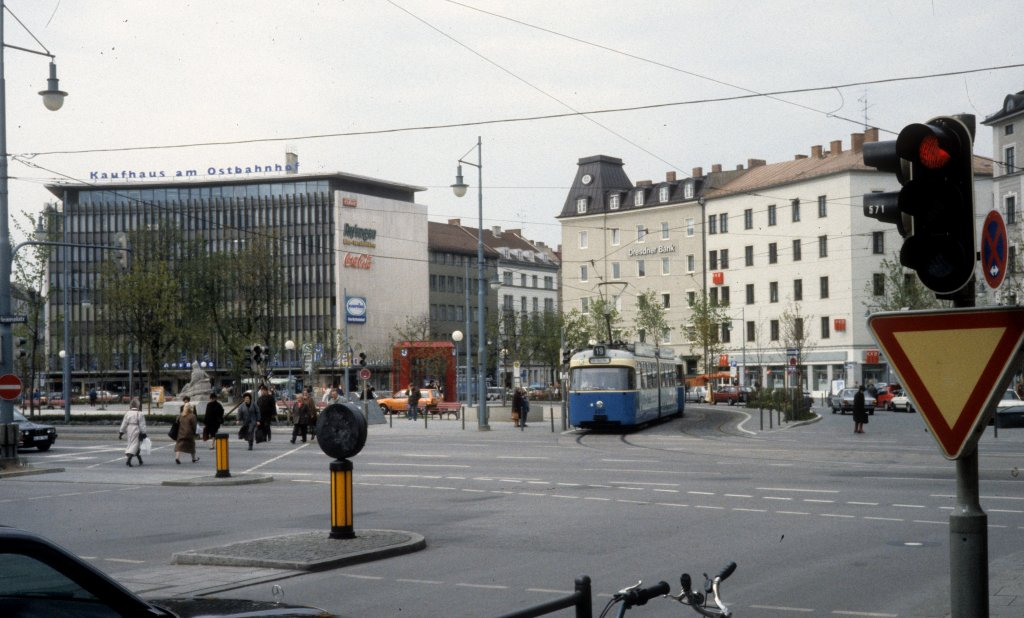
Orleansplatz
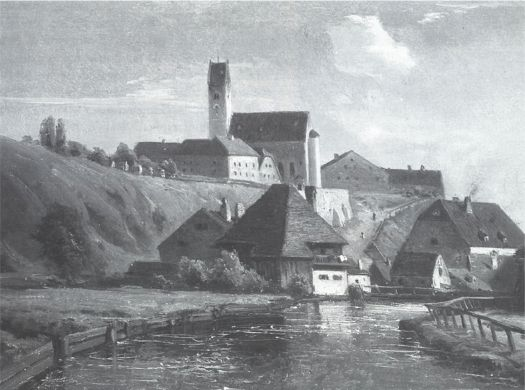
Auer Mühlbach um 1850
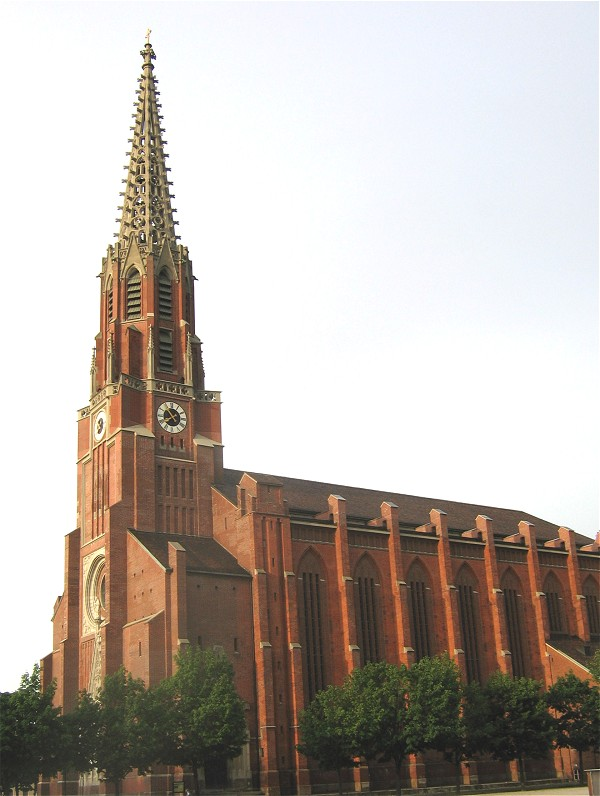
Mariahilfkirche
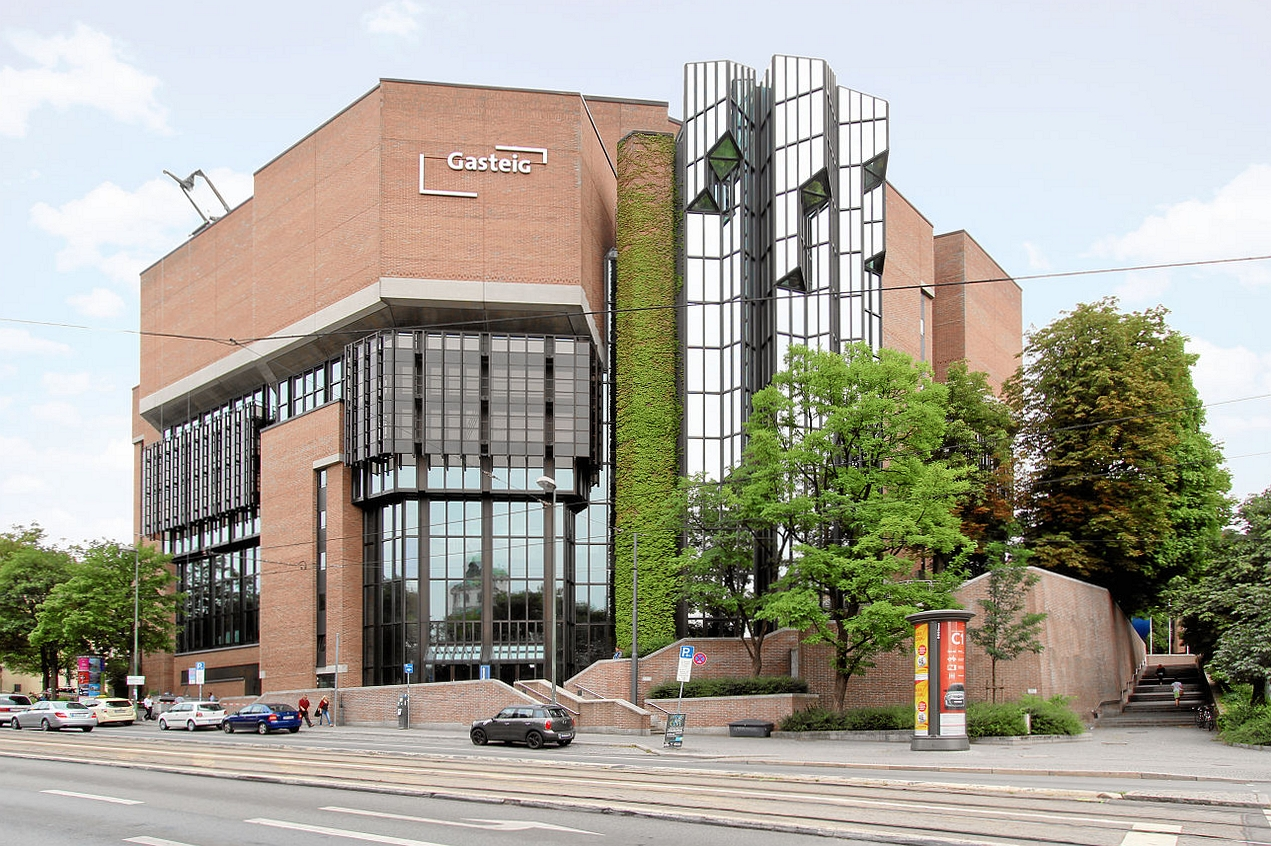
Gasteig
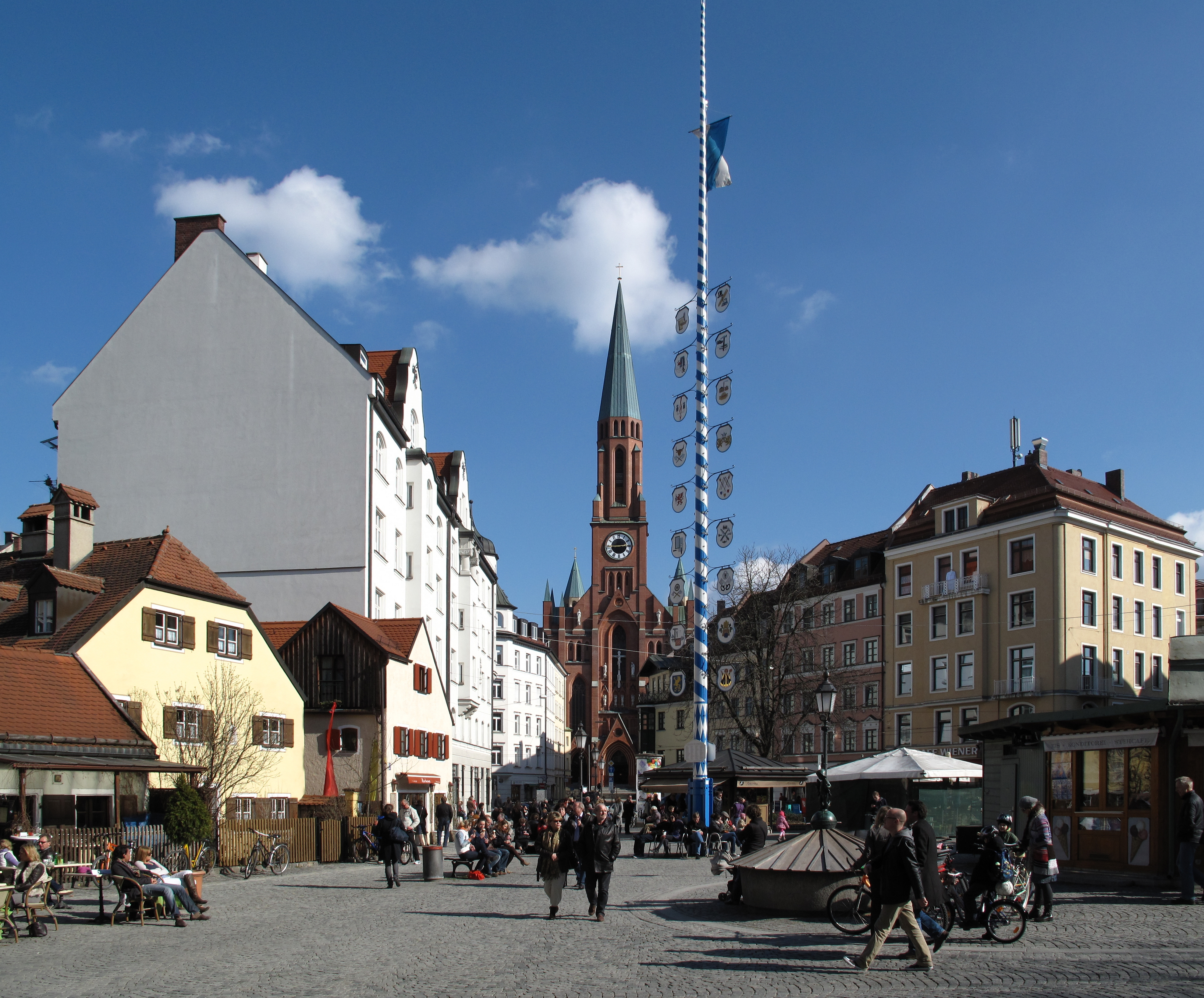
Wiener Platz
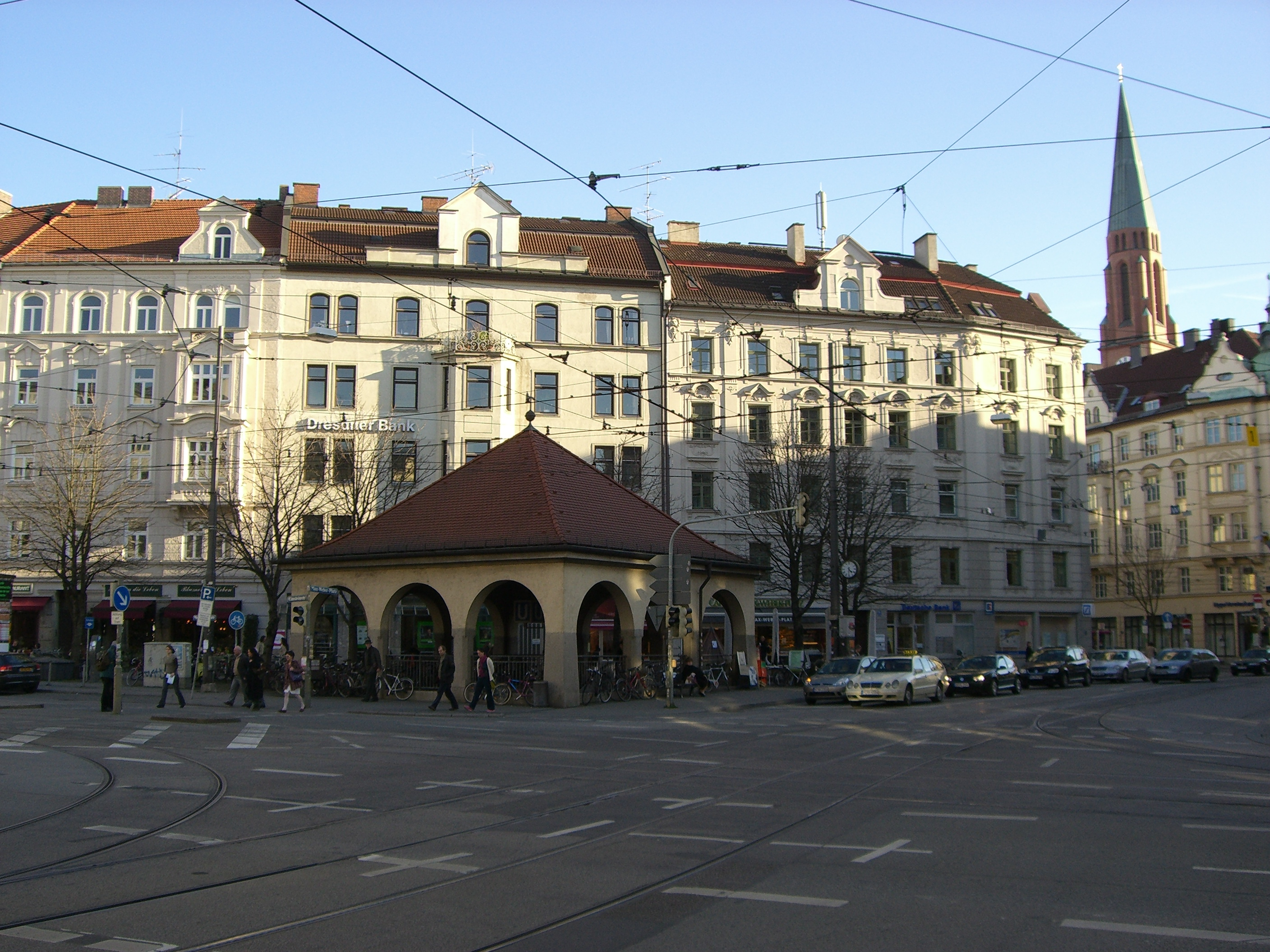
Max-Weber-Platz
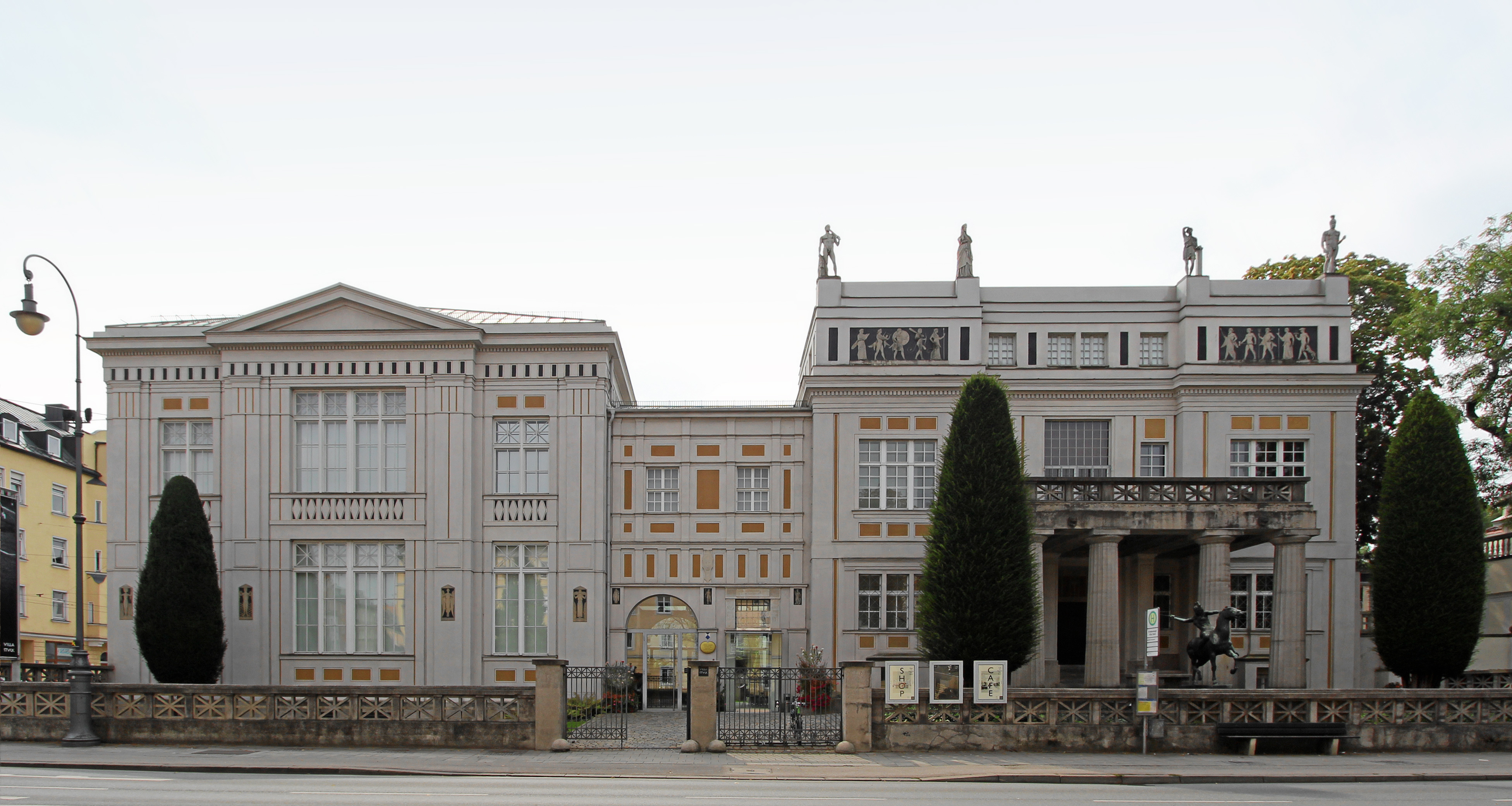
Villa Stuck

### 6 – Sendling
In Sendling gibt es drei Rundgänge:
- Rundgang 1: Sendlinger Oberfeld: Ortskern Untersendling, Am Harras, Postgebäude Am Harras, Verlag und Buchdruckerei B.Heller, Engelhardstraße 12, Friedhof Sendling, Albert Roßhaupter, Sozialbürgerhaus Sendling-Westpark, Margaretenplatz, Emma und Hans Hutzelmann, Stemmerhof, Fritz Endres, Berlepschstraße 3, Optische und astronomische Werkstätten C.A. Steinheil Söhne, Pedagogium  Español, Schmied-von-Kochel-Denkmal
- Rundgang 2: Sendlinger Unterfeld: Lokomotivfabrik Krauss & Comp., Herrenbekleidungsgeschäft Both & Zeimer, Konsumverein Sendling-München, Wohnanlage des Vereins zur Verbesserung der Wohnungsverhältnisse in München,  Evangelisch-lutherische Himmelfahrtskirche, Südbad, Resi-Huber-Platz, Gotzinger Platz, Großmarkthalle, Kyreinstraße 3, Schule an der Implerstraße, Schriftenlager der Zeugen Jehovas
- Rundgang 3: Von Mittersendling zur Isar: St. Achaz, Zigarettenfabrik Mittersendling, Neuhofener Berg, Alter Israelitischer Friedhof, Rosa Abeles, Sigi-Sommer-Platz, Flaucheranlage

### 7 – Sendling-Westpark
Im Stadtbezirk Sendling-Westpark gibt es drei Rundgänge:
- Rundgang 1: Rund um den Luise-Kiesselbach-Platz: Kettenproduzent IWIS, Kriegersiedlung, Katholische Pfarrkirche St. Thomas Morus, Luise-Kiesselbach-Platz, Großwohnanlage Oberlandsiedlung, Gartenstadt Holzapfelkreuth, Illegale Druckerei des kommunistischen Widerstands 1933, Evangelisch-lutherische Gethsemanekirche, Richard Lindner, Staltacher Straße, Lebenshilfe Werkstatt GmbH München, Stiftung ICP München, Altenheim St. Josef, Katholische Kirche St. Heinrich, GWG-Siedlung Krüner Straße, Grund- und Mittelschule an der Fernpaßstraße, Katholische Pfarrkirche St. Stephan, Partnachplatz
- Rundgang 2: Radtour entlang der südlichen und westlichen Grenzen des Stadtbezirks: Städtischer Holz- und Kohlenhof, Gewofag-Siedlung Passauerstraße, Hirsch-Gereuth-Straße, Sportstätten an der Höglwörther Straße, Sendlinger Wald / Südpark, Sportanlage MTV München von 1879 e. V., Grundschule an der Werdenfelsstraße, Waldrestauration Holzapfelkreuth, Gilmstraße, Gymnasien an der Fürstenrieder Straße, Neufriedenheim, Gerty-Spies-Straße
- Rundgang 3: Spaziergang durch den Westpark: U-Bahnstation Westpark, Westpark (westlicher Teil), Ostasien-Ensemble, Bayerwaldhaus, Fußgängerbrücke und östlicher Teil des Westparks, Basketballhalle (Audi-Dome), Ostsee, Feuchtbiotop und Mollsee, Kleingartenanlage Süd-West 83, Amorbahn, Bauunternehmen Leonhard Moll, Adi-Maislinger-Straße, Villa Flora

### 8 – Schwanthalerhöhe
Auf der Schwanthalerhöhe gibt es zwei Rundgänge:
Rundgang von der Bavaria über die Landsberger Straße zur ehemaligen Fassfabrik Drexler: Ruhmeshalle und Bavaria, Bavariapark, Sinti-Roma-Platz, Altes Messegelände, Schießstätte, Bierkeller, Hauberrisser-Haus, Flugzeugabsturz vom 17. Dezember 1960, Augustinerbrauerei, Orgelbauer Franz Borgias Maerz, St. Benedikt, Schrenkschule, Multikulturelles Jugendzentrum, Fassfabrik Drexler.
Rundgang von der Trappentreustraße über den Gollierplatz zum ehemaligen Wohnhaus des Arbeiterschriftstellers August Kühn: Trappentreustraße, Hauptzollamt, Guldeinschule, Leopold und Maria Moskovitz, Gummifabrik Metzeler, St. Rupert, Bergmannschule, Auferstehungskirche, Ledigenheim, Ridlerschule, Moll-Blöcke, Josef Zott, August Kühn

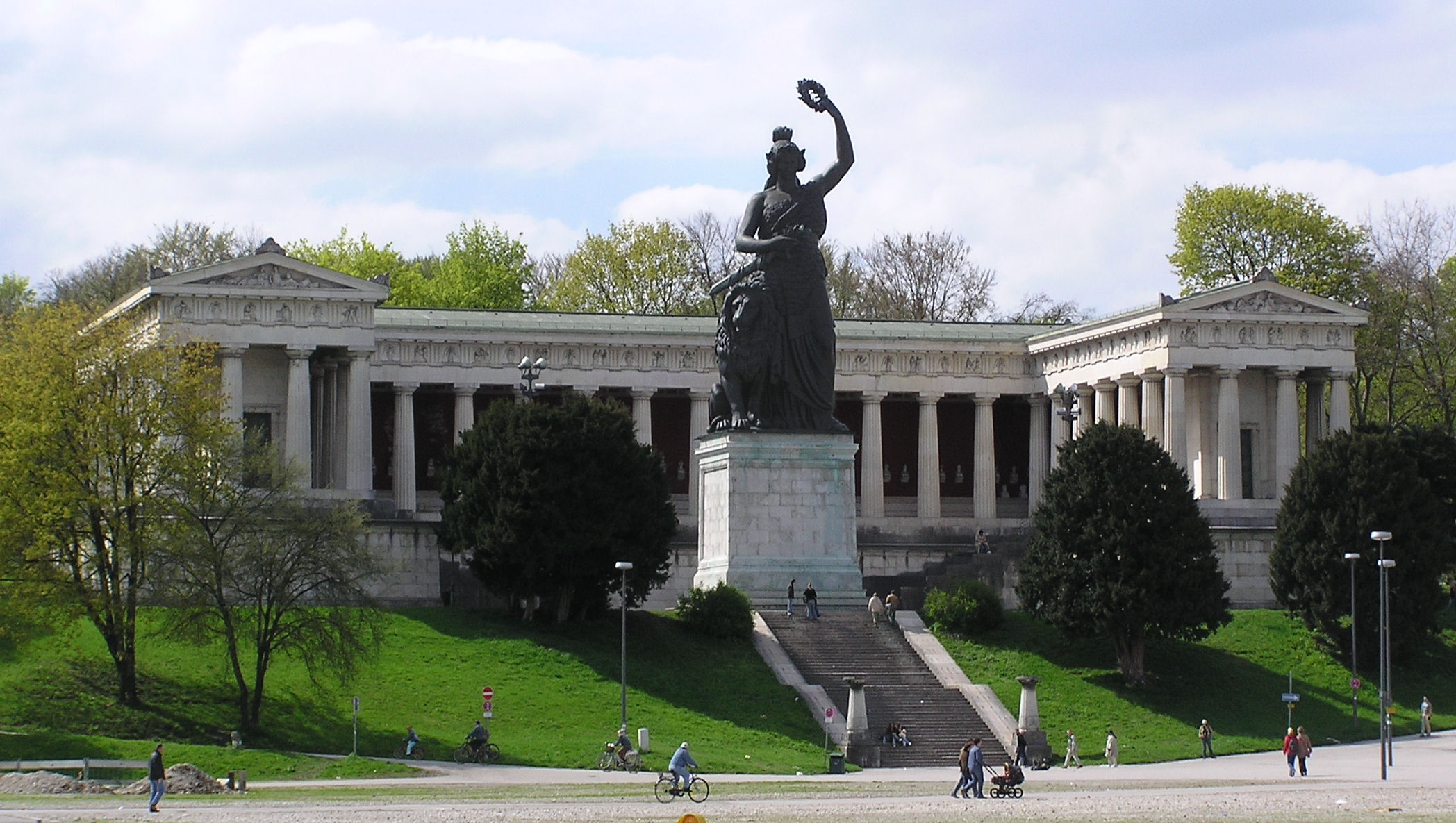
Bavaria
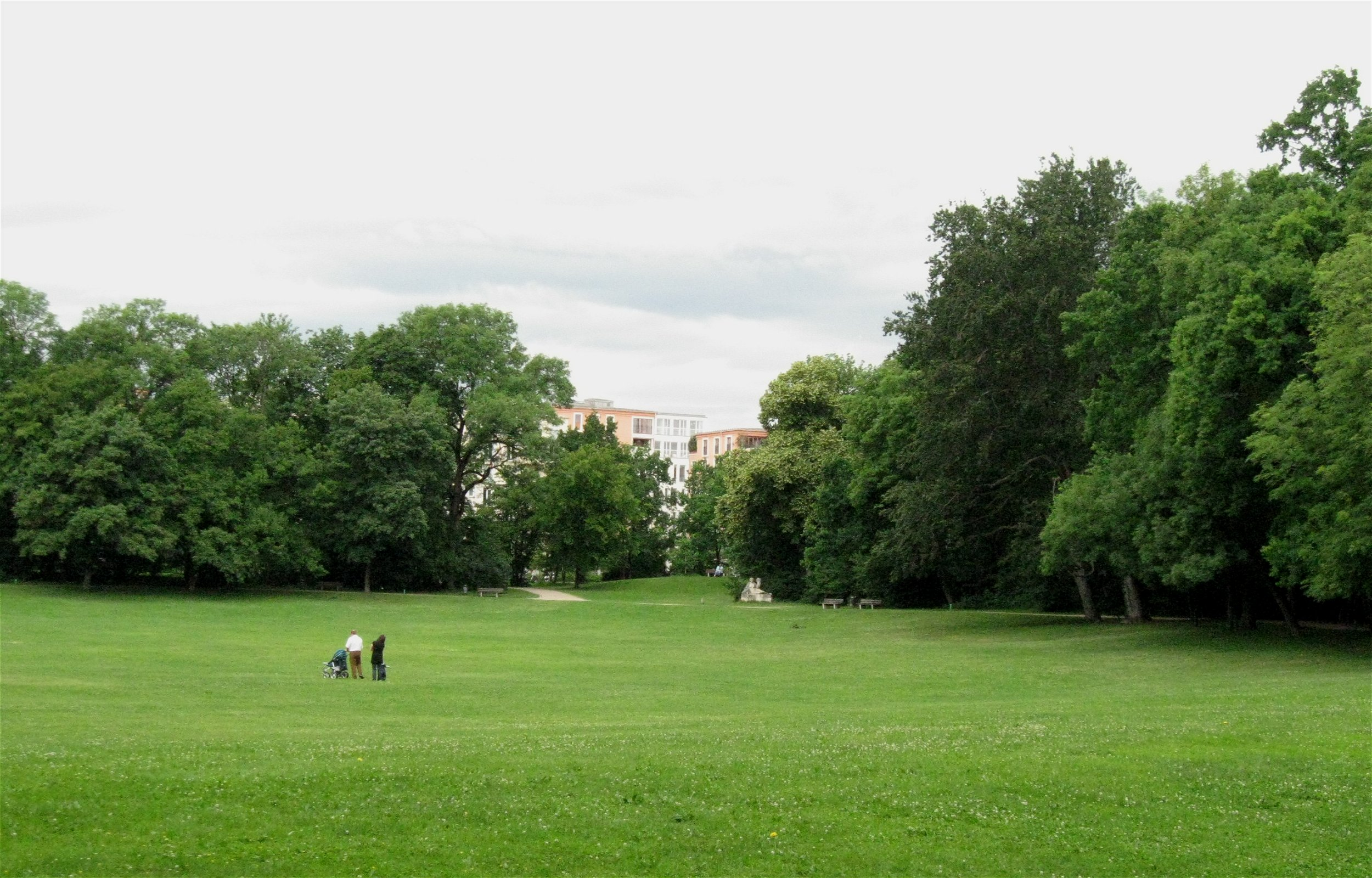
Bavariapark
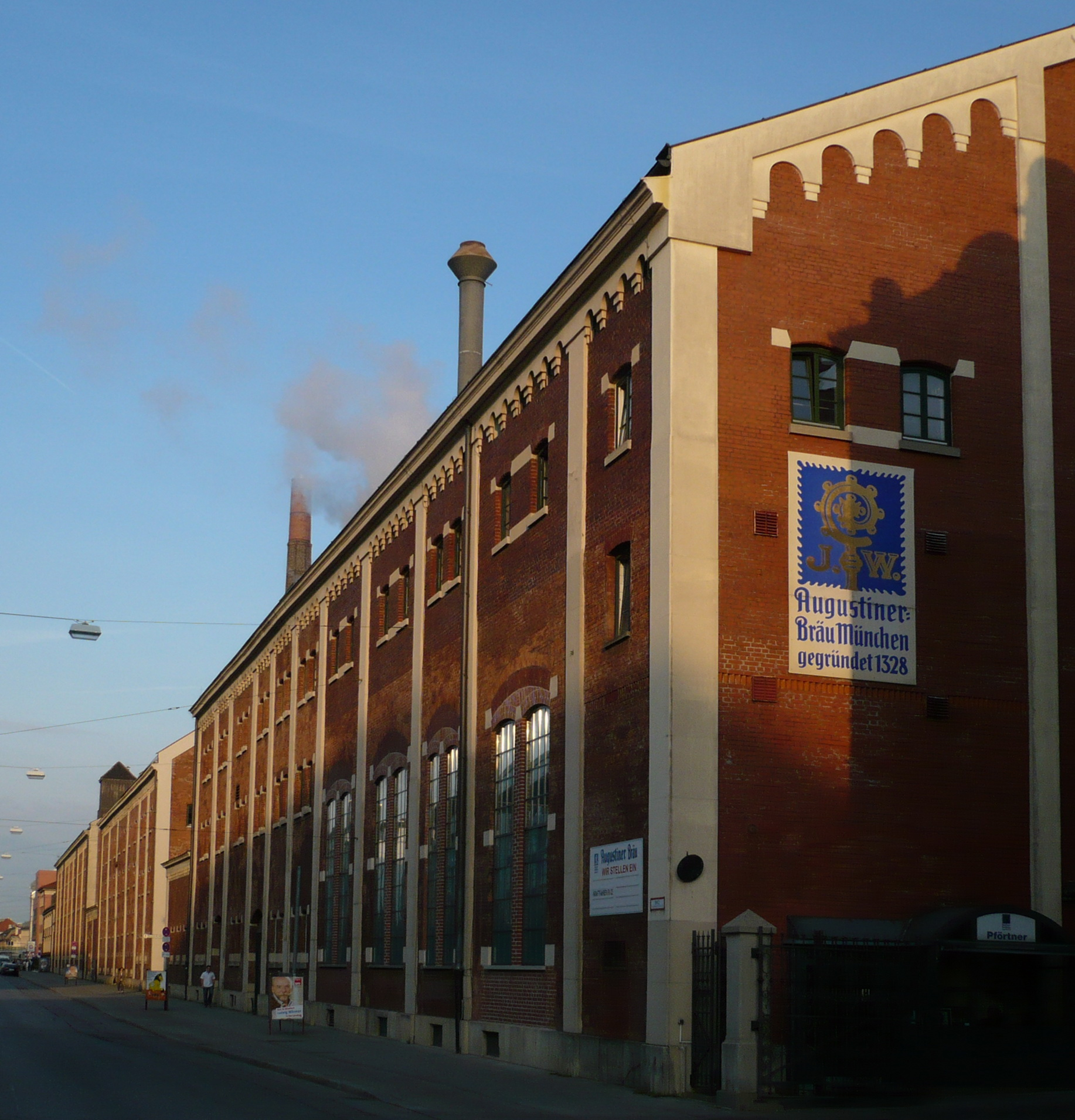
Augustinerbrauerei
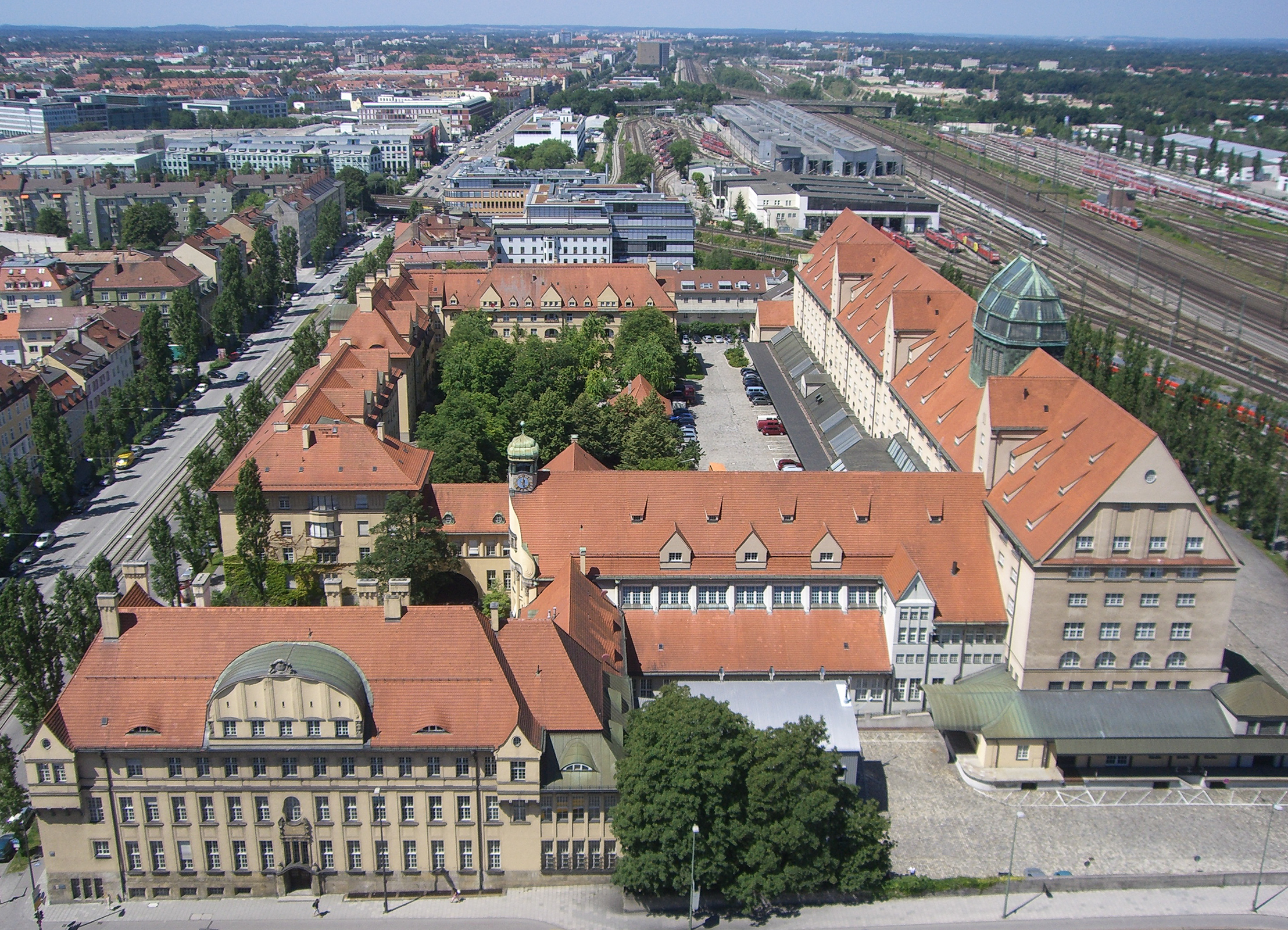
Ehem. Hauptzollamt
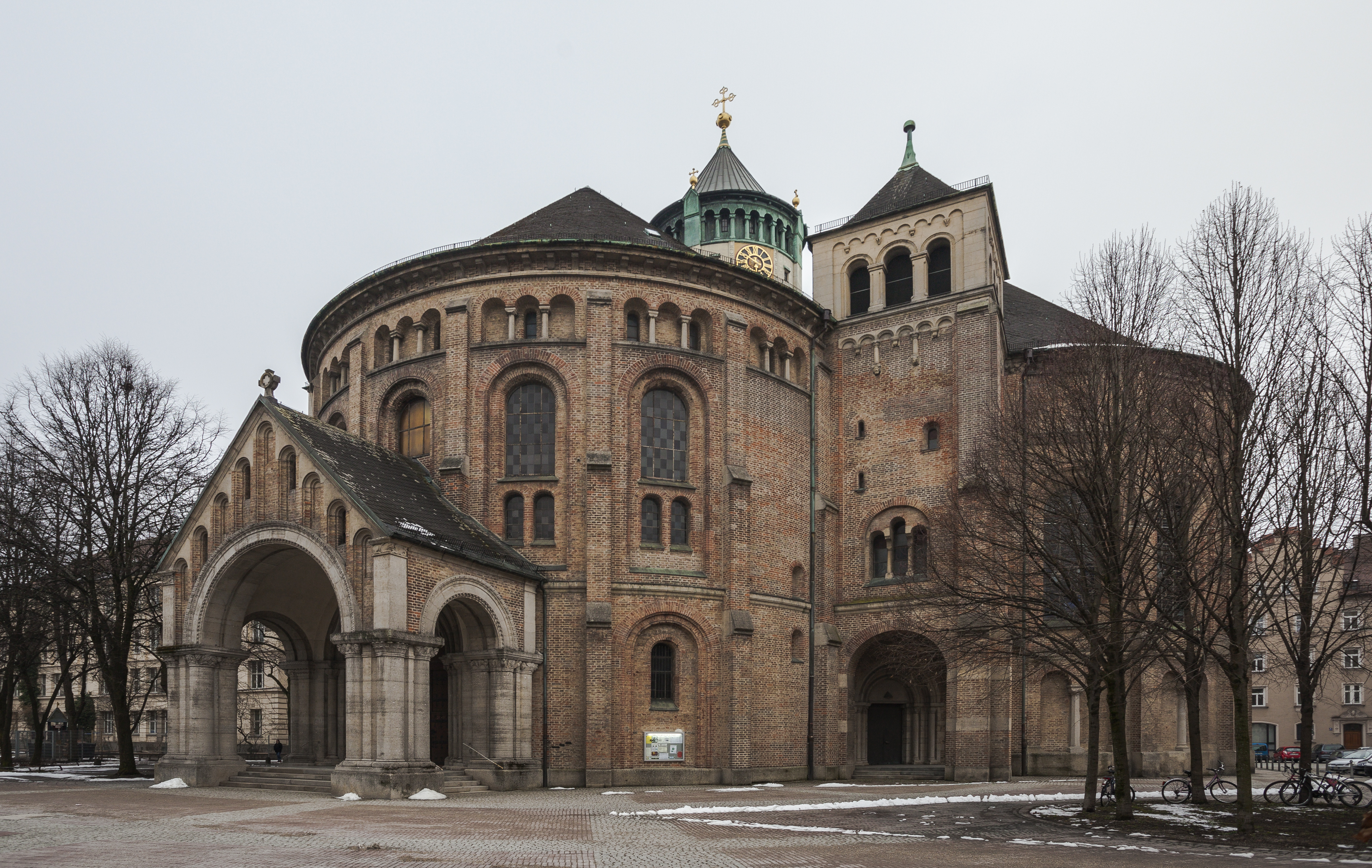
St. Rupert
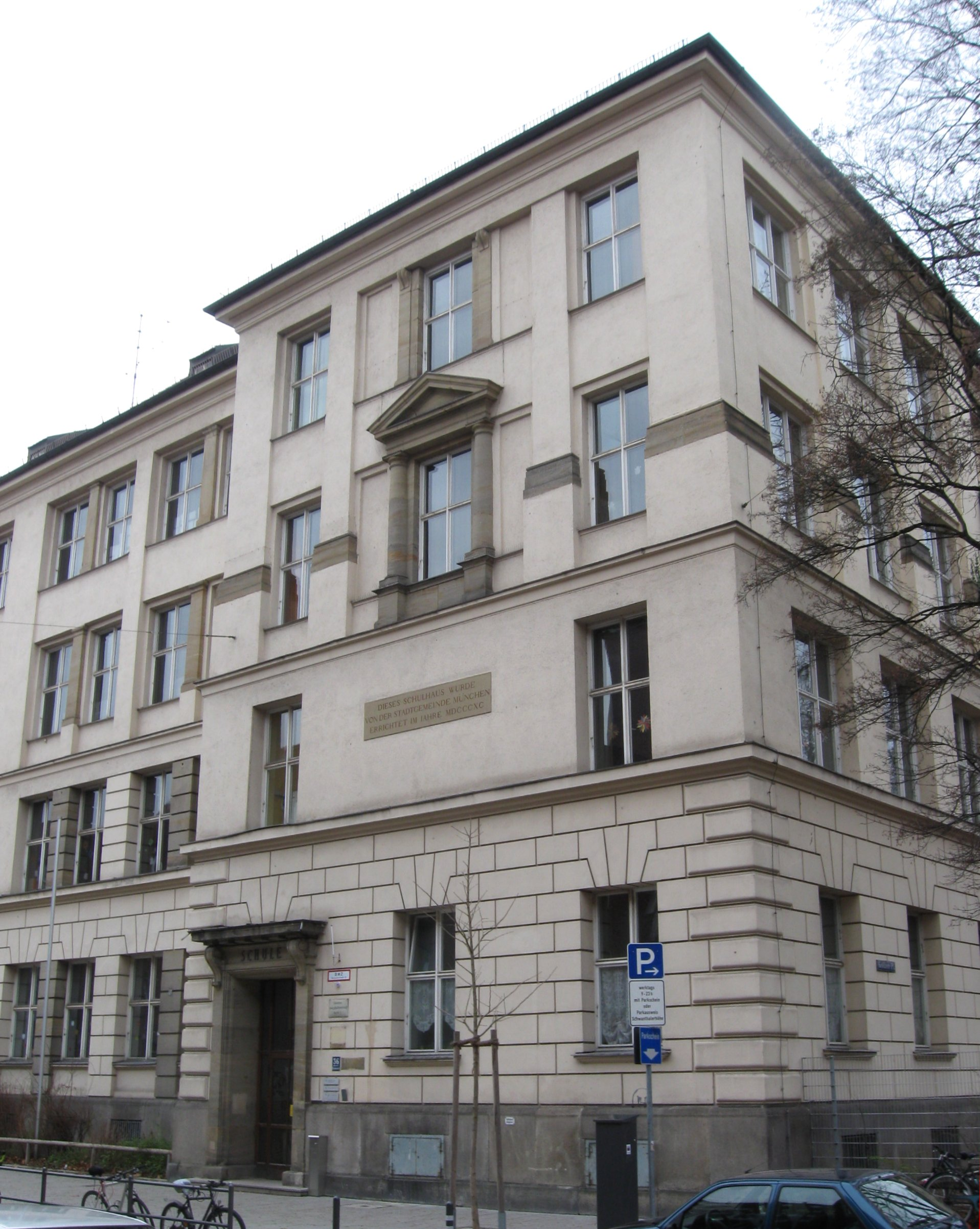
Bergmannschule
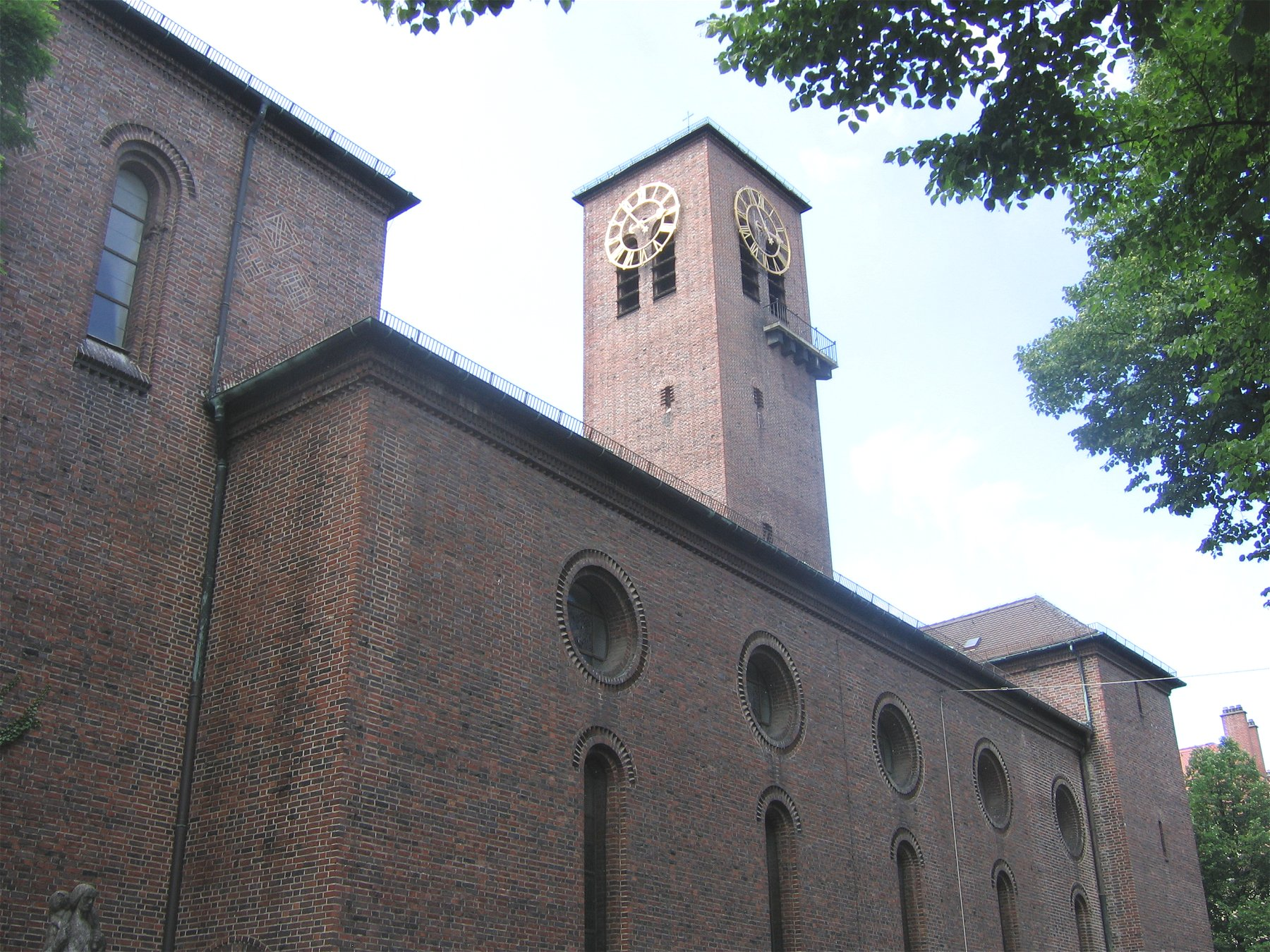
Auferstehungskirche

### 9 – Neuhausen-Nymphenburg
Der Weg in Neuhausen-Nymphenburg führt durch folgende Straßen: Rotkreuzplatz, Nymphenburger Straße, Winthirstraße, Schlosskanal, Romanstraße, Ludwig-Ferdinand-Brücke, Dall’Armi-Bürgerheim, Nymphenburg-Biedersteiner Kanal, Villenkolonie Gern, Taxisgarten, Dom-Pedro-Platz, Fußgängerbrücke Braganzastraße, Dachauer Straße, Leonrodstraße, Platz der Freiheit, Donnersbergerstraße, Richelstraße, Renatastraße, Künstlerhof, Steubenplatz, Winthirplatz.

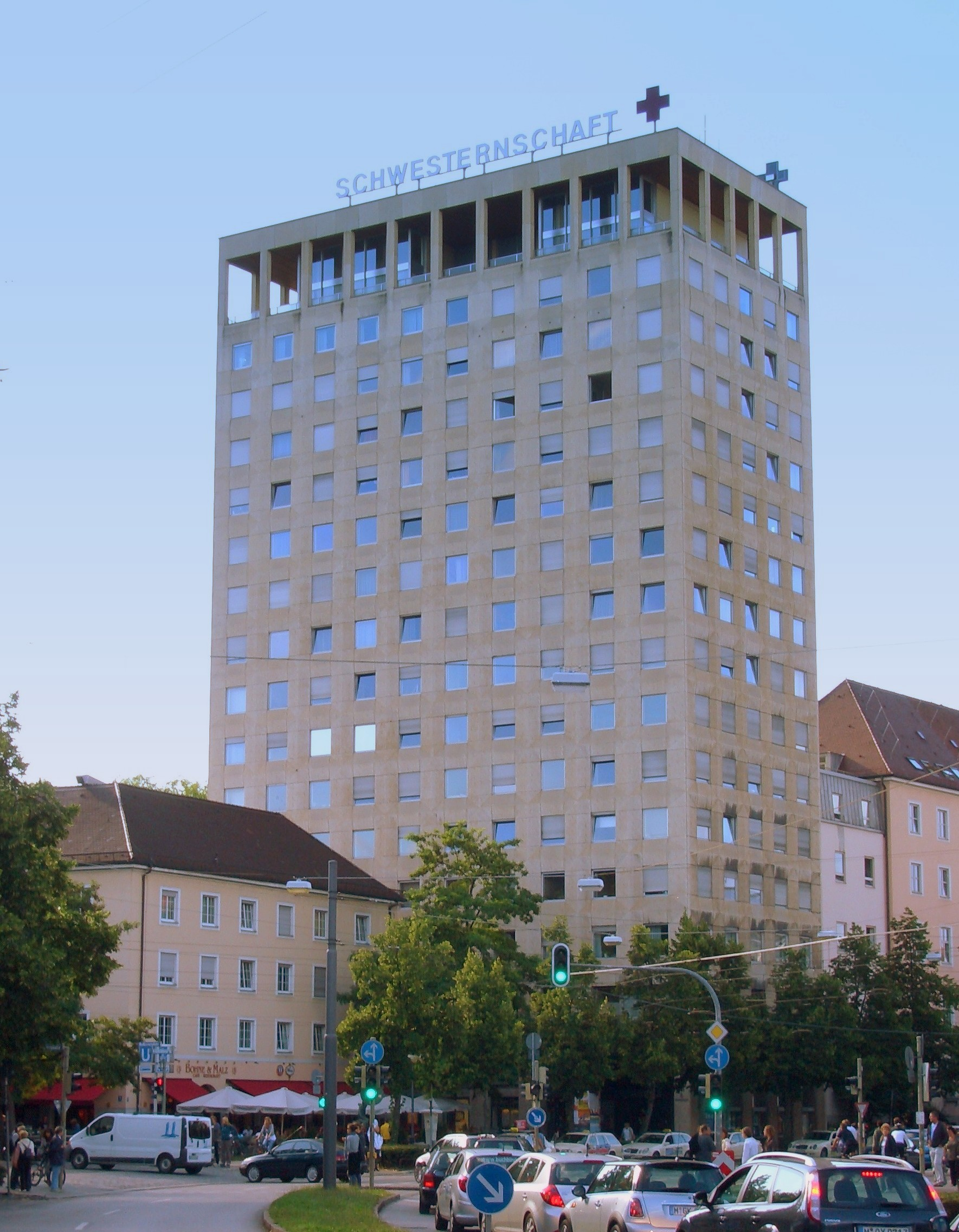
Rotkreuzplatz
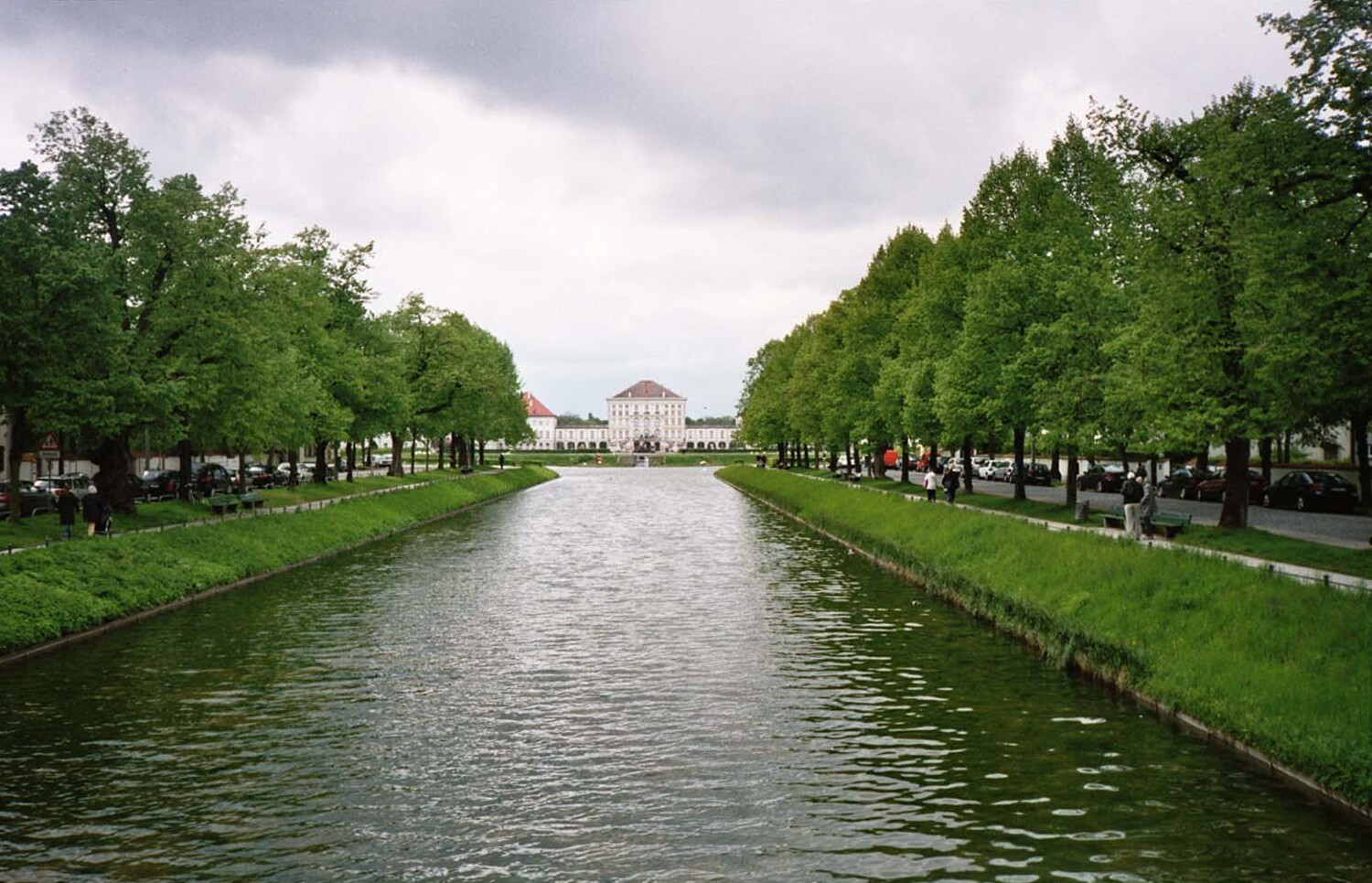
Schlosskanal
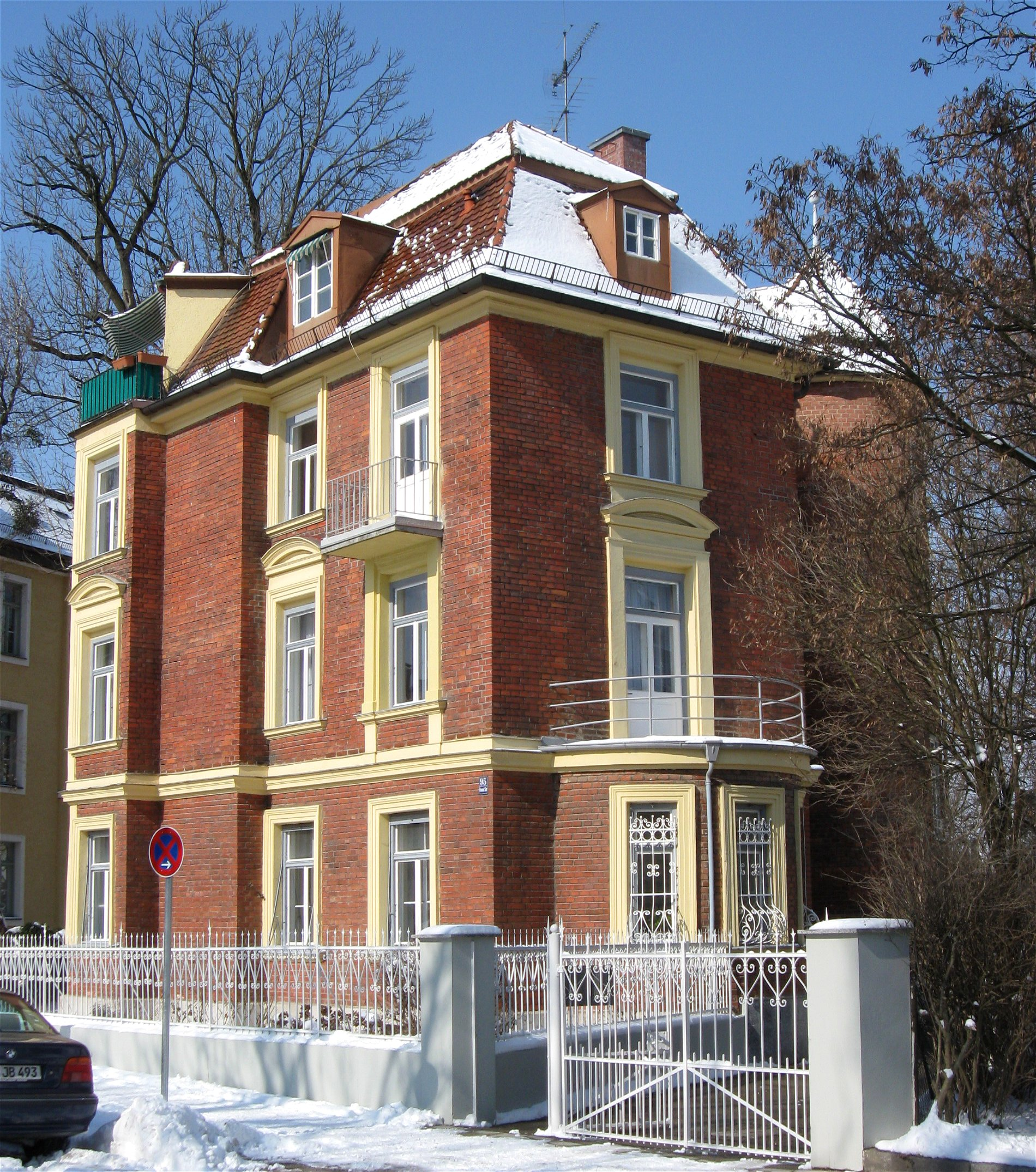
Romanstraße
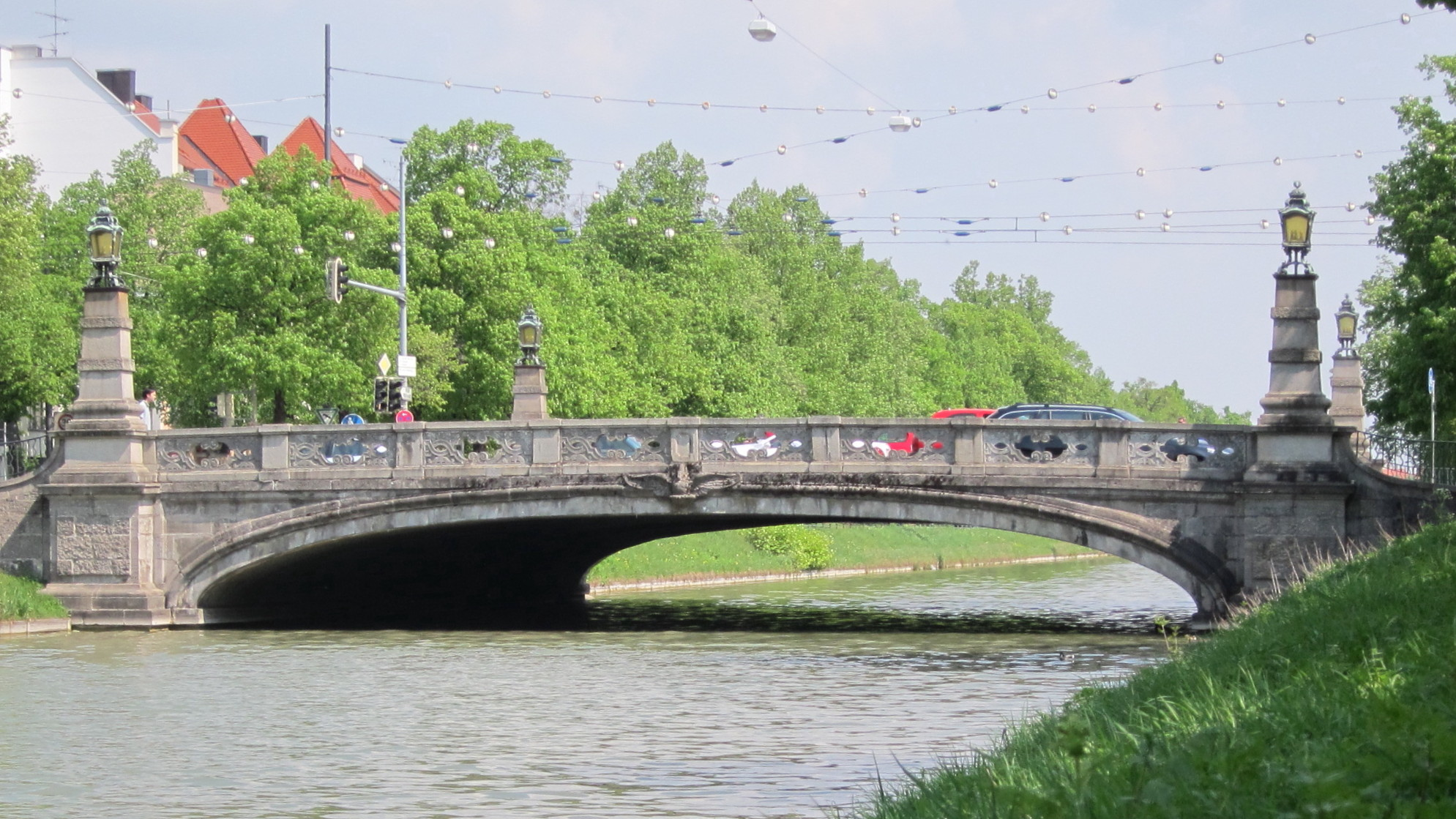
Ludwig-Ferdinand-Brücke
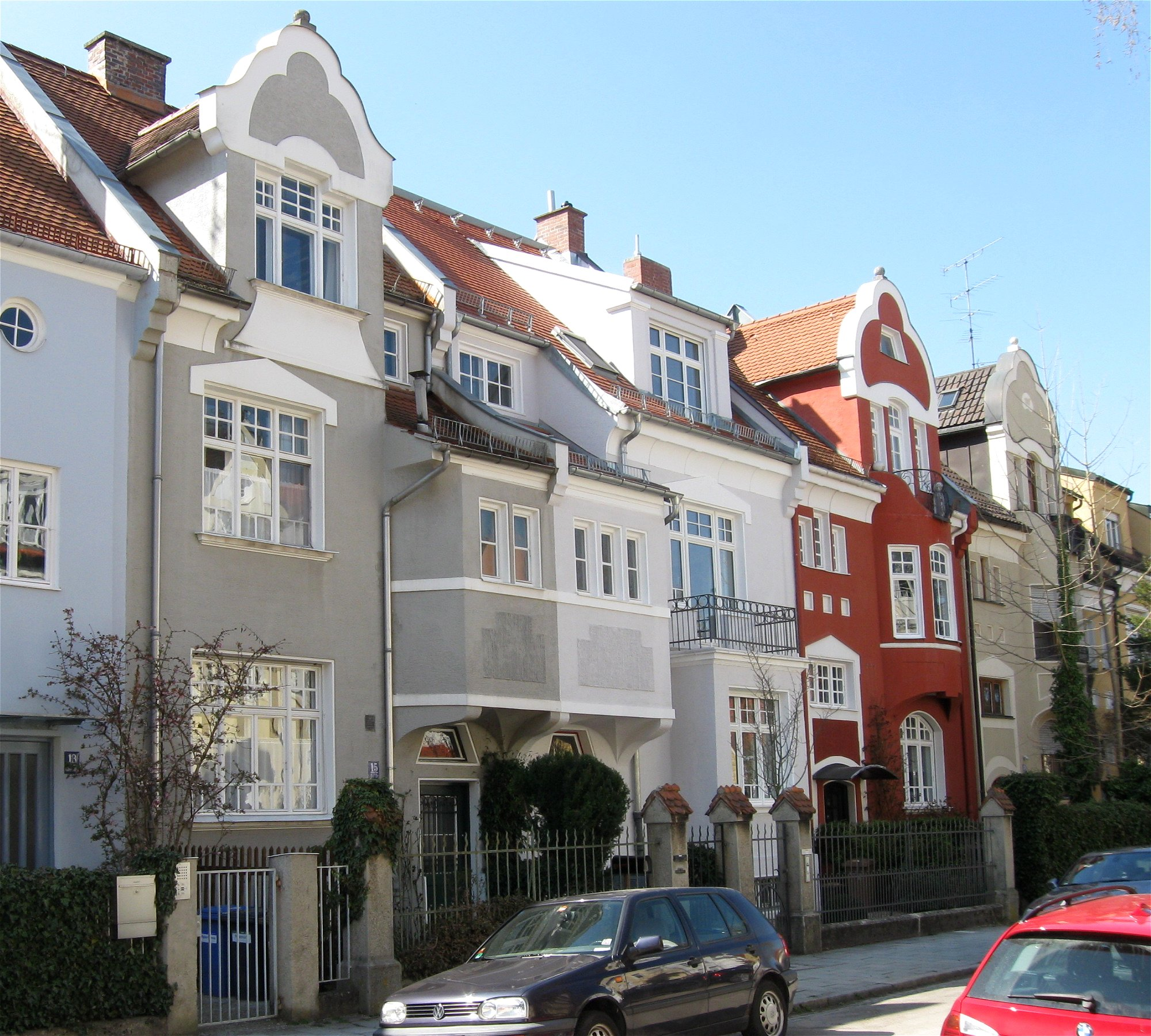
Villenkolonie Gern
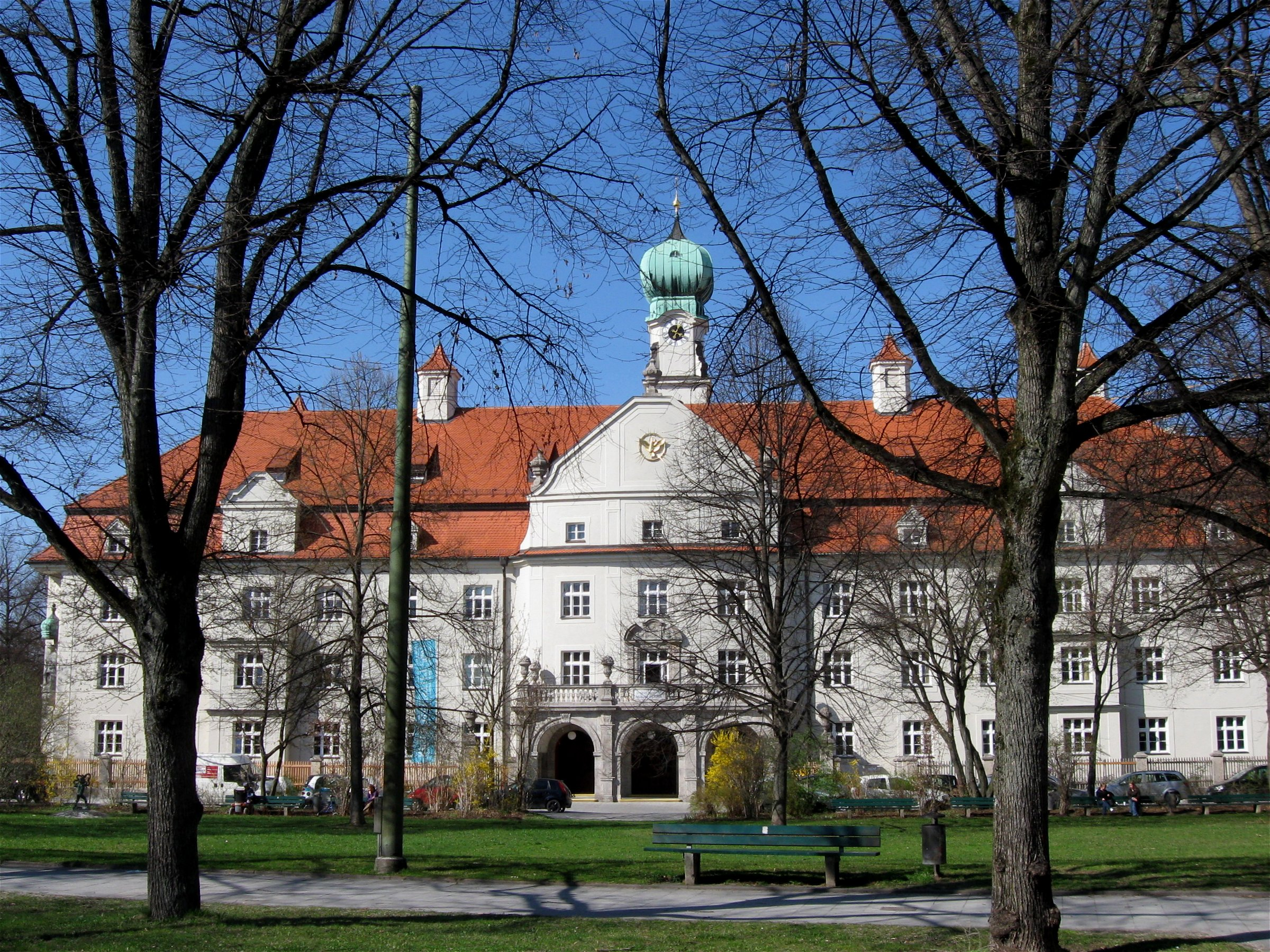
Dom-Pedro-Platz
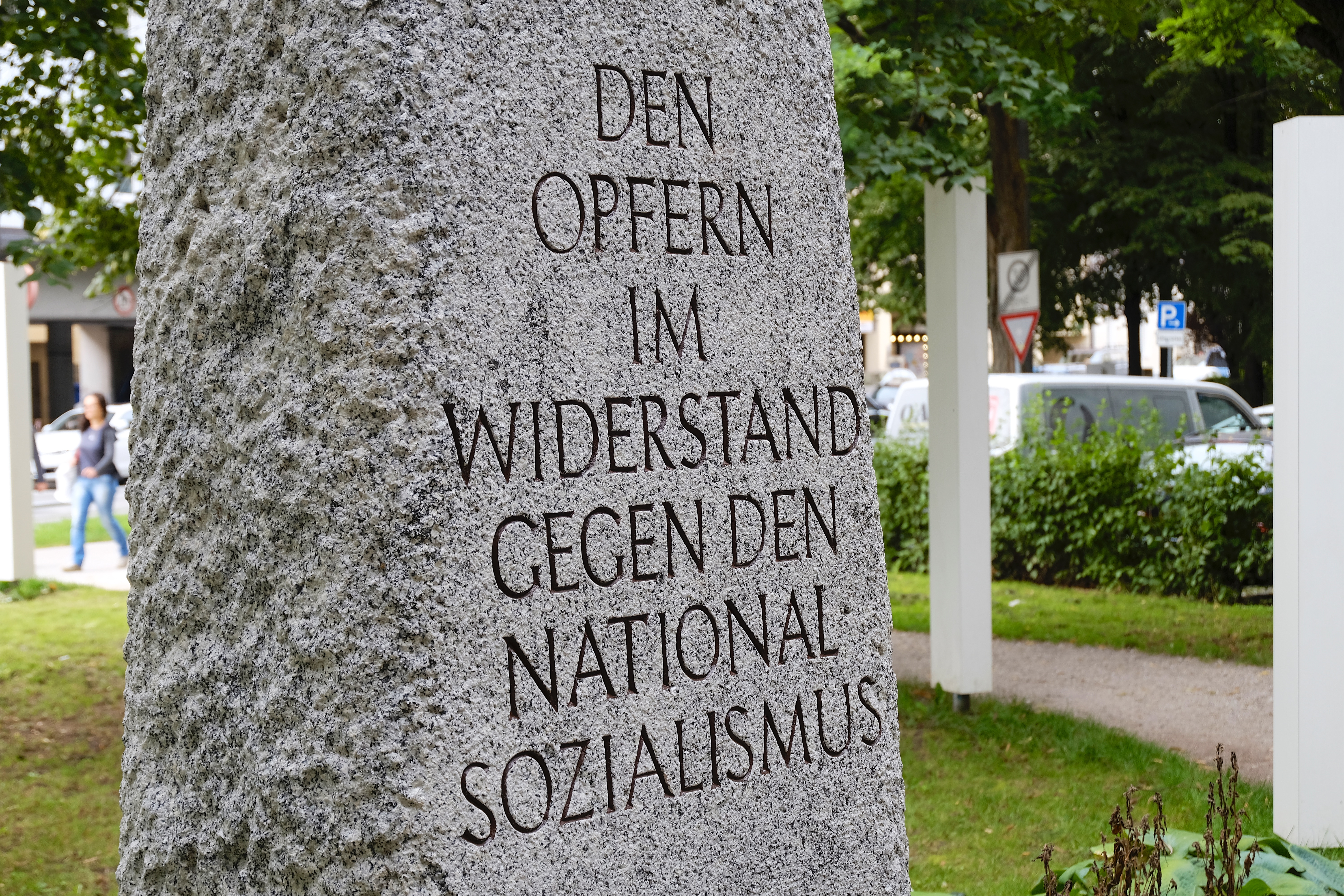
Platz der Freiheit
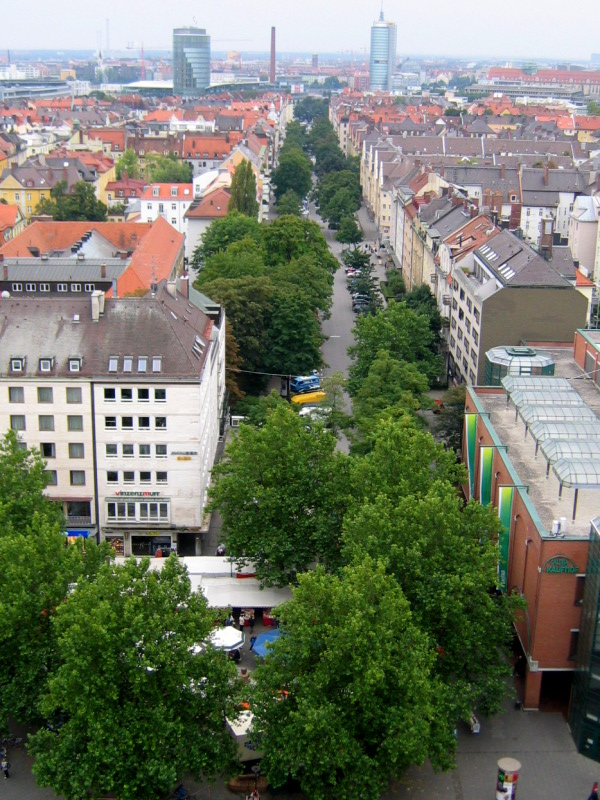
Donnersbergerstraße

### 10 – Moosach
Dorf und Hofmark Moosach: Pelkovenschlössl, Alte Kirche St. Martin, Pelkovenstraße I, Der »Moosacher Stachus«, Moosacher Bahnhof, Siedlung Karlingerstraße, Heilig-Geist-Kirche, Neue Kirche St. Martin, Schule an der Jenaer Straße, Feldmochinger Straße, Pelkovenstraße II, Arbeitserziehungslager Moosach
Moosach seit der Industrialisierung: Olympia-Einkaufszentrum, Olympia-Pressestadt, Gaswerk, Borstei, Westfriedhof, Nederling, Hartmannshofen, Trinkl-Siedlung, Reigersbach, Rangierbahnhof, Rathgeber/Meiller

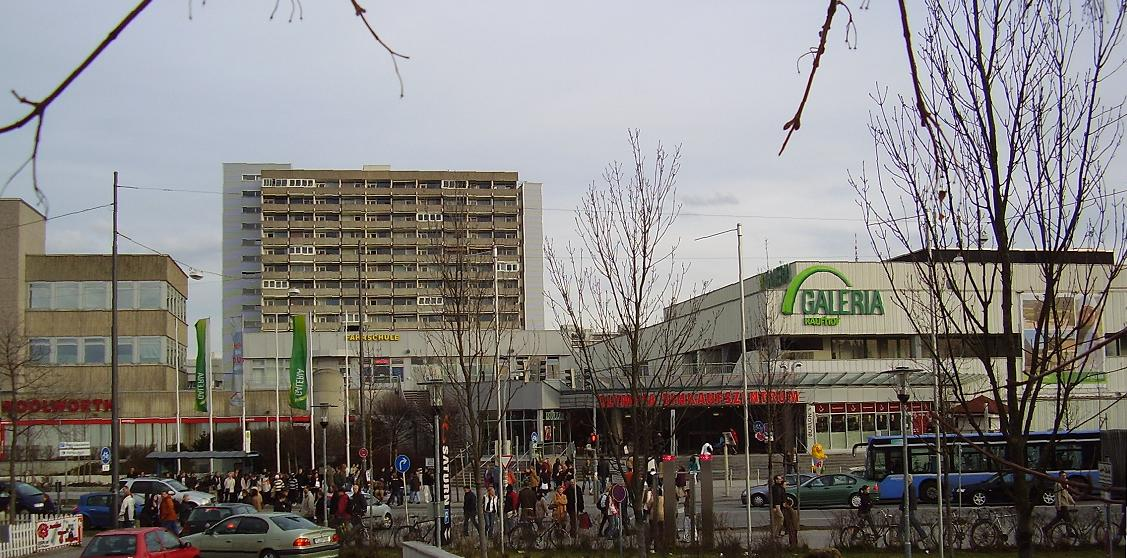
Olympia Einkaufszentrum
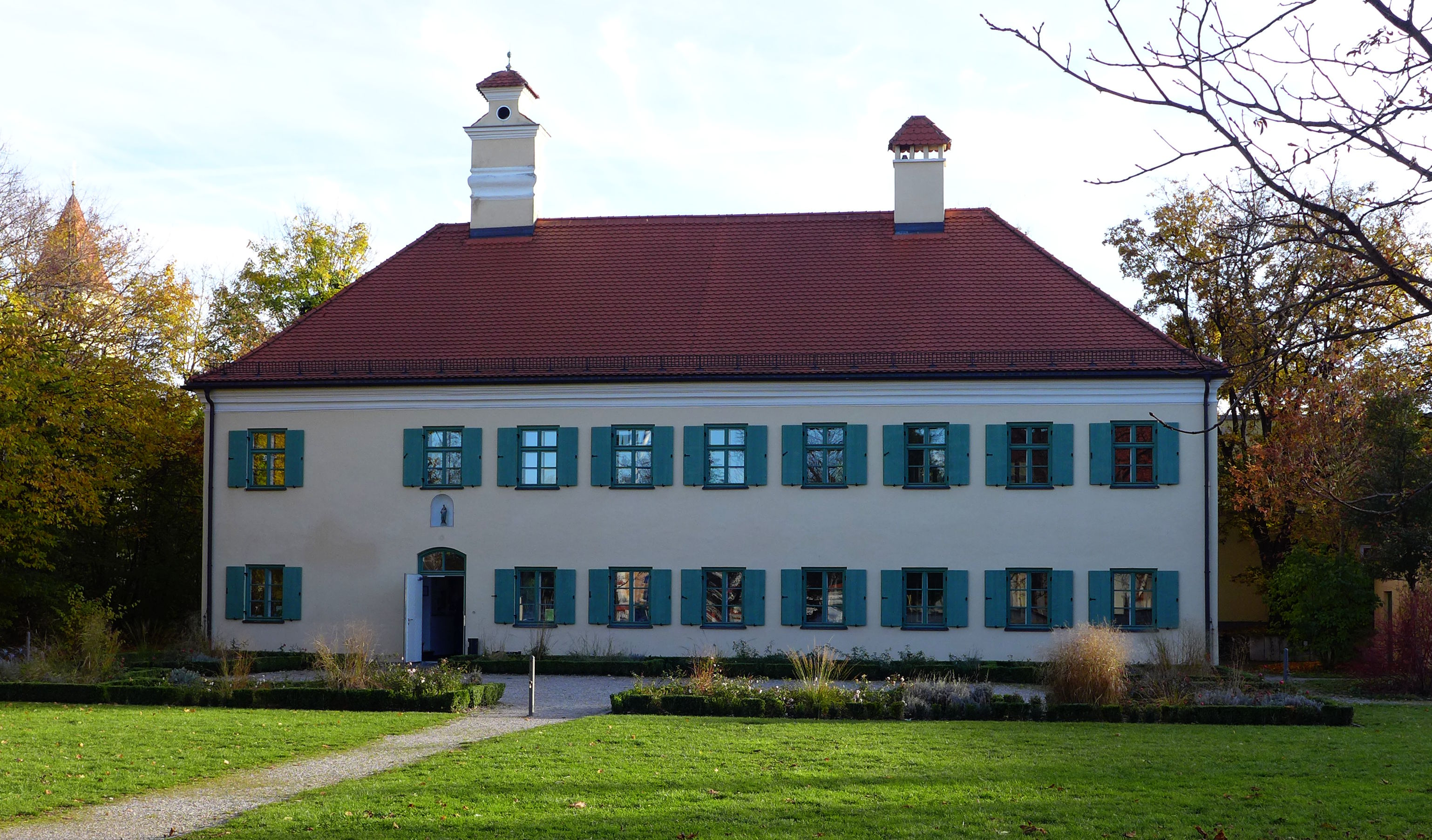
Pelkovenschlössl
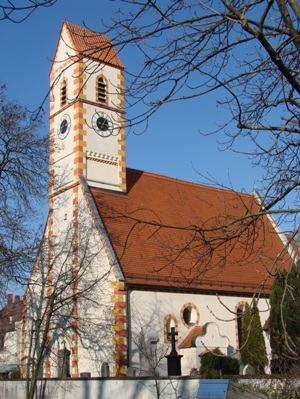
Alte Pfarrkirche St. Martin
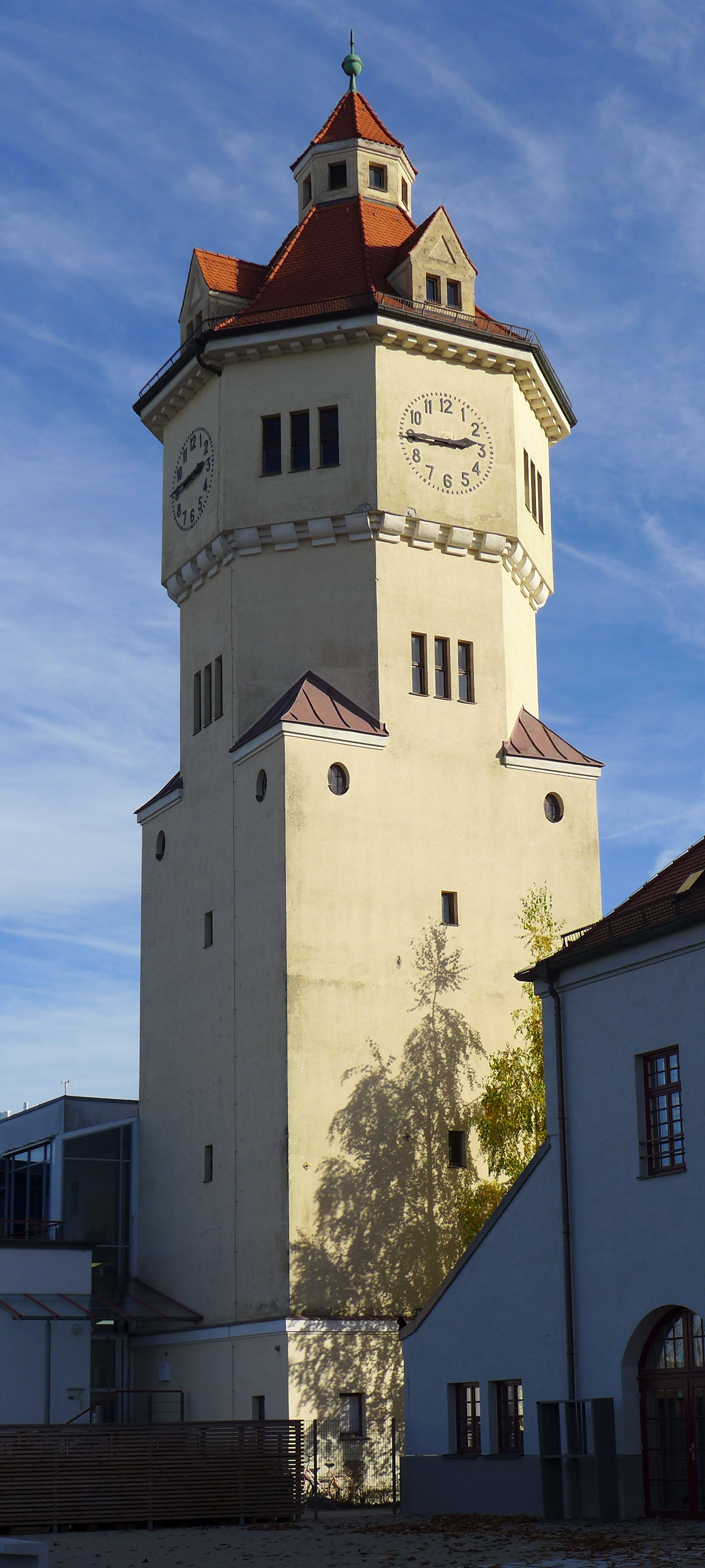
Wasserturm
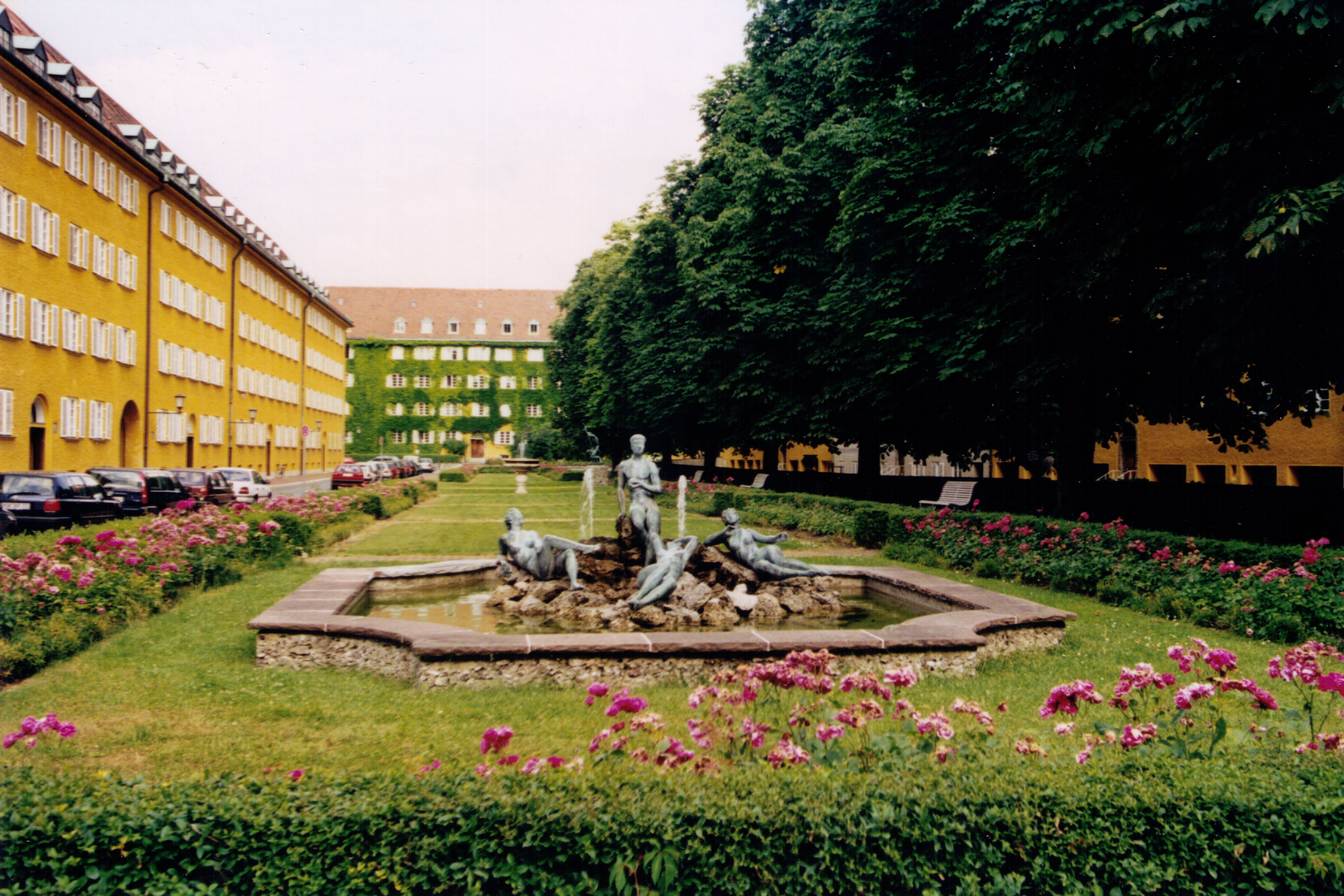
Borstei
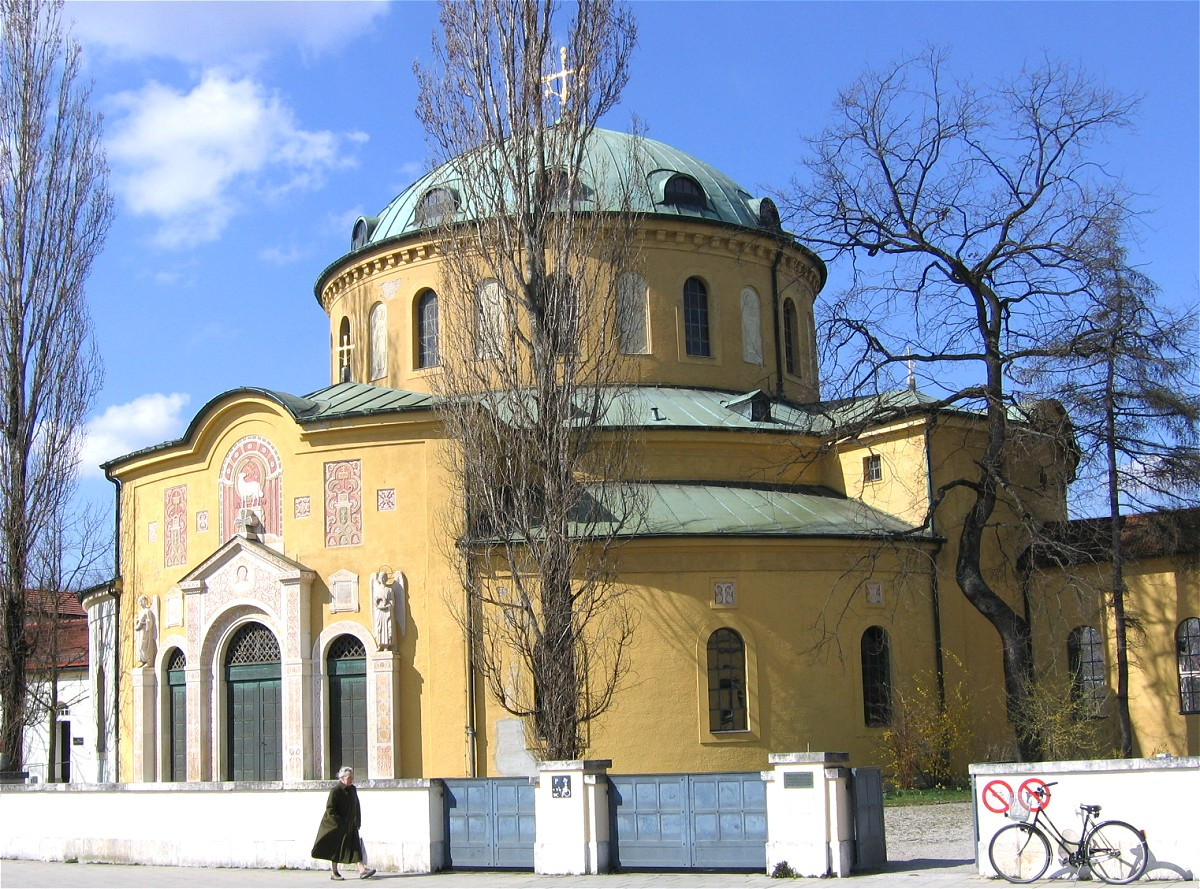
Westfriedhof
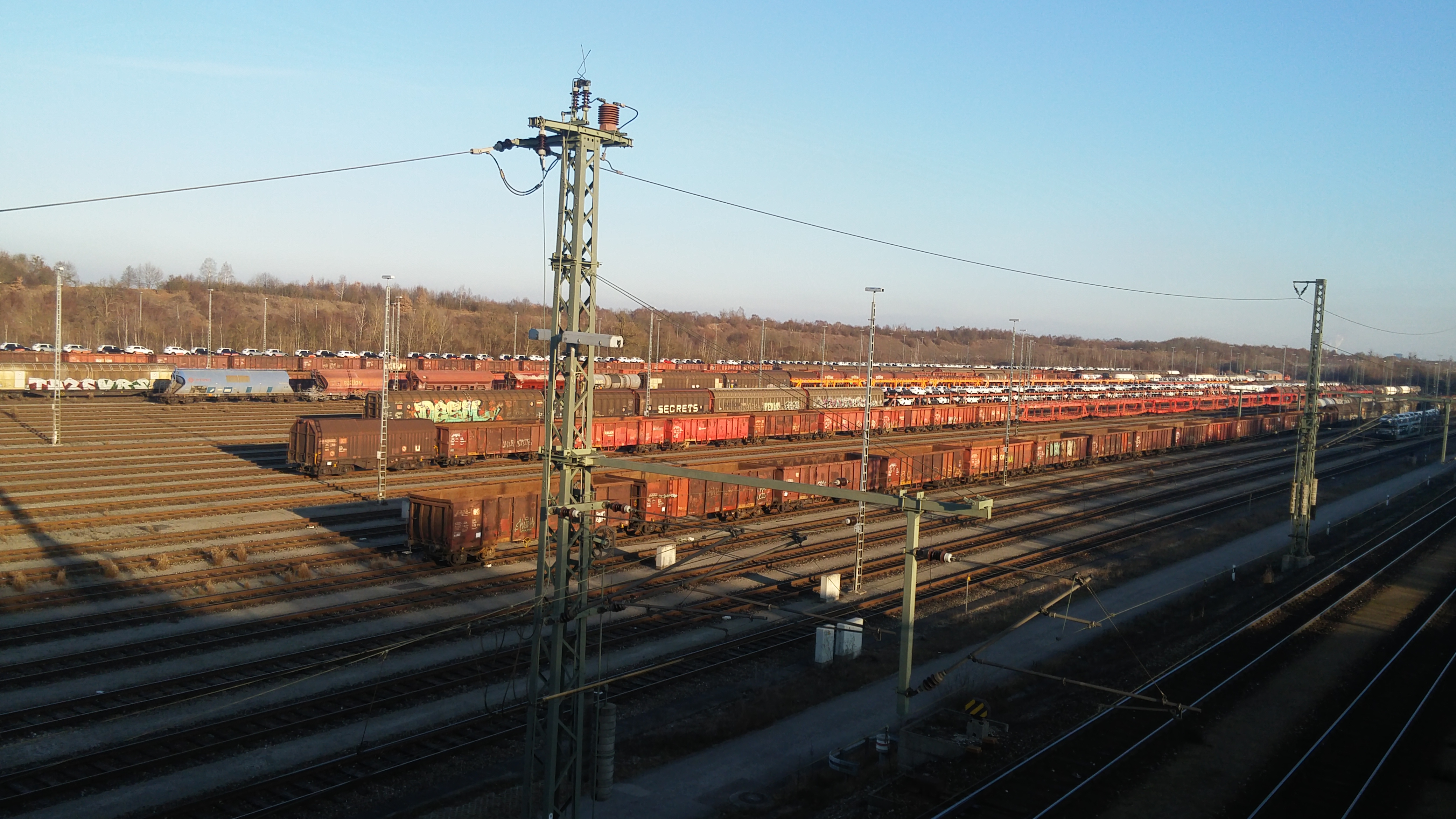
Rangierbahnhof

### 11 – Milbertshofen-Am Hart
Harthof und Am Hart: Panzerwiese und Siedlung Nordhaide, Volksschule und Kindergarten am Harthof, Versöhnungskirche, St. Gertrud, ehemalige US-amerikanische Siedlung, Ernst-von-Bergmann-Kaserne, Siedlung Neuherberge, Siedlung Kaltherberge, Siedlung Am Hart, Judenlager Milbertshofen
Milbertshofen: Alte St. Georgskirche, Josefine und Michael Neumark, Neue St. Georgskirche, Kulturhaus Milbertshofen, Curt-Mezger-Platz, Dankeskirche, Milbenzentrum, Volksschule in der Schleißheimer Straße 275, Austria Tabak, Vulkanisiermaschinenfabrik Zängl/Kulturpark München, TSV Milbertshofen, Lion-Feuchtwanger-Gymnasium, Generationengarten im Petuelpark, Bayerische Motoren Werke AG (BMW)
Olympiadorf und Olympiapark: Knorr-Bremse AG, Ehemaliger Flughafen Oberwiesenfeld, Olympisches Dorf, Olympiapark und olympische Sportstätten, Olympiaturm.

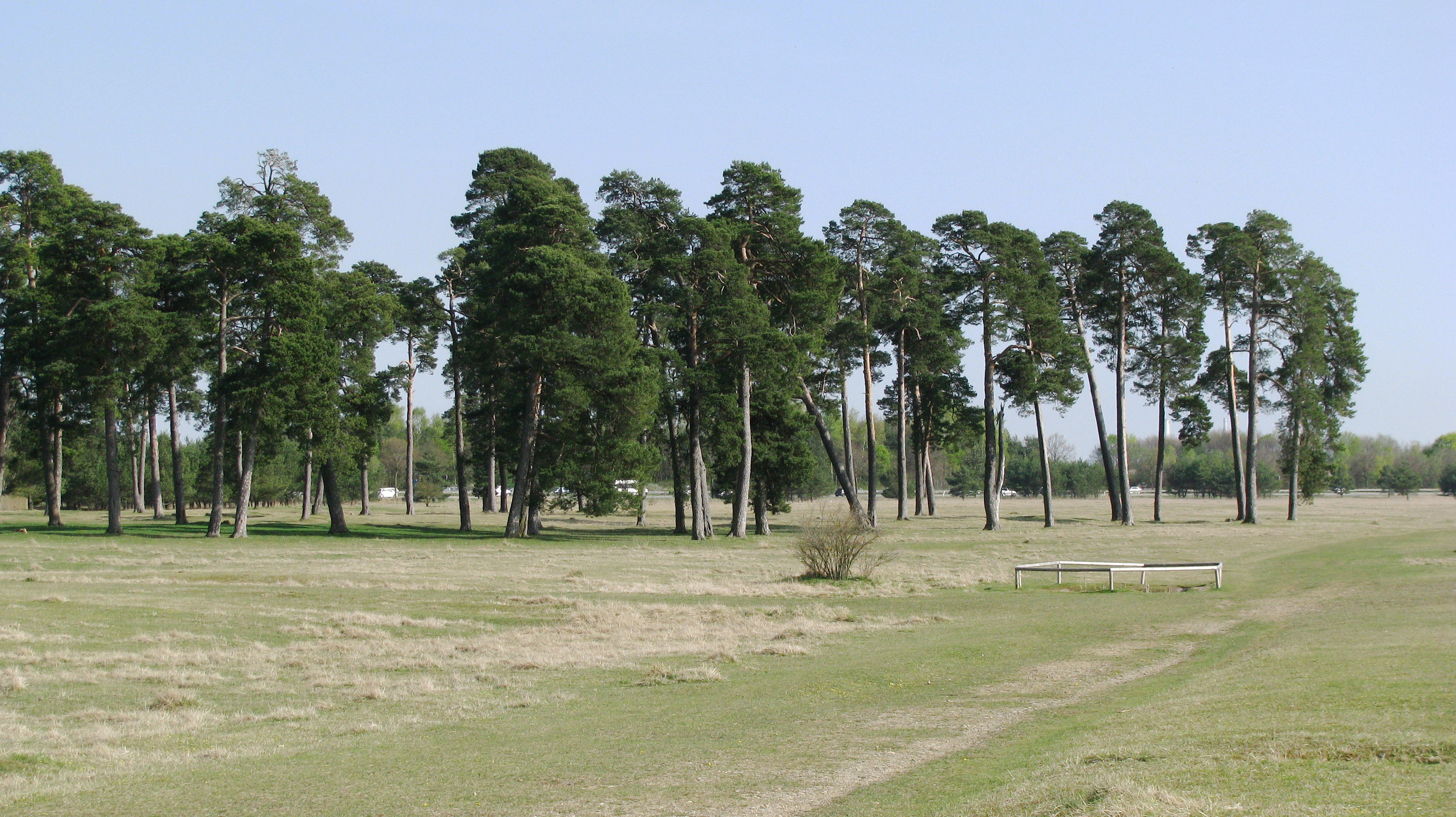
Panzerwiese
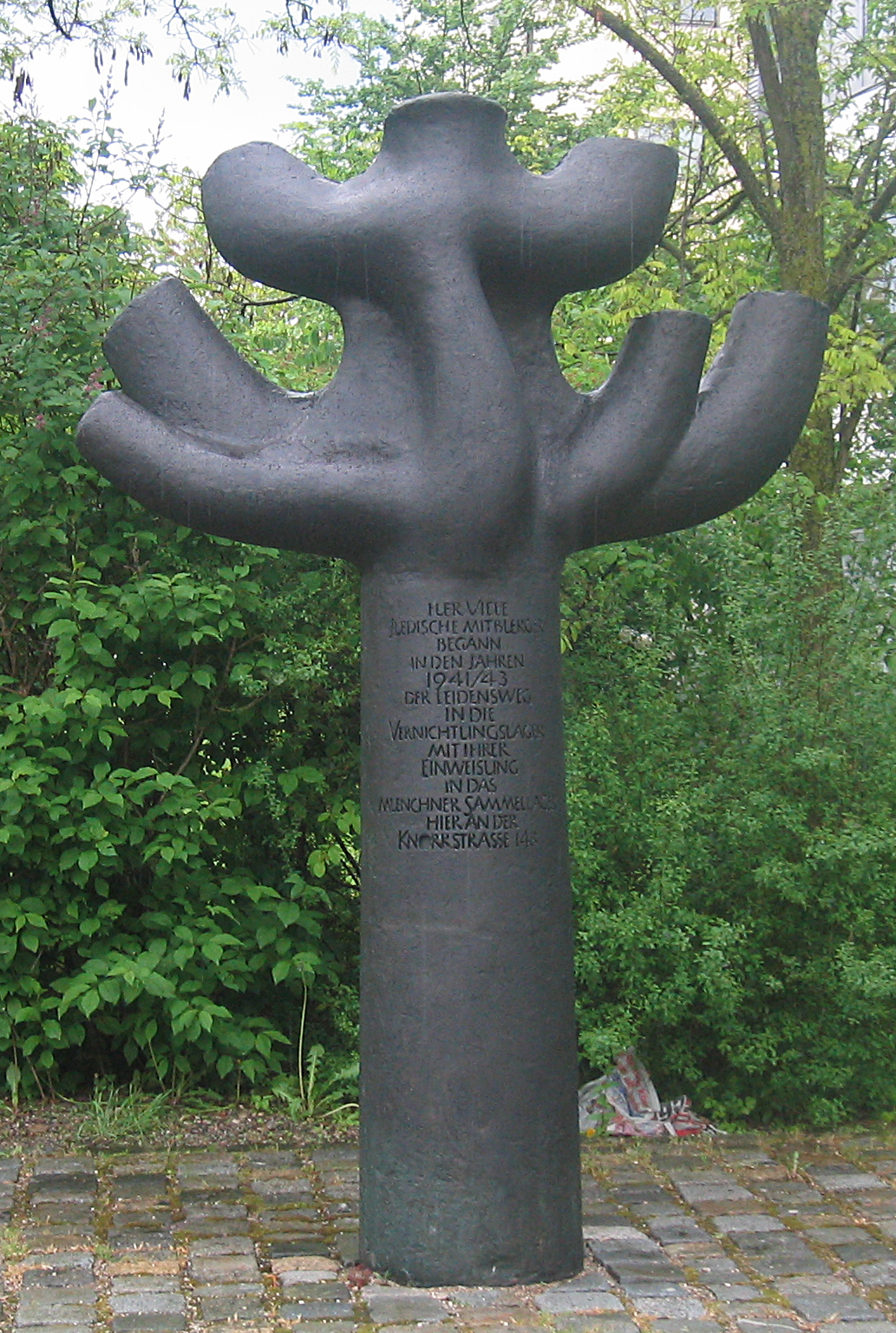
Denkmal
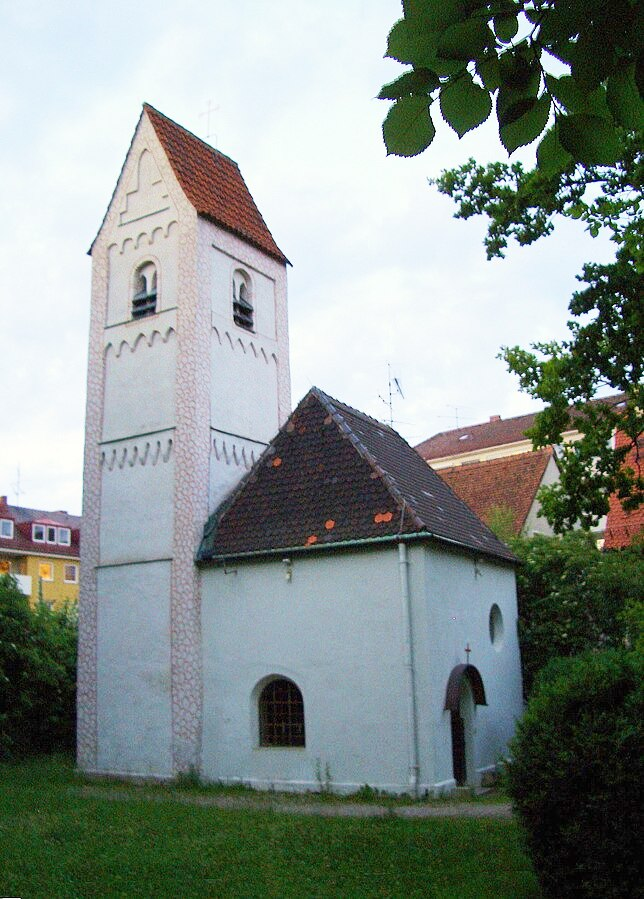
Alte St. Georgs-Kirche
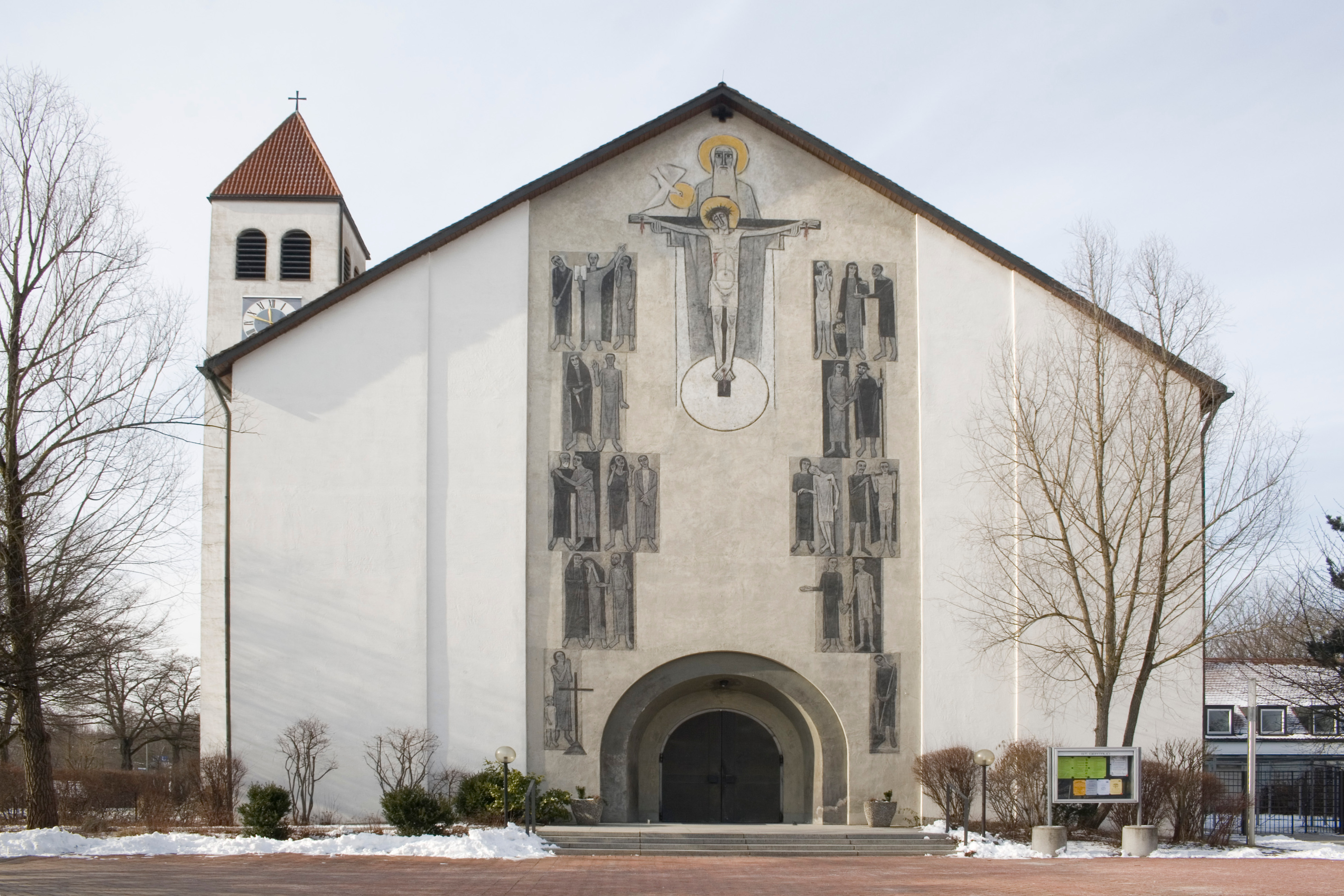
St. Gertrud
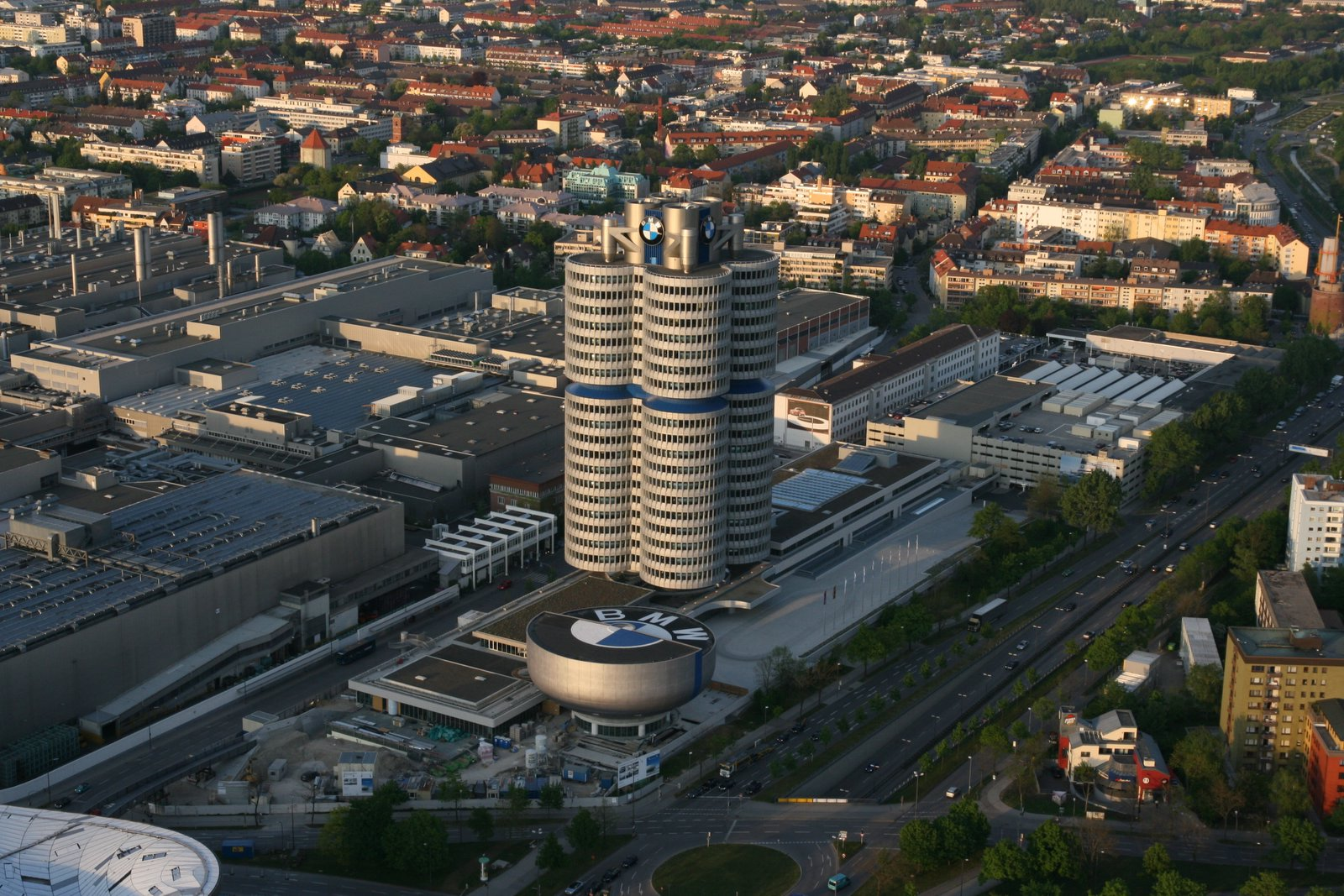
BMW
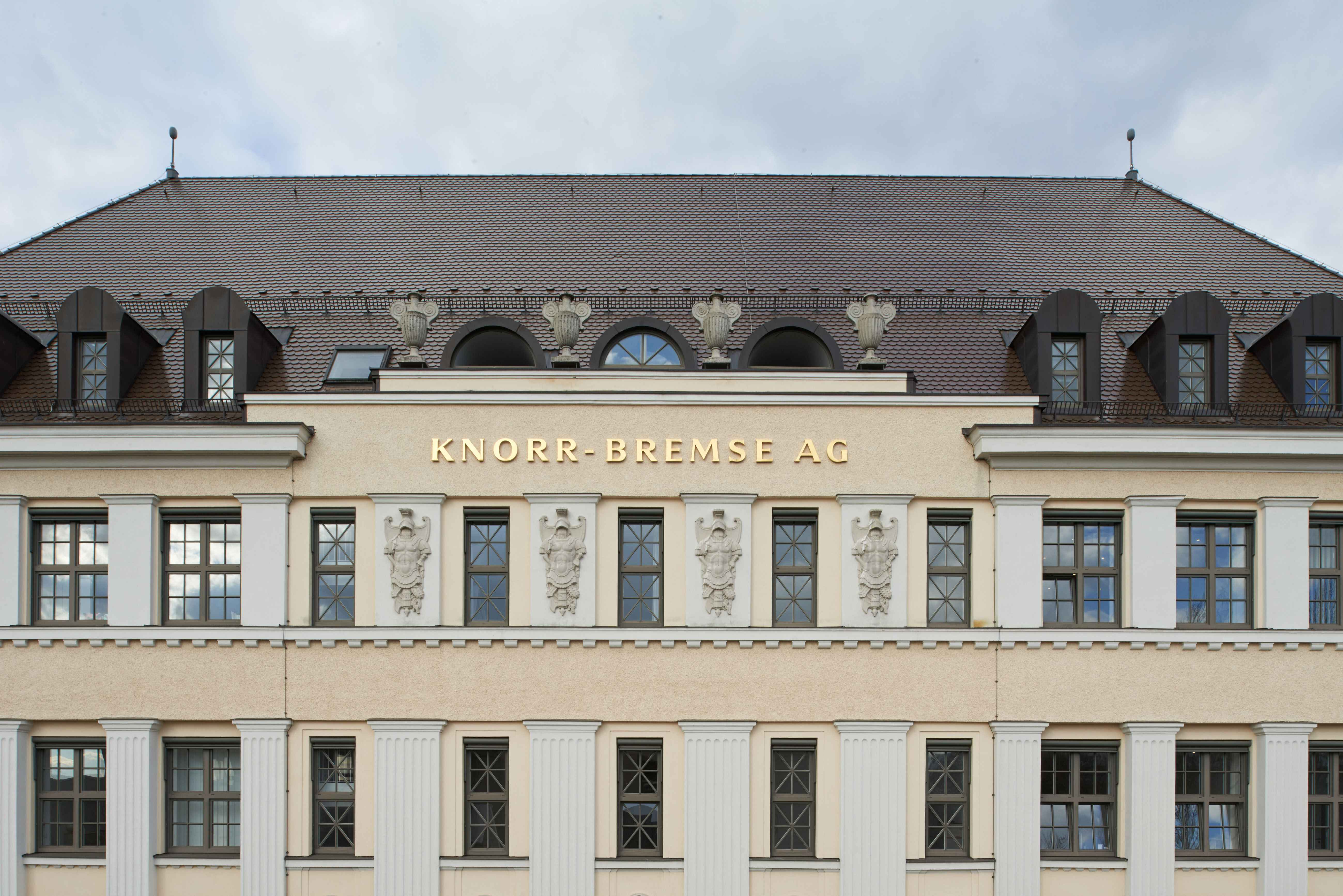
Knorr-Bremse AG
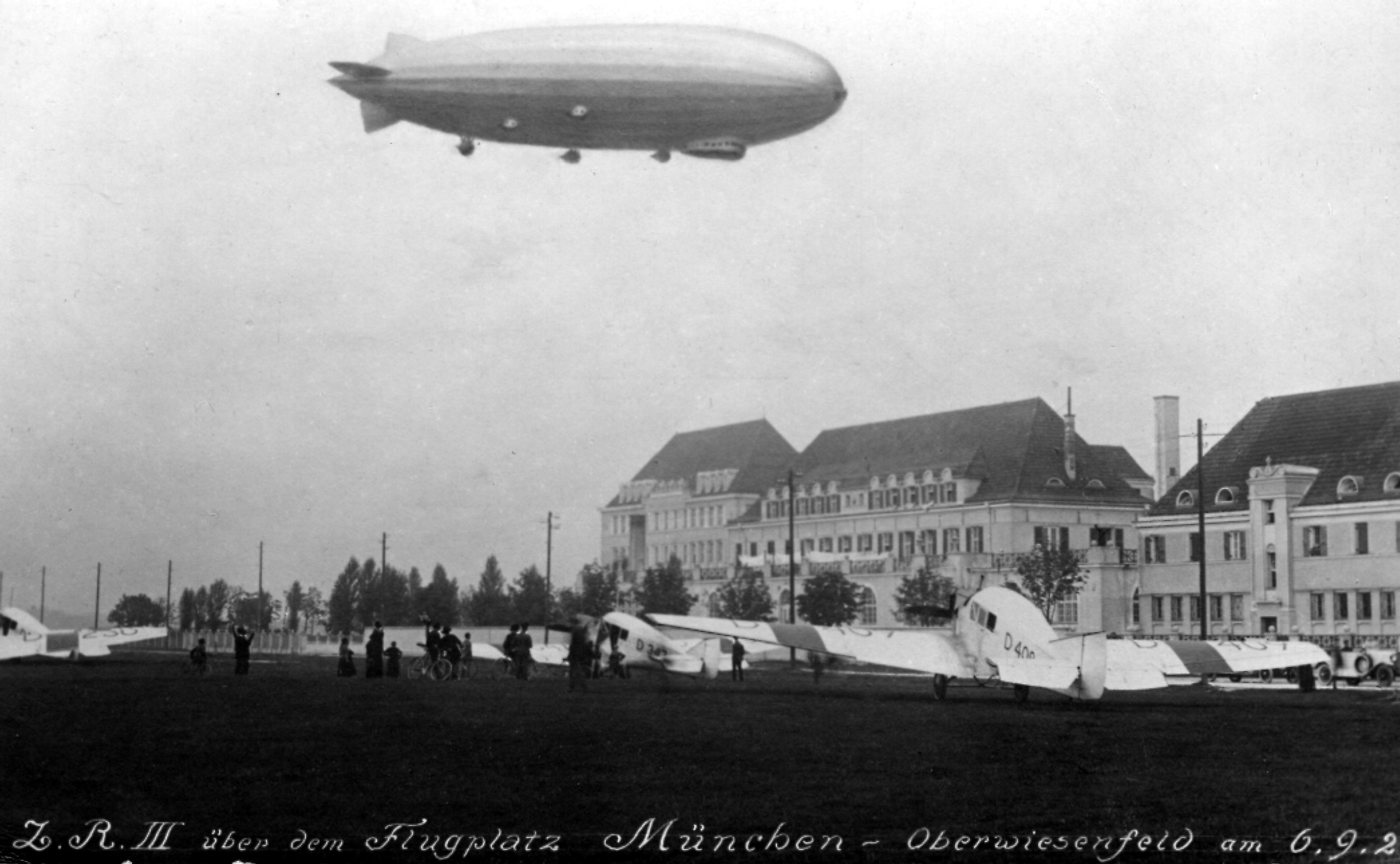
Ehem. Flughafen Oberwiesenfeld
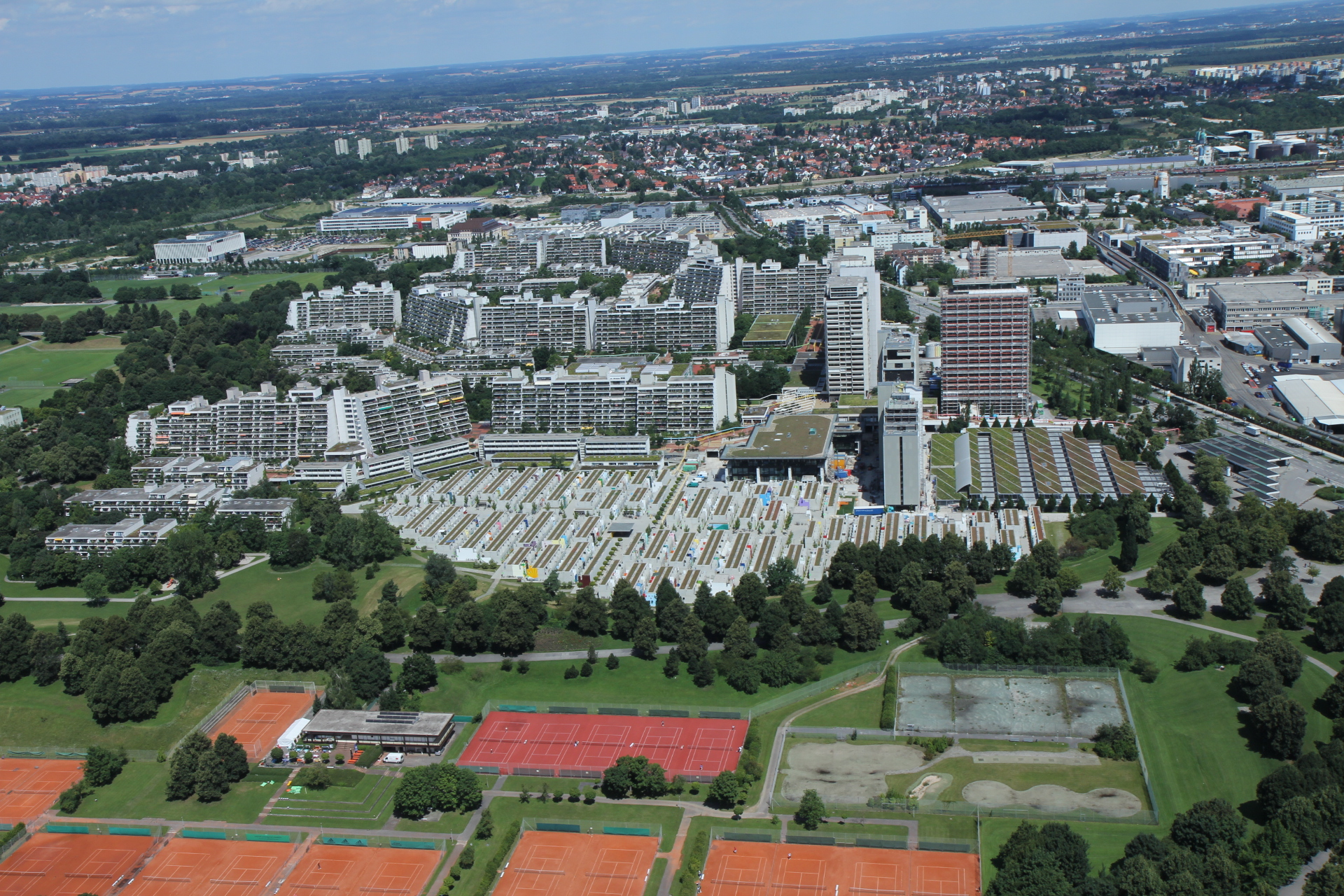
Blick vom Olympiaturm
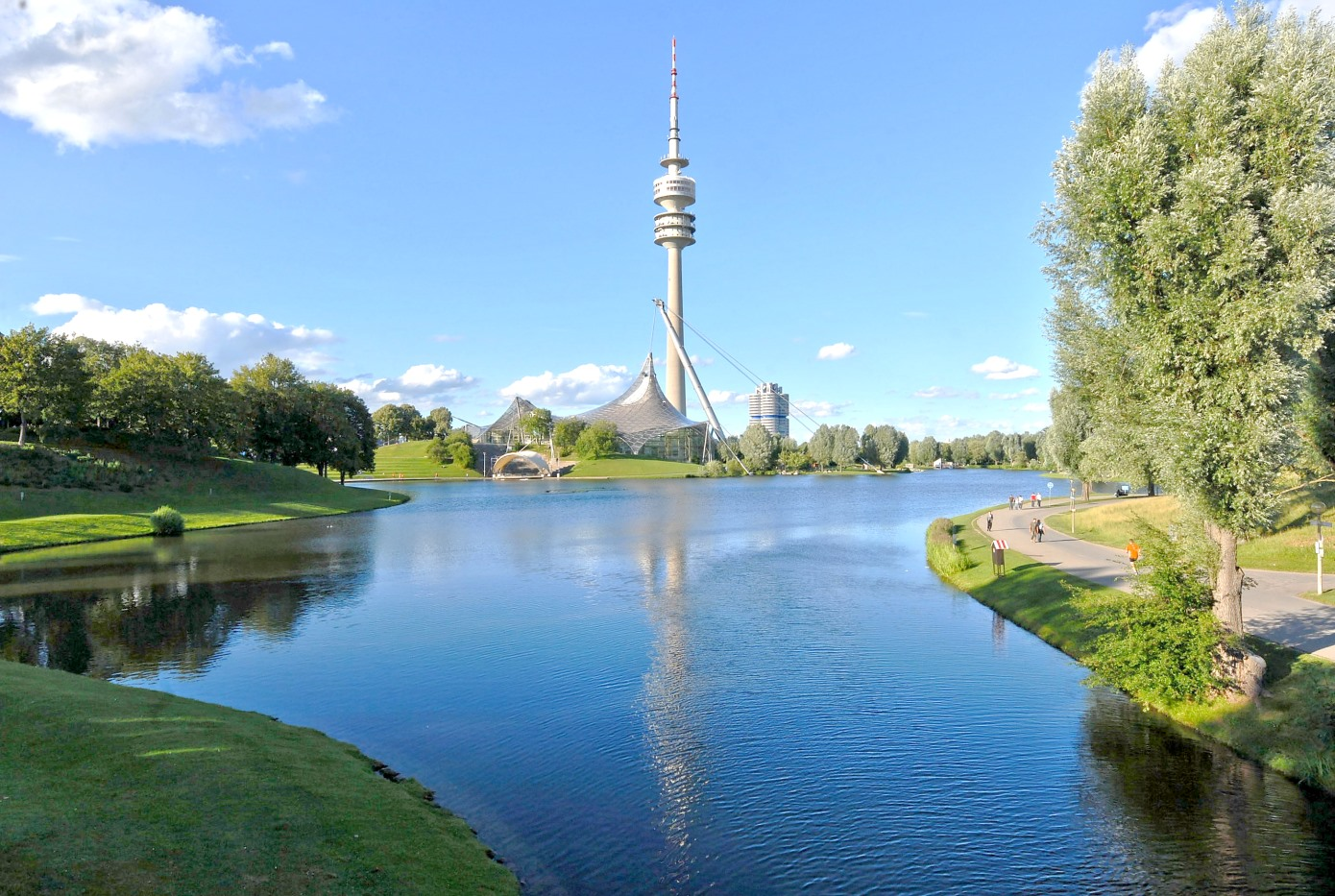
Olympiapark

### 12 – Schwabing-Freimann
Vom Siegestor nach »Wahnmoching« – ein Rundgang durch das Schwabing der Boheme, der Kunst und Bildung:
Siegestor, Franziska Gräfin zu Reventlow, Der Blaue Reiter, Der Simplicissimus, Leopoldpark, Die Malschule, Die Manns.

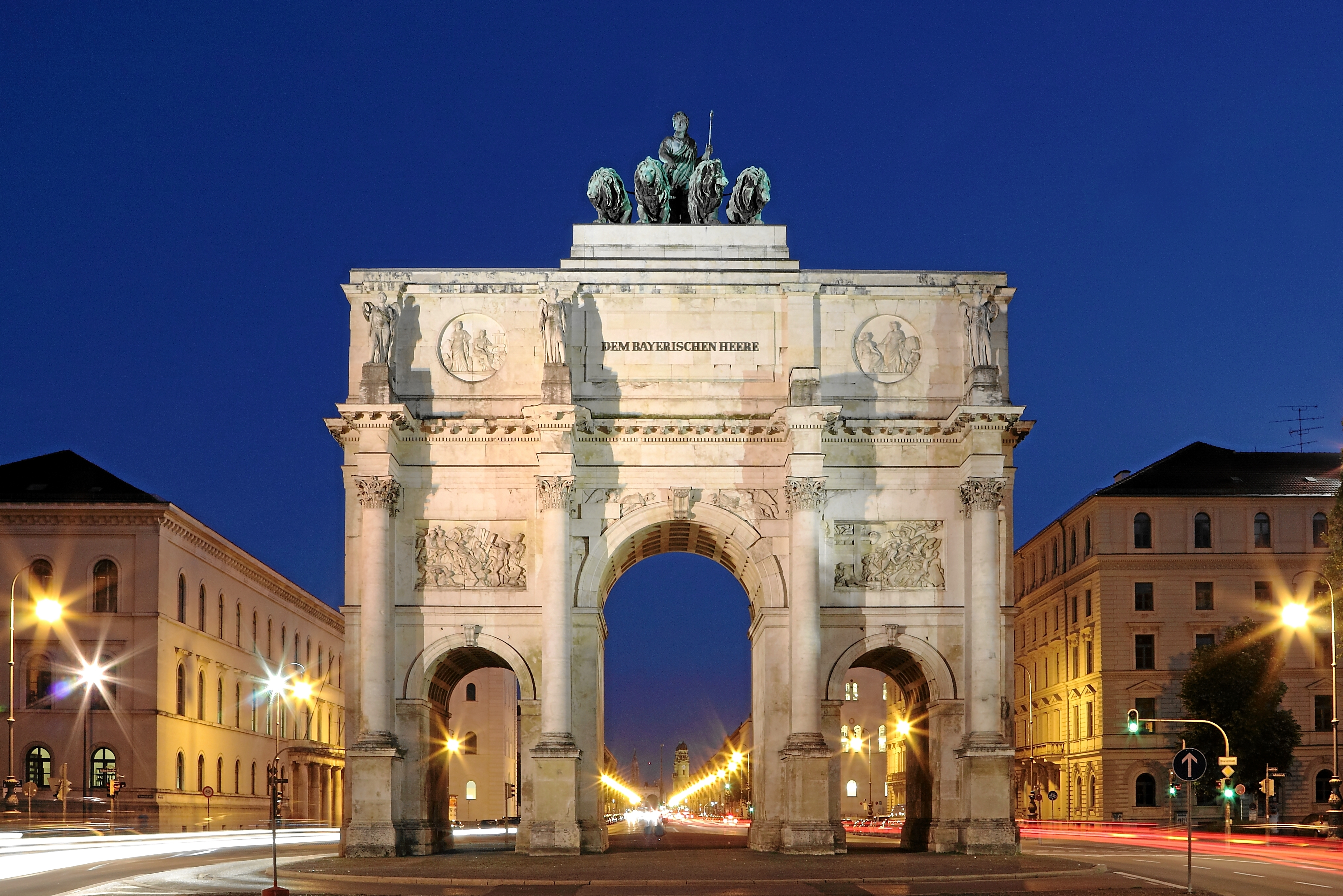
Siegestor
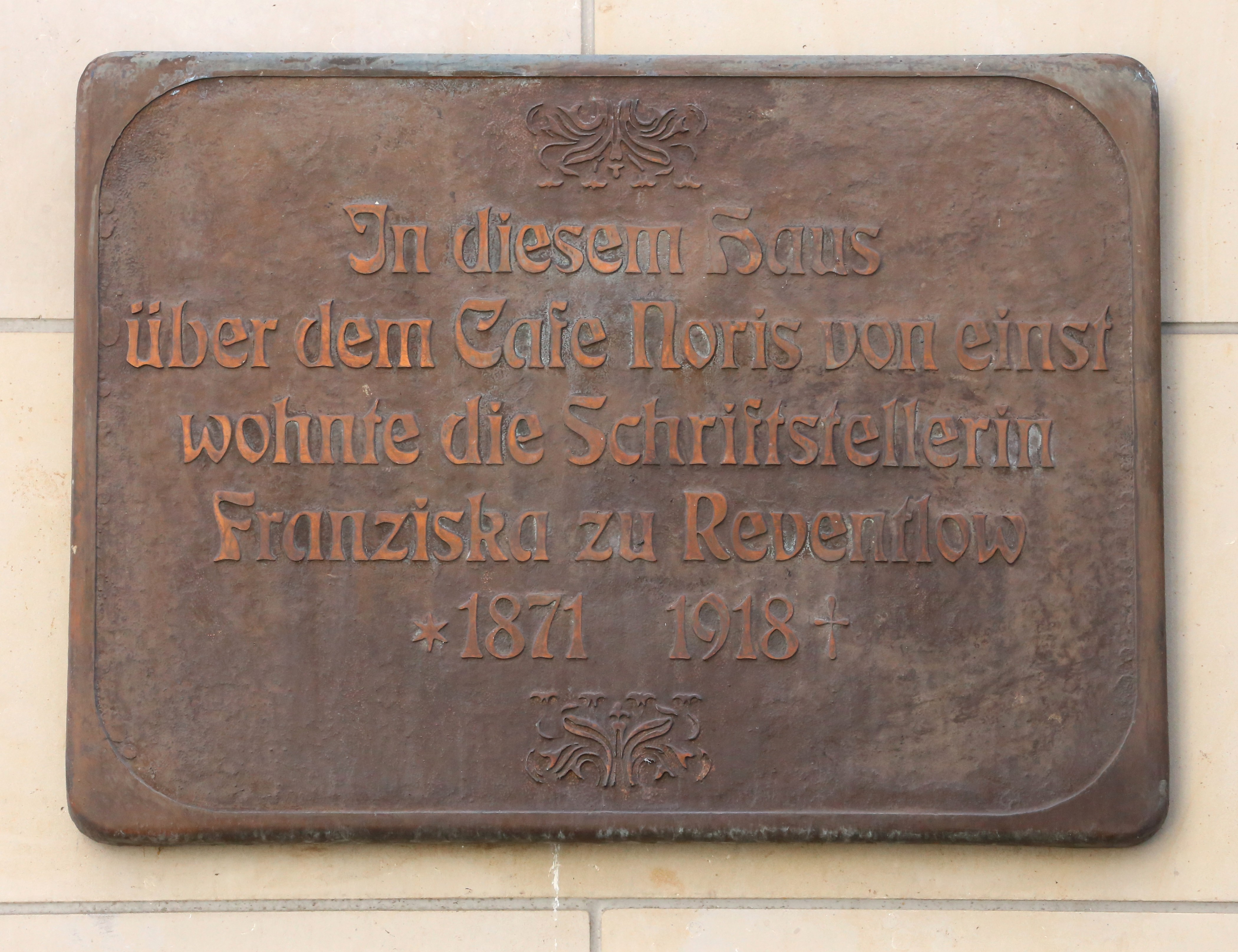
Gedenktafel Franziska zu Reventlow
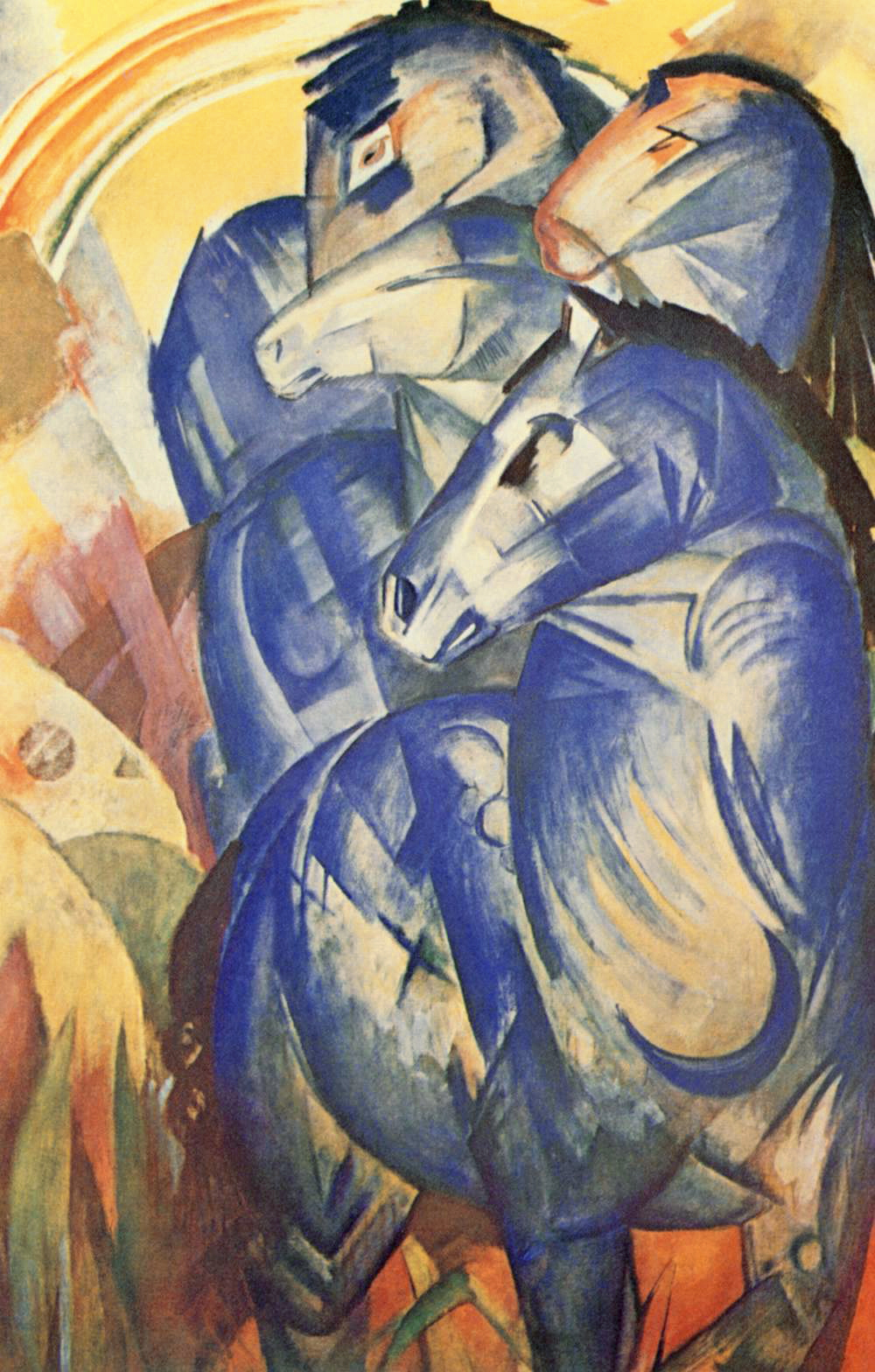
Franz Marc
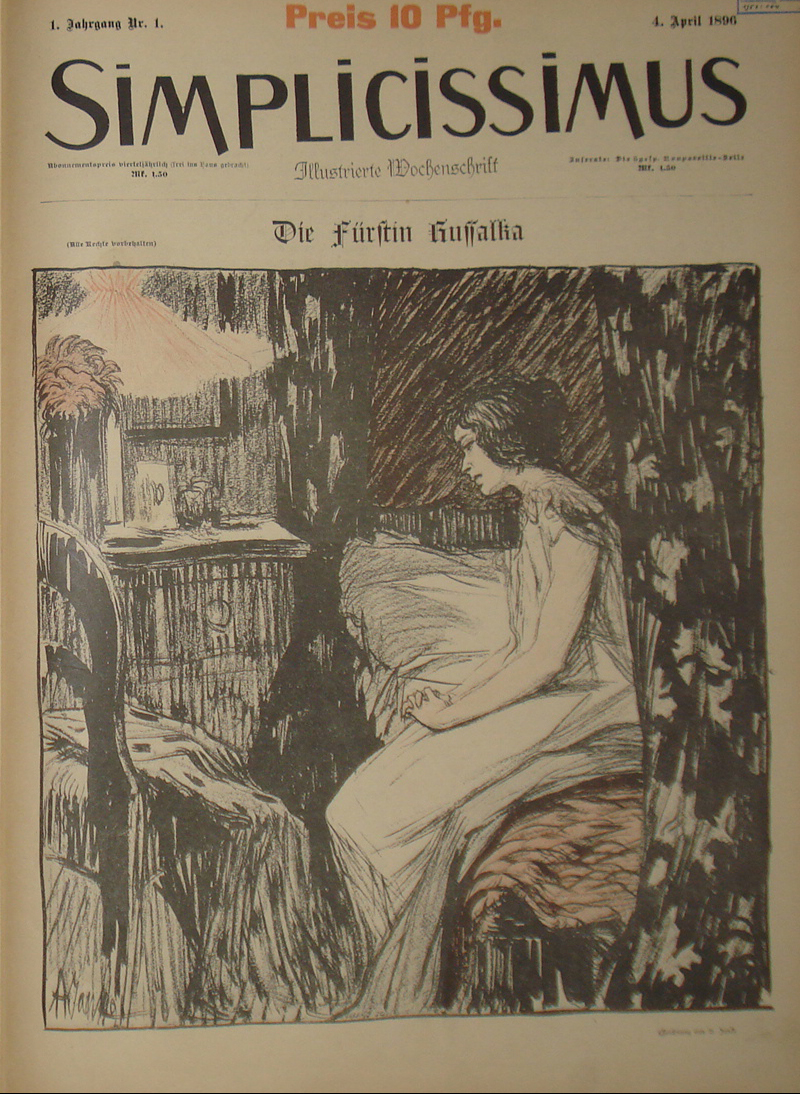
Simplicissimus

Rund um die »Münchner Freiheit« – ein Rundgang durch »Alt-Schwabing«: Die Weiße Rose, Trautenwolfstraße, Nikolaiplatz, Schloss Suresnes, Haimhauserstraße, St. Sylvester, Englischer Garten, Artur-Kutscher-Platz, Antonienheim, Erlöserkirche, Münchner Freiheit, St. Ursula,

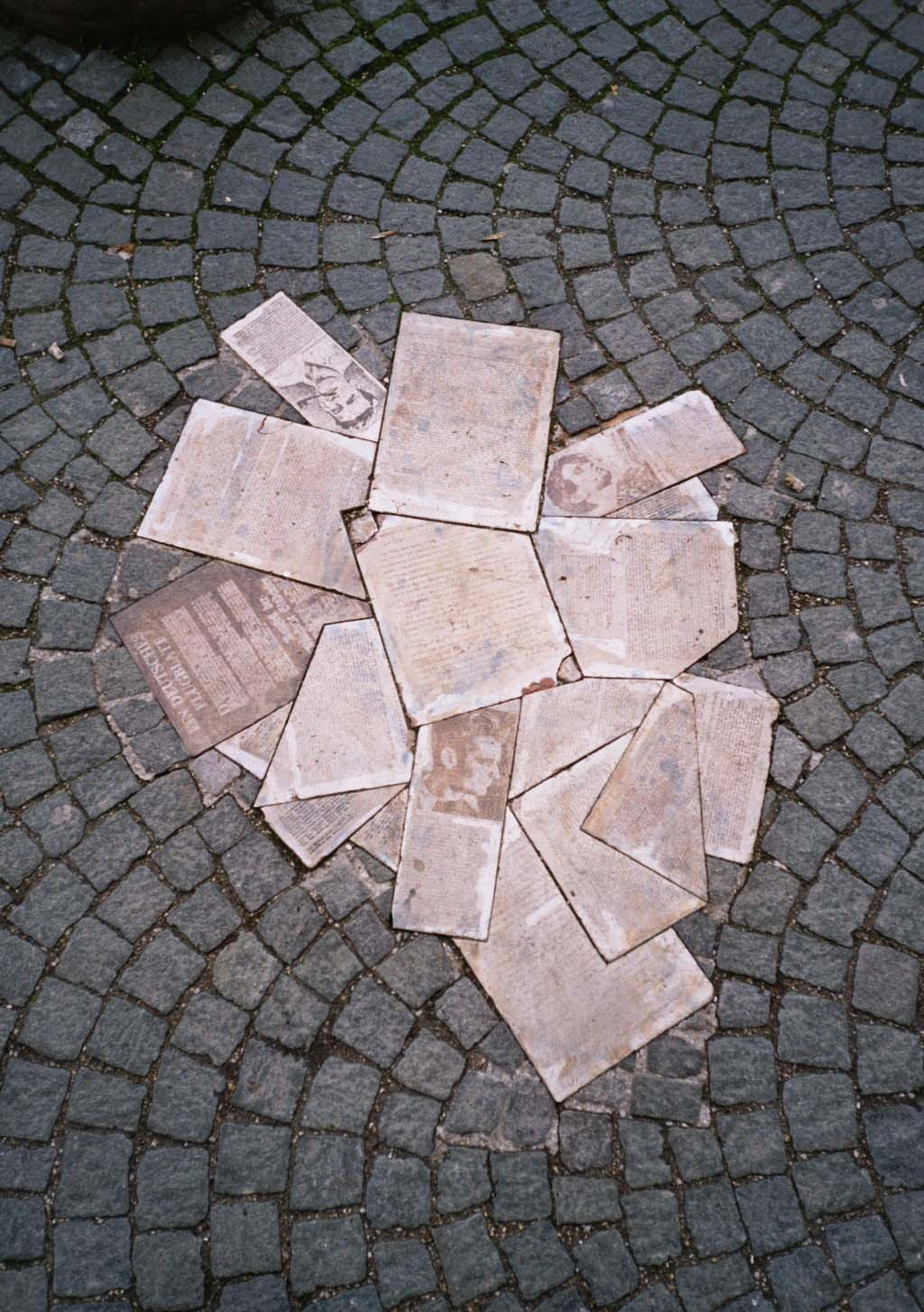
Weiße Rose
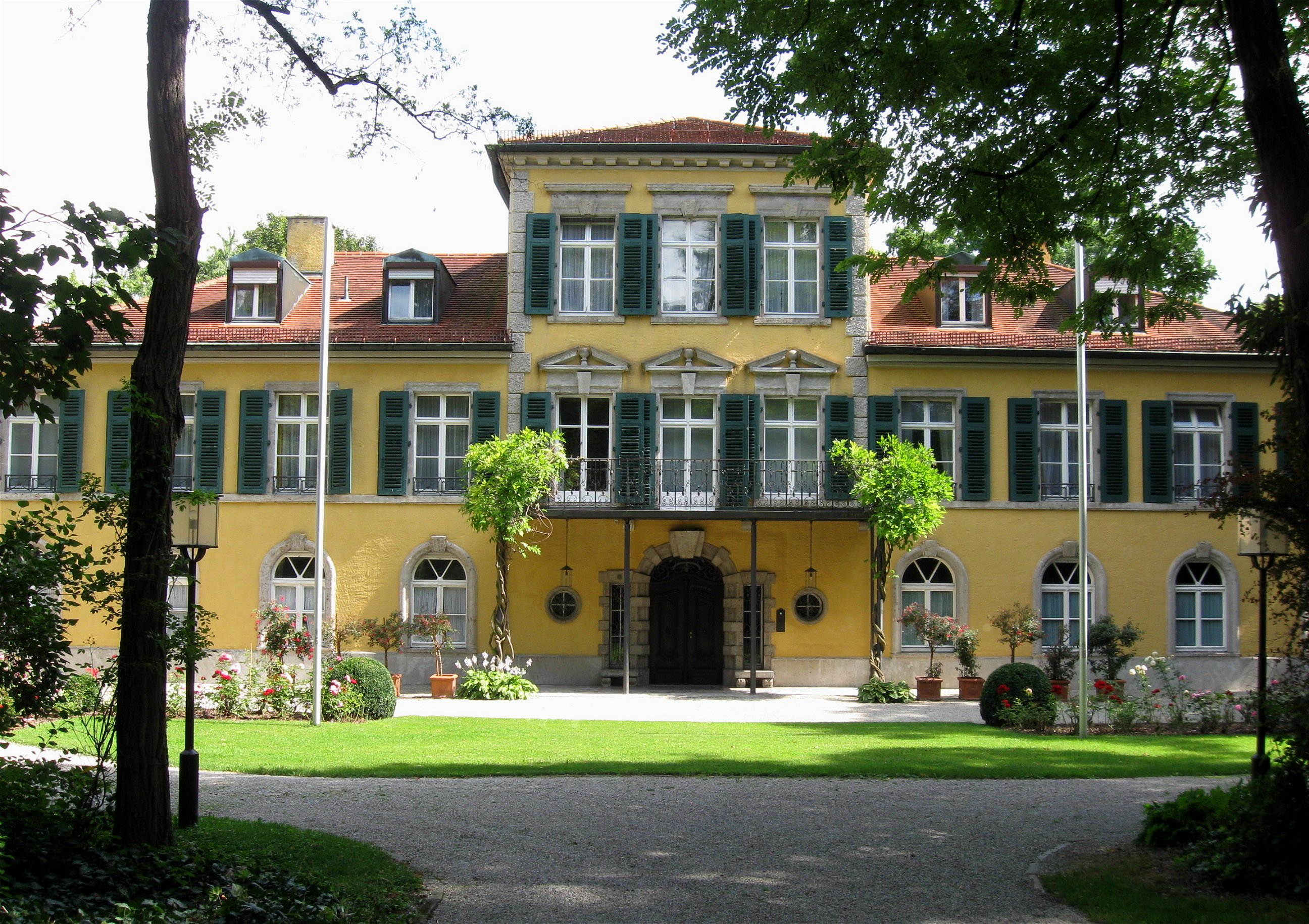
Schloss Suresnes
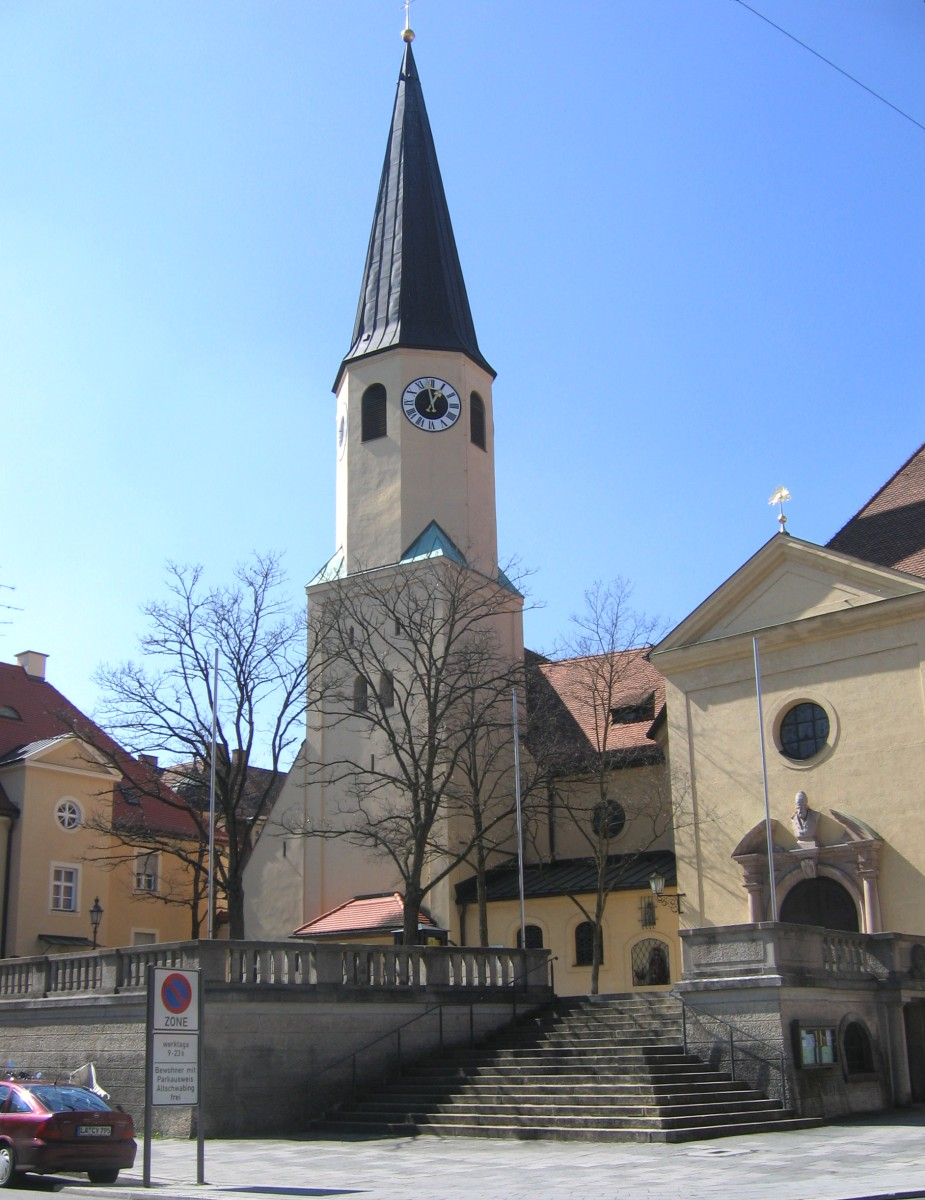
St. Sylvester
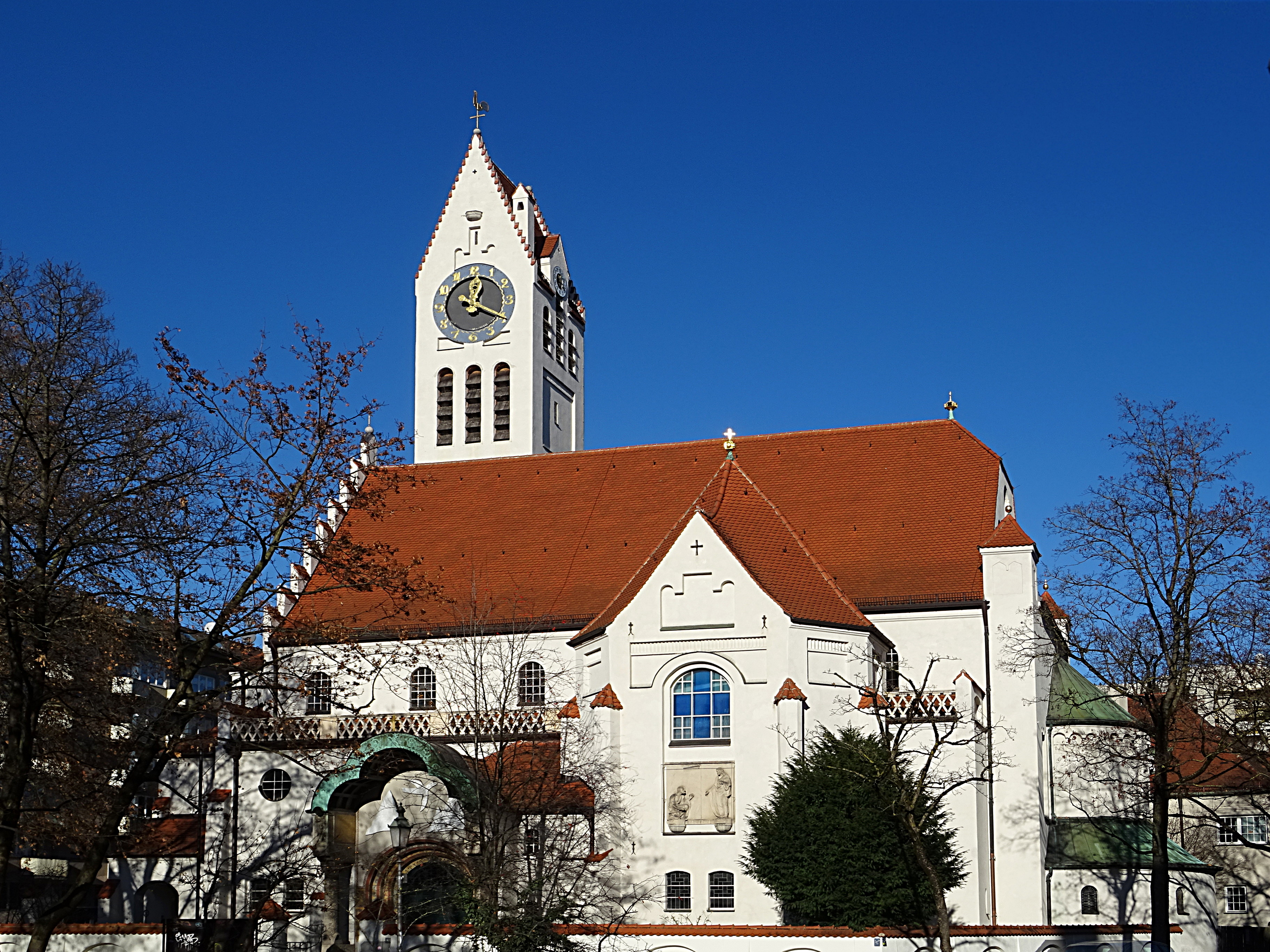
Erlöserkirche
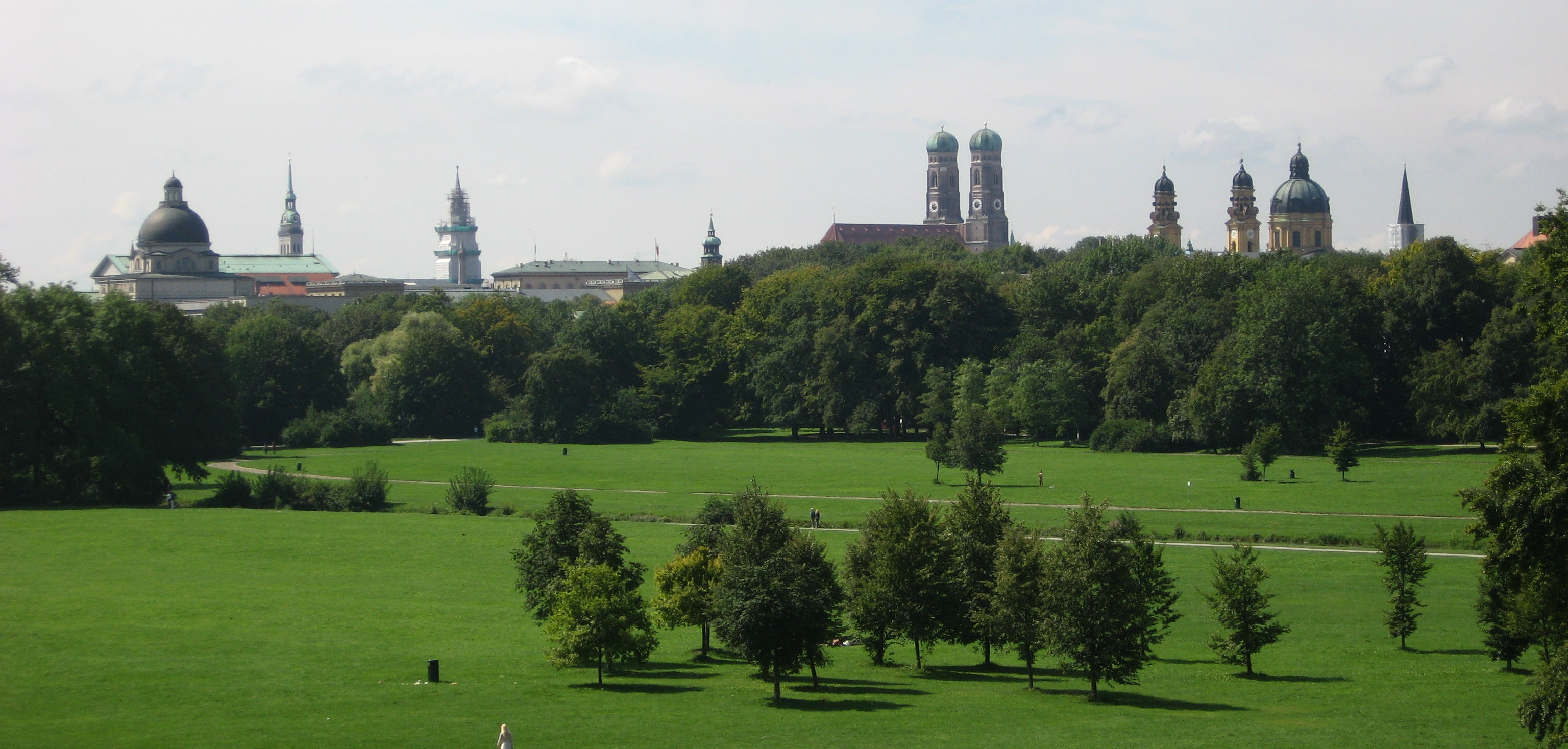
Englischer Garten
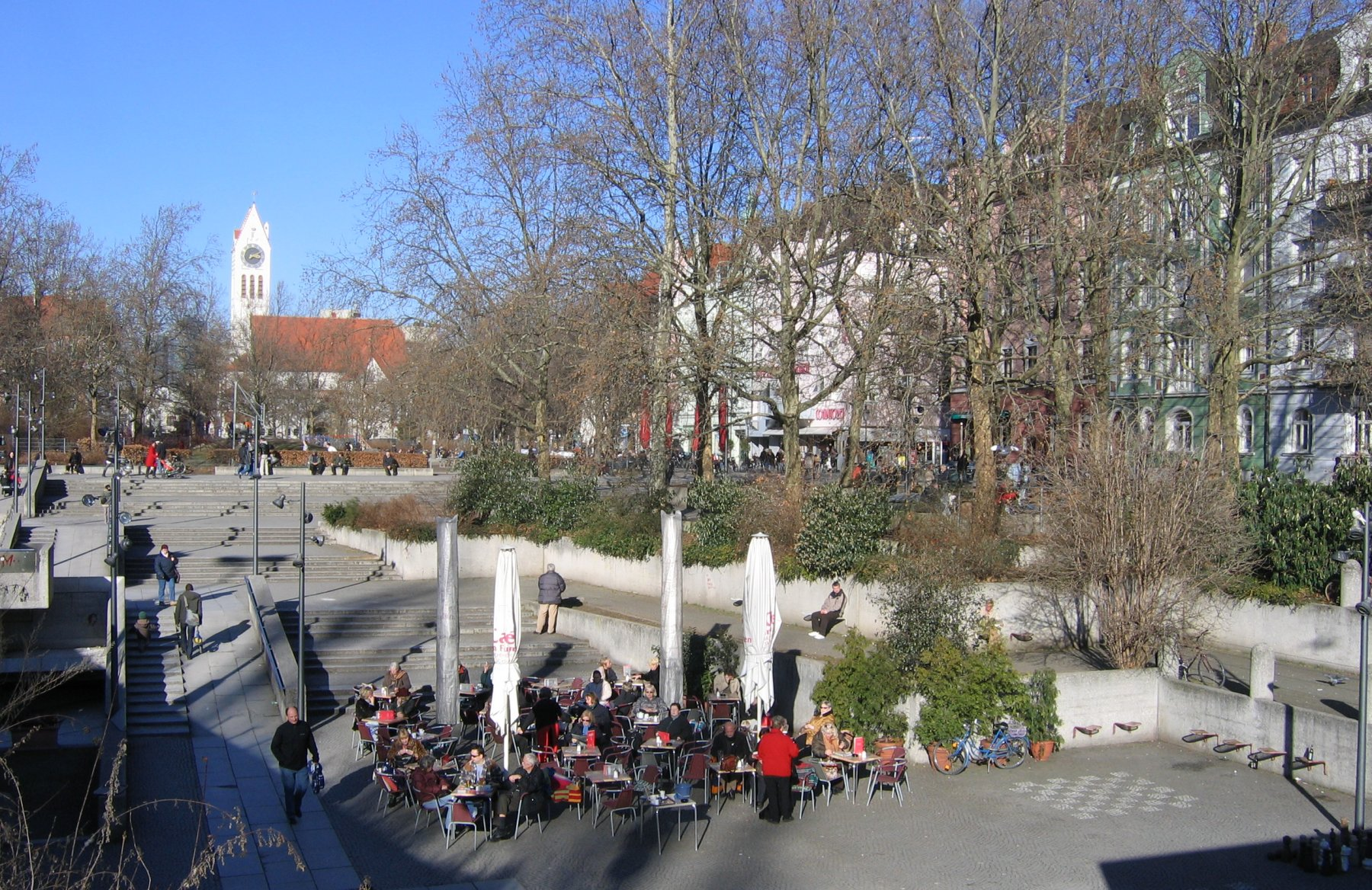
Münchner Freiheit
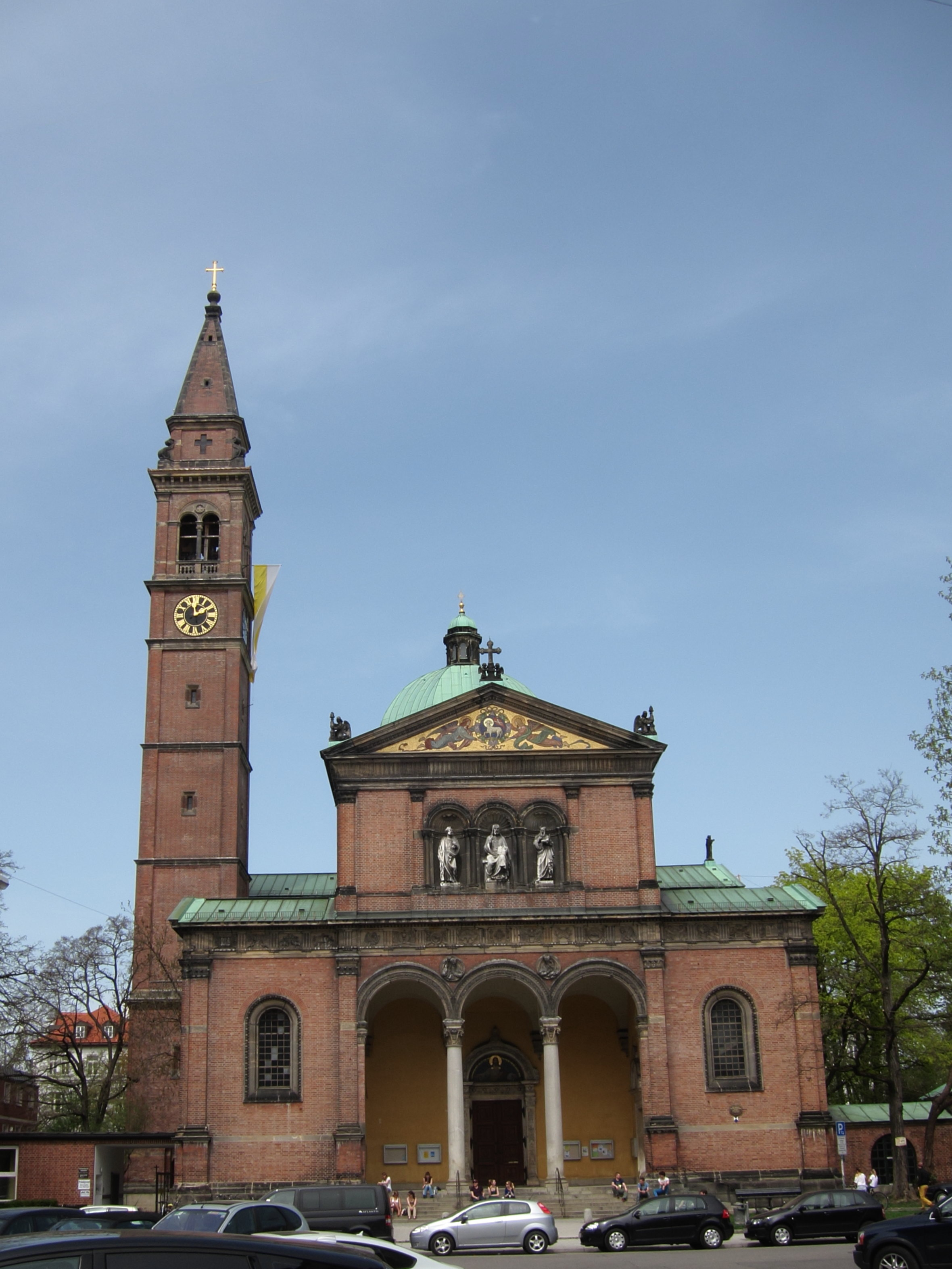
St. Ursula

Wohnsiedlungen, verschwundene Dörfer und neues Leben hinter dem Müllberg – eine Radtour durch Nord-Schwabing und Freimann: Alte Heide, Parkstadt Schwabing, Nordfriedhof, Studentenstadt, Aumeister, Sondermeierstraße, Alt-Freimann, Mohr-Villa, Ausbesserungswerk Freimann, Kieferngarten, Reichskleinsiedlung Freimann, Großlappen, Auensiedlung, Fröttmaning, Allianz-Arena.

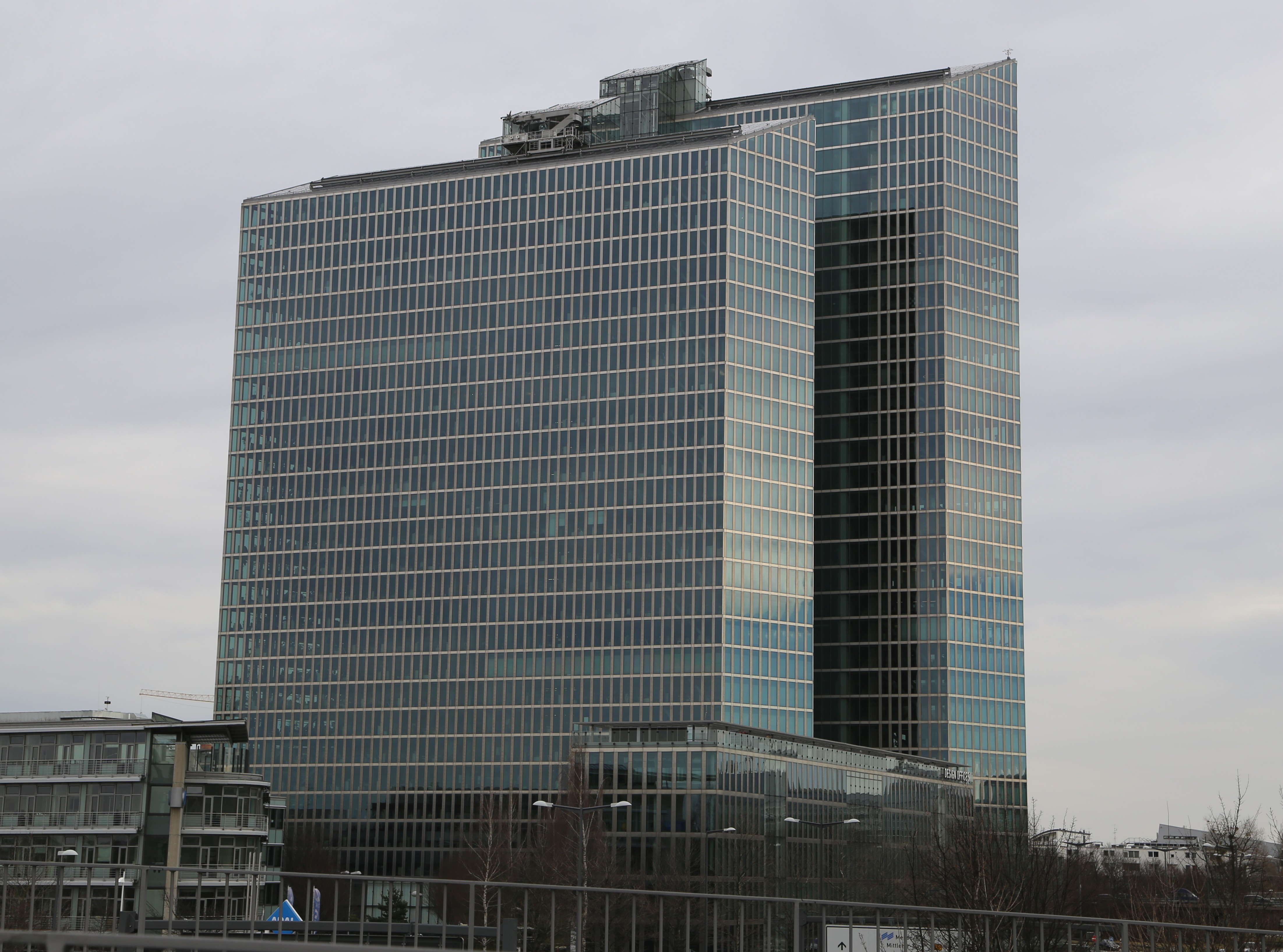
Parkstadt Schwabing: Highlight Towers
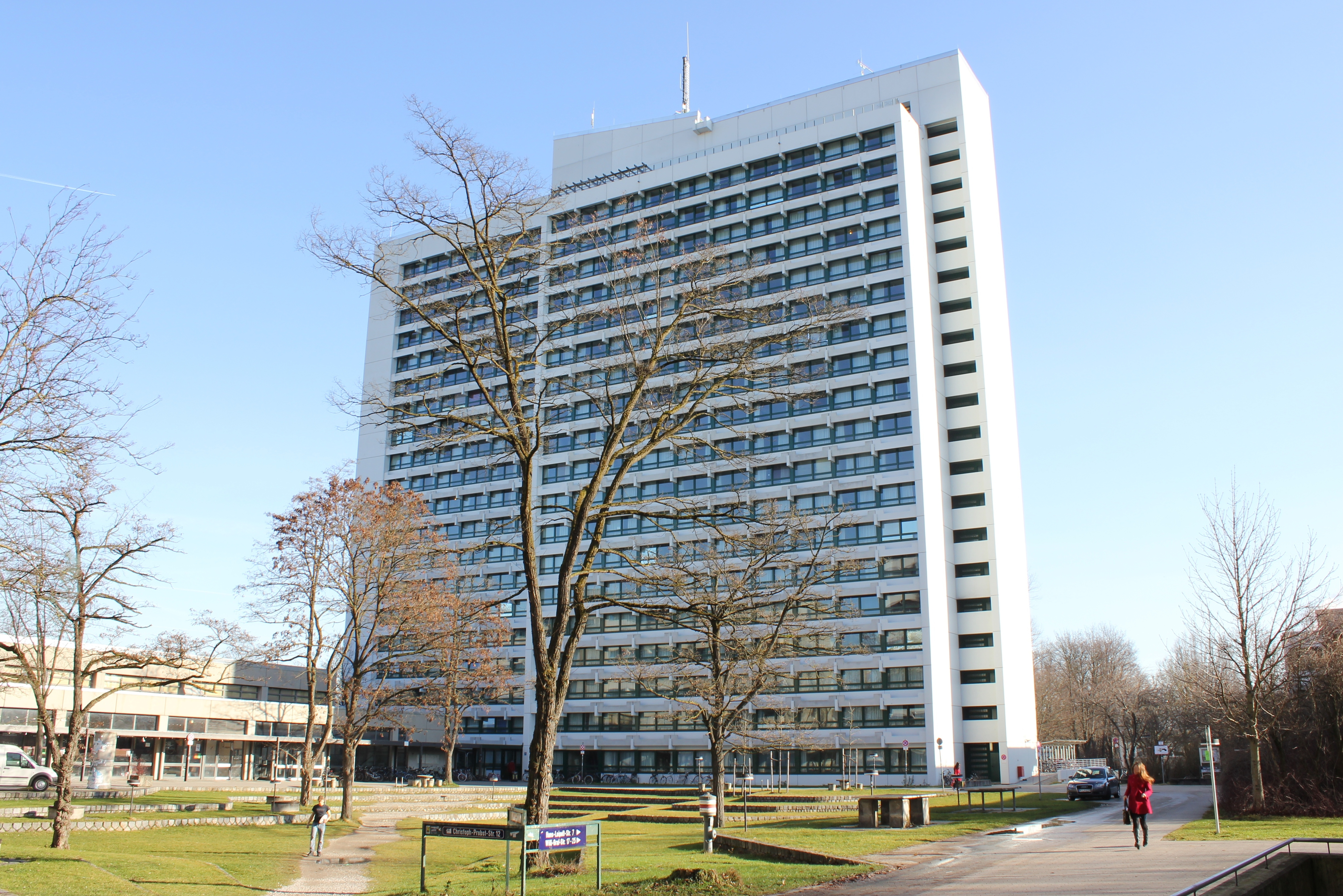
Studentenstadt
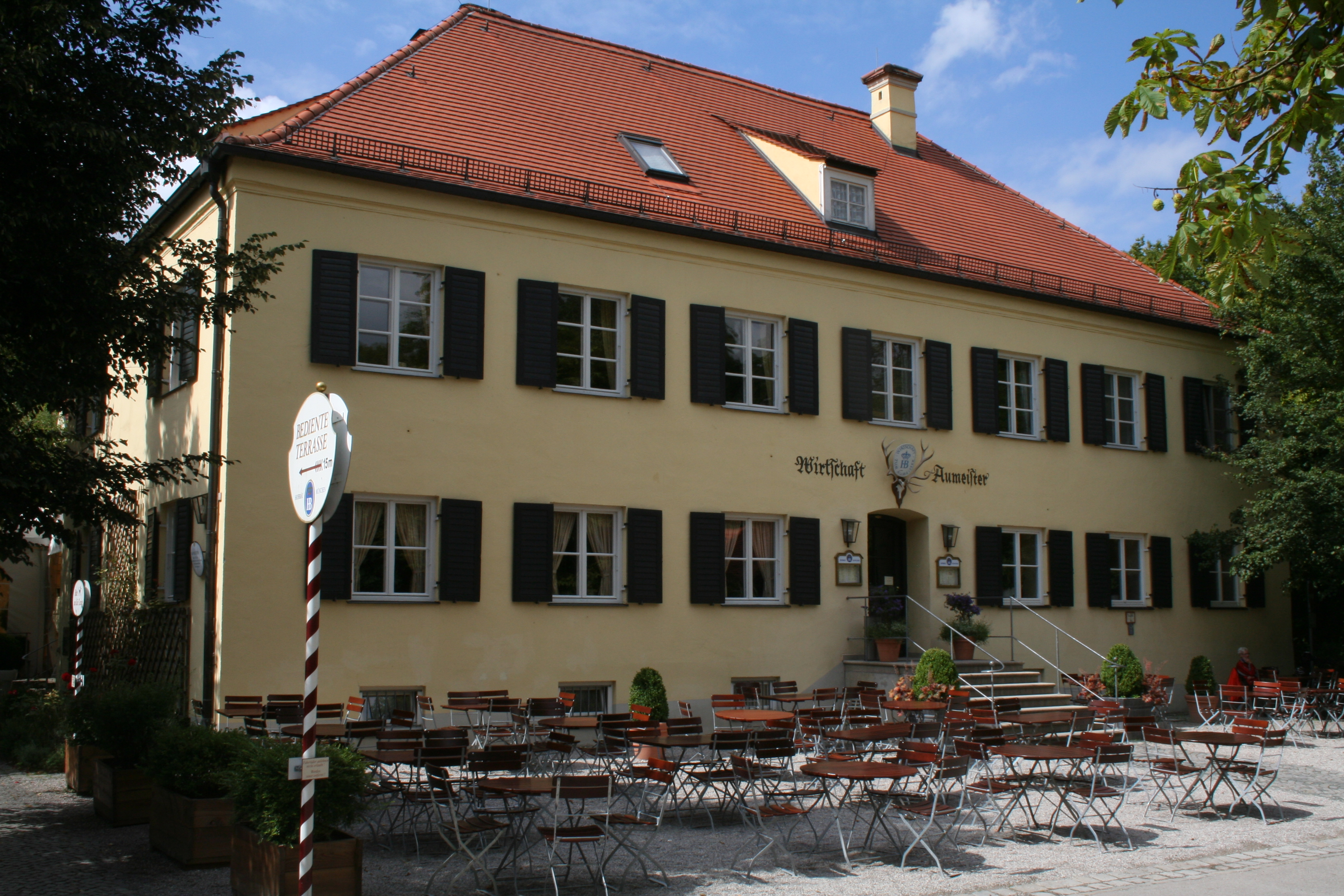
Aumeister
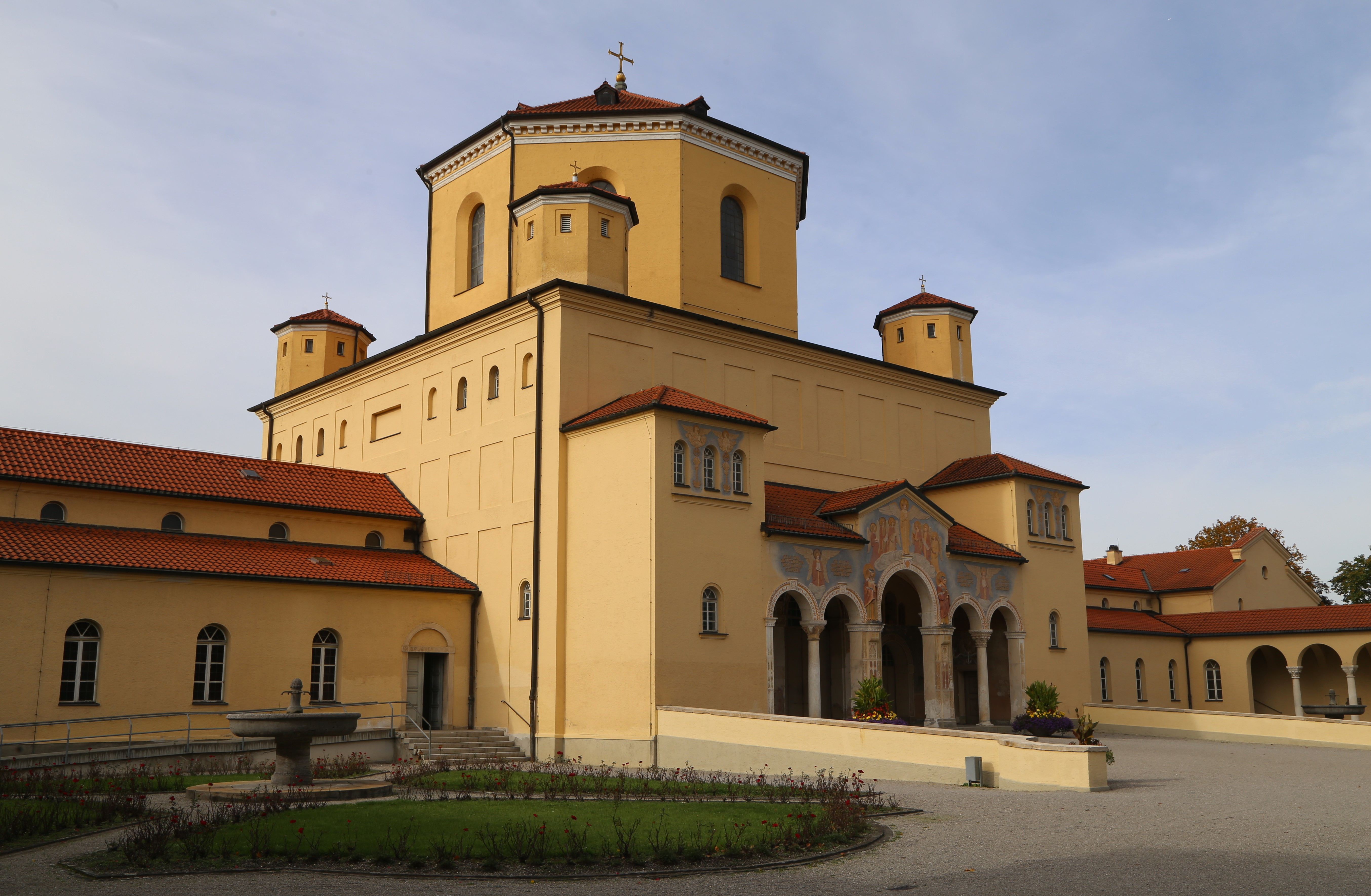
Nordfriedhof
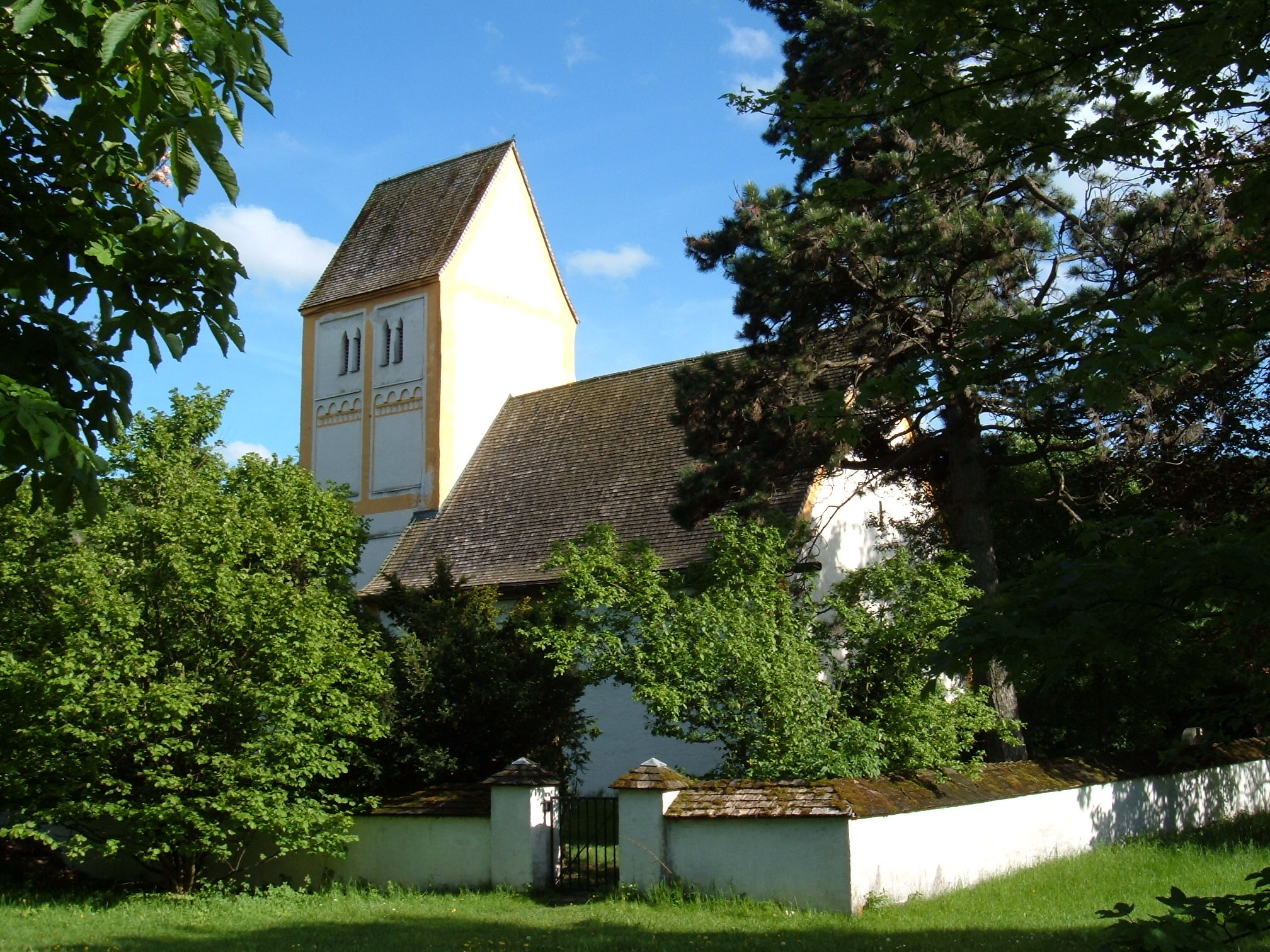
Fröttmaning
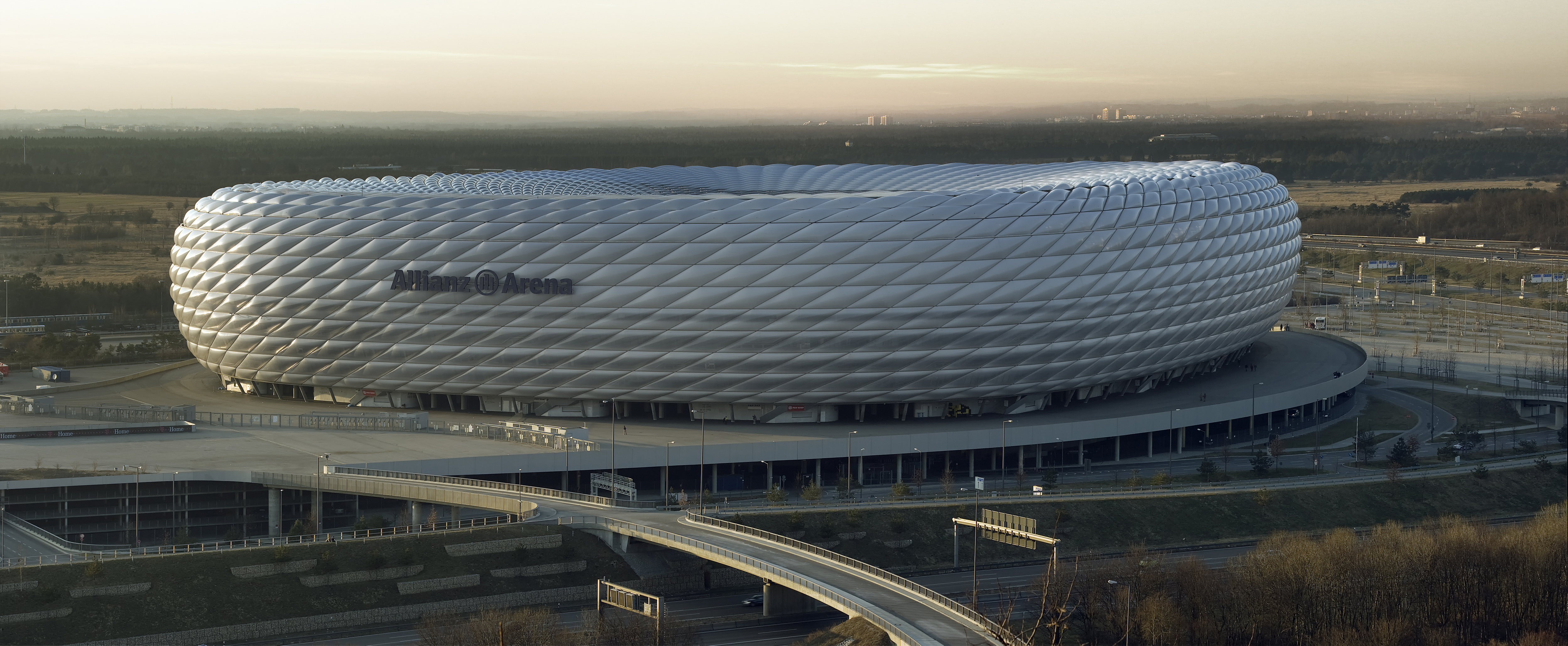
Allianz-Arena

### 13 – Bogenhausen
Spaziergang durch Bogenhausen vom Friedensengel zur Mae West: Friedensengel, Hildebrandhaus/Monacensia, Maria-Theresia-Straße, Rudolf Diesel, ehemaliges Schloss Neuberghausen/Beamtenreliktenanstalt, St. Georg und Bogenhausener Friedhof, Lauer-Villa, Georg Kerschensteiner, Richard Willstätter, Möhlstraße, Prinzregententheater, Musterbauten »Neue Südstadt«, ehemalige Landesversicherungsanstalt Oberbayern, ehemalige Gastwirtschaft Betz/Togal-Werk, ehemaliger Edelsitz Stepperg/Reichsfinanzhof, Universitäts-Sternwarte, Max-Josef-Stift, Parkstadt Bogenhausen, Arabellapark.
Vom Herzogpark über St. Emmeram nach Oberföhring: Mauerkircherstraße, Thomas Mann, ehemalige Gaststätte, Herzogpark, Erich Kästner, Grüntal, St. Emmeram, Dorfkern Oberföhring, Bernheimer Schlösschen, Ziegelei, Bürgerpark Oberföhring, ehemalige Prinz-Eugen-Kaserne.
Radtour von Johanneskirchen über Daglfing, Zamdorf, Steinhausen und Denning nach Englschalking:  St. Johann Baptist, Ortskern Daglfing, Trabrennbahn Daglfing, Zamilapark, »Afrikasiedlung«, Hartl-/Theen-Villa, Grundschule an der Ostpreußenstraße, St. Nikolaus

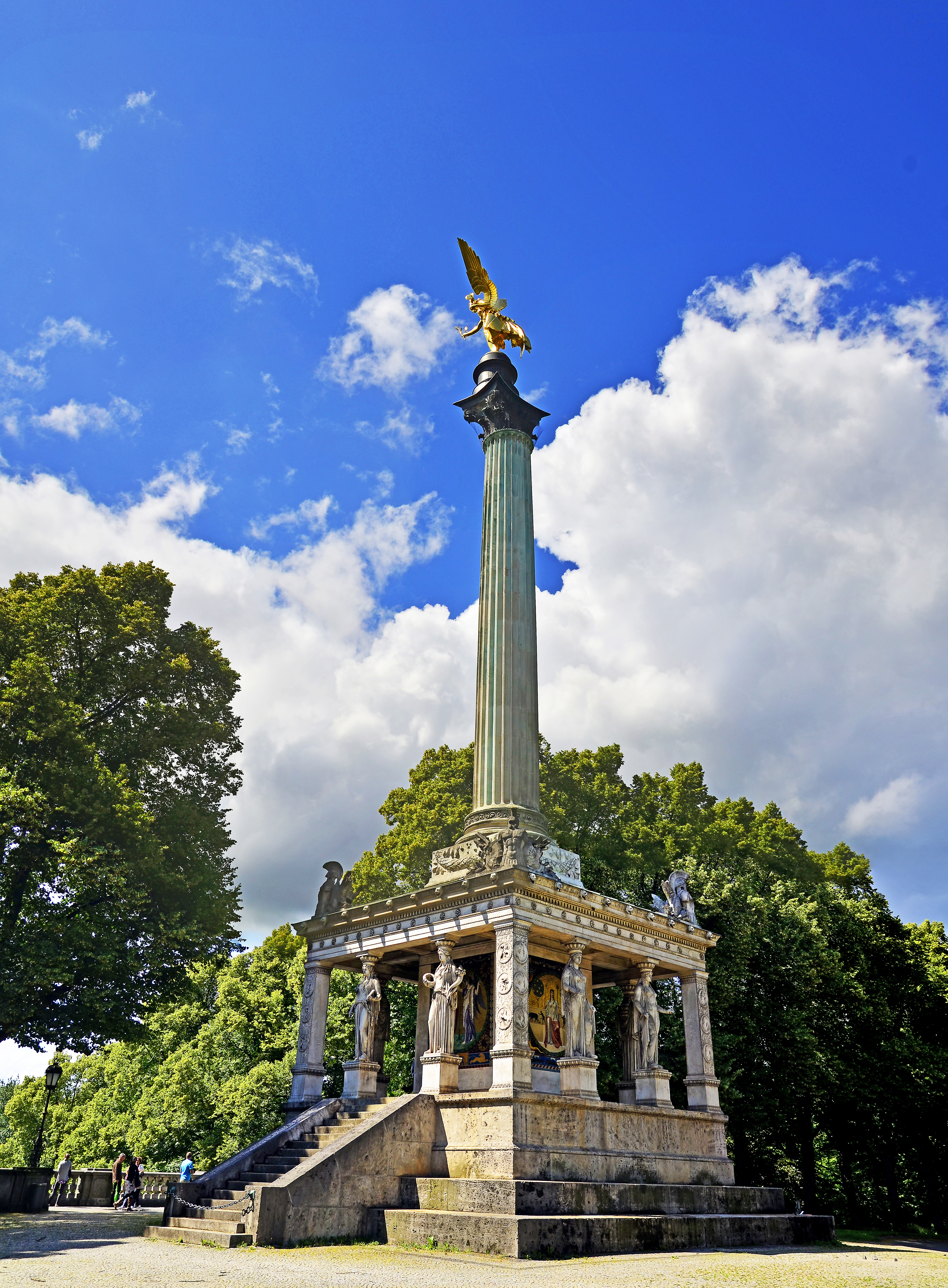
Friedensengel
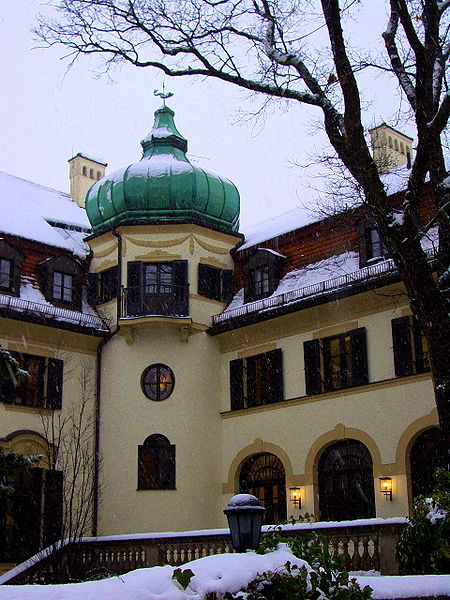
Hildebrandhaus
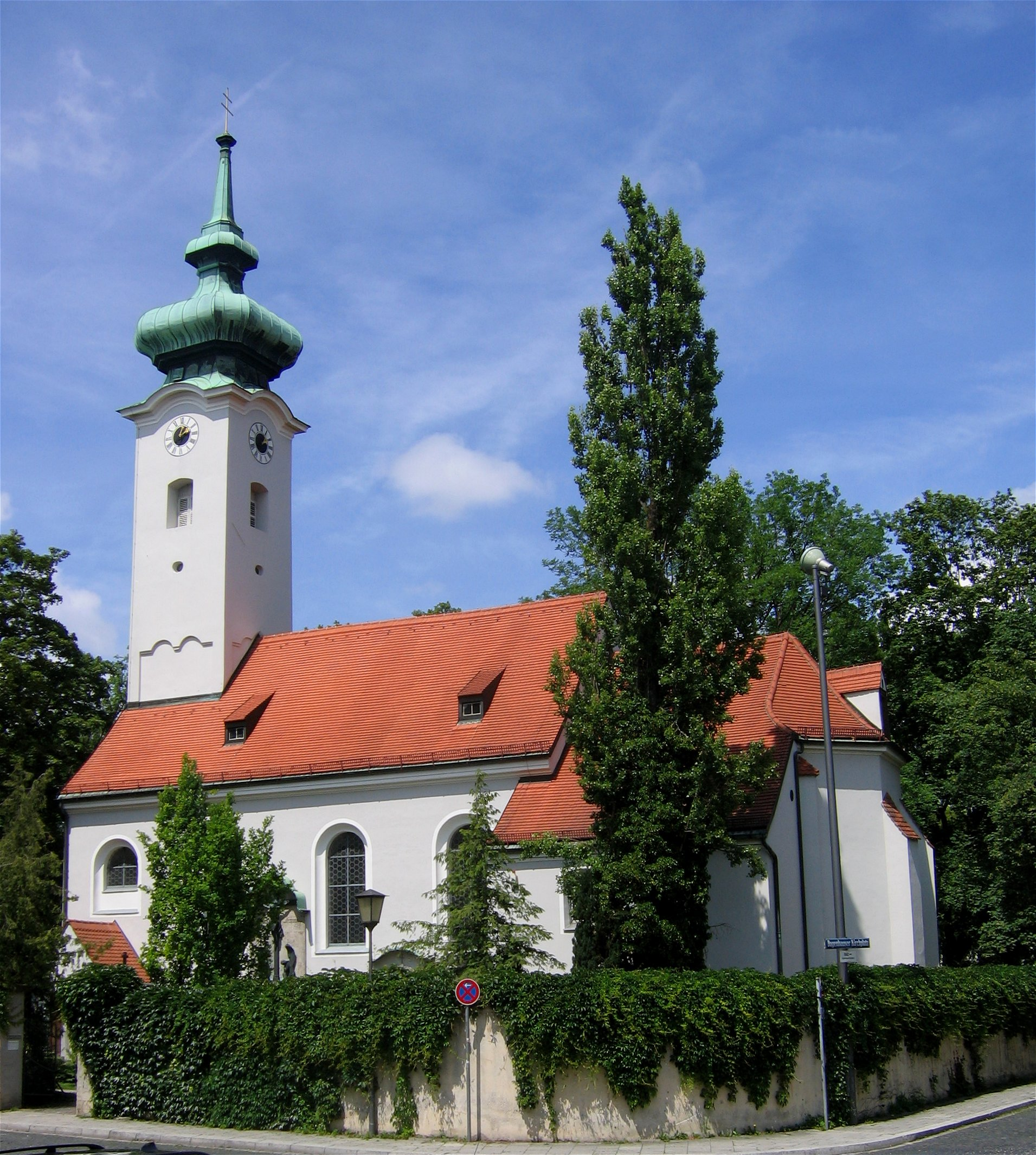
St. Georg
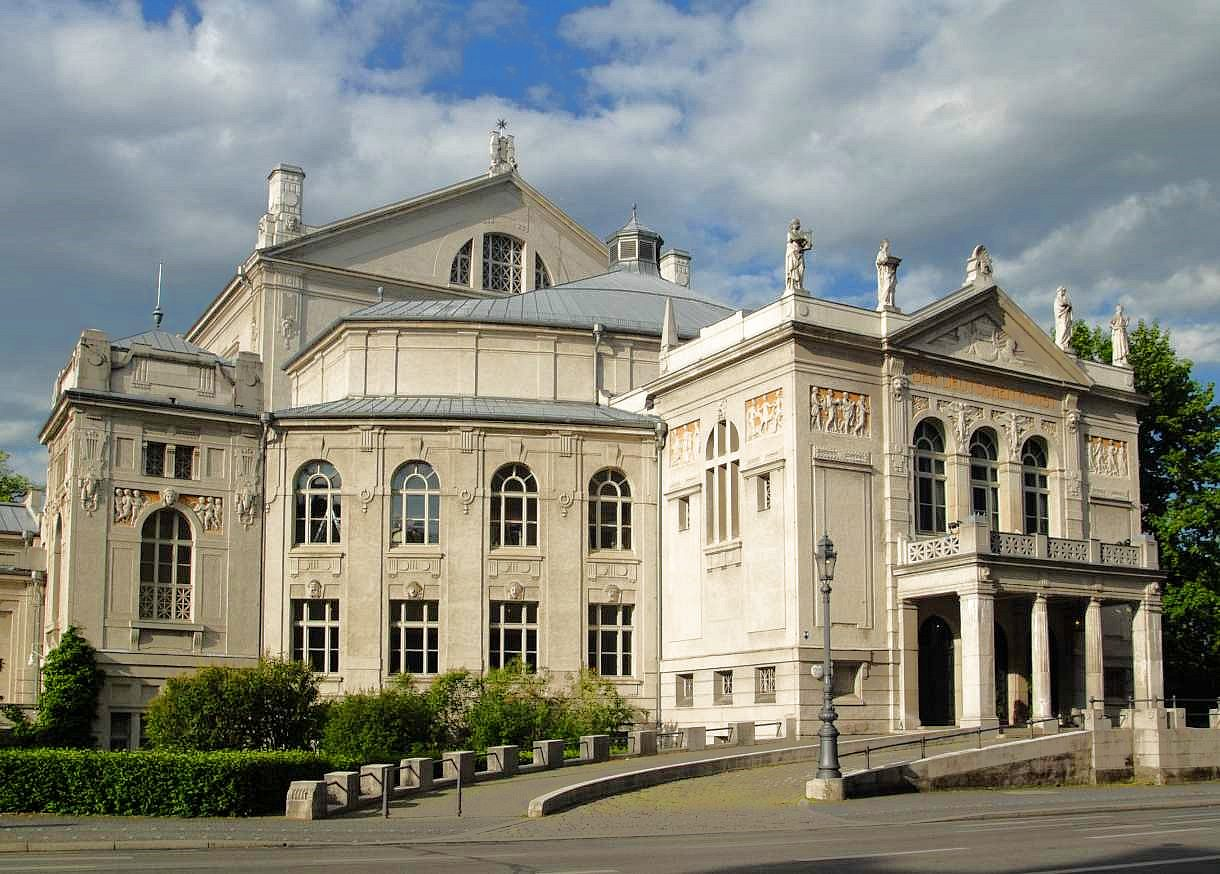
Prinzregententheater
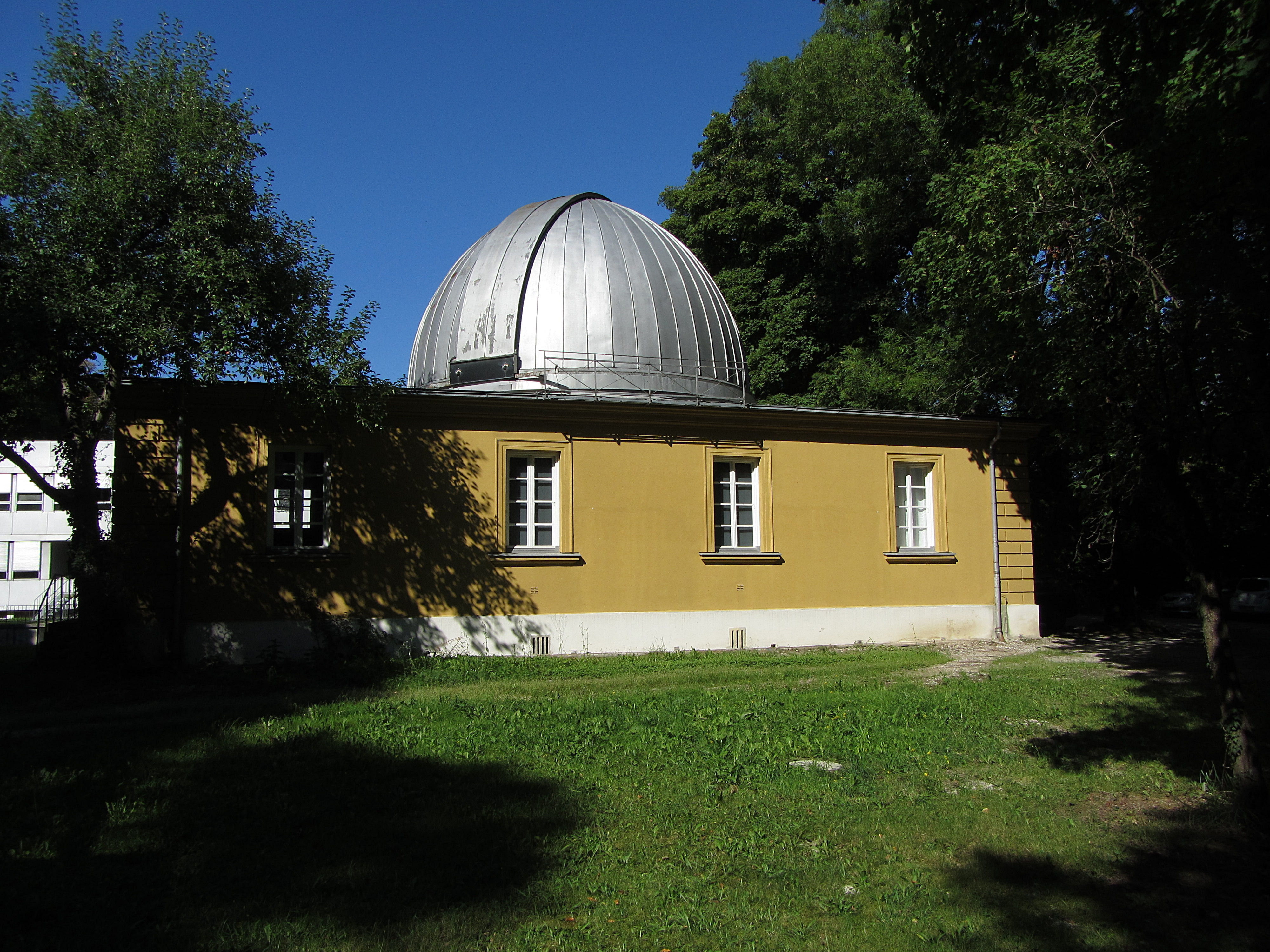
Universitäts-Sternwarte
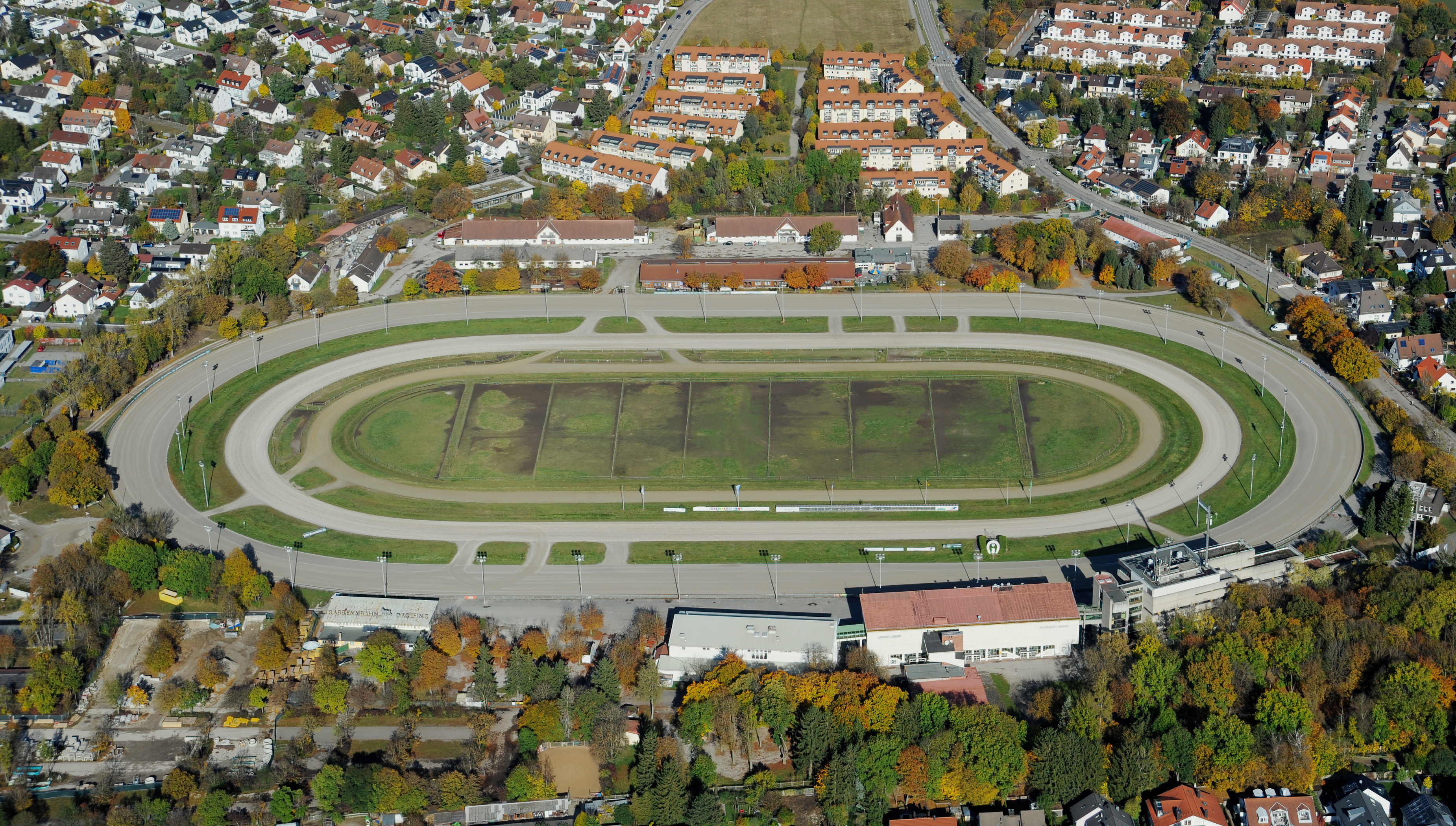
Trabrennbahn Daglfing
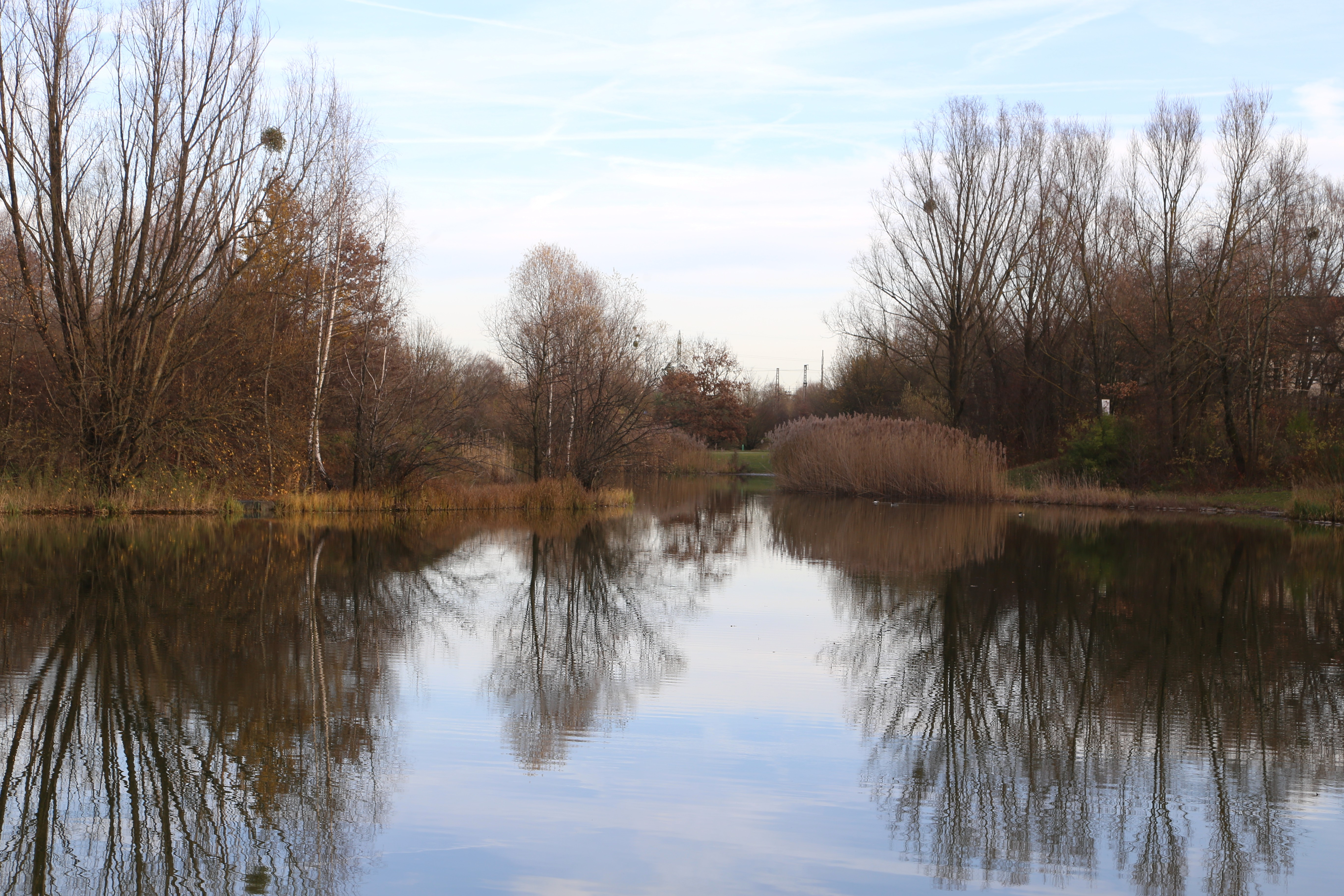
Zamilapark

### 14 – Berg am Laim
In Berg am Laim führt der Weg von der Baumkirchner Straße über St. Michael zur »Maikäfersiedlung«: Bahnbetriebswerk München Ost, St. Stephan, Grüner Markt, Behrpark, Grundschule Berg am Laim, Gaststätte »Weißes Bräuhaus«, Gerblhof, Kurfürstliches Jagdschloss, Kloster und Institut der Englischen Fräulein, St. Mina (vormals Loretokirche), Else-Rosenfeld-Straße, Offenbarungskirche, »Judenlager Berg am Laim« 1941 – 1943, St. Michael, Barmherzige Schwestern vom hl. Vinzenz von Paul, »Maikäfersiedlung«.
Industrieviertel östlich und südlich der Bahn: Pfanni-Werk, Dynamit AG – Fabrik München, Zündapp-Werk, Gewofag-Siedlung Neuramersdorf, Sozialdemokratischer Widerstand in Neuramersdorf, St. Pius, Kohlen- und Briketthandlung Siegfried Gerson, Karl Zimmet, Franz Kathreiners Nachfolger AG, Grundler-Villa, Betriebe Streitfeldstraße, Kinderheim der Blauen Schwestern von der hl. Elisabeth, Cognacbrennerei Macholl

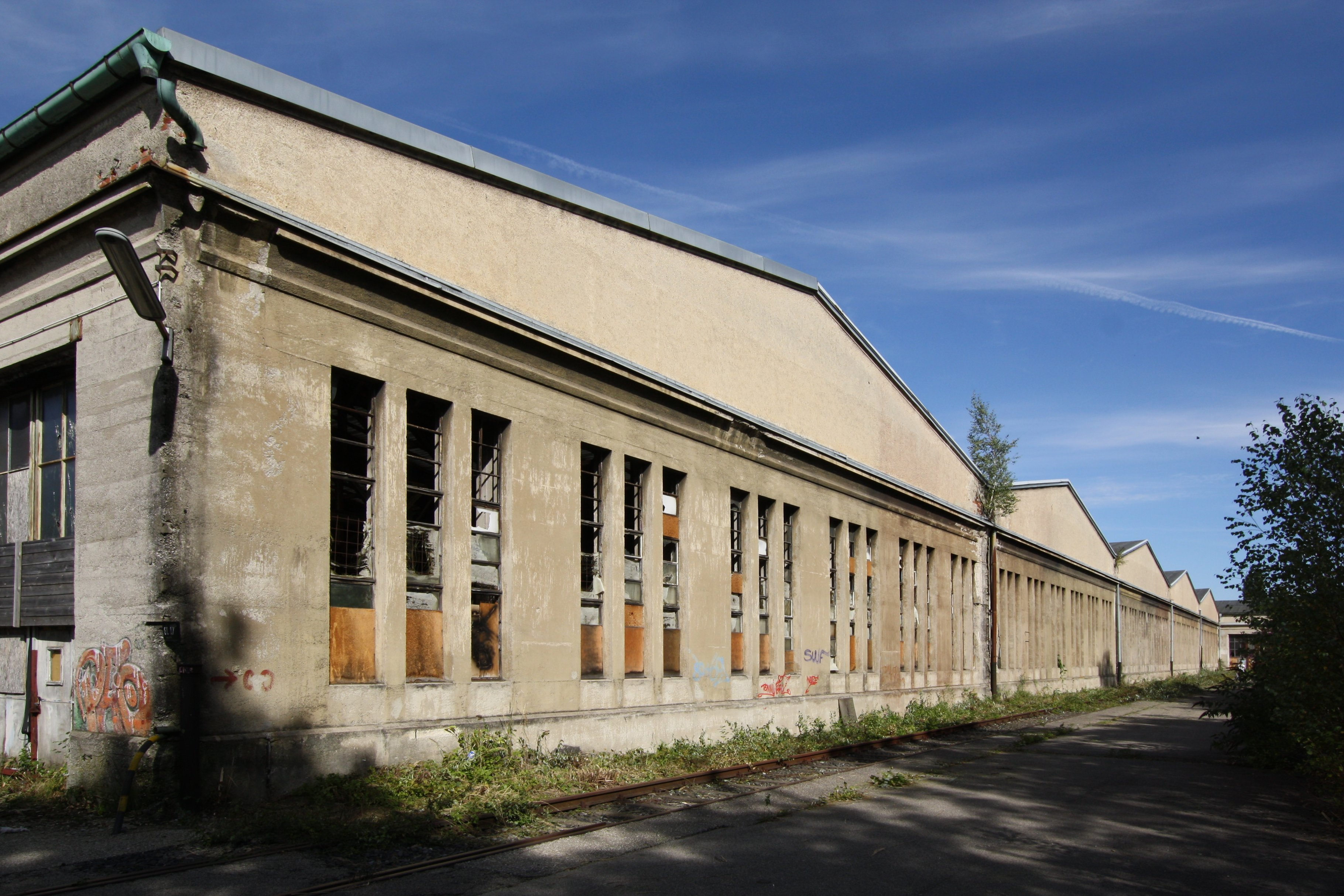
Bahnbetriebswerk München Ost
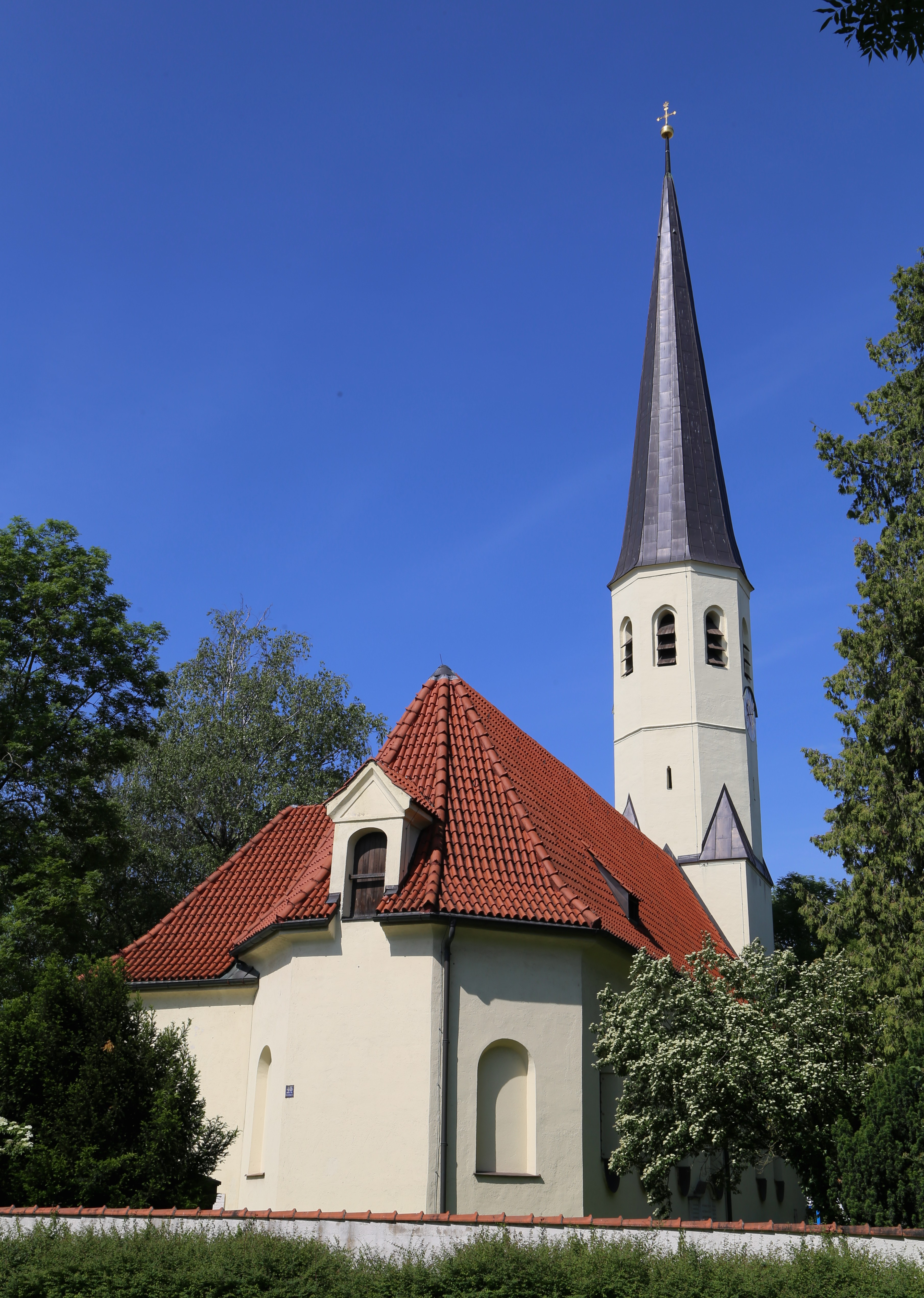
St. Stephan
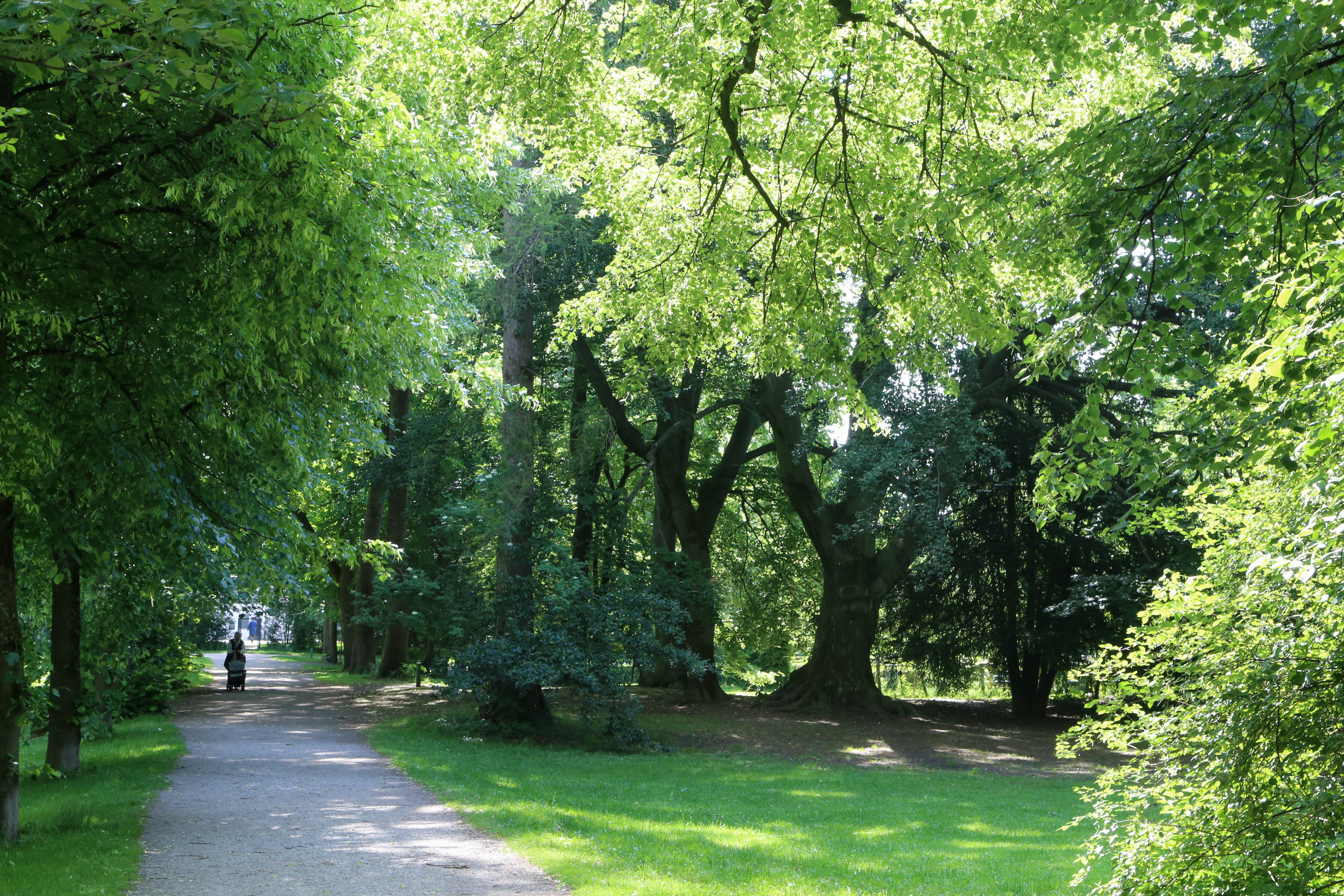
Behrpark
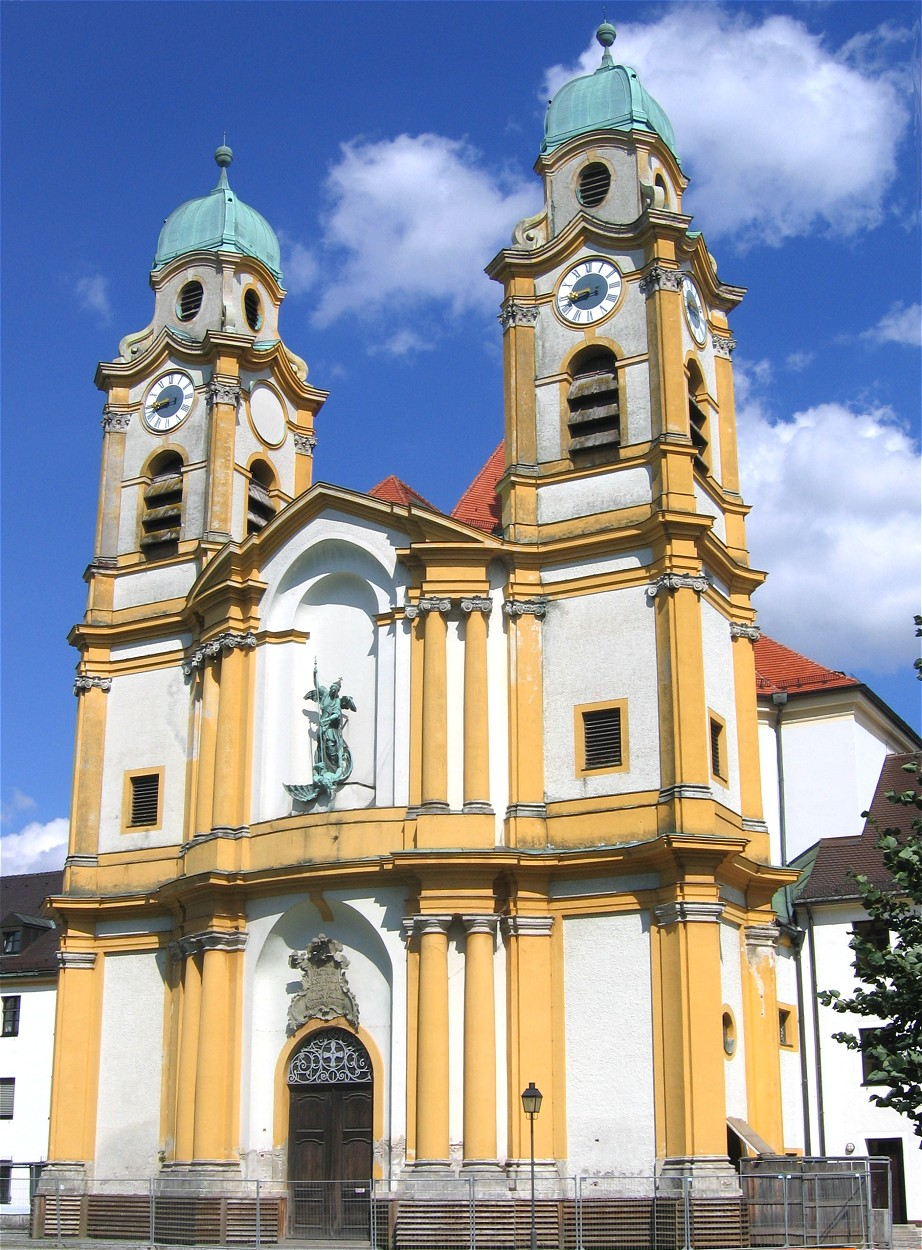
St. Michael
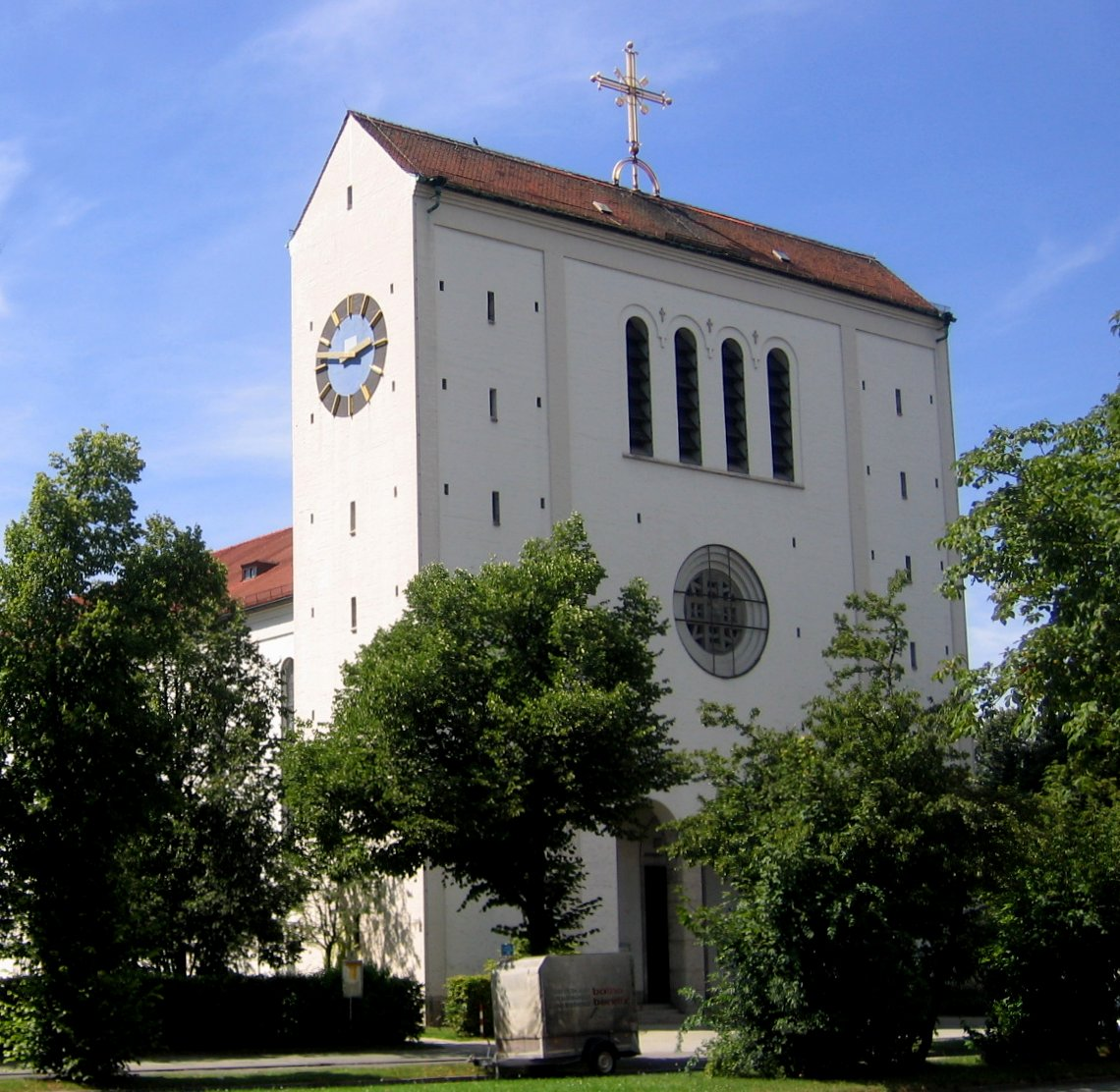
St. Pius
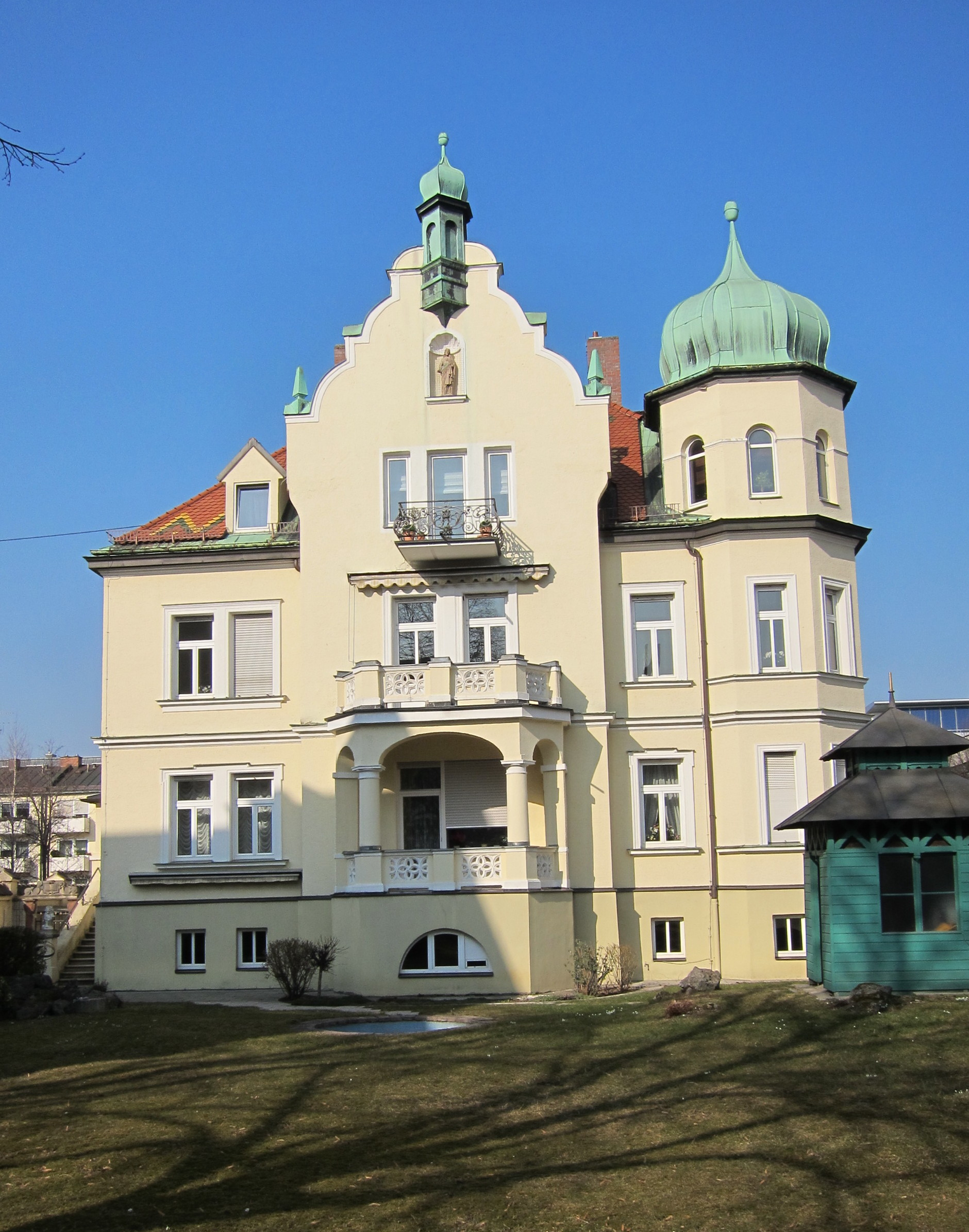
Grundler Villa

### 15 – Trudering-Riem
In Trudering-Riem gibt es zwei Radtouren und einen Rundgang:
Radtour durch Riem – von der Galopprennbahn zum Riemer Park: Galopprennbahn Riem, Olympia-Reitanlage, TSV Maccabi München, St. Martin, Friedhof Riem, Flughafen München-Riem, Messestadt, Riemer Park.
Von Kirchtrudering nach Straßtrudering – vom Manchesterplatz zum Gasthof Obermaier: Manchesterplatz, Gasthof Göttler, Kriegerdenkmal,  St. Peter und Paul, Truderinger Bahnhof, Weinkelterei Neuner, ehemalige Gemeindeverwaltung, Gasthof Obermaier.
Radtour durch Waldtrudering – vom Wasserturm zur Turnerschule: Wasserturm und Feuerwehr, Gasthaus Phantasie, Lachenmeyrstraße, »Kolonialviertel«, Christi Himmelfahrt, Turnerschule.

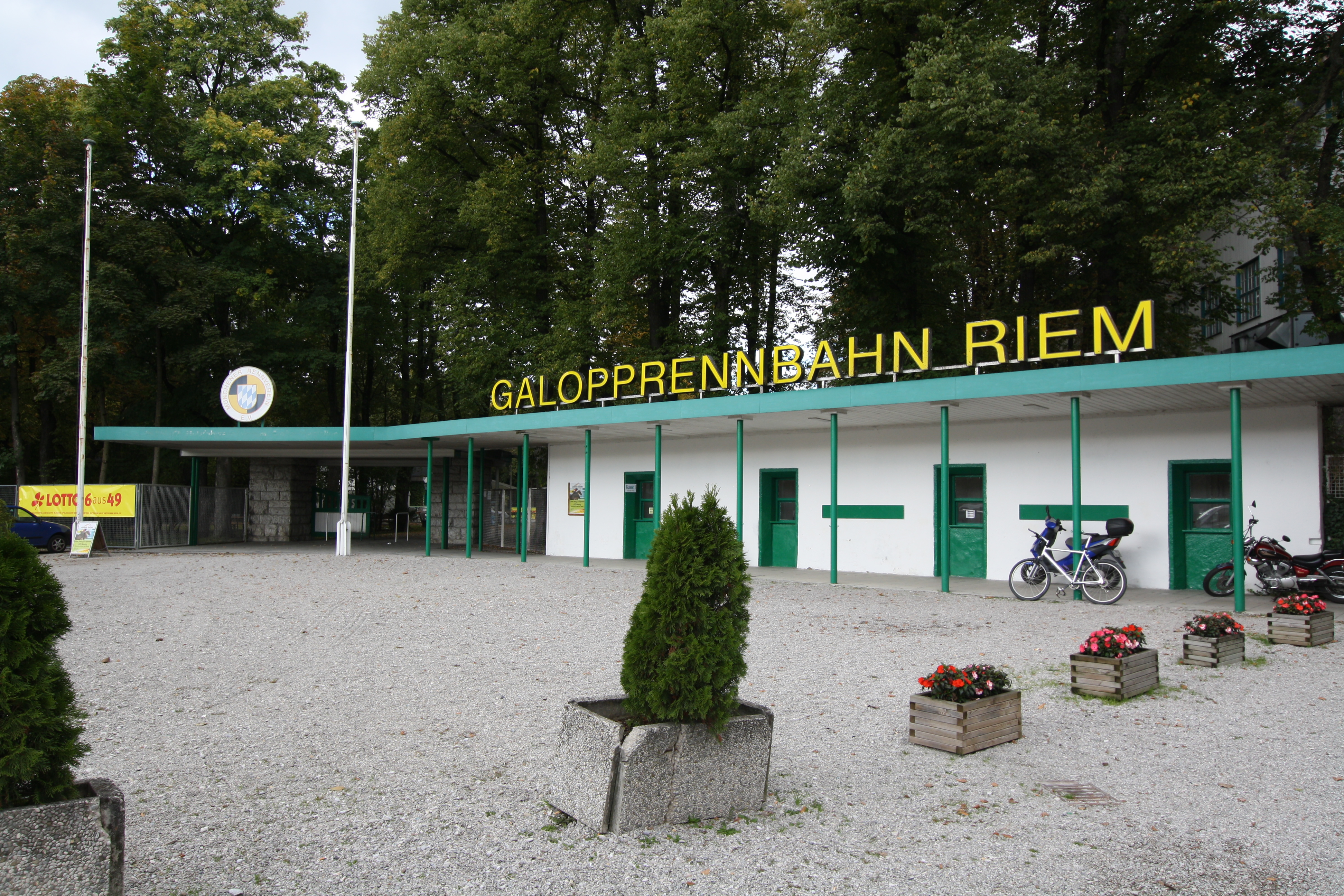
Galopprennbahn Riem
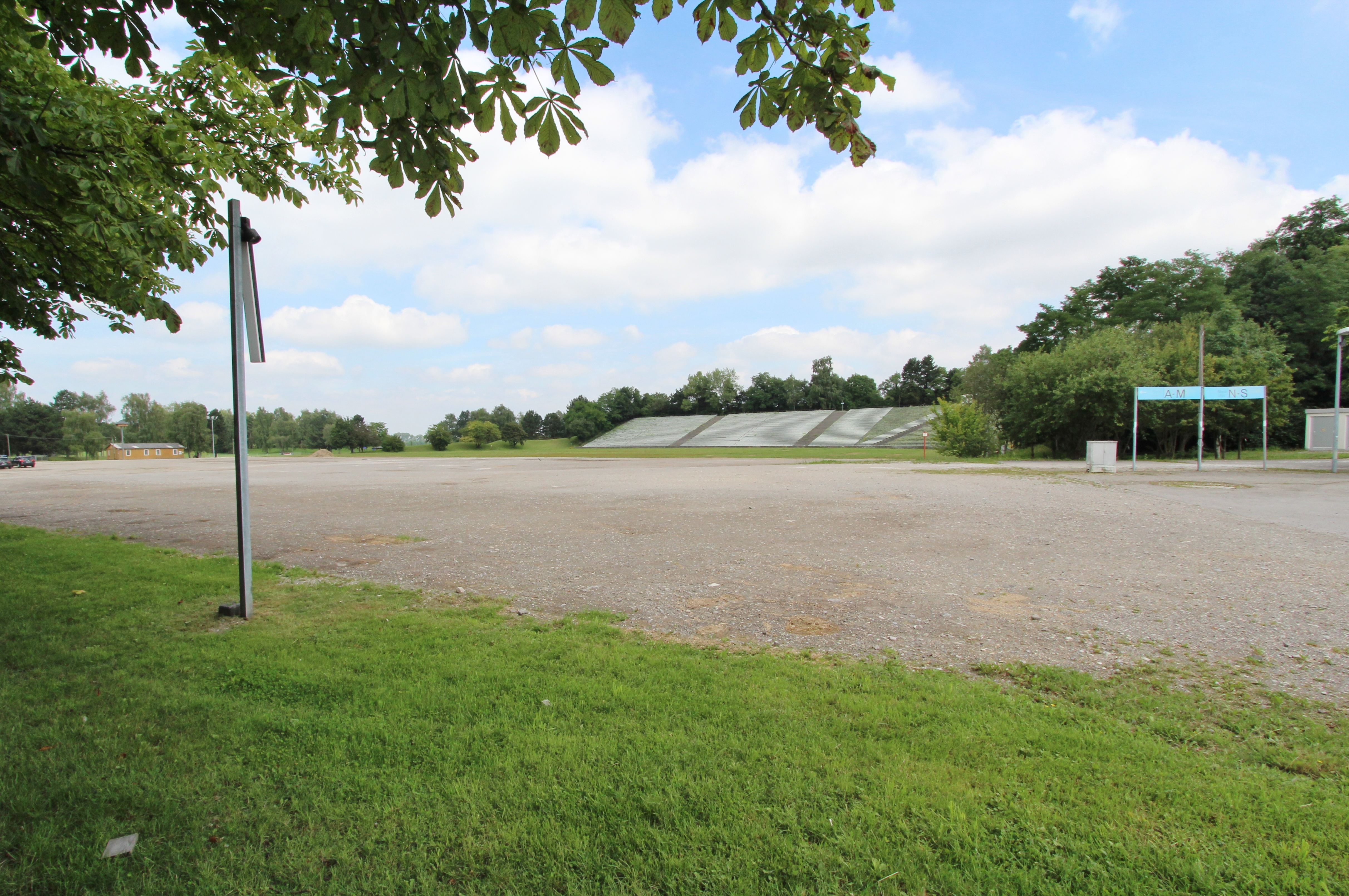
Reitstadion Riem
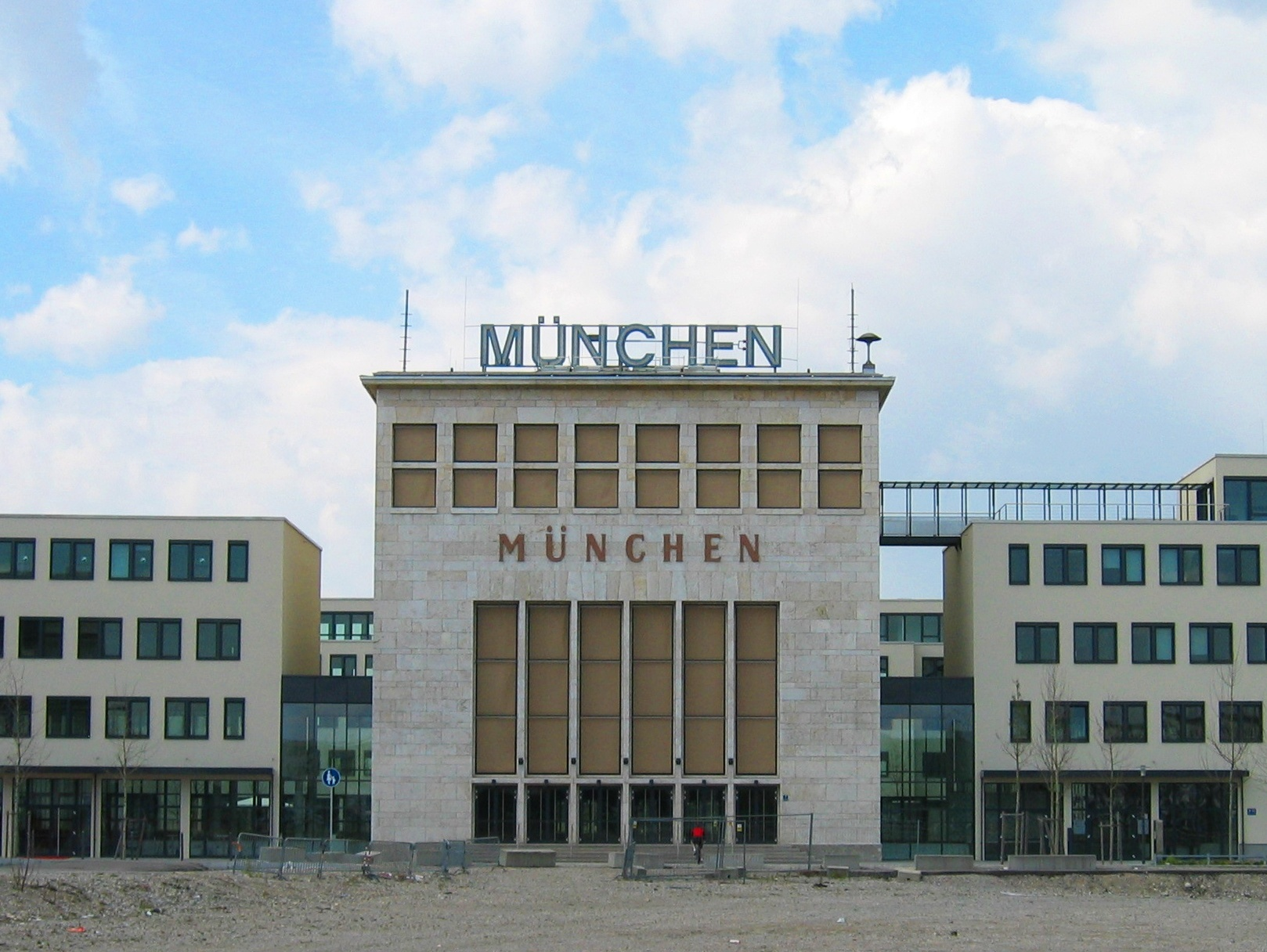
Flughafen München-Riem
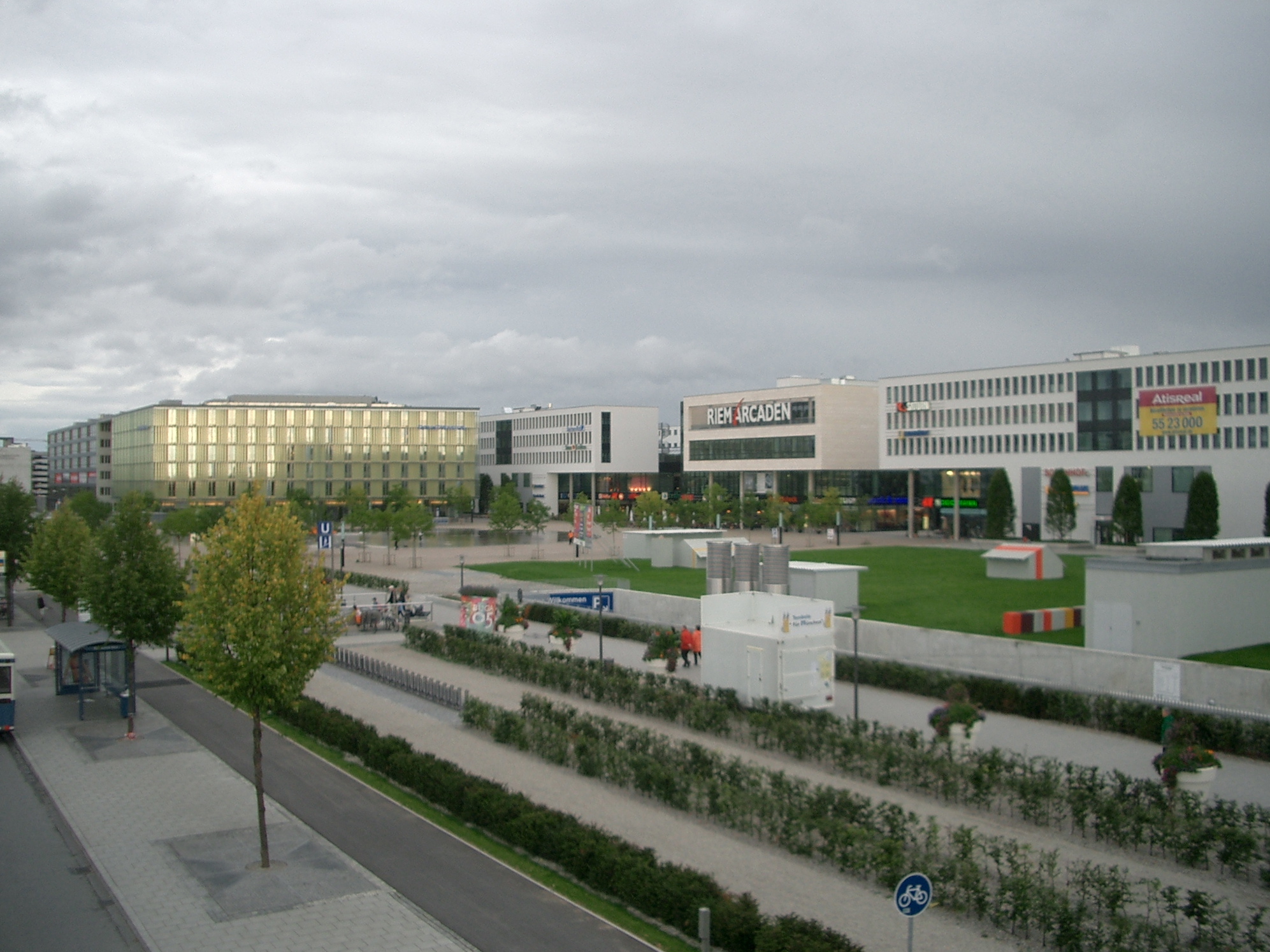
Willy-Brandt-Platz
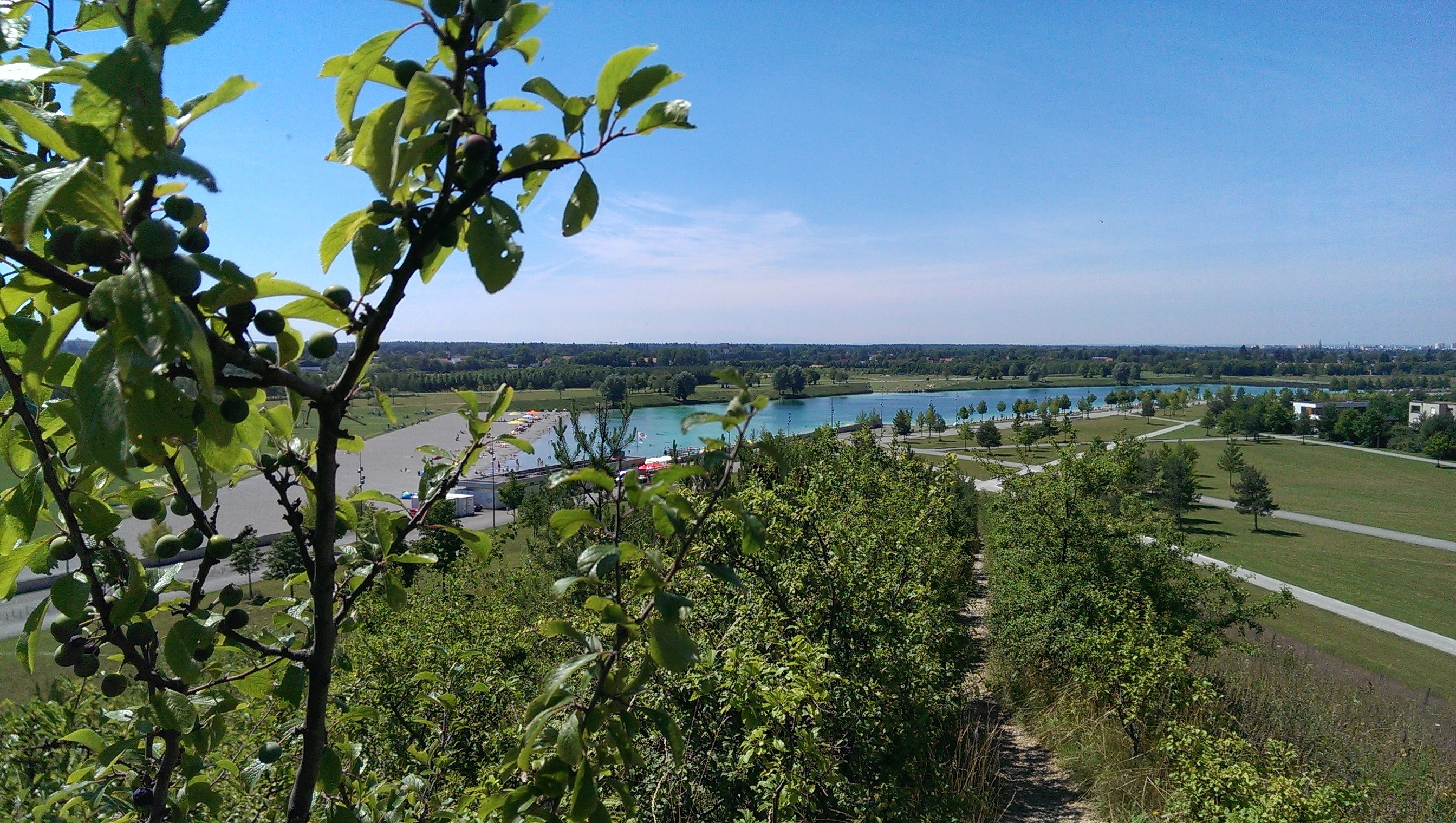
Riemer Park

### 16 – Ramersdorf-Perlach
Ramersdorf: Wallfahrtskirche Maria Ramersdorf, historischer Kern Ramersdorf, GEWOFAG-Siedlung, Amerikaner-Siedlung, Mustersiedlung Ramersdorf.
Perlach / Neuperlach: Ottobrunner Straße, Schmidbauerstraße, Klinik München Perlach, Pfanzeltplatz, Sebastian-Bauer-Straße, St.-Paulus-Kirche, Kirche St. Michael, Theodor-Heuss-Platz, Neuperlach Zentrum.
Neuperlach-Süd / Waldperlach / Neuperlach-Nord / Ostpark: Neuperlach-Süd, Waldheimplatz, Jubilate-Kirche, Salzmannstraße, Perlacher Wald, Klinikum Neuperlach, Wohngebiet Nord, Ostpark

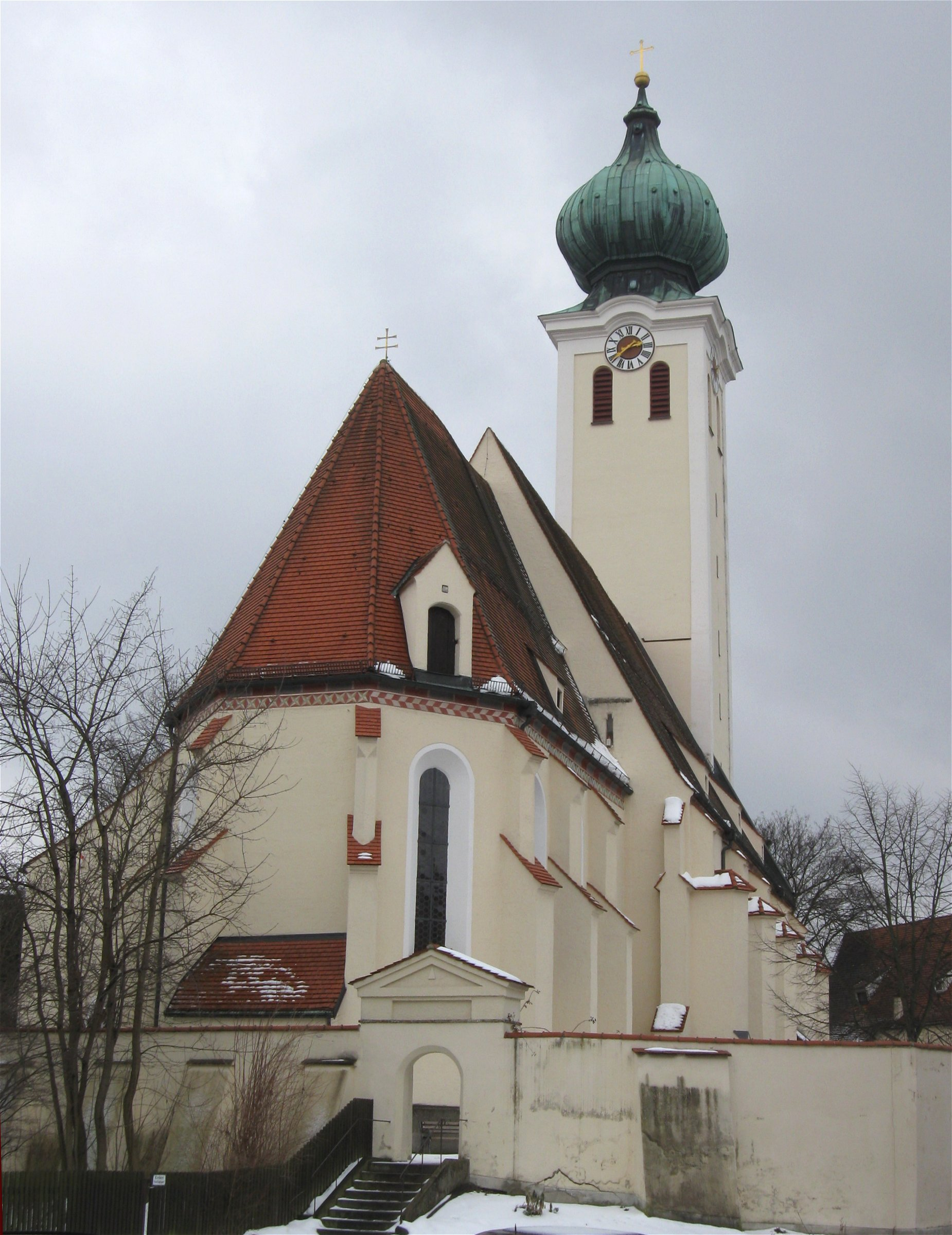
Maria Ramersdorf
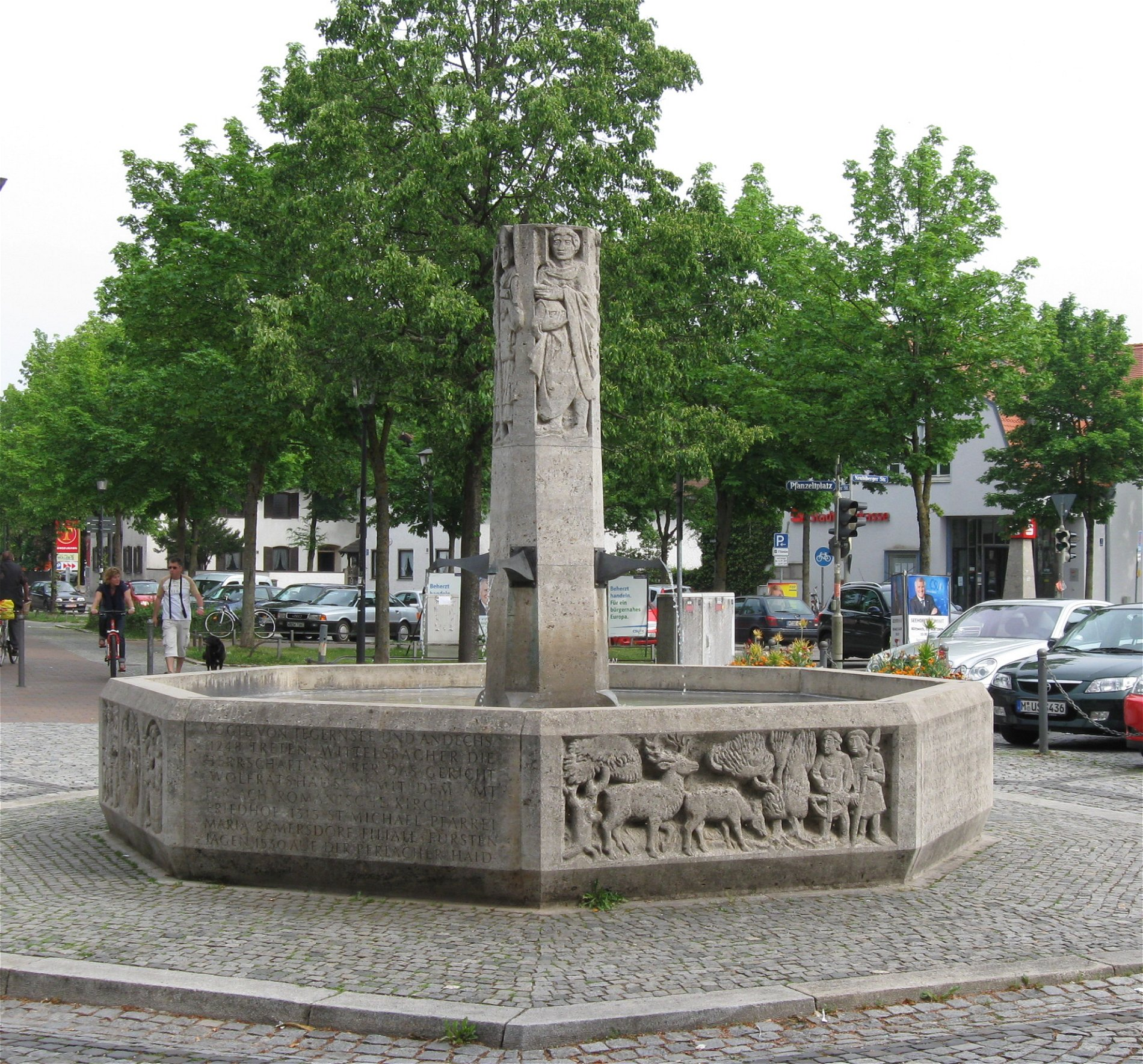
Pfanzeltplatz
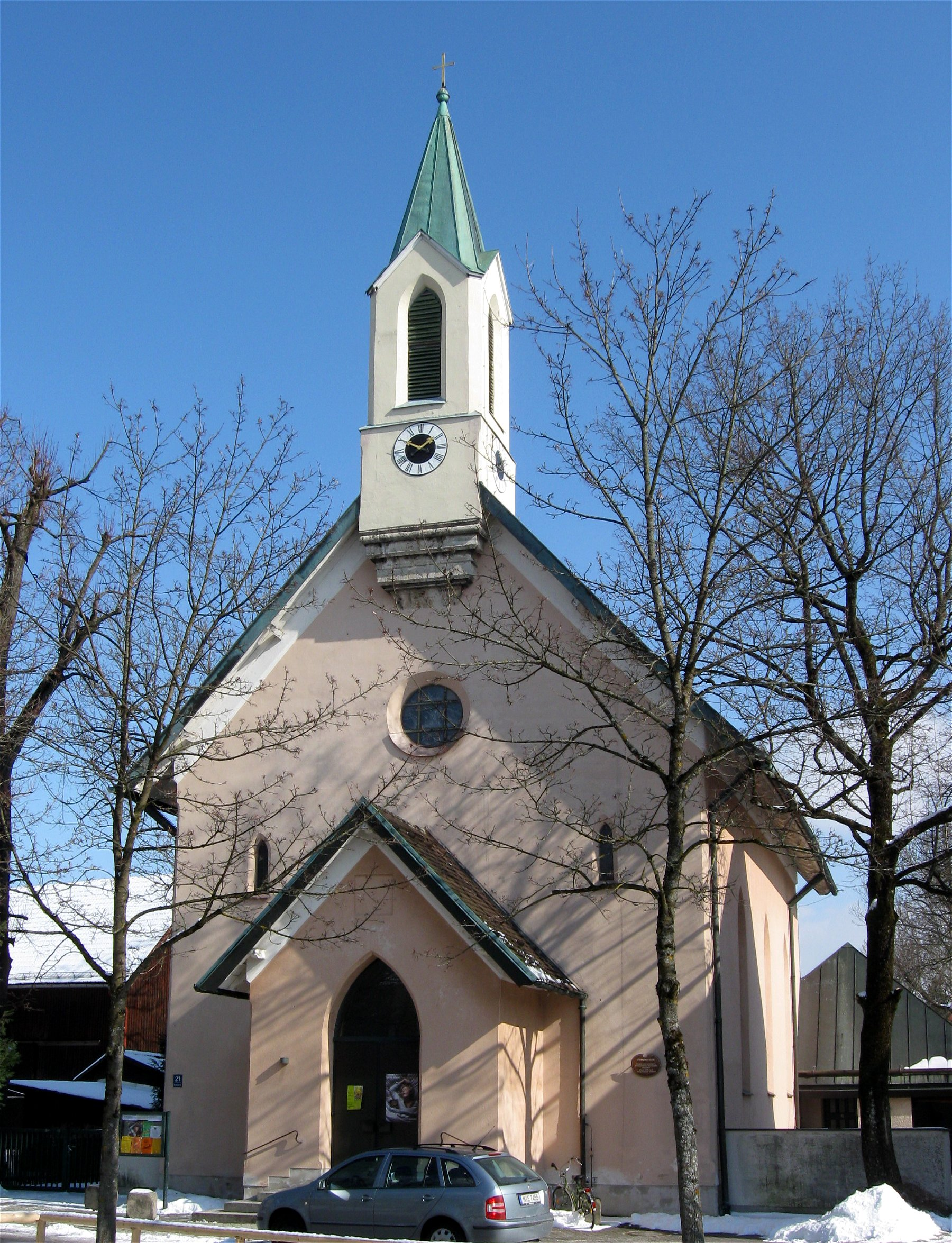
St.-Paulus-Kirche
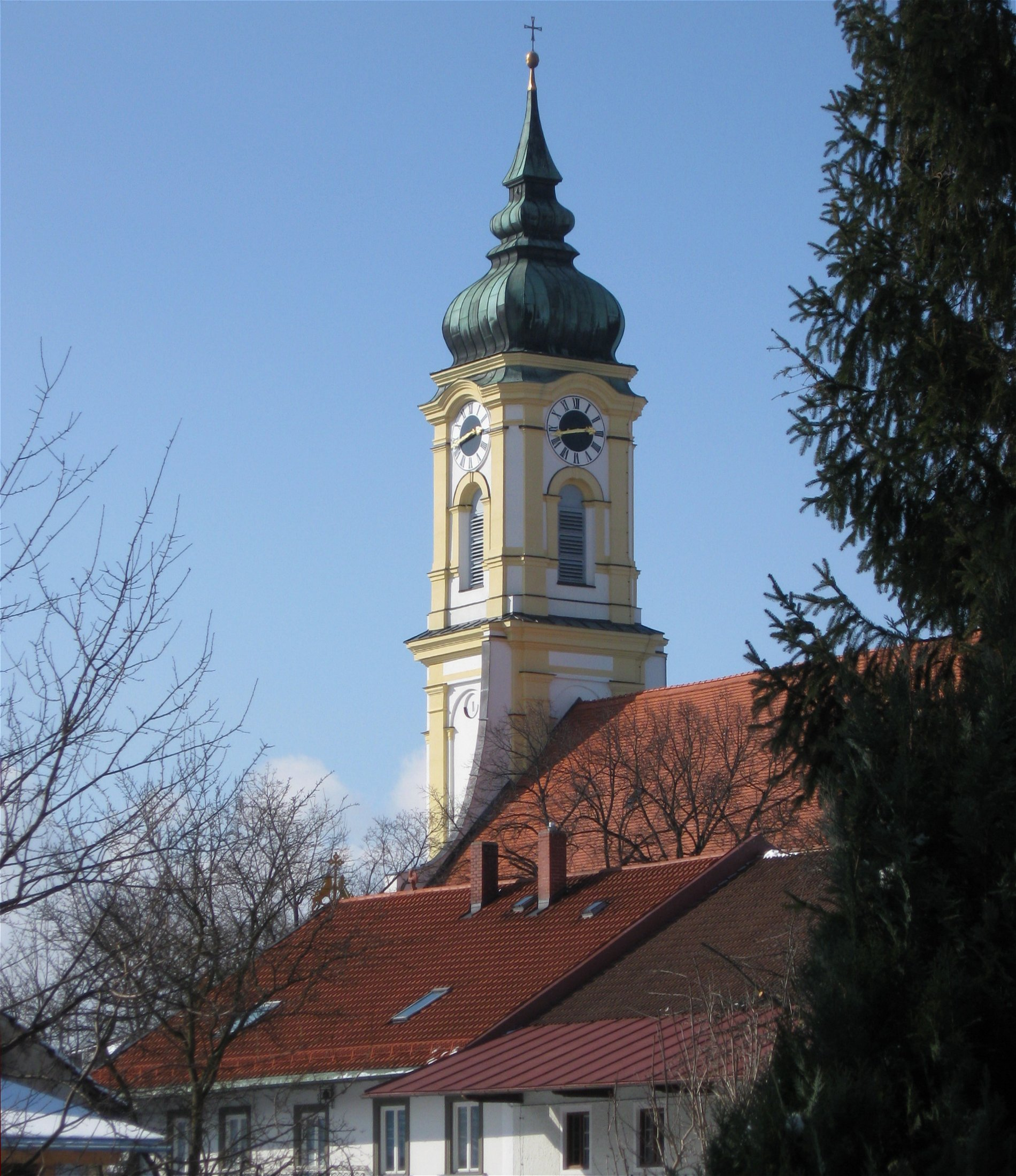
St. Michael
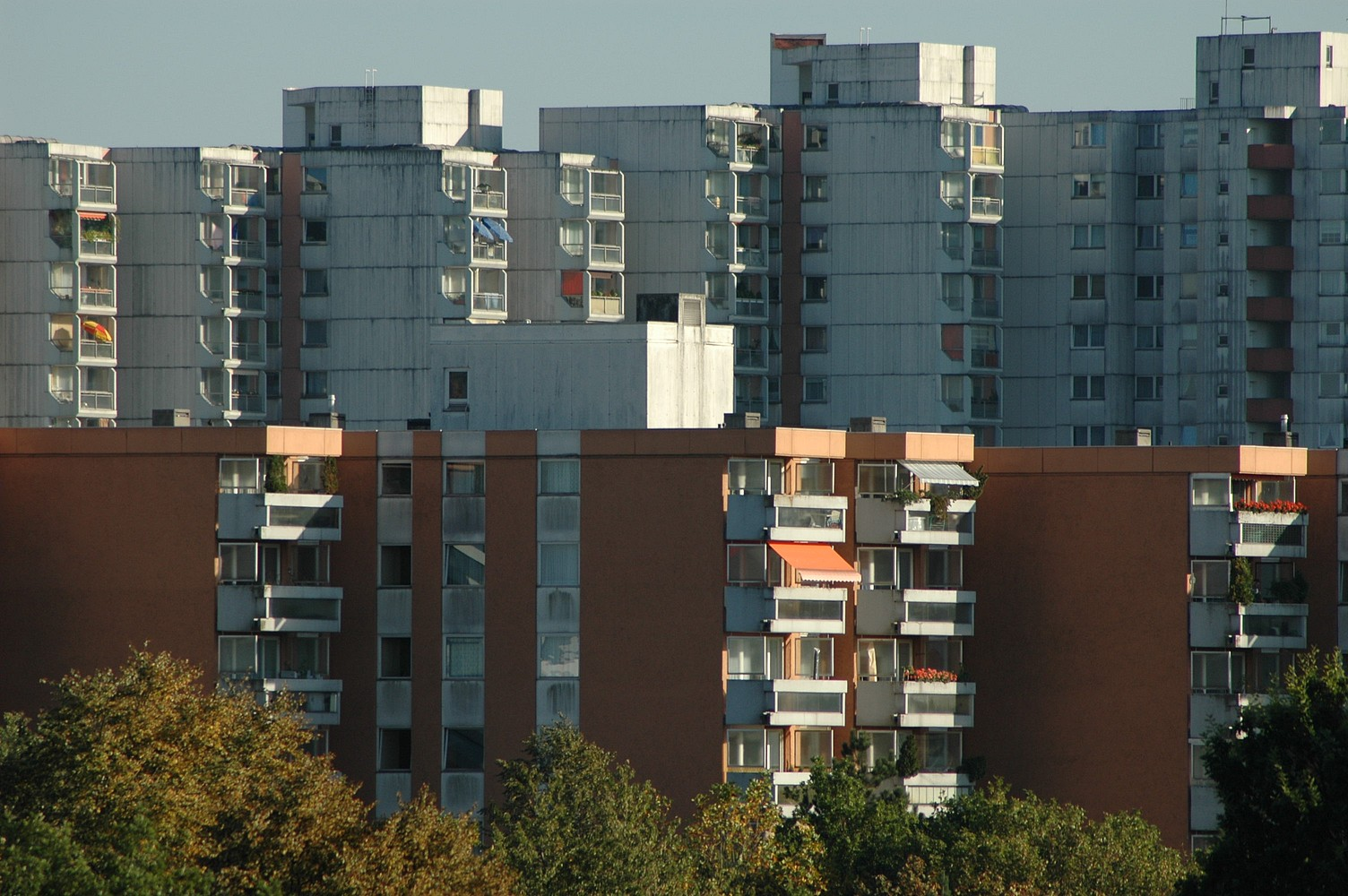
Neuperlach
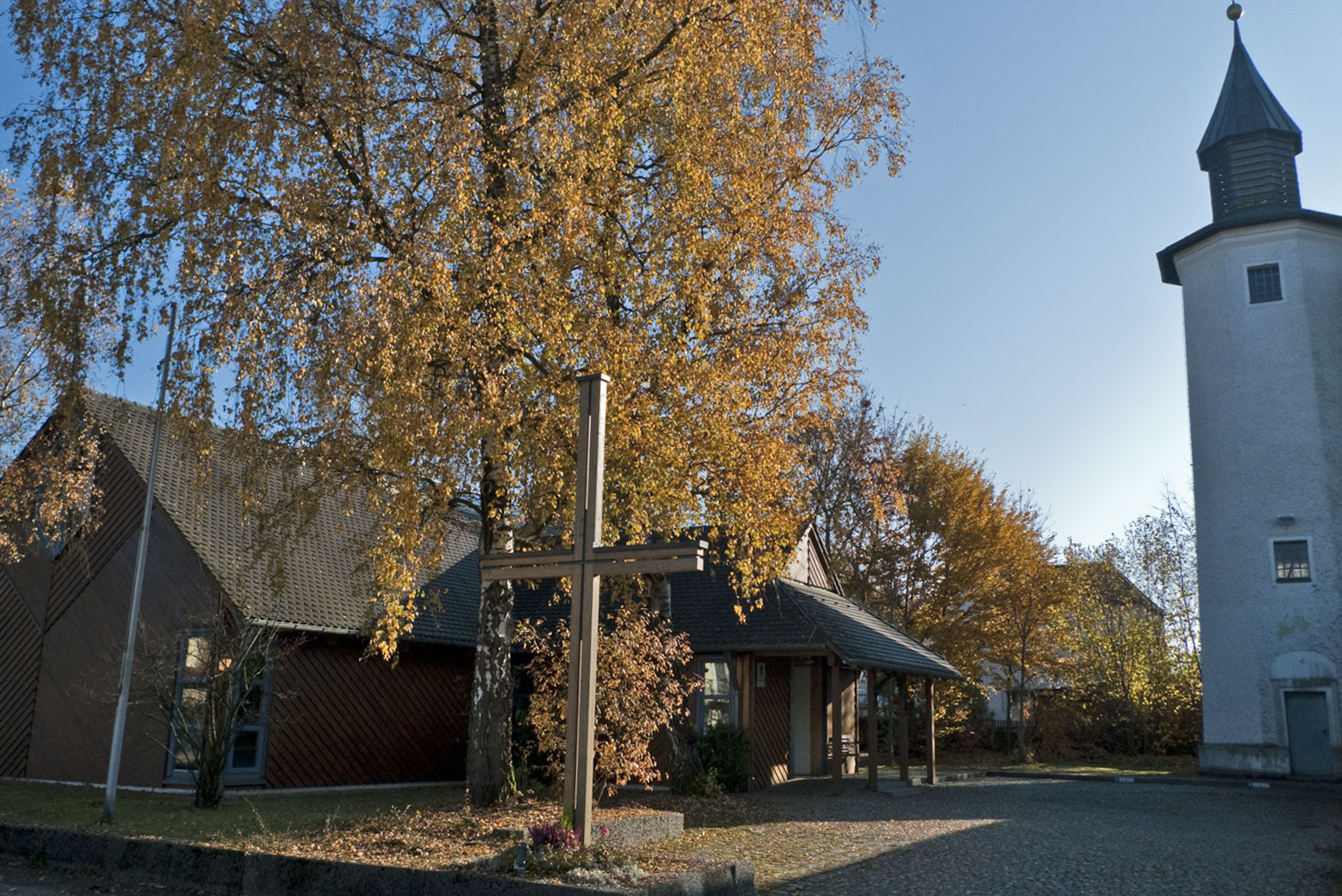
Jubilate-Kirche
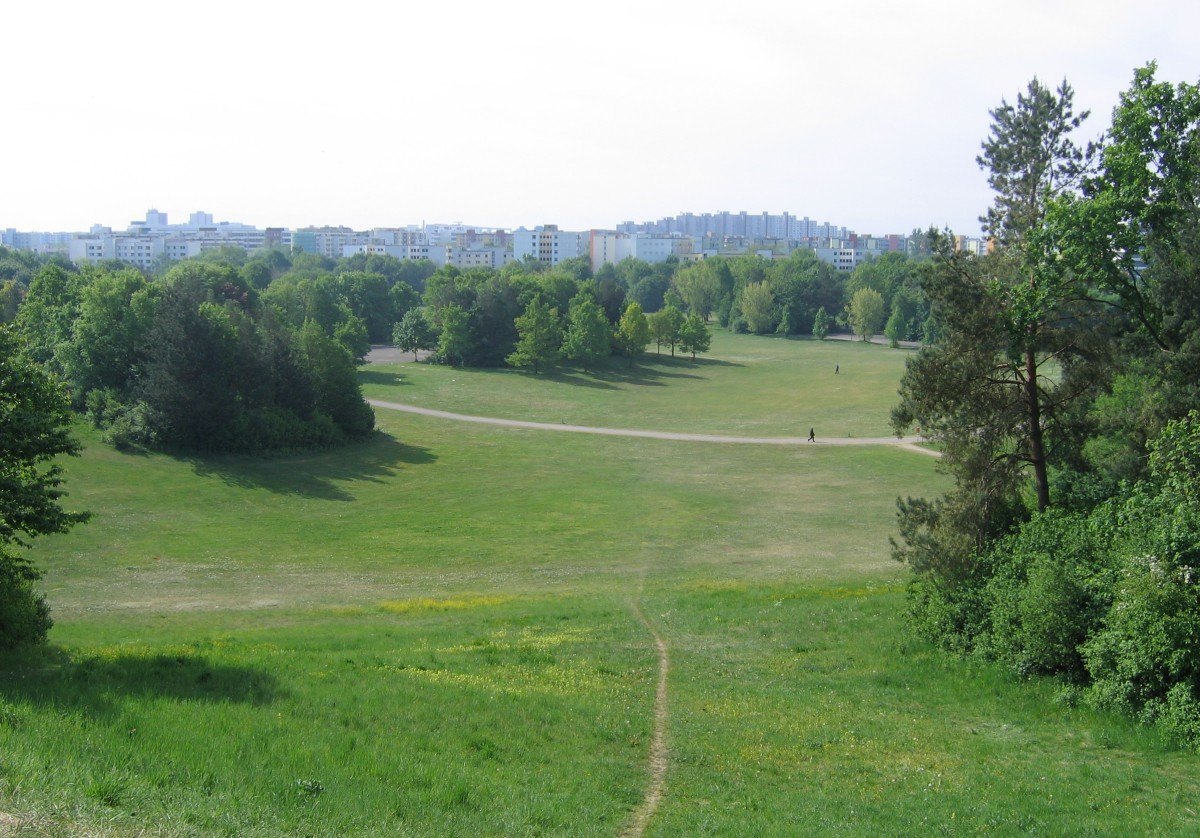
Ostpark

### 17 – Obergiesing-Fasangarten
Durch das alte Obergiesing: Giesinger Berg, Martin-Luther-Straße, Lutherkirche, Ichoschule, Kloster der Armen Schulschwestern, Tela-Post, Heilig-Kreuz-Kirche, Feldmüllersiedlung, Lotte und Gottlieb Branz, Ostfriedhof, Altenheim St. Martin, Königin des Friedens, Giesinger Bahnhof.
Von der Walchenseesiedlung zum Fasangarten: Walchenseesiedlung, KZ-Außenlager München (Agfa Kamerawerke), Agfa, Reichszeugmeisterei/McGraw-Kaserne, Justizvollzugsanstalt Stadelheim, Herbert-Quandt-Straße, Friedhof am Perlacher Forst, Reichskleinsiedlung am Perlacher Forst, US-amerikanische Siedlung am Perlacher Forst, Fasangarten.

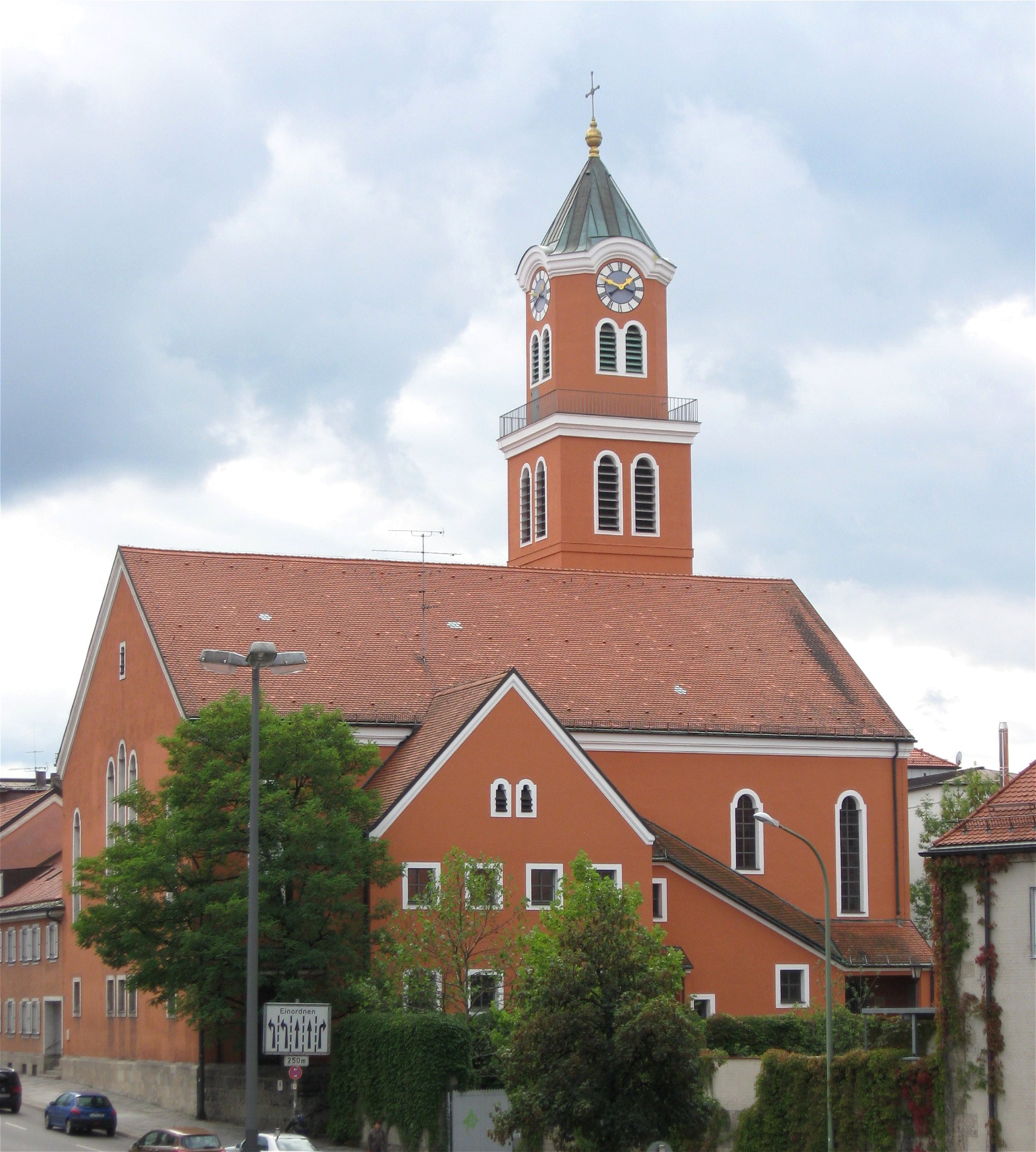
Lutherkirche
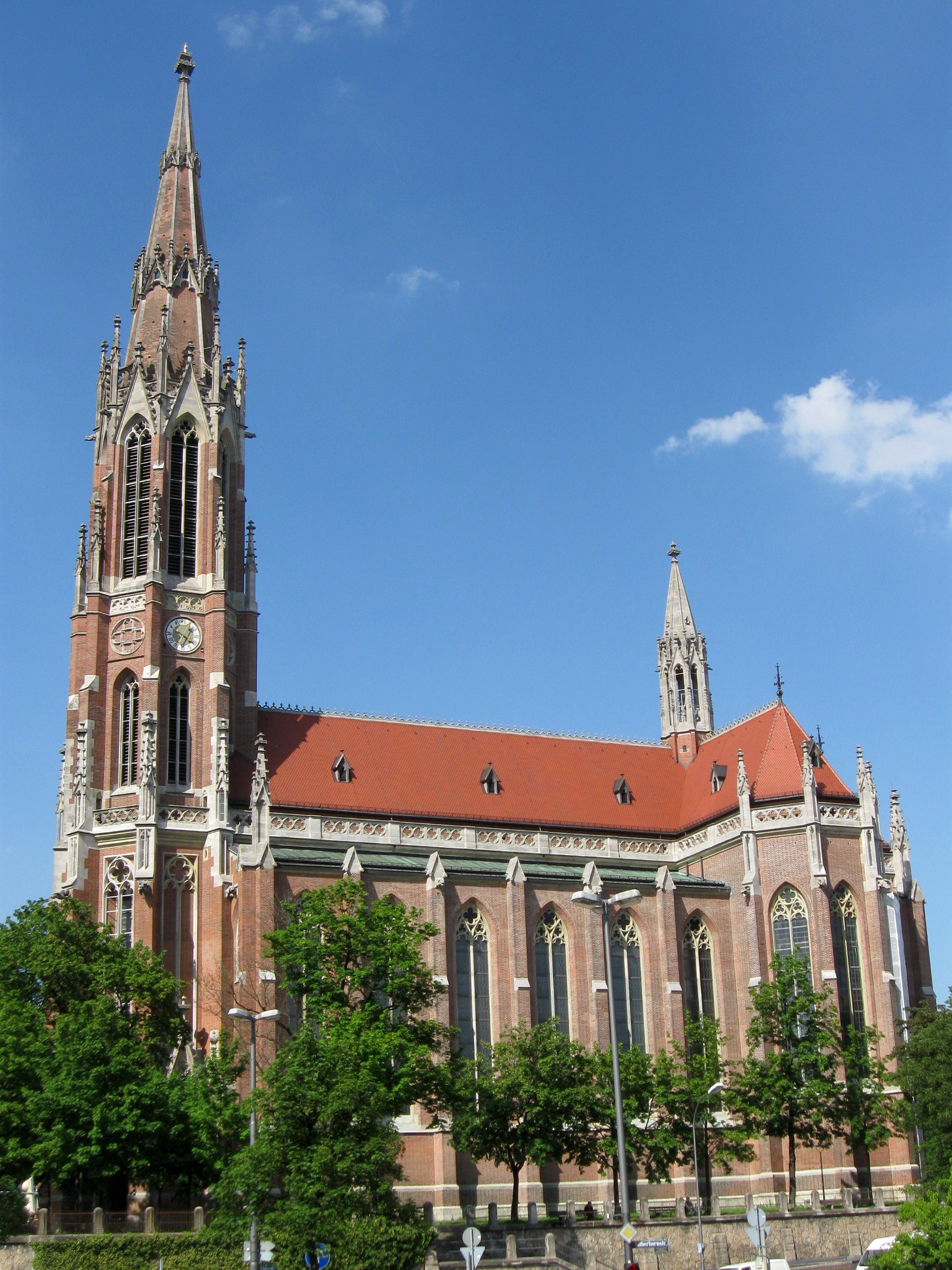
Heilig-Kreuz-Kirche
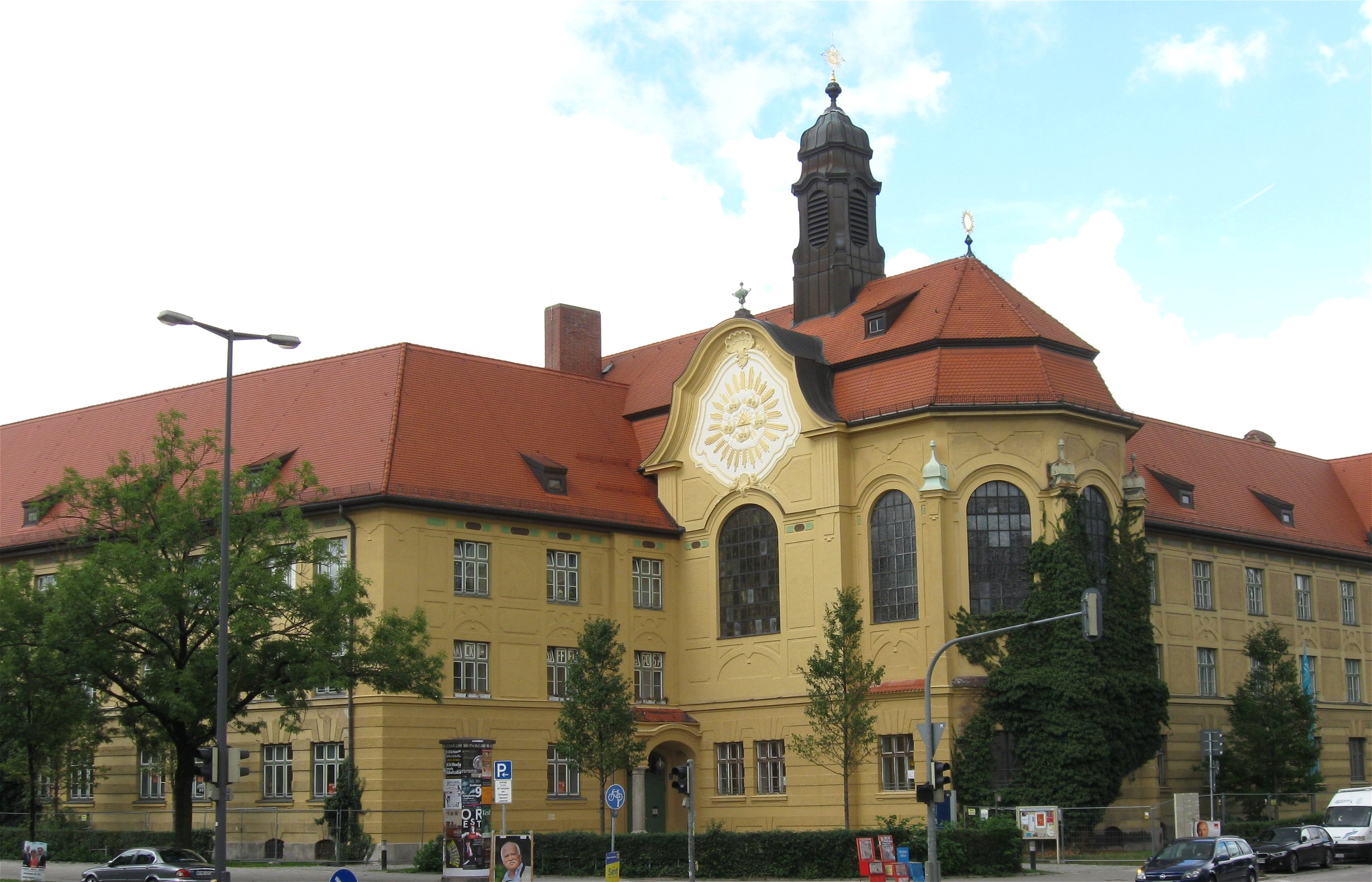
Altenheim St. Martin
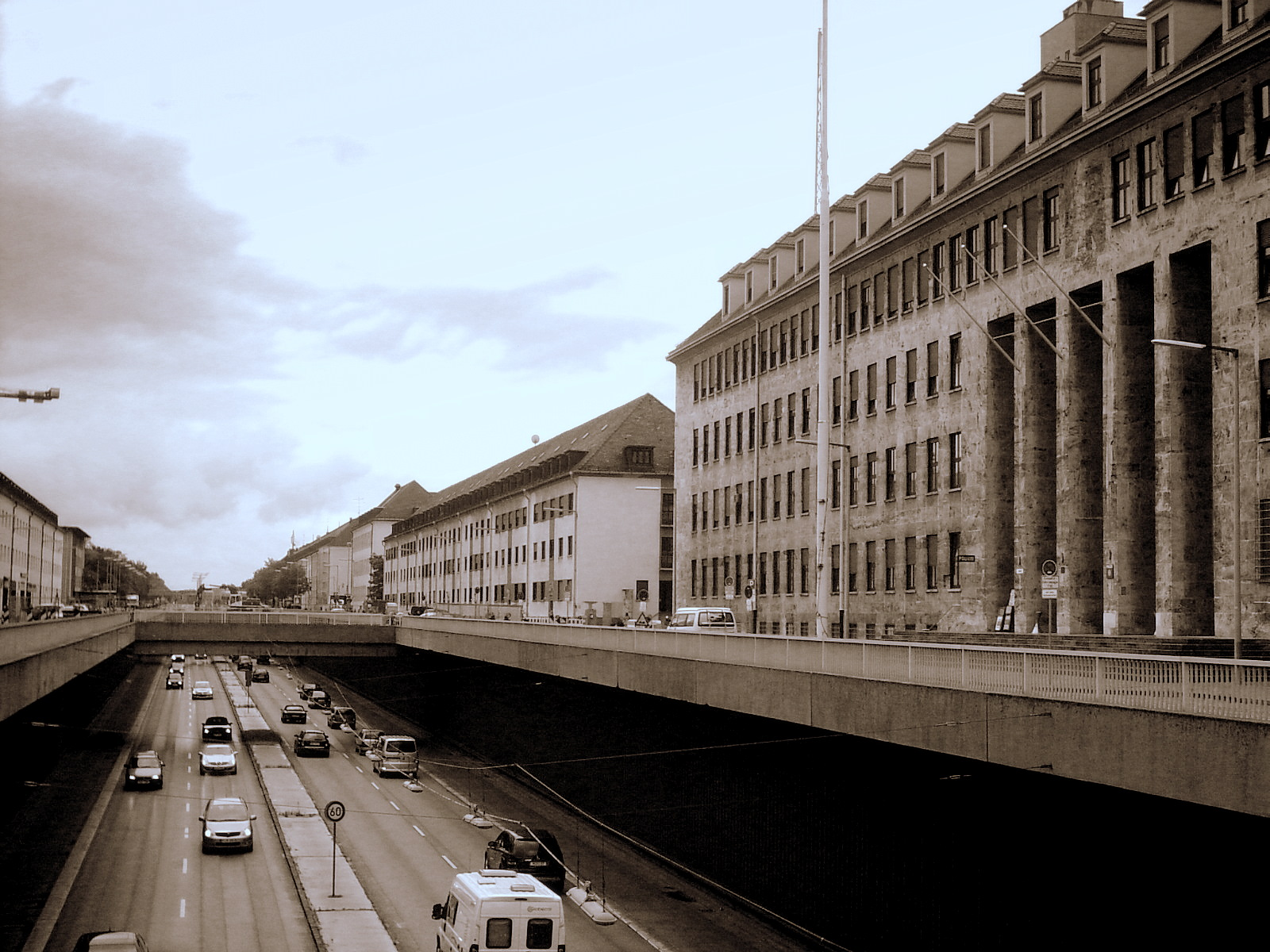
McGraw-Kaserne
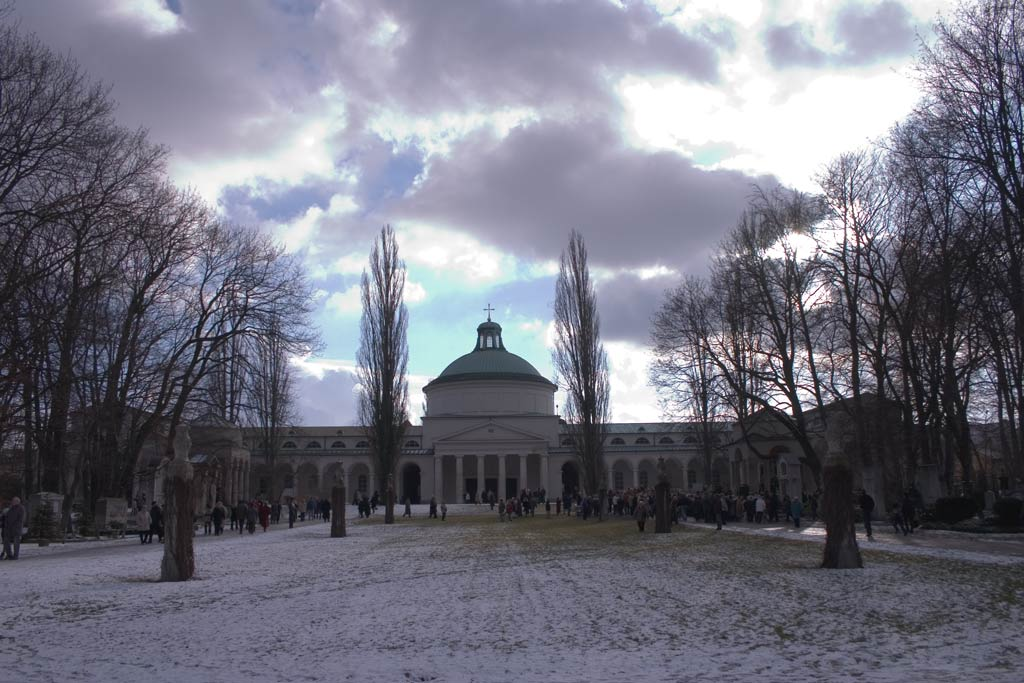
Ostfriedhof
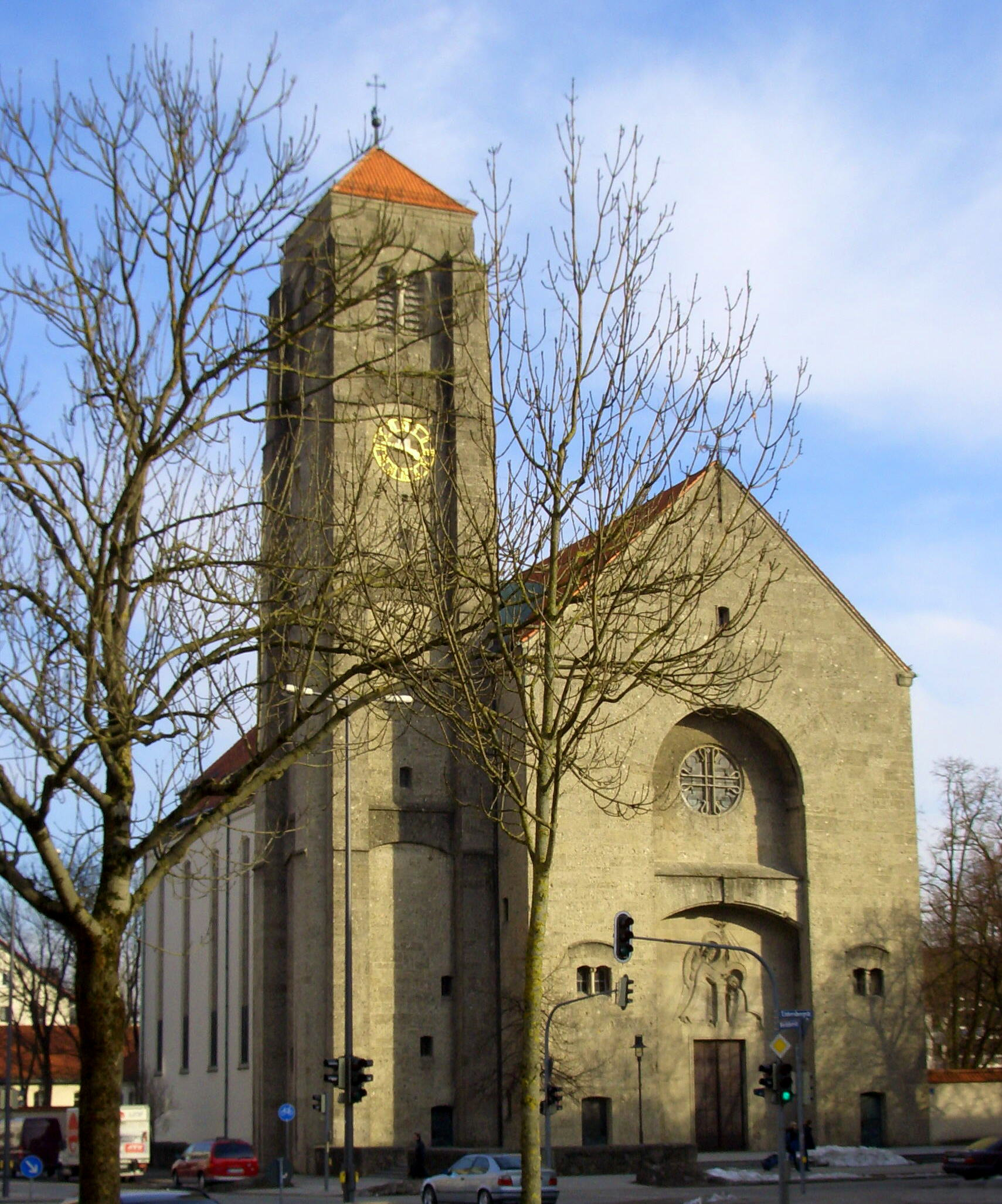
Maria Königin des Friedens
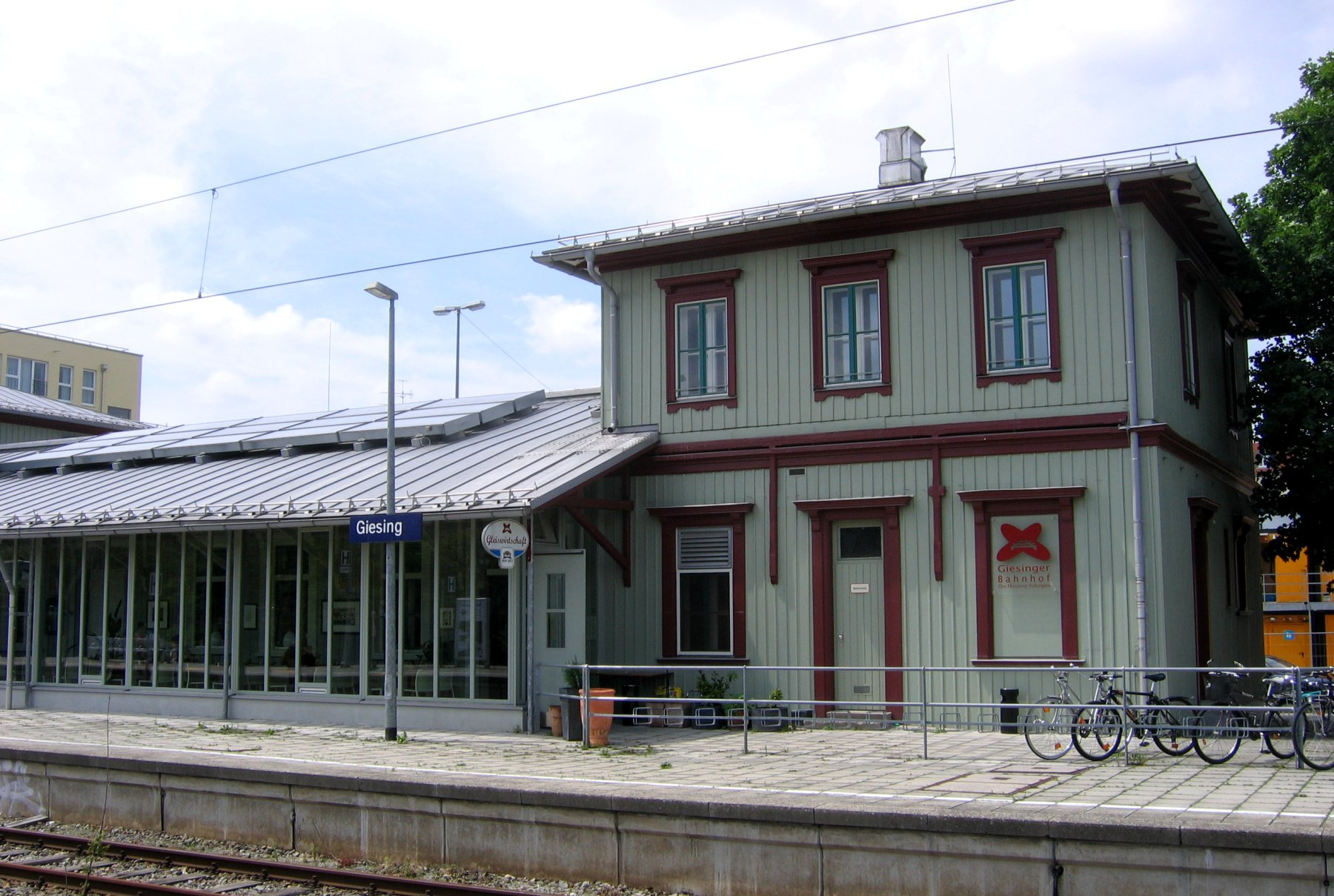
Giesinger Bahnhof

### 20 – Hadern
In Hadern gibt es zwei Radtouren:
- Radtour vom Großhaderner Dorfkern über den Waldfriedhof zum Klinikum Großhadern: Dorfkern Großhadern, Weißes Bräuhaus, Dorfkirche St. Peter, TSV München-Großhadern von 1926 e. V., Canisiusschule, Pfarrkirche St. Canisius, Kleinhaus-Kolonie München-Südwest (Villenkolonie), Georg Hirschfeld, Kurt Eisner, Gastwirtschaft Waldschlösschen, Waldfriedhof, Waldheim, Klinikum Großhadern.
- Radtour vom ehemaligen Großhaderner Rathaus über Kleinhadern und die Blumenau nach Neuhadern: Ehemaliges Rathaus Großhadern, Ludwig Hunger Werkzeug- und Maschinenfabrik GmbH, Altes Schulhaus, ehemalige Brennerei, Stürzerhof, Blumenau, Siedlung Kleinhadern und Pfarrkirche Fronleichnam, Kurparksiedlung, Wohnstift Augustinum, Siedlung Neuhadern, Reformations-Gedächtnis-Kirche.

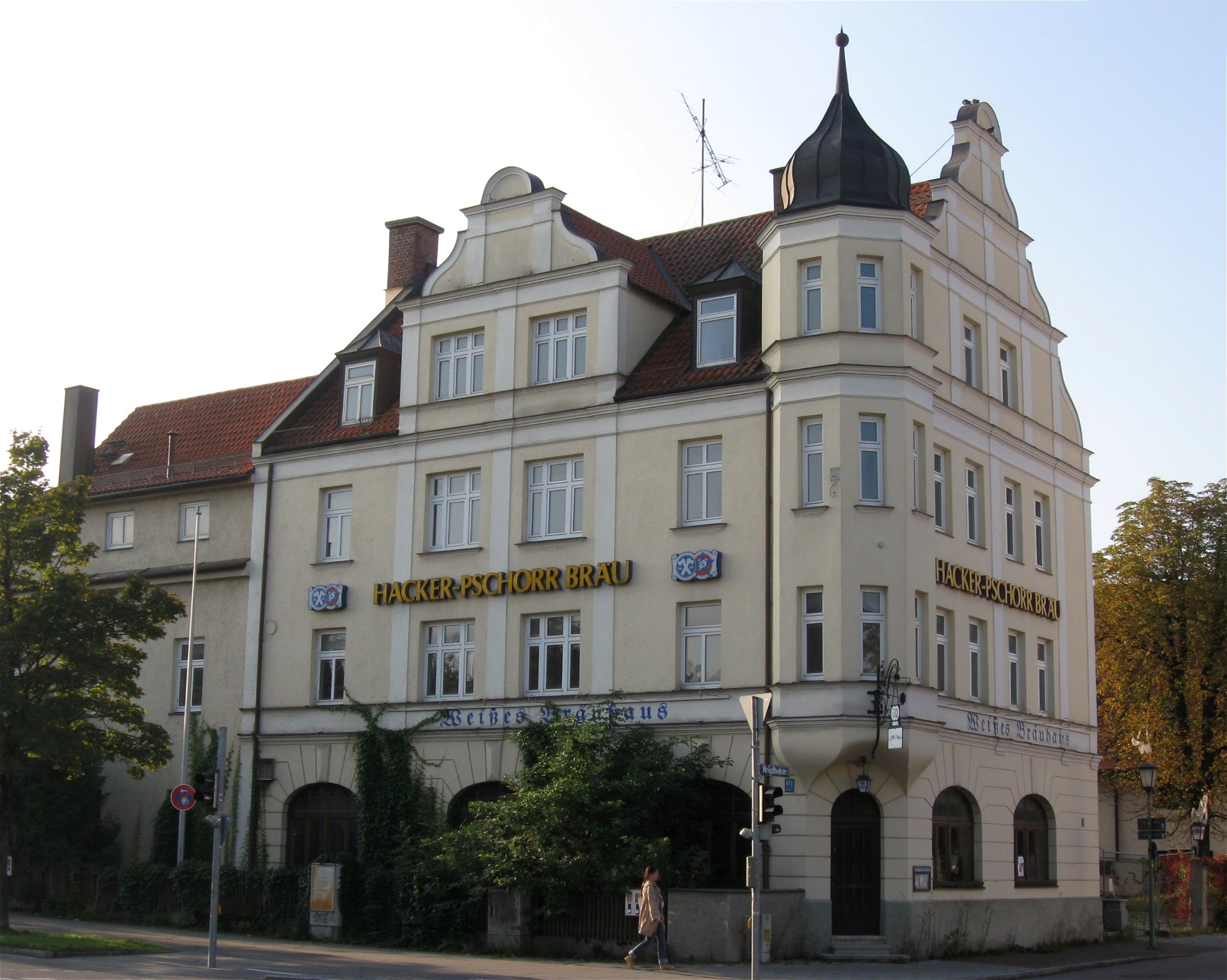
Weißes Bräuhaus
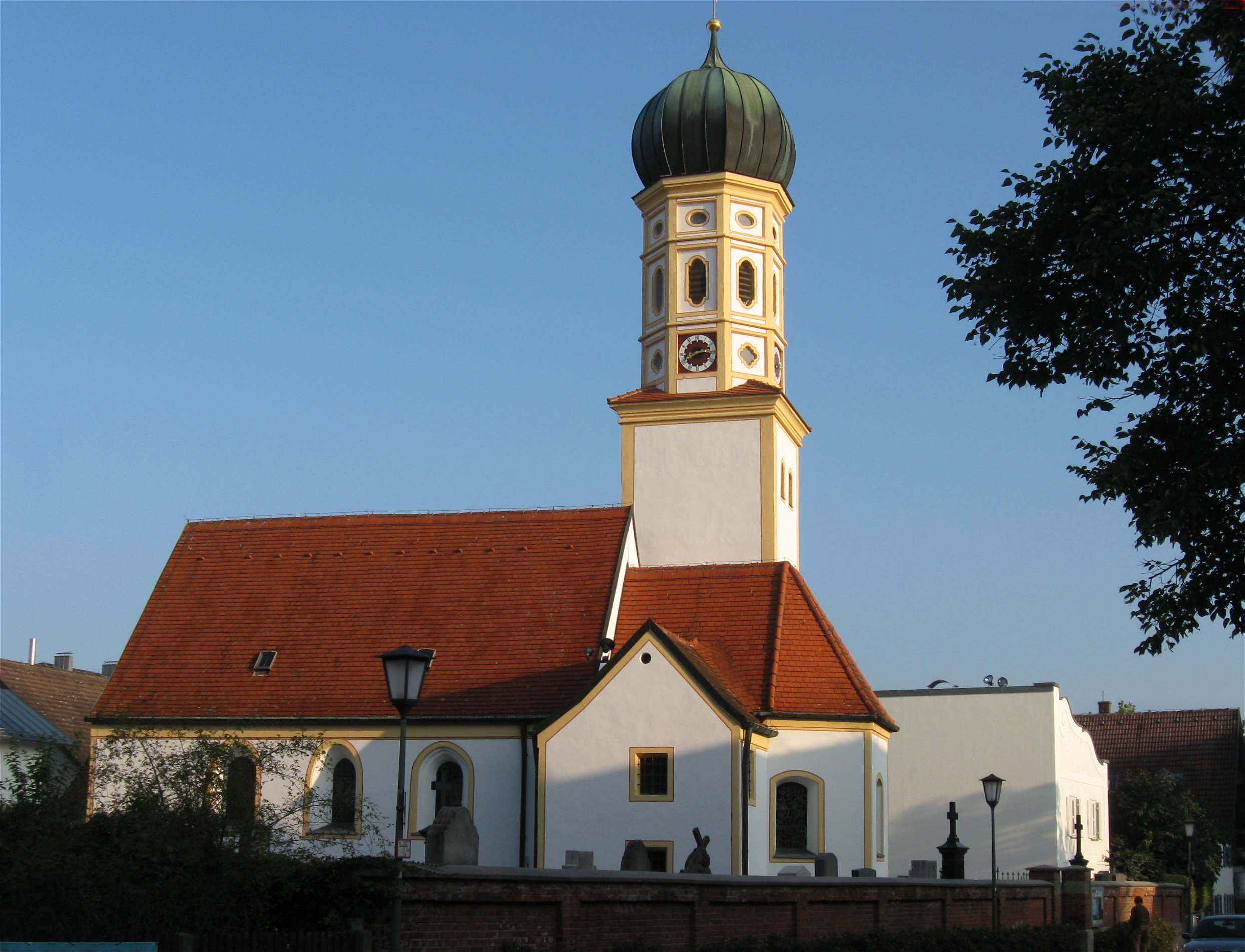
St. Peter
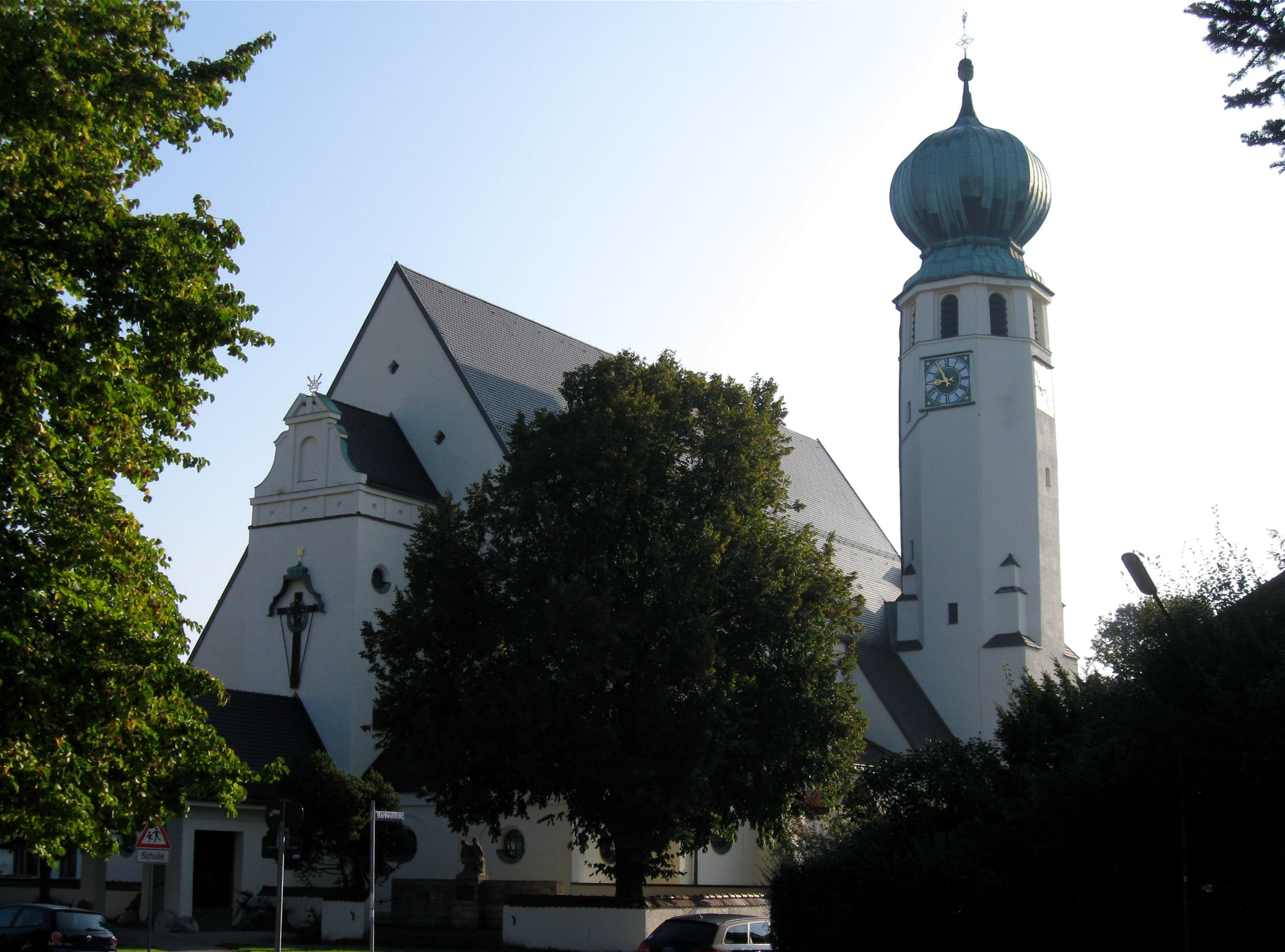
St. Canisius
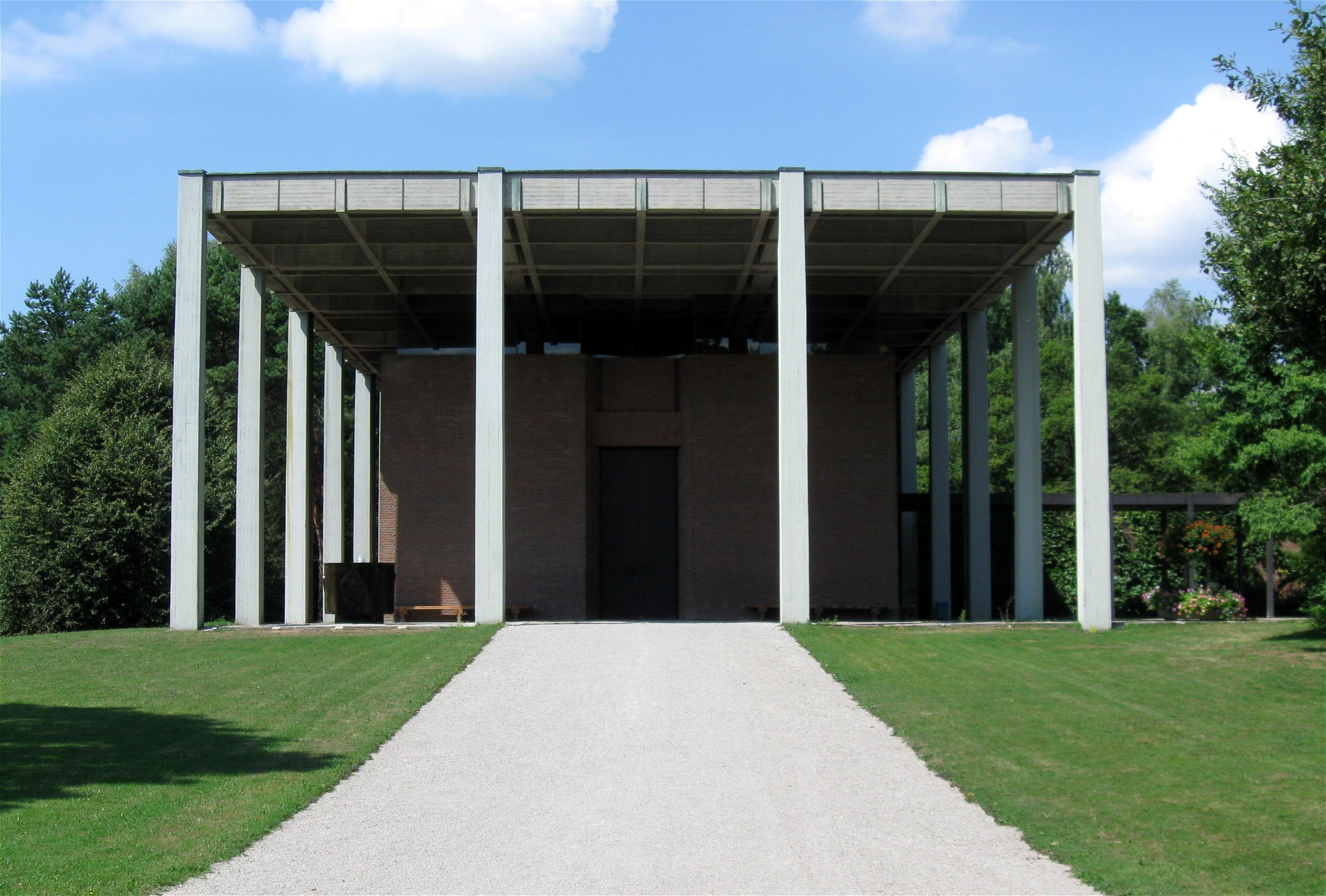
Waldfriedhof
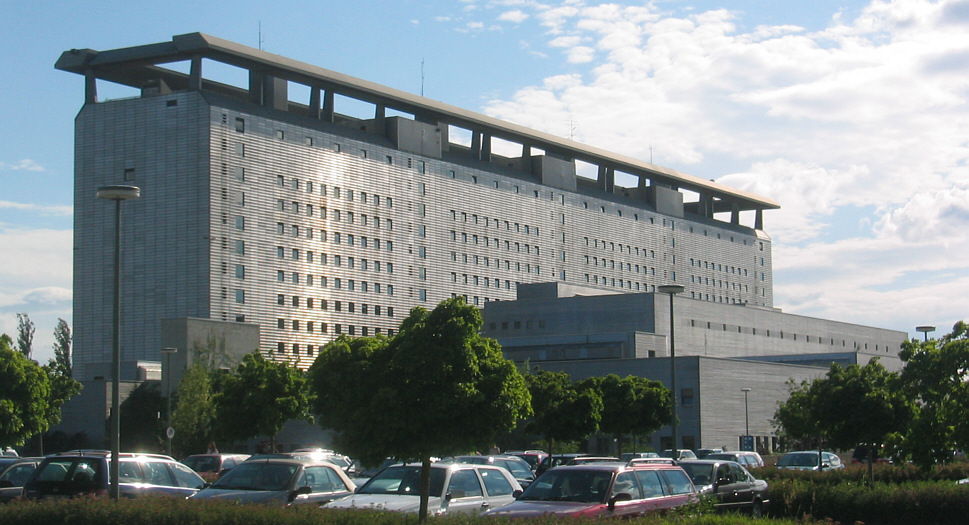
Klinikum Großhadern
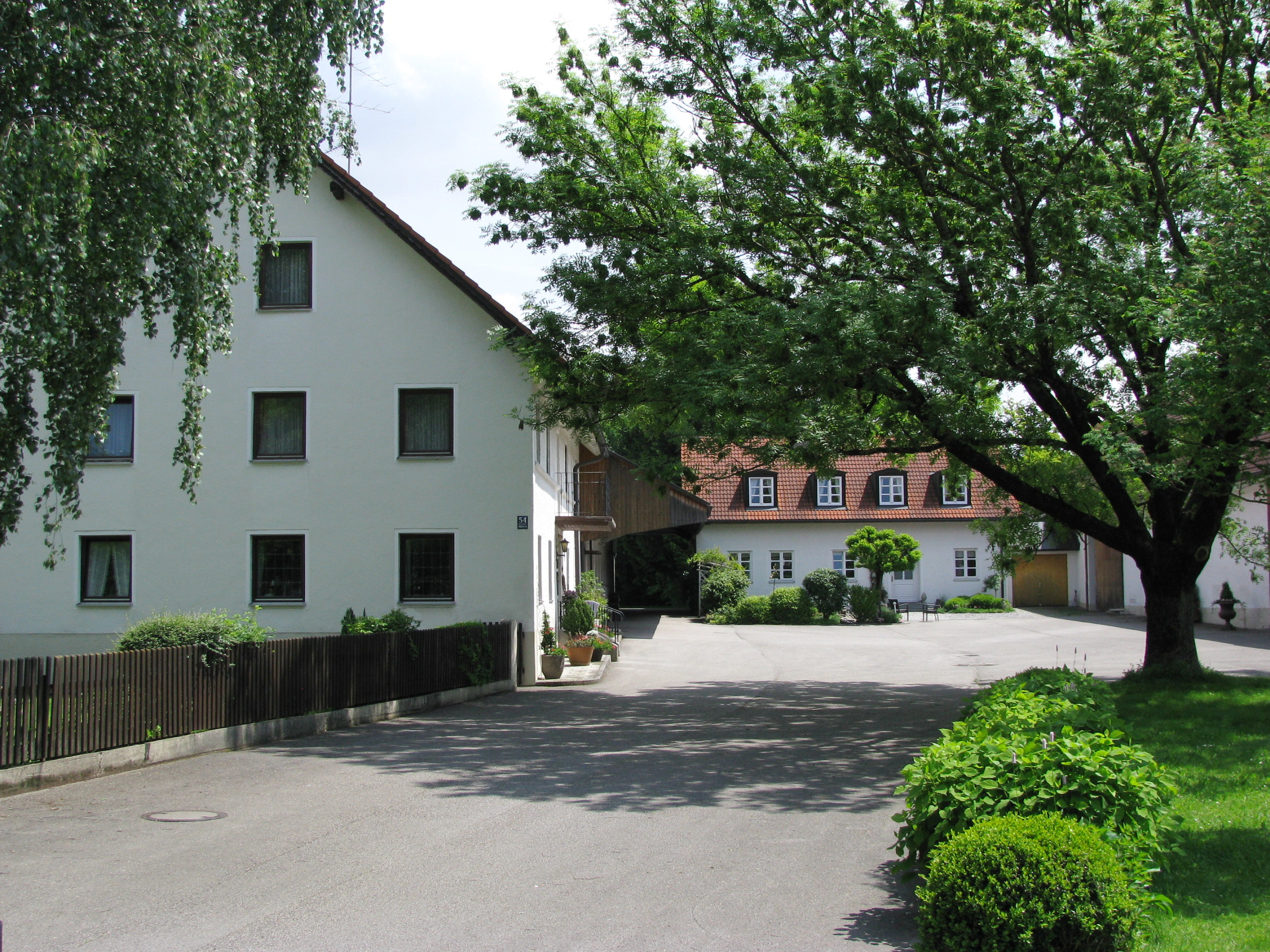
Stürzerhof

### 21 – Pasing-Obermenzing
Der »urbane« Pfad: Pasinger Bahnhof, Pasinger Marienplatz, Pasinger Rathaus, Am Knie, Ebenböckhaus, Altes Rathaus, Institut der Englischen Fräulein, Kirche Mariä Geburt, Steinerweg, Avenariusplatz, Schulstadt Pasing, Anna Croissant-Rust.
Der »grüne« Pfad: Pasinger Bahnhof, Pasinger Fabrik, Villenkolonie I, Genossenschaftssiedlung, Nymphenburger Kanal, Durchblickpark, Dorfkern Obermenzing, Carlhäusl, Schloss Blutenburg, Pipping, Villenkolonie II.

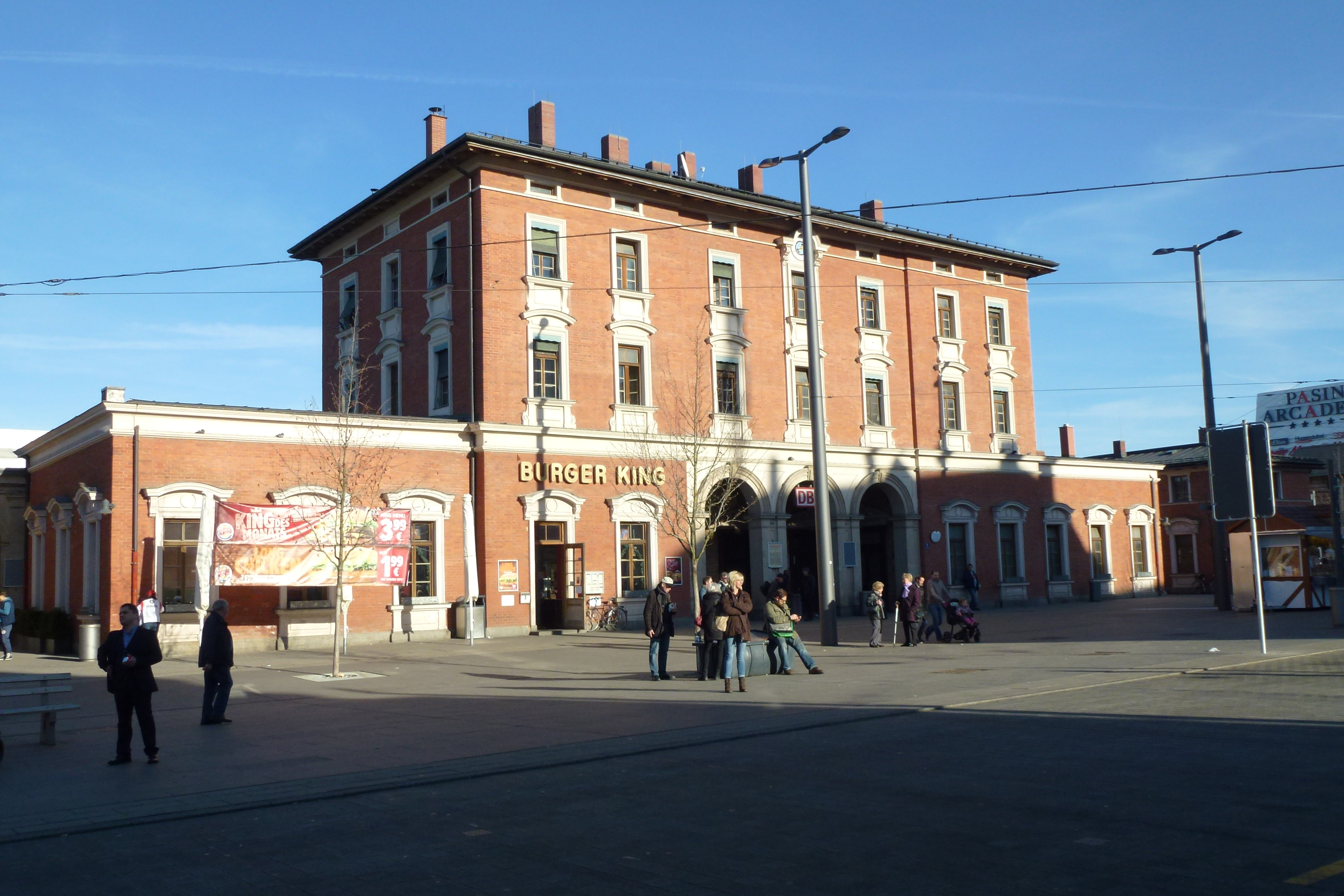
Pasinger Bahnhof
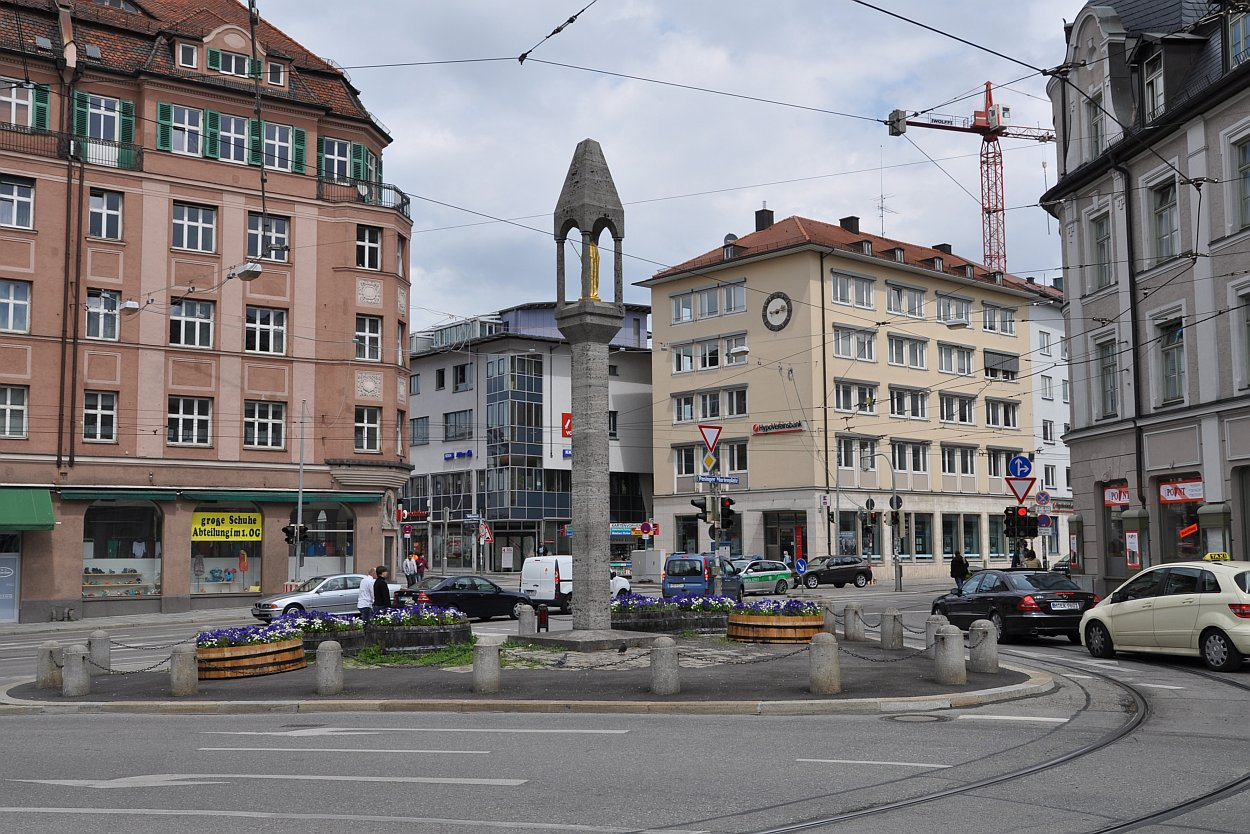
Pasinger Marienplatz
Nymphenburger Kanal
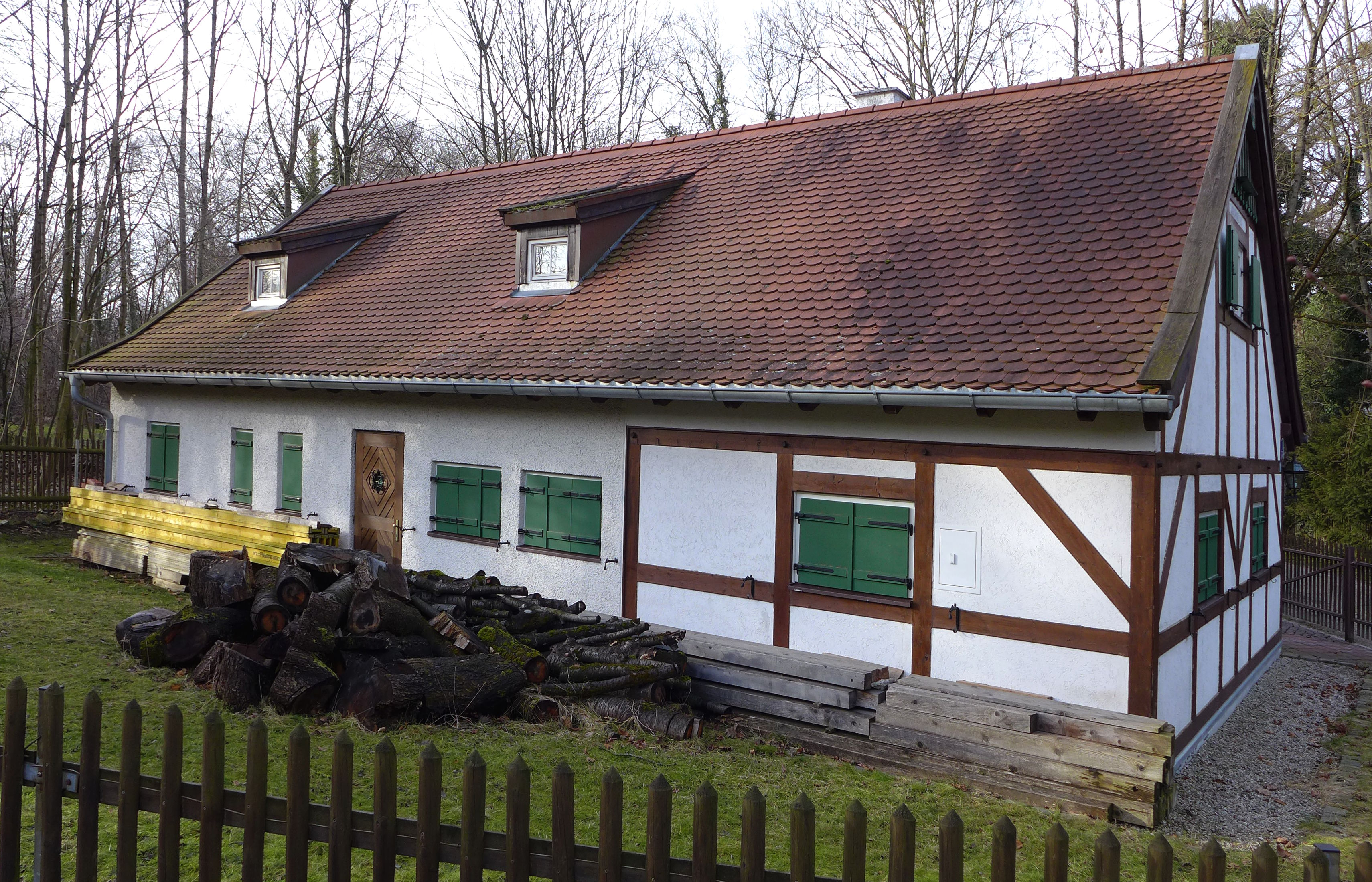
Carlhäusl
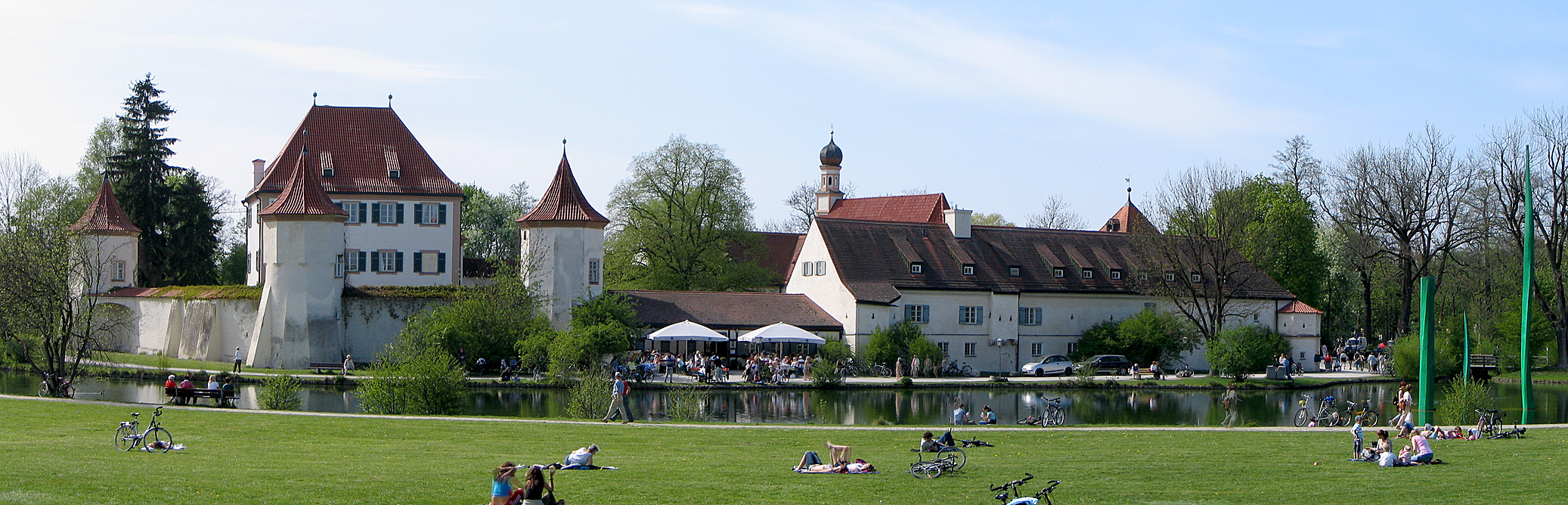
Schloss Blutenburg

### 22 – Aubing-Lochhausen-Langwied
Spaziergang durch das alte Dorf Aubing: Pfarrkirche St. Quirin, ehemalige Bahnhofswirtschaft Sedlmayr, »Beim Neumaier«, ehemalige Schule in der Ubostraße, Gast- und Tafernwirtschaft Grünwald, Leingärtner-Hof, Altes Schulhaus, Chemische Fabrik Aubing, Bahnhof Aubing.
Radtour durch Neuaubing: Dornier-Werk, Ausbesserungswerk der Internationalen Schlaf- und Speisewagengesellschaft, Eisenbahnersiedlung Papinstraße, ESV Sportfreunde München-Neuaubing e. V., Eisenbahn-Ausbesserungswerk Neuaubing, Gut Freiham, Zwangsarbeiterlager Ehrenbürgstraße, Siedlung am Gößweinsteinplatz, Siedlung Neuaubing-West, Eisenbahner-Baugenossenschafts-Siedlung, evangelisch-lutherische Adventskirche, Pfarrkirche St. Konrad von Parzham, Schule in der Limesstraße, Wasserturm, Ziegelei Aubing, Friedhof Aubing.
Radtour von der Siedlung »Am Westkreuz« zur »Langwieder Seenplatte«: Siedlung »Am Westkreuz«, Aubing-Ost, Bahnbetriebswagenwerk mit Heizkraftwerk, Aubinger Lohe, Ziegelwerke Lochhausen, Bahnhof Lochhausen, St. Michael und Ortskern Lochhausen, evangelisch-Lutherisches Gemeindezentrum Bartimäus, Ortskern Langwied, Langwieder See und Lußsee.

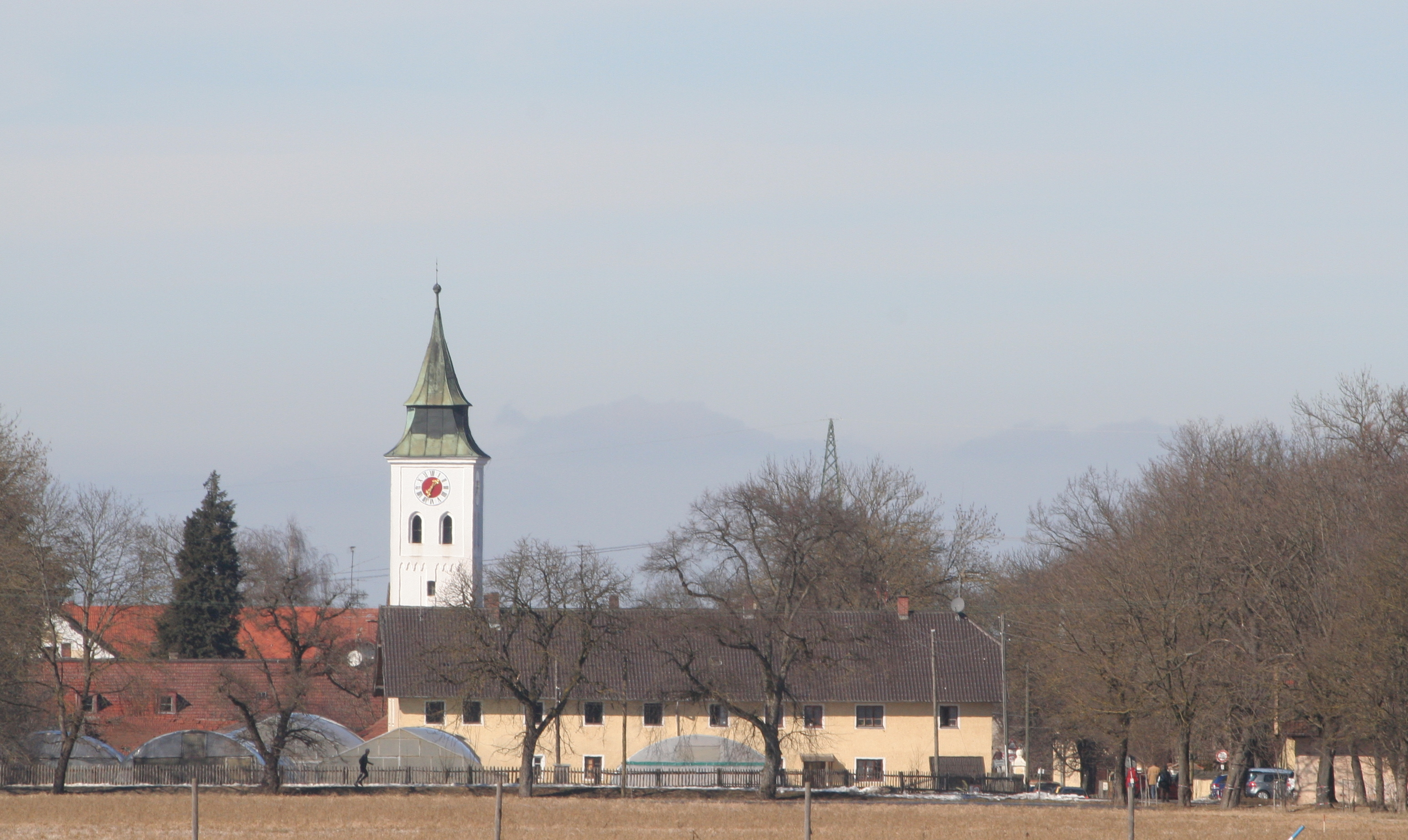
Gut Freiham
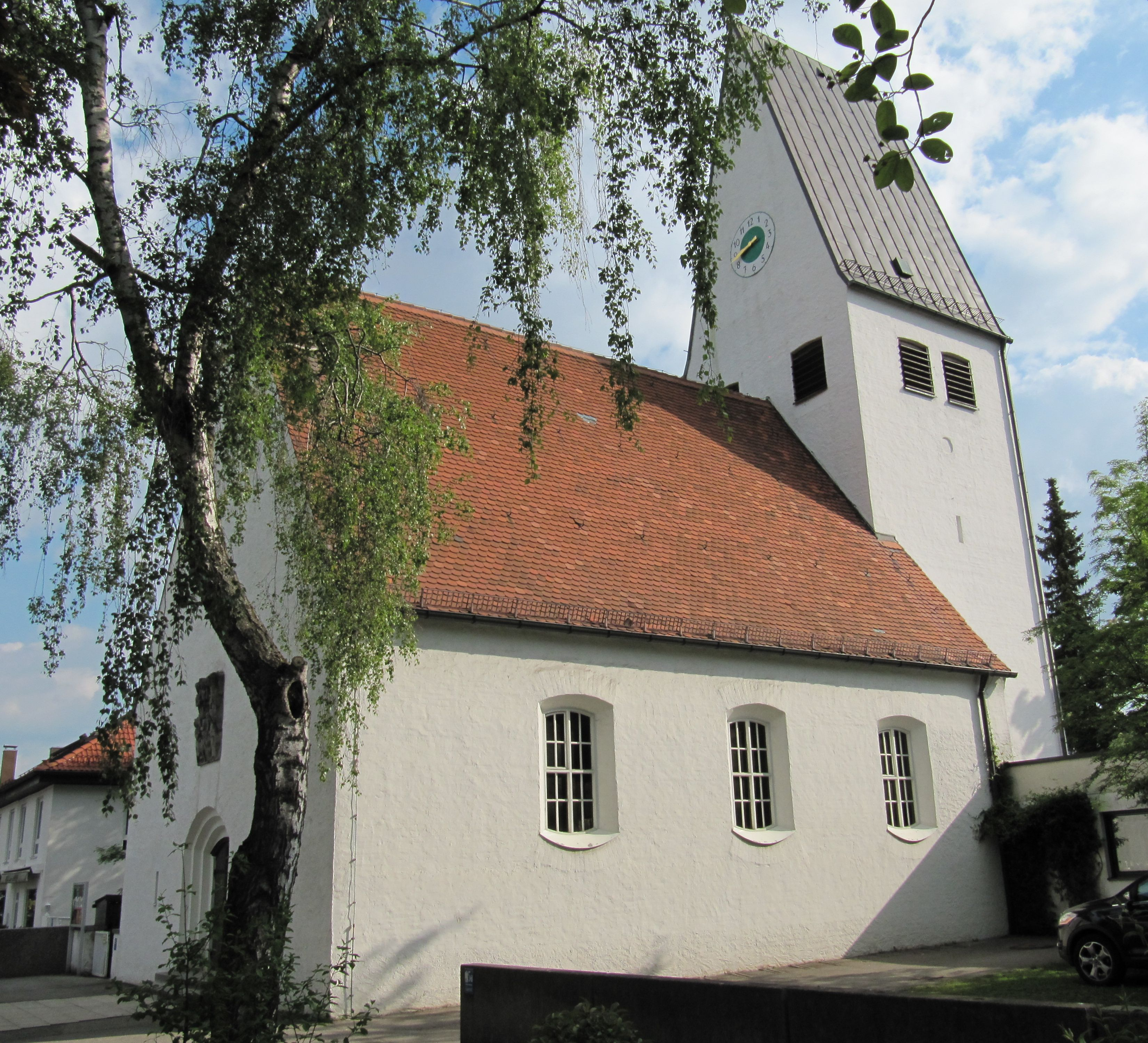
Adventskirche
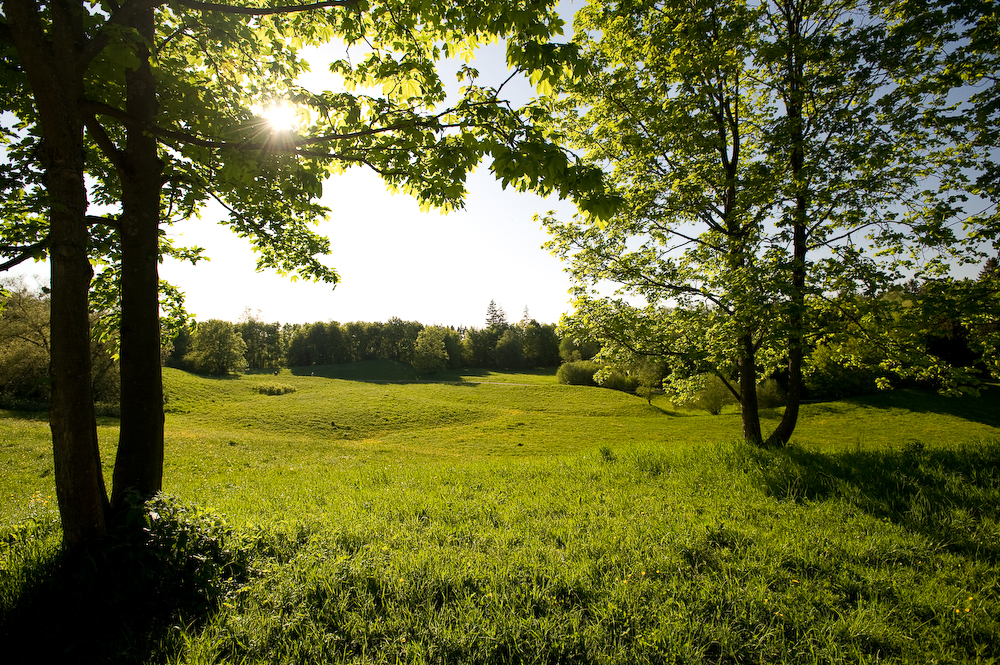
Aubinger Lohe
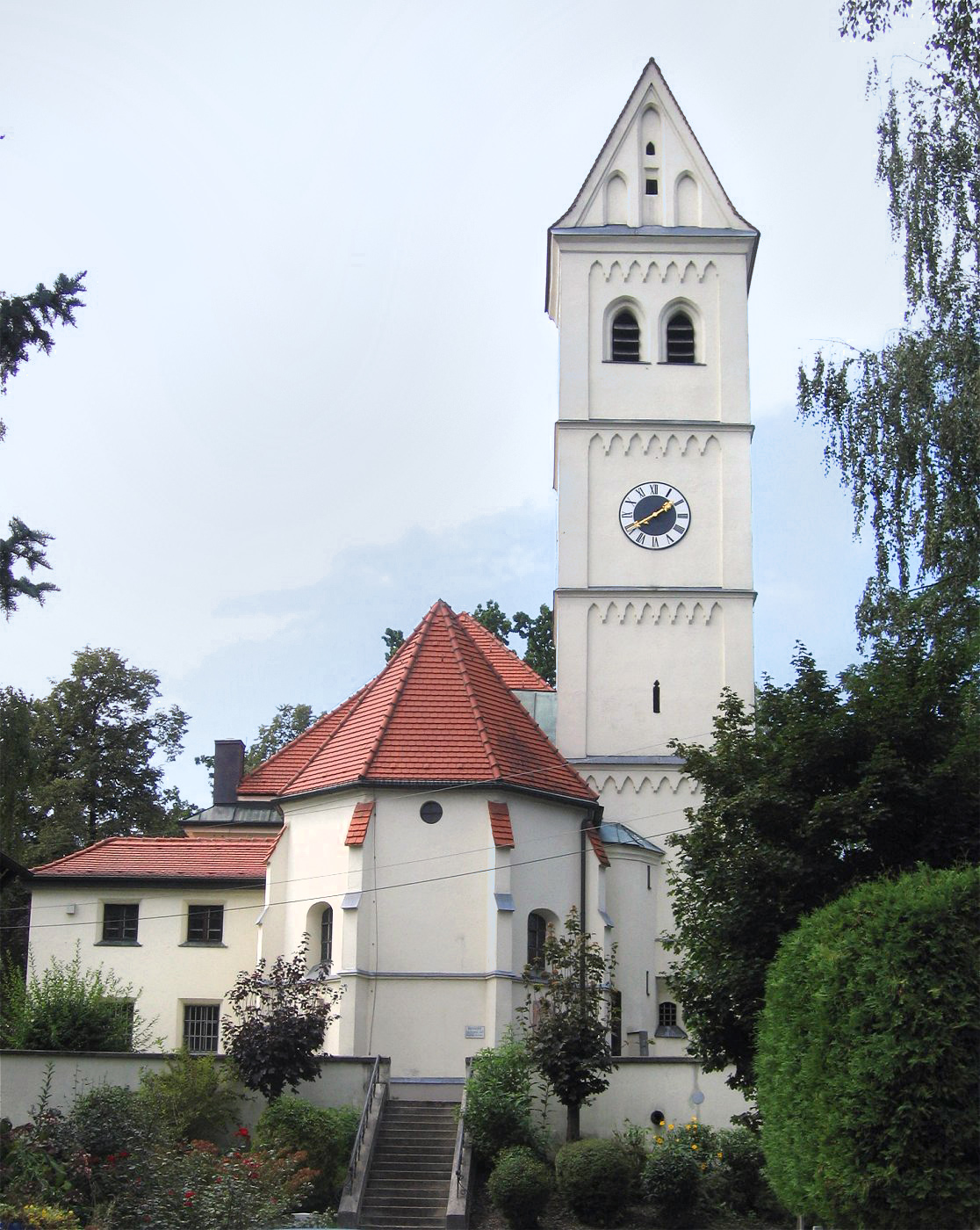
St. Michael Lochhausen
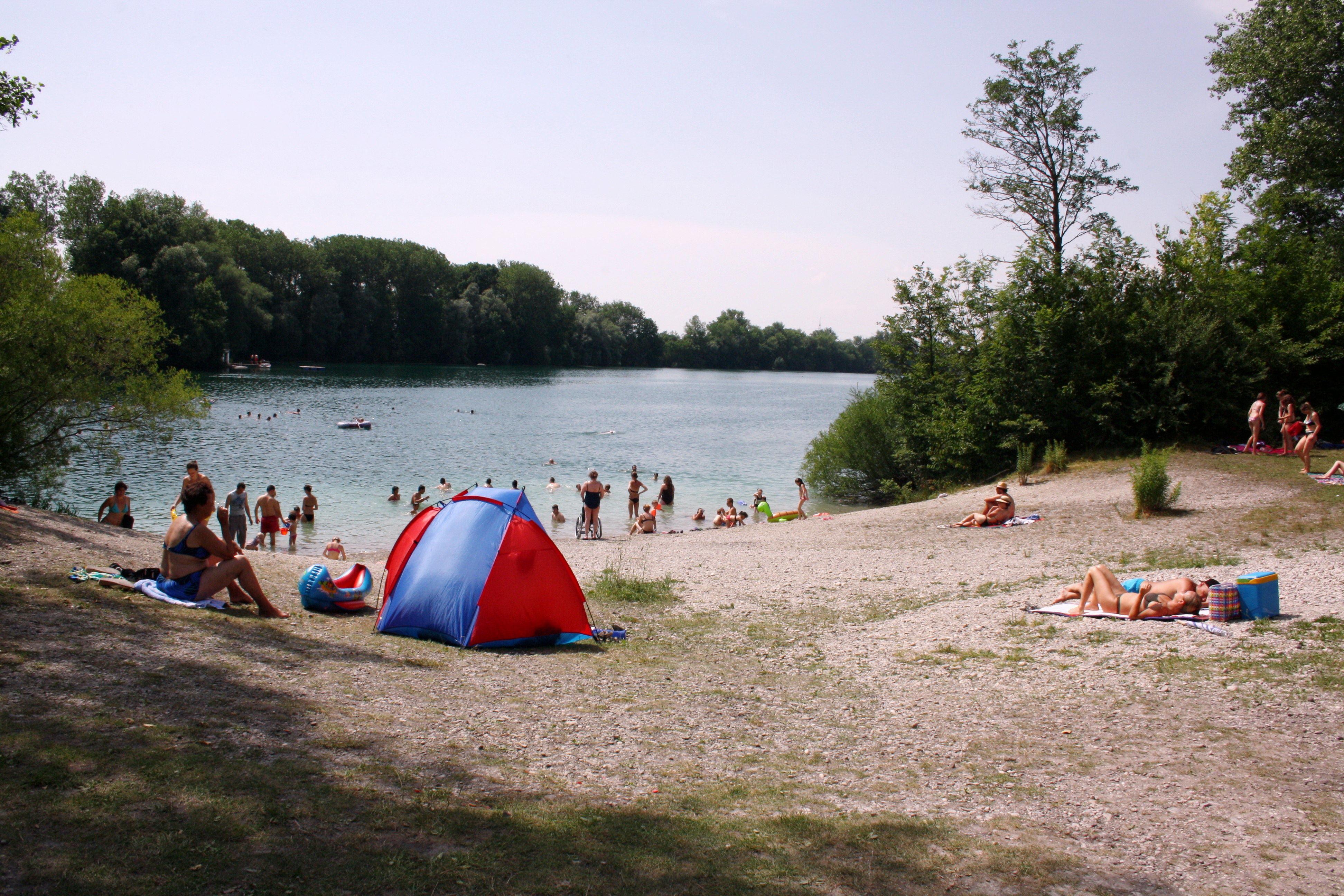
Langwieder See
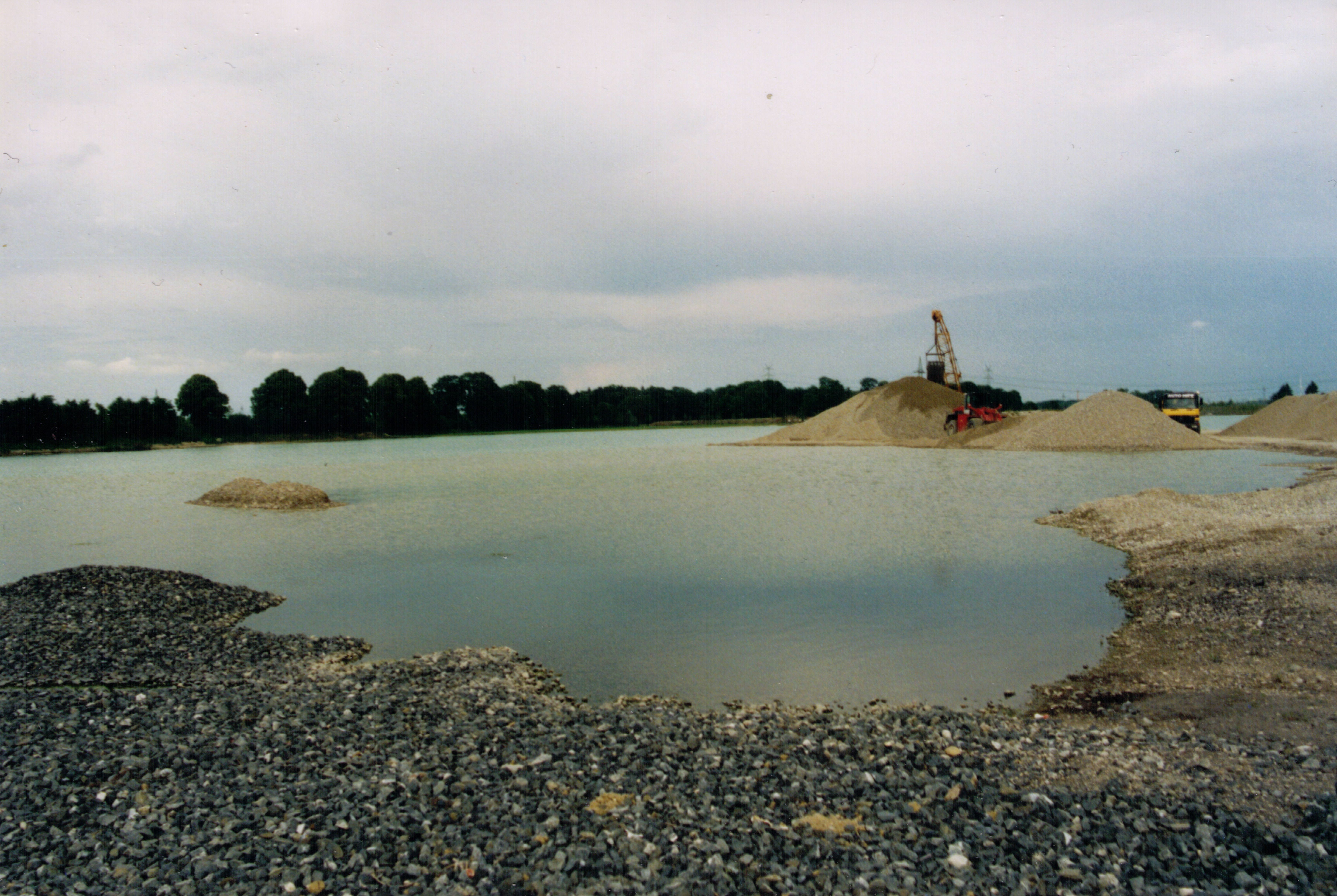
Lußsee

### 23 – Allach-Untermenzing
Vom »Hauser Schloss« zur Schießstätte: »Hauser Schloss«, Industrie im Allacher Forst: BMW, MAN und MTU, Allacher Freizeitgelände/ehemaliges Allacher Sommerbad, Lochholz, Reichsautobahntrasse/Trockenbiotop Kies-Trasse, Schießstätte und Kgl. priv. Feuerschützengesellschaft »Der Bund«.
Spaziergang durch Allach – vom Bauerndorf zum Industriestandort: St. Peter und Paul, Grundschule in der Eversbuschstraße 182, Tafernwirtschaft »Beim Wirt«, Pfarrkirche Maria Himmelfahrt, Sep-Ruf-Bauten, Epiphaniaskirche, Allacher Bahnhof, Diamalt, Sager & Woerner, Junkers-Werk.
Radtour durch Untermenzing – vom alten Dorf über die Angerlohe zu Krauss-Maffei in Allach: Inselmühle, St. Martin, Schulzentrum Untermenzing, Tafernwirtschaft »Zur Schwaige«, die Würm, Dampfsäge- und Hobelwerk, »Theodor Kirsch & Söhne«, Maria Trost und Angerlohsiedlung, Angerlohe, Porzellan-Manufaktur, Krauss-Maffei

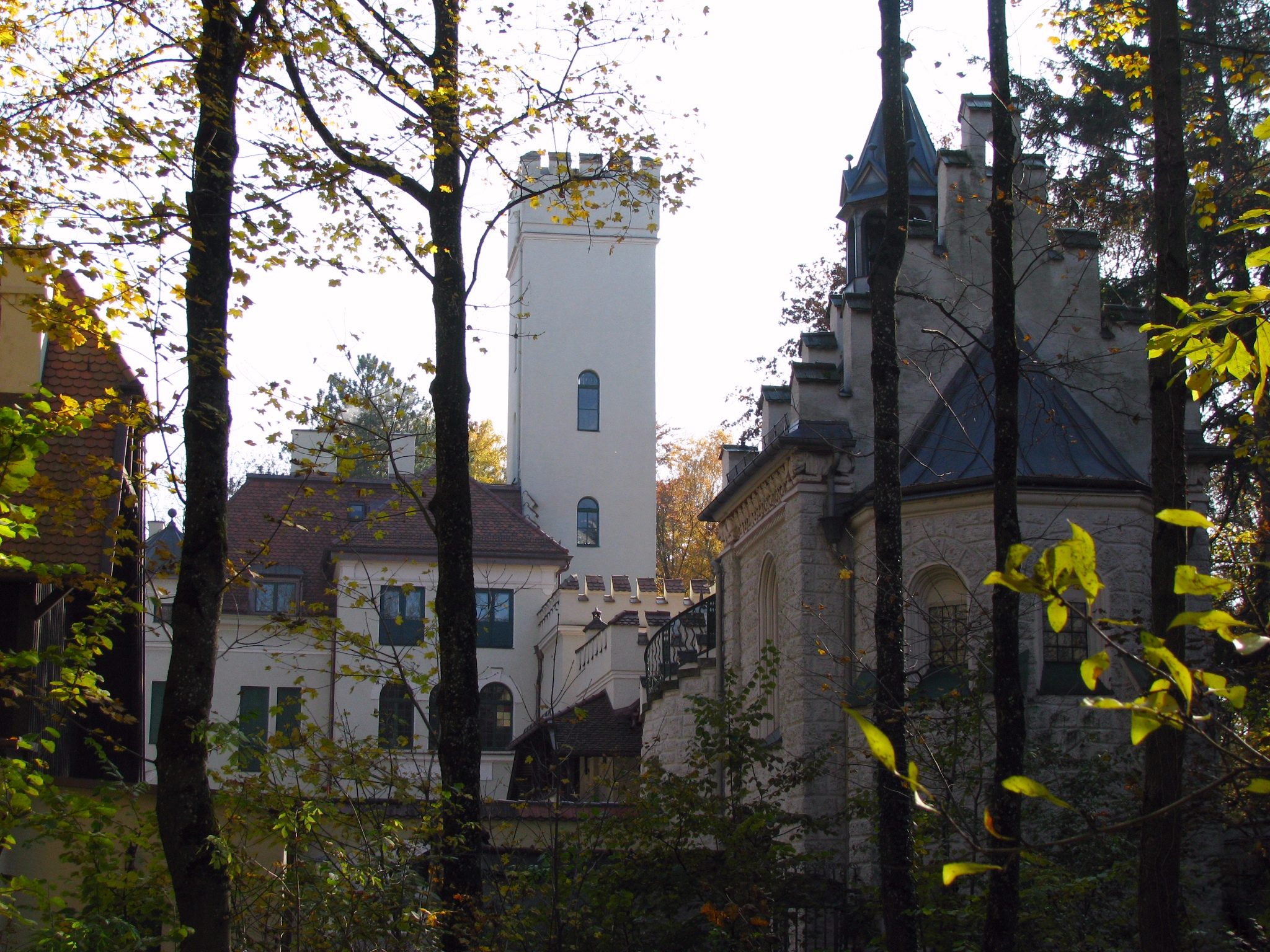
Schloss Allach
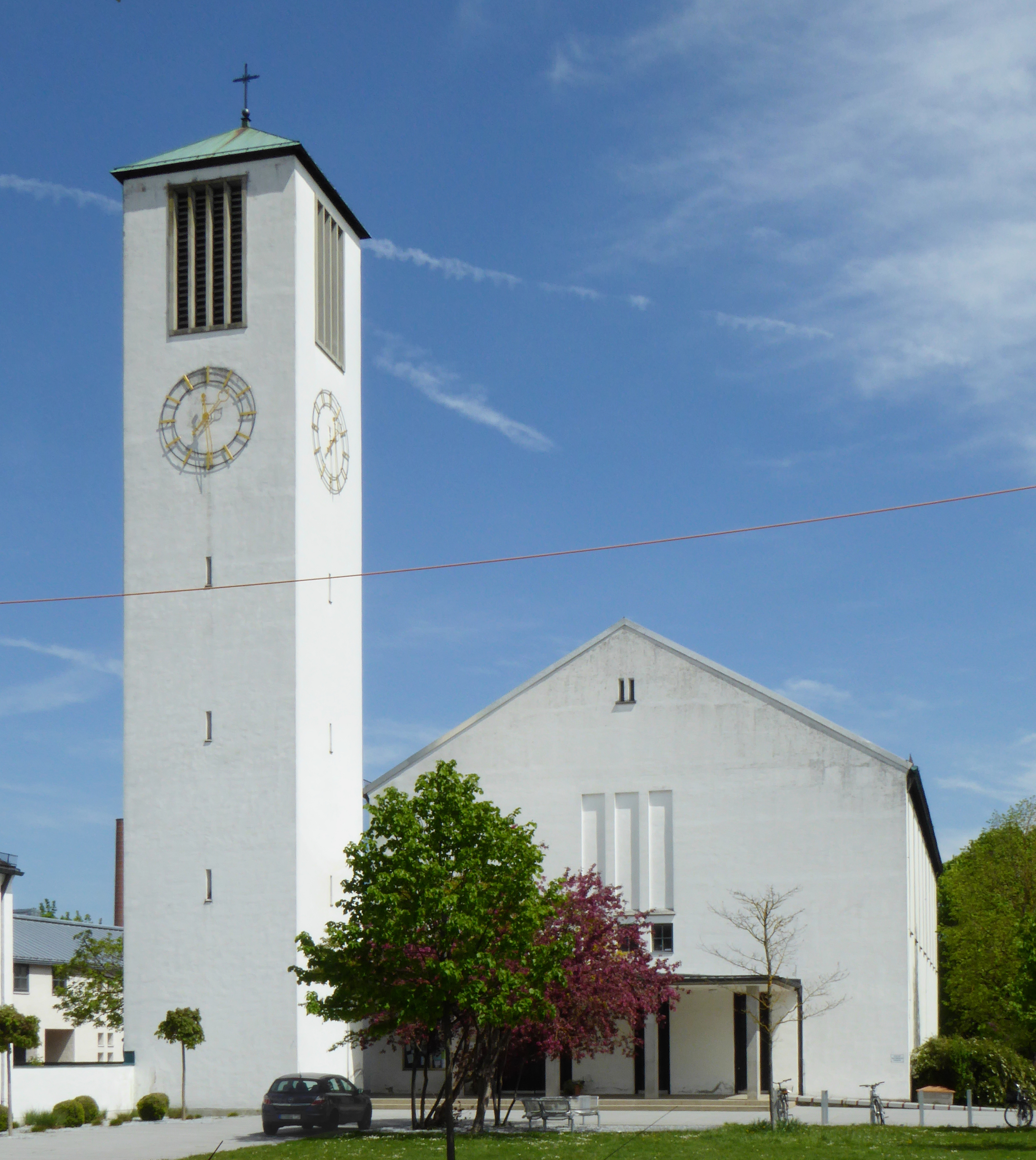
Pfarrkirche Maria Himmelfahrt
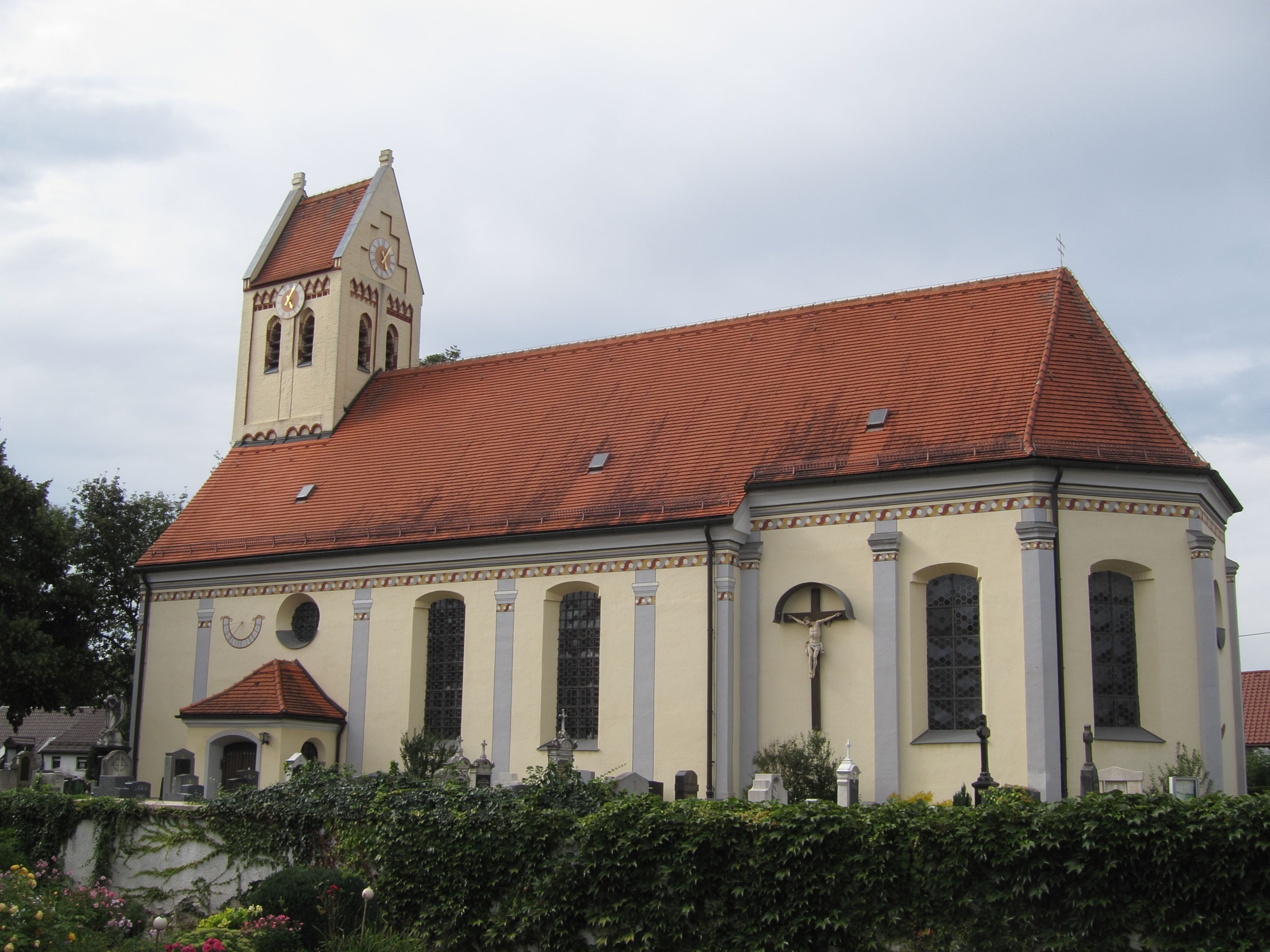
St. Peter und Paul
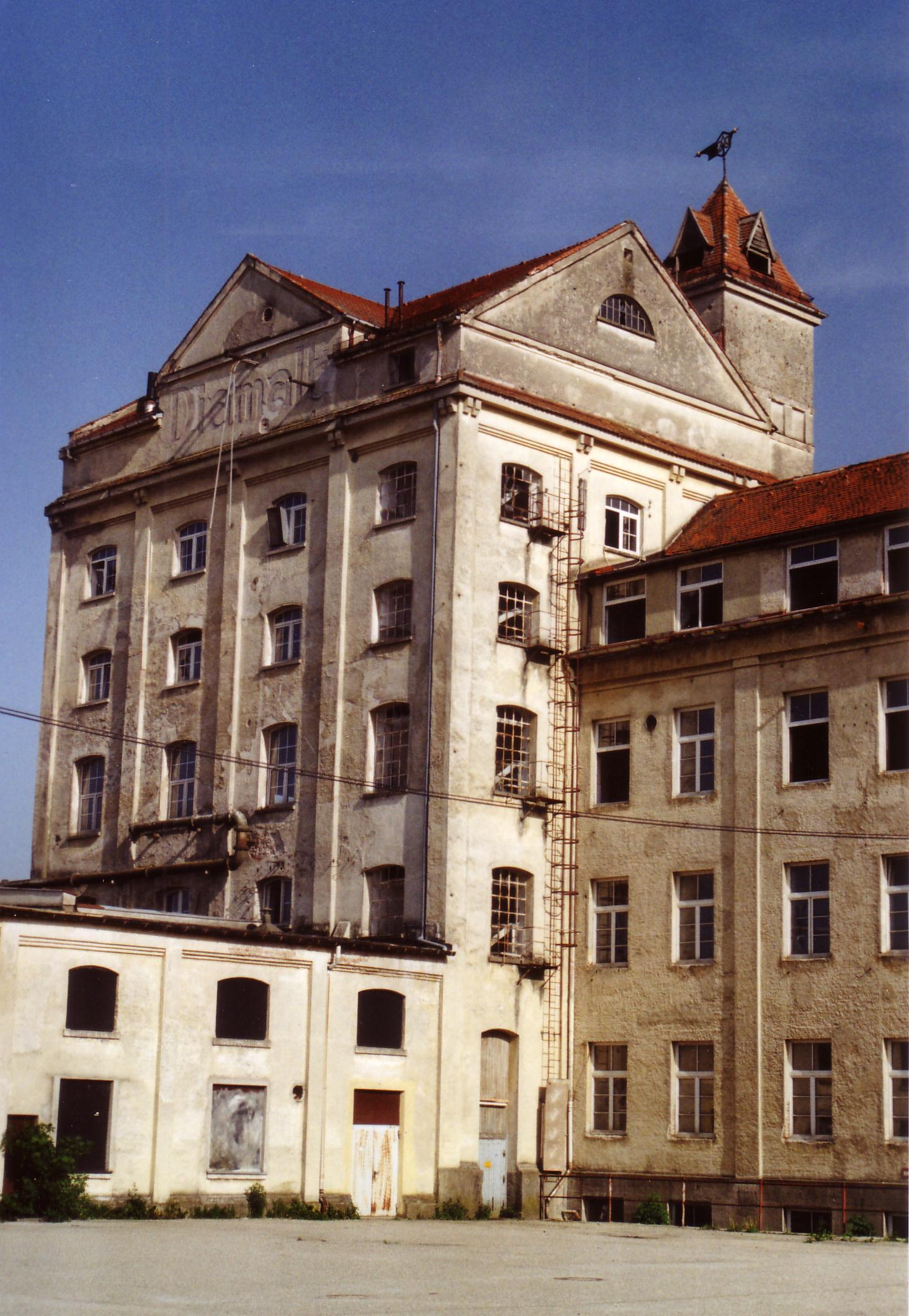
Diamalt
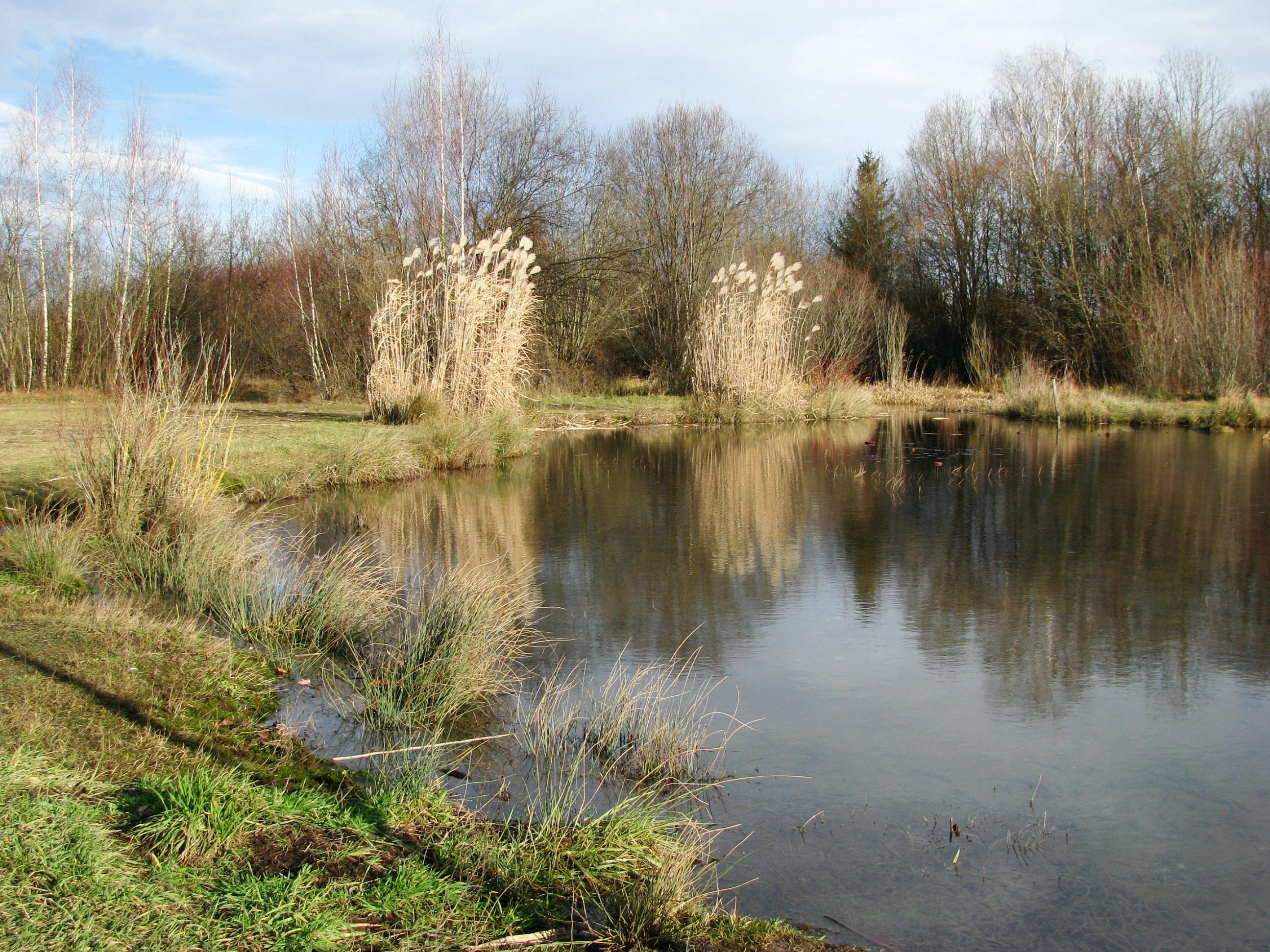
Angerlohe

### 24 – Feldmoching-Hasenbergl
Durch das alte Dorf Feldmoching: St. Peter und Paul mit Pfarrhaus, Friedhof Feldmoching, Kriegerdenkmäler, Tafernwirtschaft und Gemeindehaus, Hammerschmiede (Obermühle), Mittermühle, ehemalige Untermühle, Schule an der Lerchenauer Straße, Bethanienkirche, Josef-Frankl-Straße mit Bahnhof
Durch die Siedlung am Hasenbergl: U-Bahnhof Dülferstraße und Dülferanger, Hasenbergl, historische Sichtachse Schleißheimer Straße, Mariä Sieben Schmerzen und Lichtblick Hasenbergl, Unterkunftsanlage Hasenbergl-Nord und soziale Einrichtungen, Evangeliumskirche, St. Nikolaus, Zentrum Hasenbergl und U-Bahnhof Hasenbergl.
Fahrradtour durch den 24. Stadtbezirk mit seinen Ortsteilen: St. Agnes, Pulverturm und Virginia-Depot, Willy-Brandt-Gesamtschule, Hasenbergl-Süd und Feldmochinger Anger, Wohnstift Augustinum München Nord und Otto-Steiner-Schule, Jugendfreizeitheim ‘s Dülfer, Herbergstraße, Baracke des ehemaligen KZ-Außenlagers Allach in Ludwigsfeld, Wohnsiedlung Ludwigsfeld mit Denkmal und Gotteshäusern, ehemalige Moorkolonie Ludwigsfeld, ehemalige Gaststätte Lindenhof, St. Christoph, ehemalige Villa mit Atelier, katholische Kirche St. Johannes Evangelist, Kapernaumkirche, ehemalige Genossenschaftssiedlung Eggarten

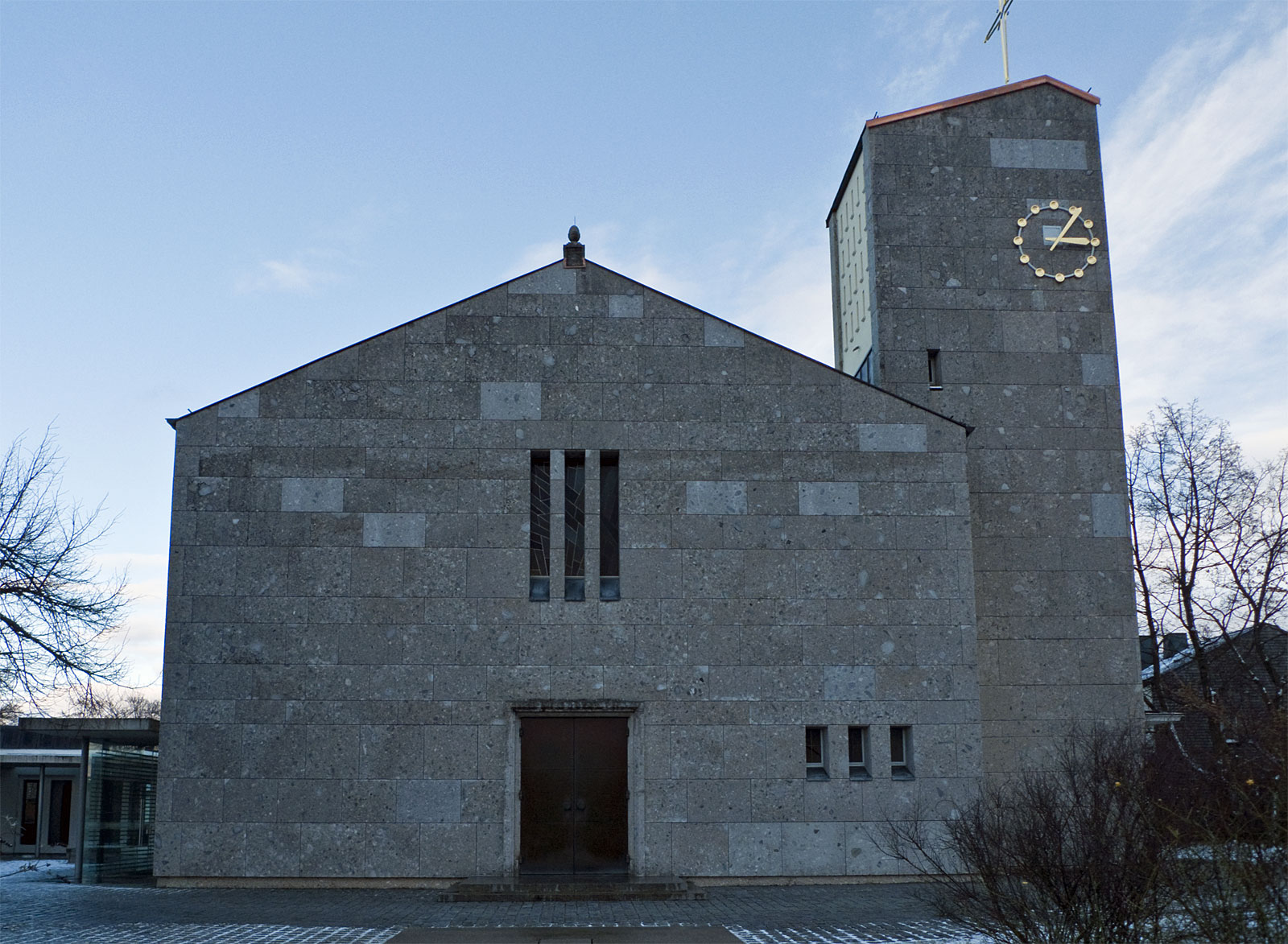
St. Agnes
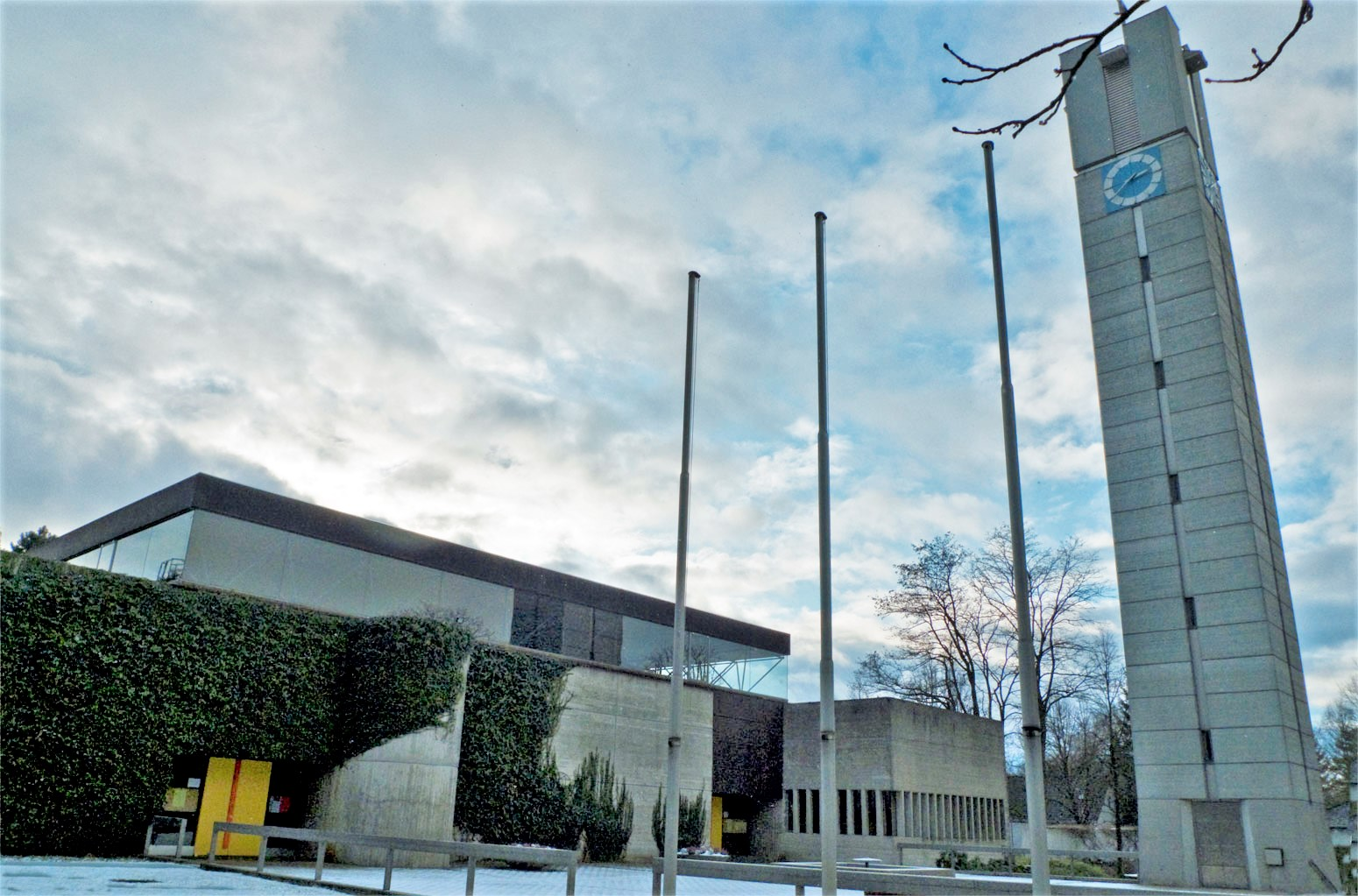
St. Christoph
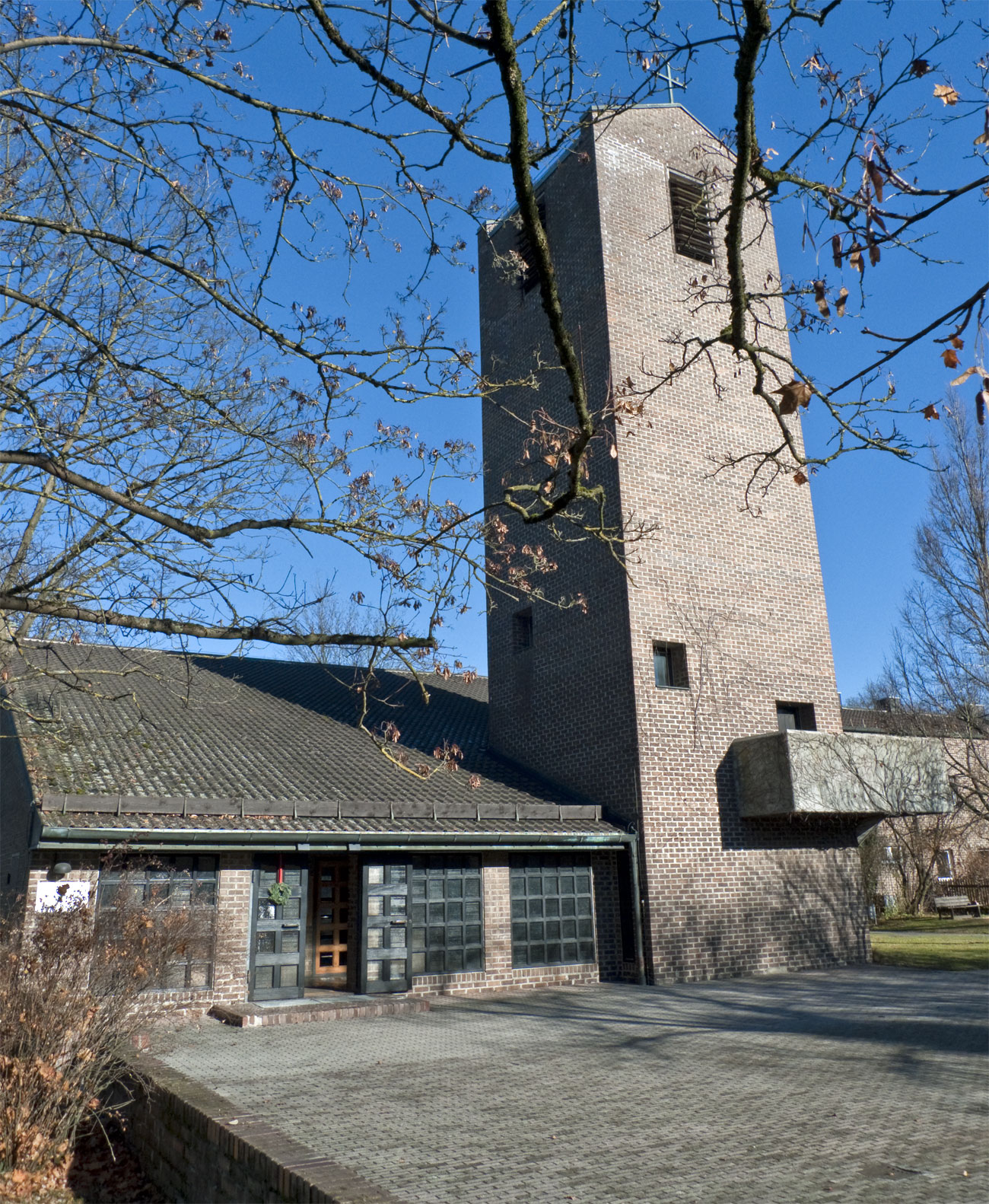
Bethanienkirche
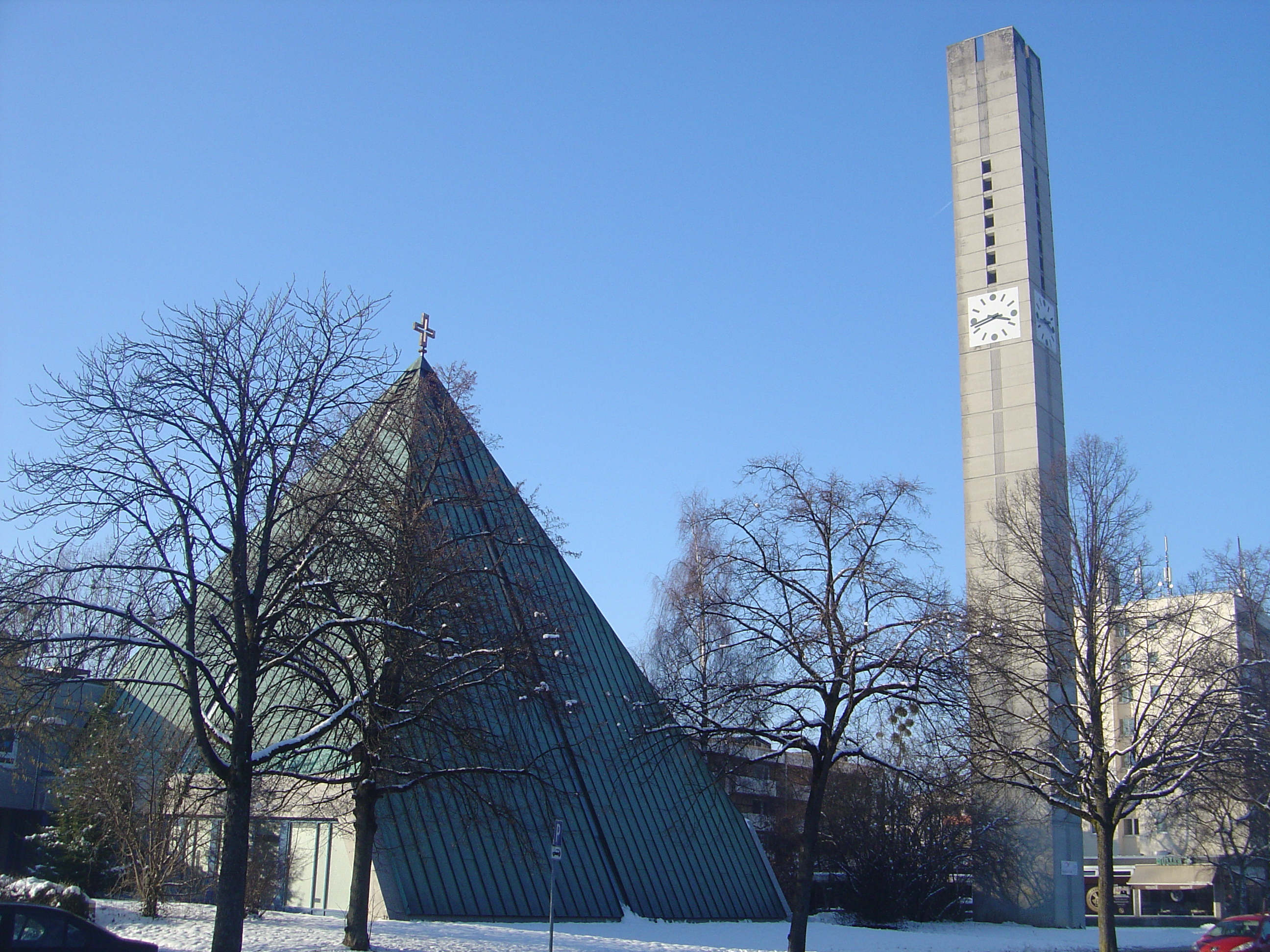
Kapernaumkirche
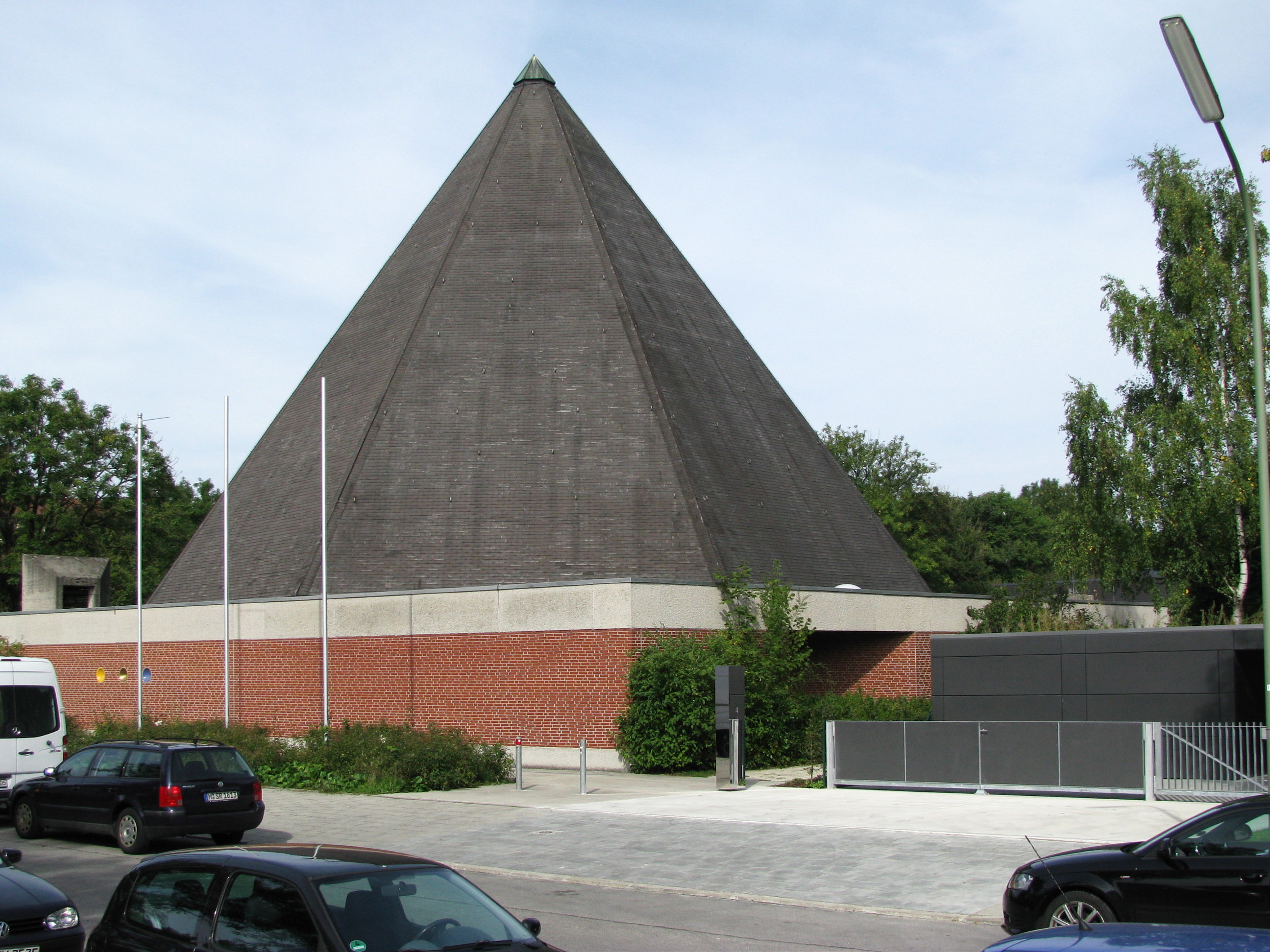
Mariä Sieben Schmerzen
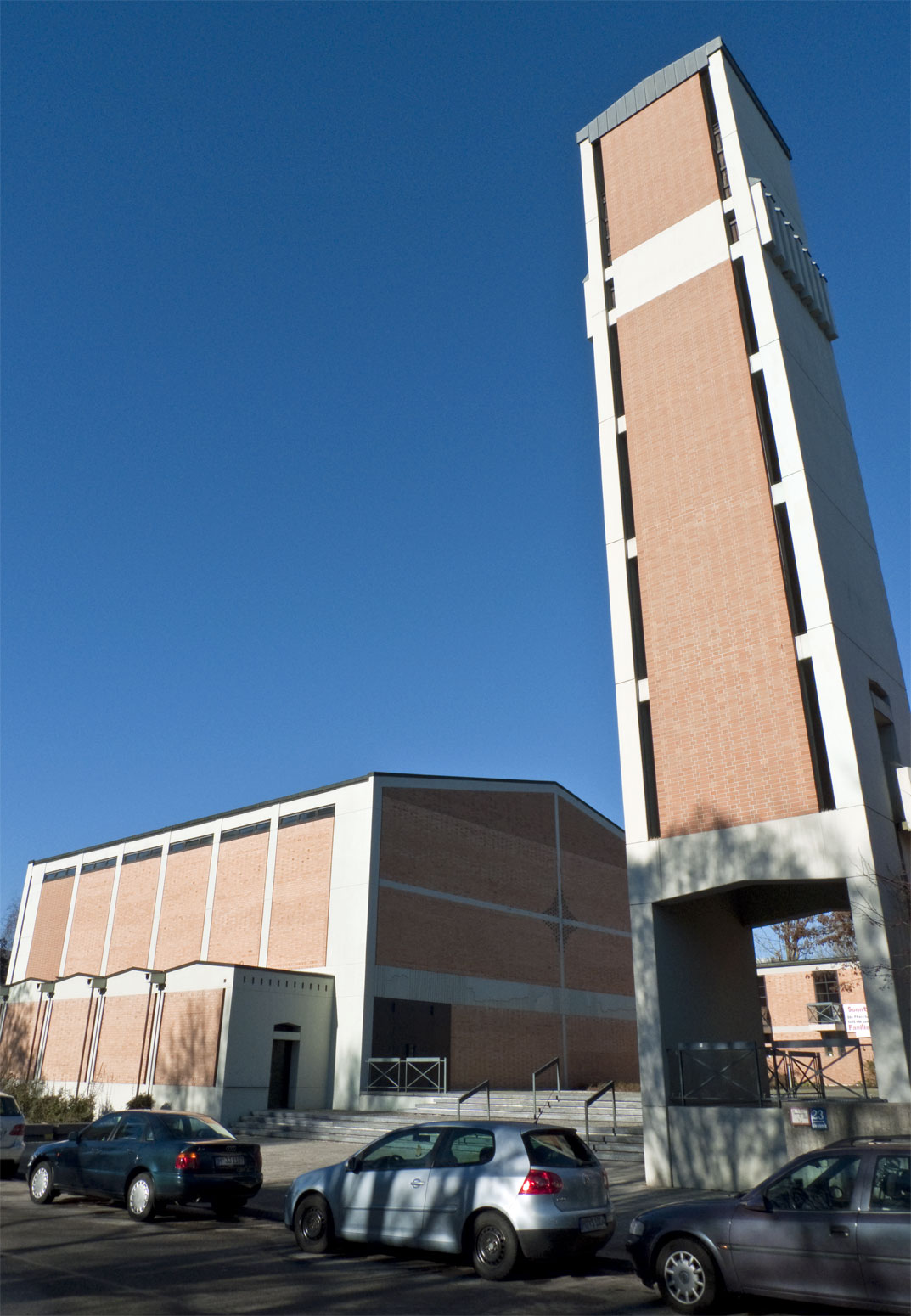
St. Johannes Evangelist
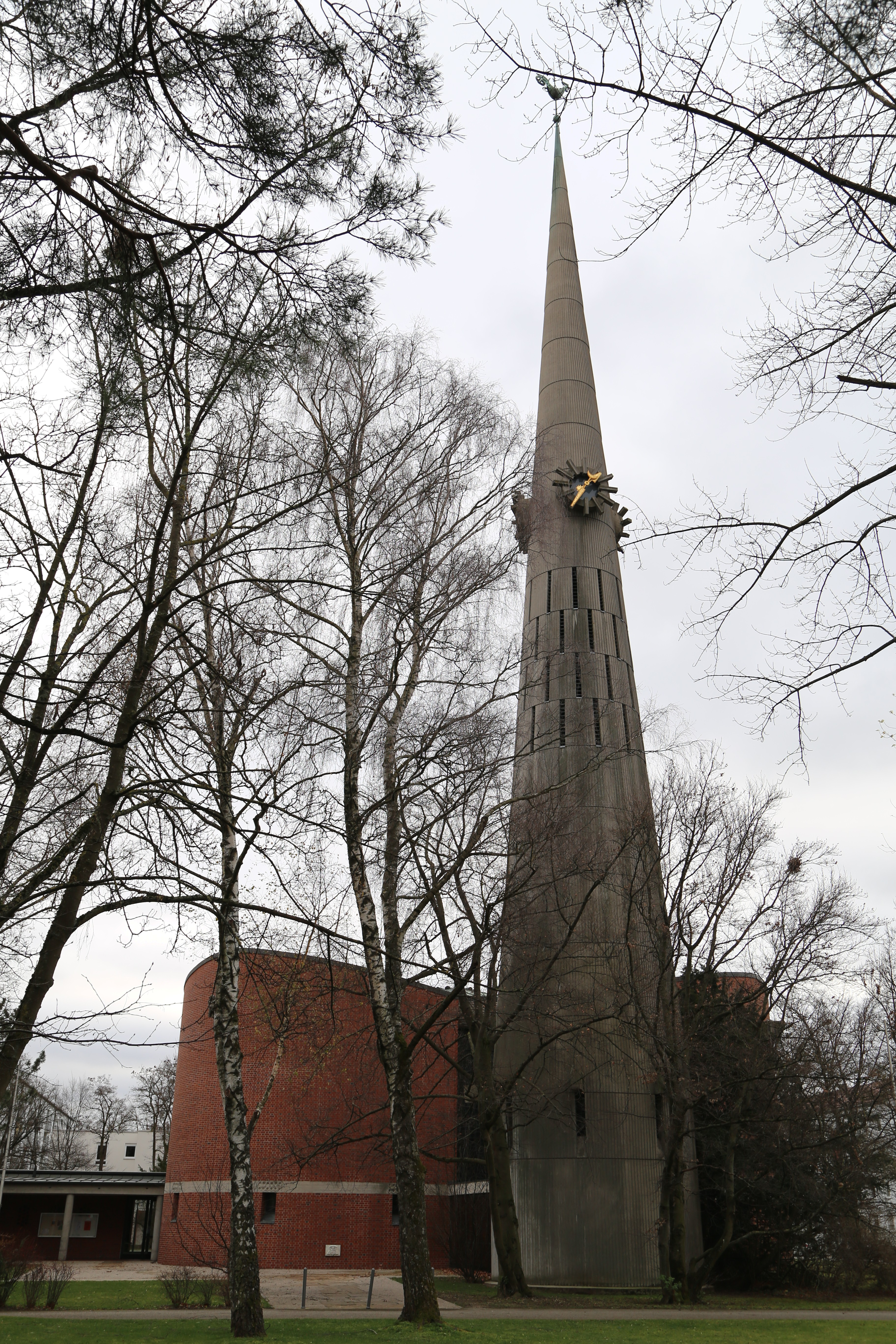
St. Nikolaus
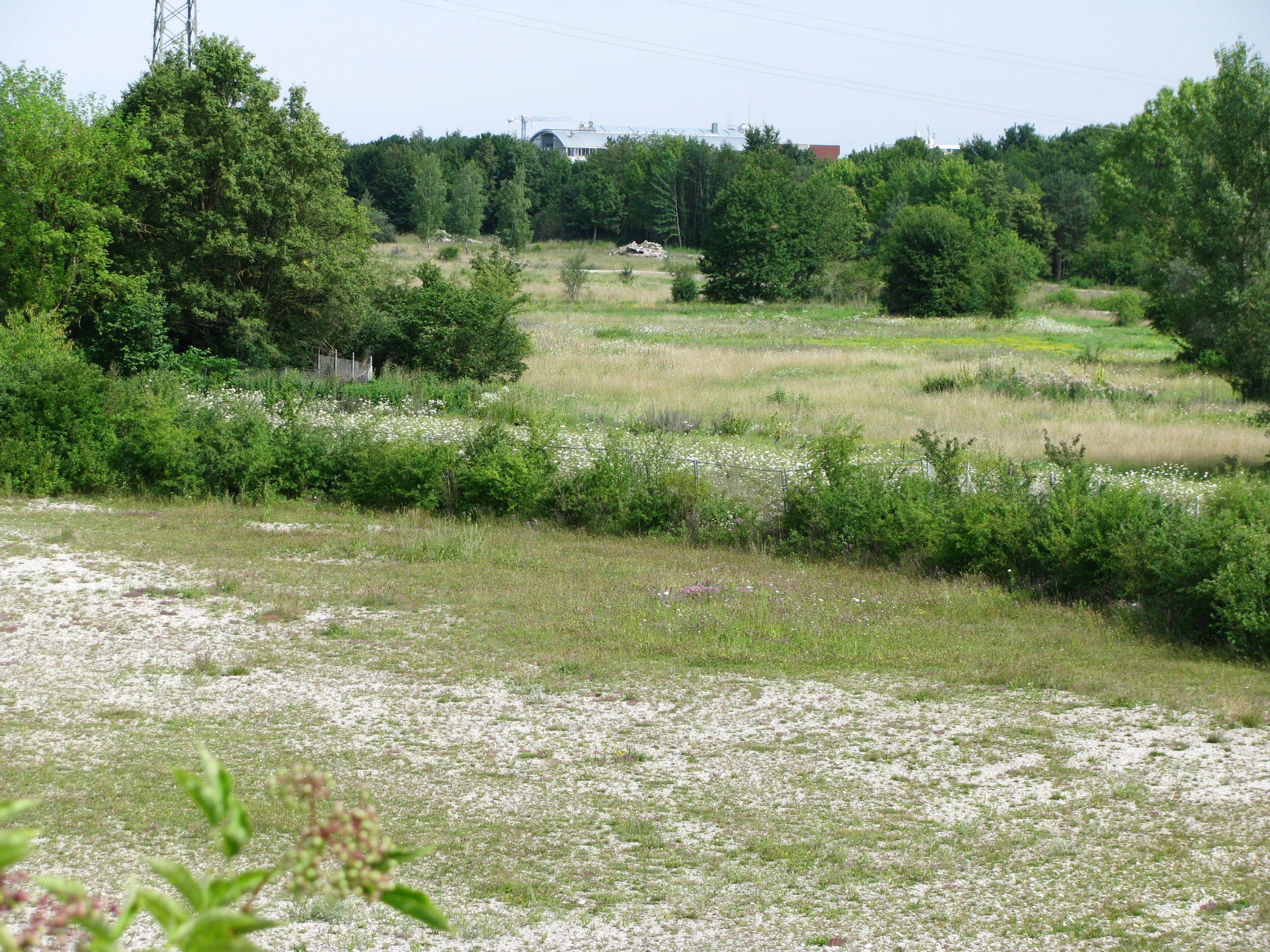
Virginia-Depot
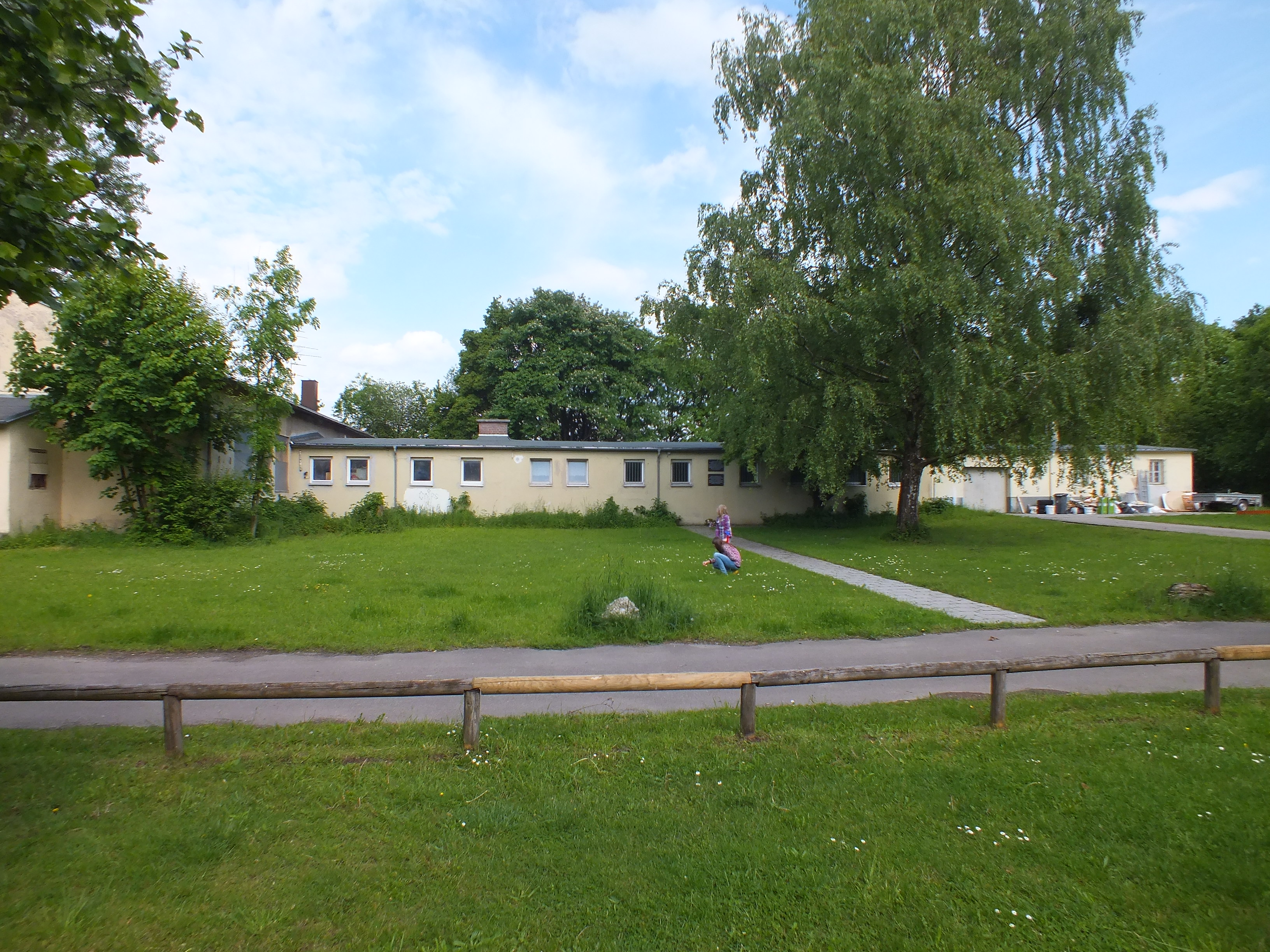
KZ-Außenlager Allach
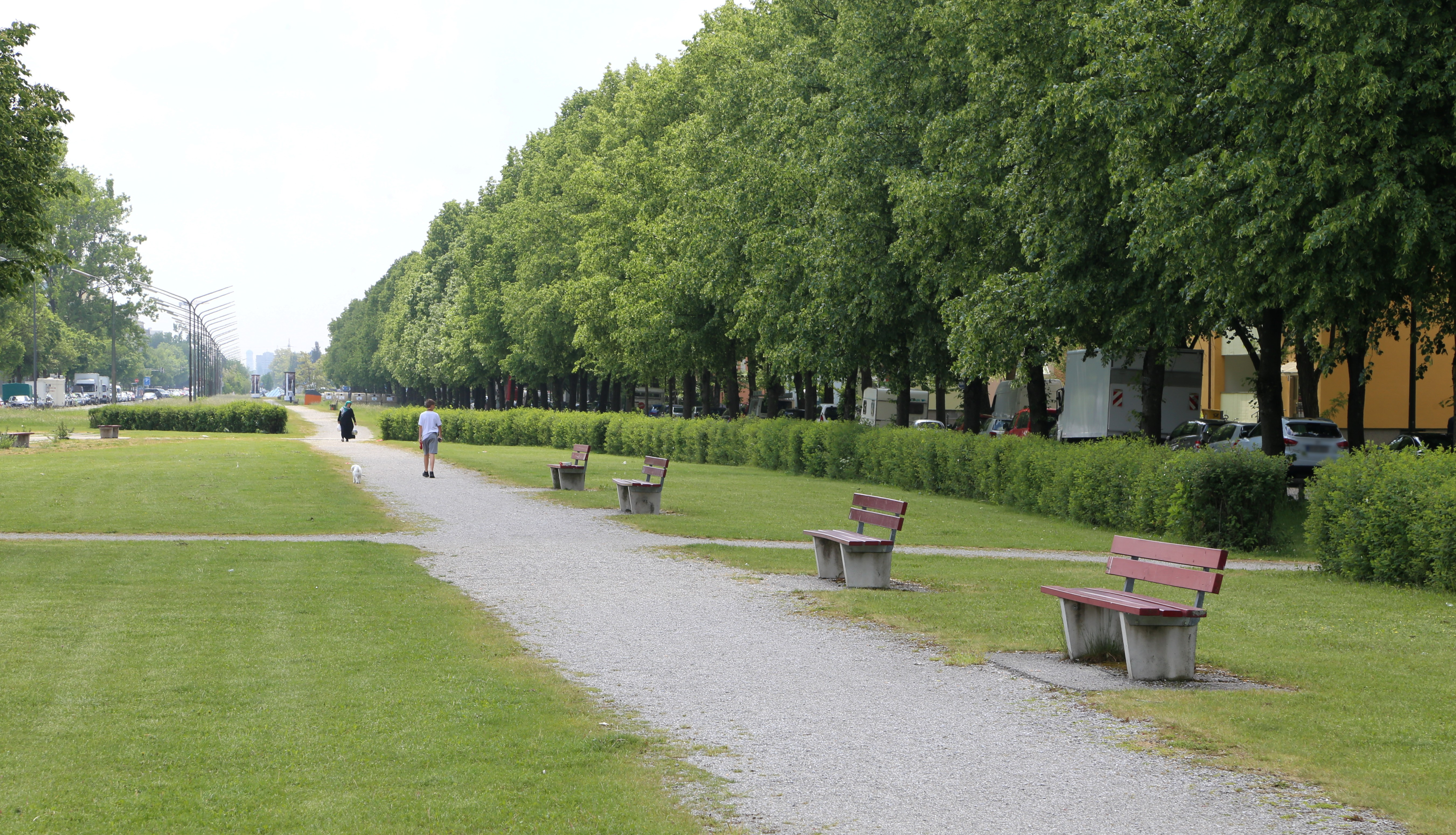
Hist. Sichtachse Schleißheimer Straße

### 25 – Laim
Rund um den Laimer Anger – ein Spaziergang durch den alten Ortskern: U-Bahnhof Laimer Platz, ESV-Gelände, Mathunistraße, Interim-Theater, Laimer Schlössl, Kirche St. Ulrich, Schule an der Fürstenrieder Straße, Lebensmittelgeschäft Linsert, Fürstenrieder Straße.
»In Laim daheim« – eine Radltour zu Wohnsiedlungen und Arbeitsstätten: S-Bahnhof Laim, Siedlung Stadtlohner Straße, Villenkolonie Schlosspark Laim, Agricolaplatz, Steingutmanufaktur, HEIMAG-Siedlung, Siedlung Neufriedenheim, Bauhandwerker-Siedlung, Eisenbahner-Siedlung, Alte Heimat, Straubinger Straße, Landsberger Straße.

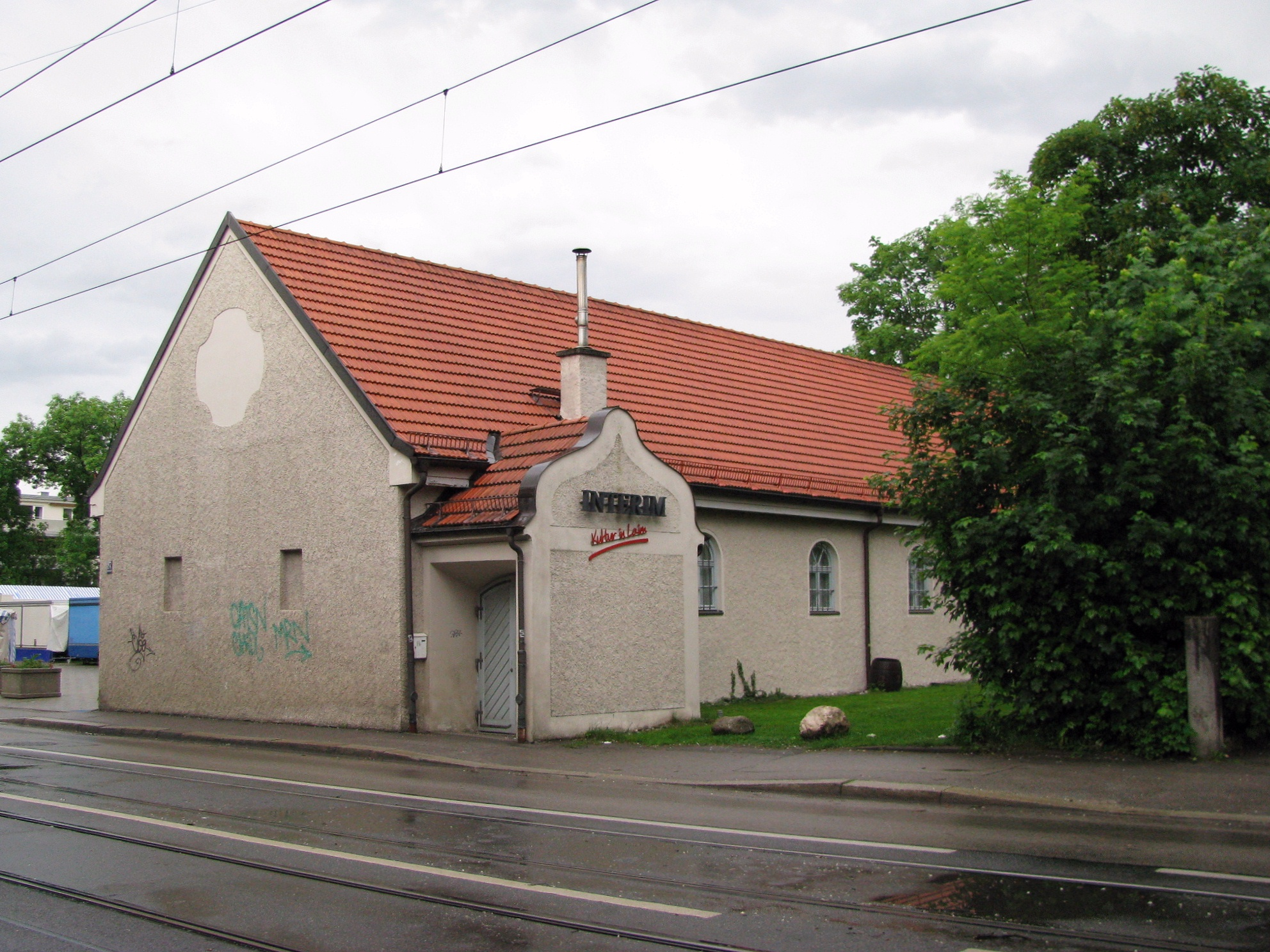
INTERIM-Theater
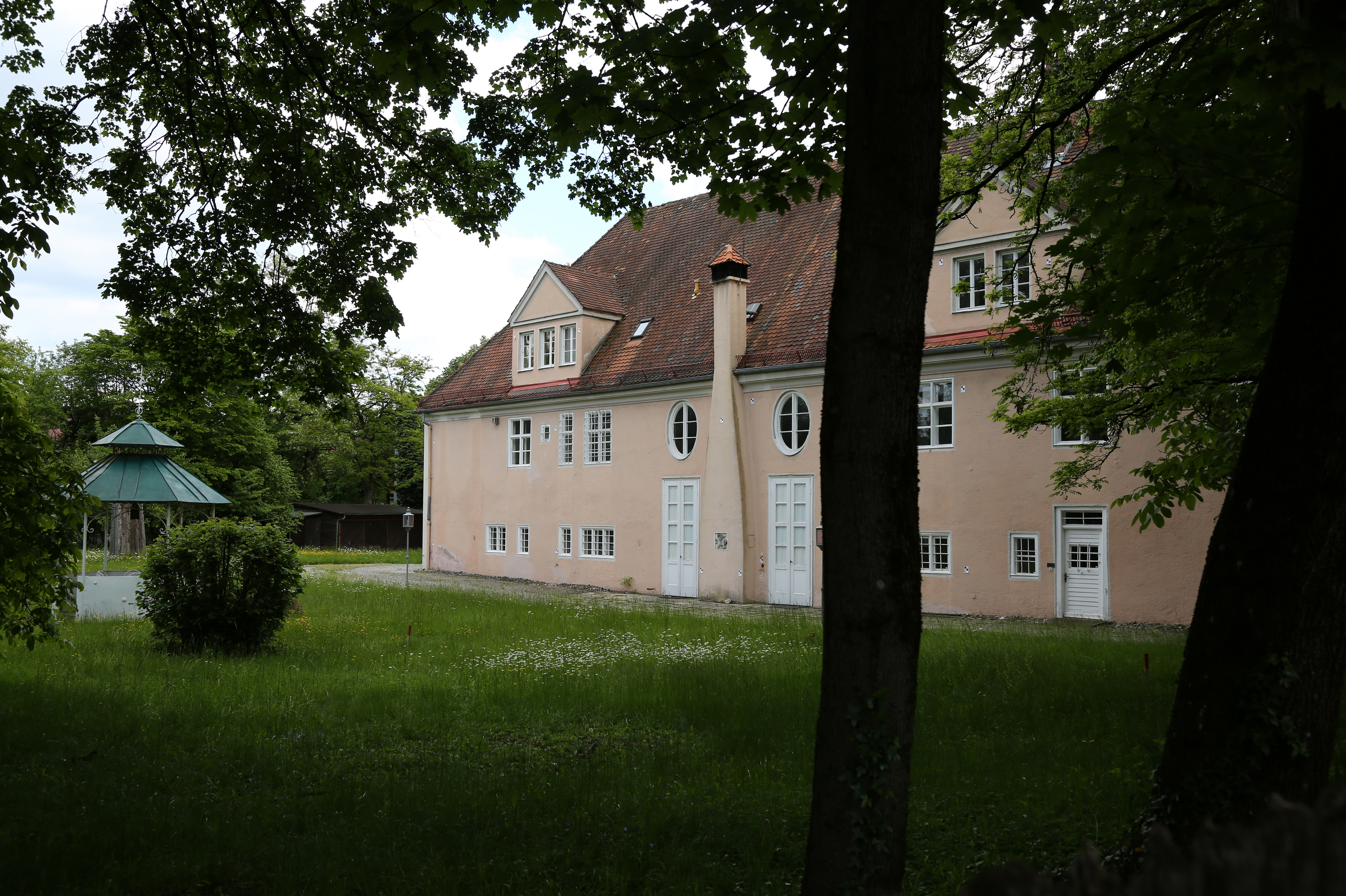
Laimer Schlössl
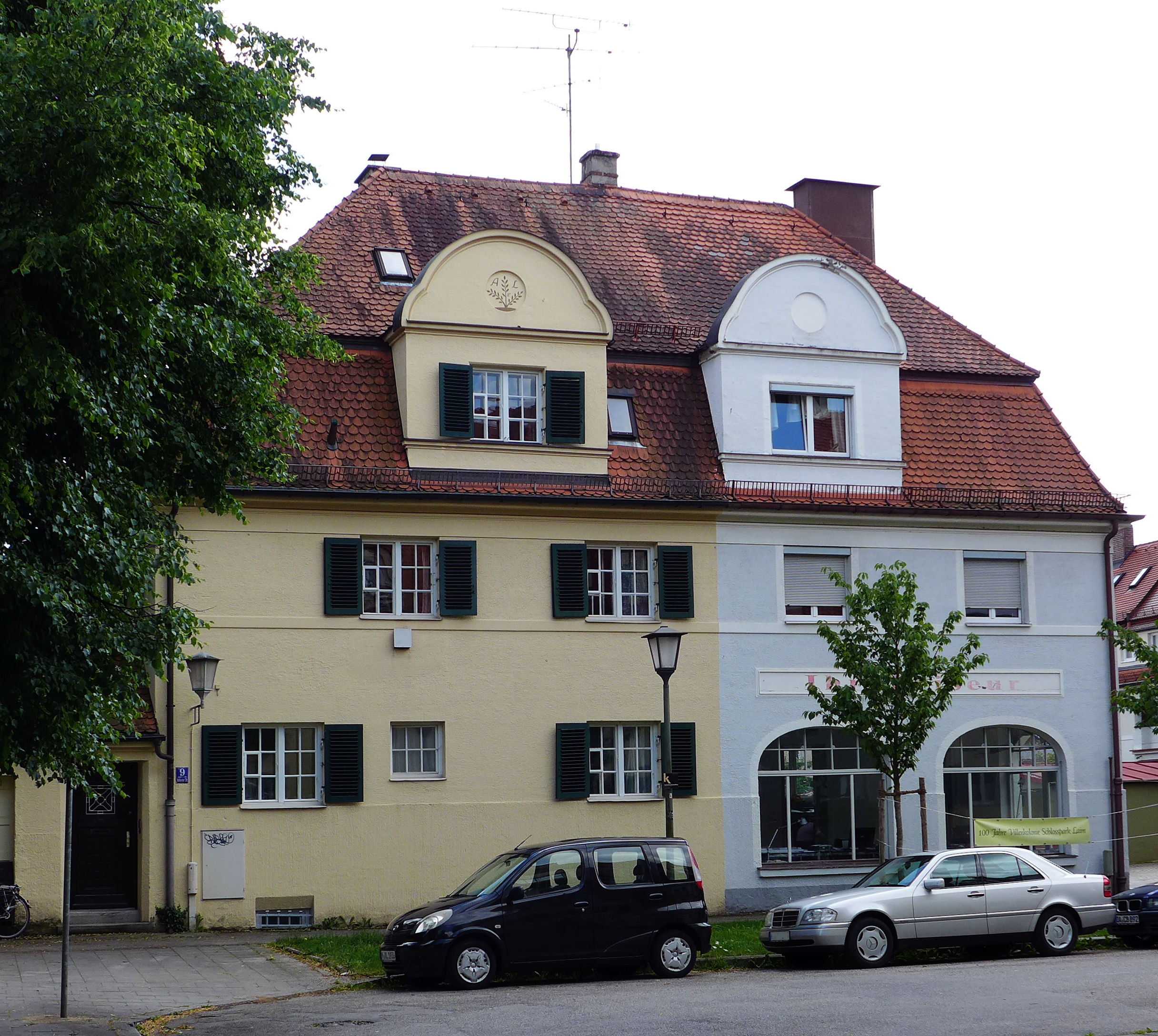
Villenkolonie Schlosspark Laim
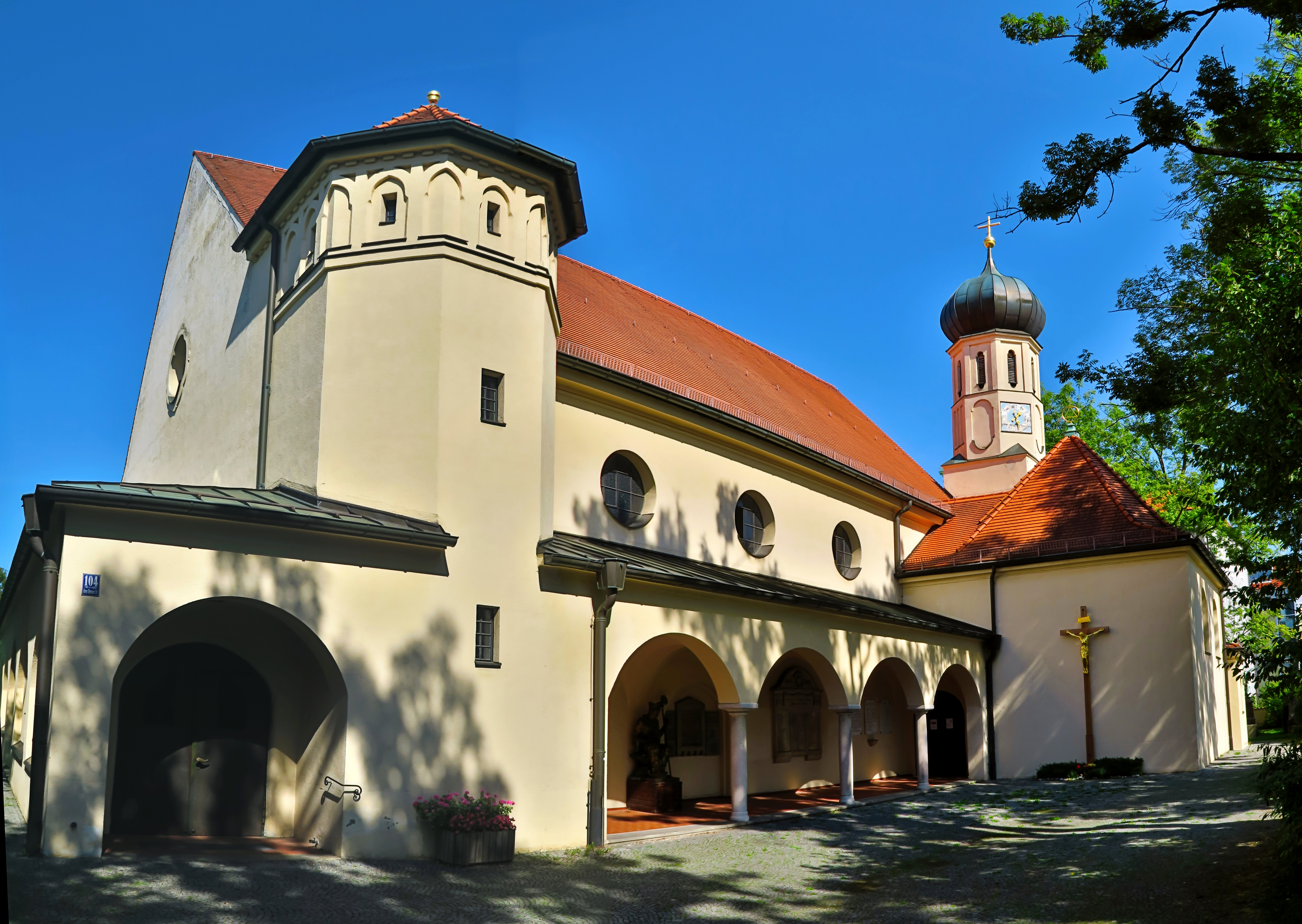
St. Ulrich
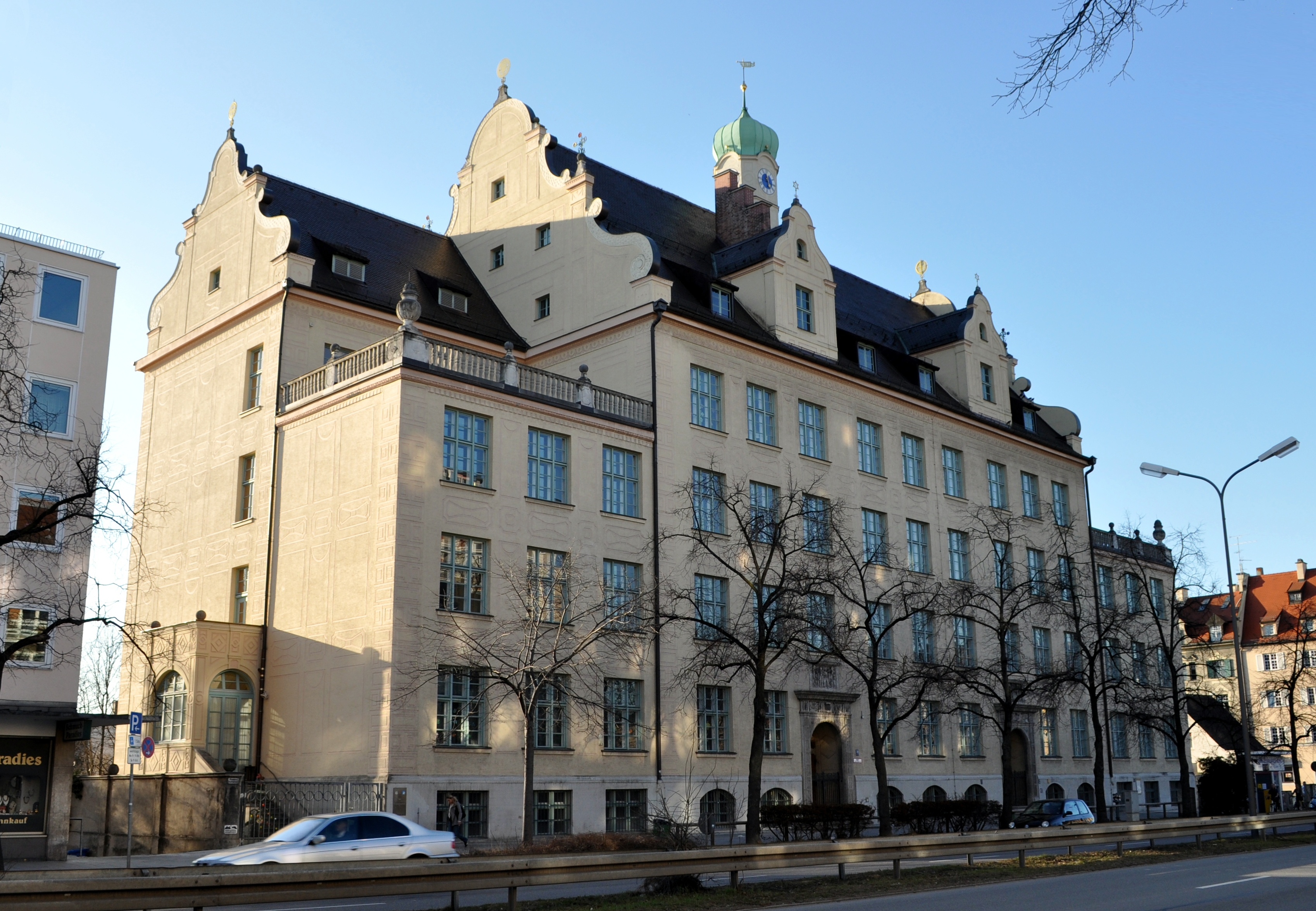
Schule an der Fürstenrieder Straße
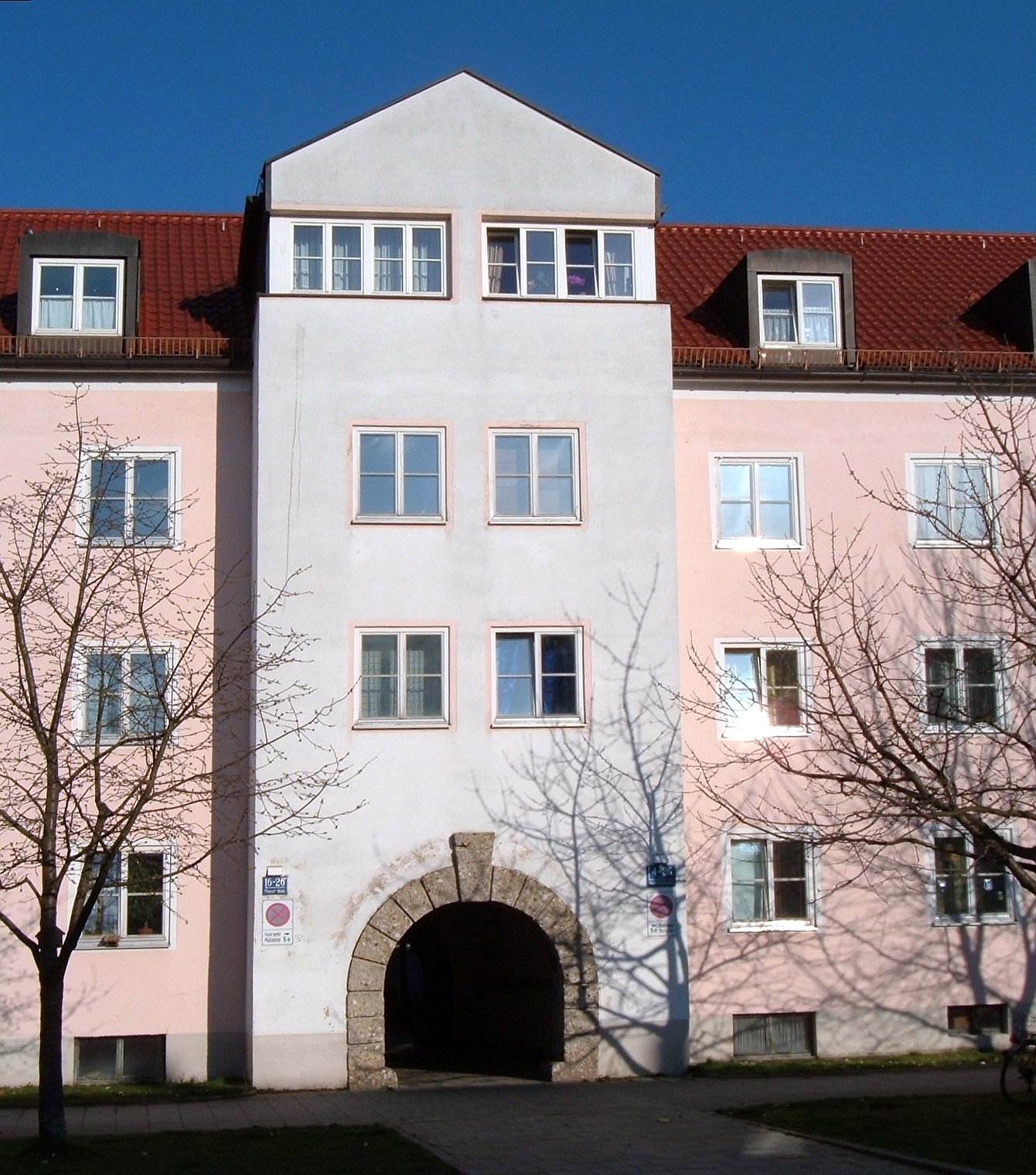
Neufriedenheim